# Huisstijlen in het openbaar vervoer van Nederland
De huisstijlen in het openbaar vervoer geven vooral weer de uitvoering van grafische vormgeving die openbaarvervoerbedrijven en OV-autoriteiten gebruiken om zichzelf herkenbaar en onderscheidend te maken naar het publiek. Sommige OV-autoriteiten gaan nog iets verder door een eigen merknaam te hanteren, zoals R-net, Breng en U-OV. De naam van het vervoerbedrijf staat dan soms niet of heel klein op het materieel.

## Geschiedenis

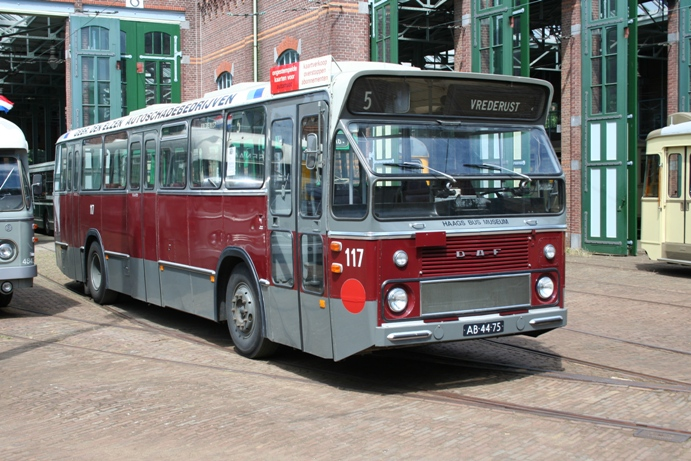
Standaardstadsbus volgens CSA

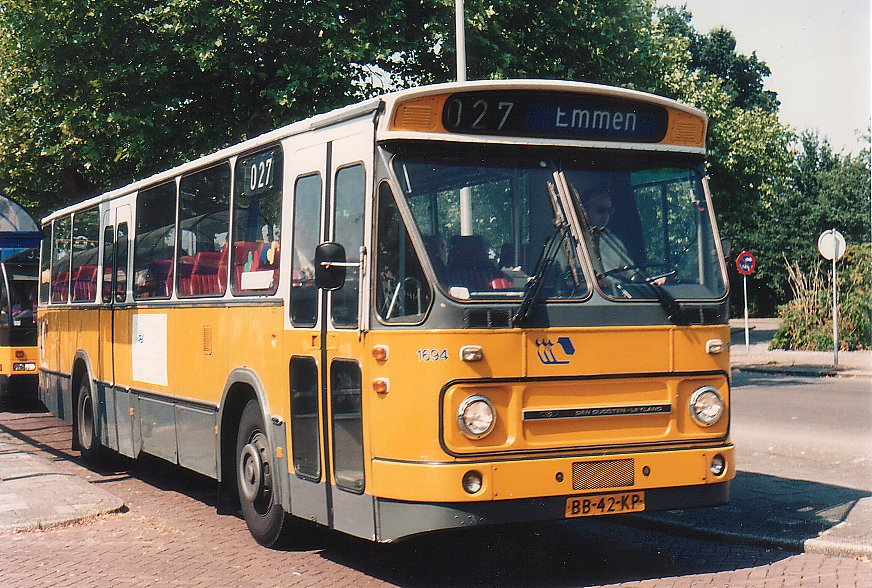
Standaardstreekbus in de huisstijl van 1987

Met het ontstaan van de Commissie Standaardisering Autobusmaterieel in 1961 kwam er een standaardhuisstijl voor de stadsbussen in Nederland. Deze organisatie, vertegenwoordigd door verschillende busbouwers in het land, streefden naar standaardbussen voor heel Nederland met hetzelfde straatbeeld in de steden. De huisstijl bestond uit de kleuren wijnrood (beter bekend als stadsrood) en grijs.
Ook voor het streekvervoer kwam er in 1967 een uniforme geel-witte huisstijl voor de nieuwe standaardstreekbus. Het geel is beter bekend als streekgeel. Deze huisstijl was een onderdeel van Spoorslag '70 van de NS, waarbij de samenhang tussen al het openbaar vervoer in Nederland naar voren moest komen. Deze bussen kregen de bijnaam Gele Rijders.
In 1982 werd de huisstijl voor stadsbussen gewijzigd naar tomaatrood-beige en voor streekbussen geel. In 1987 werd de standaardhuisstijl voor stadsbussen rood met grijs-wit en voor streekbussen geel-grijs. De productie van de standaardstreekbus werd in 1988 gestaakt, en kwam er een moderner ontwerp. Langzaamaan lieten steeds meer vervoerbedrijven nieuwe series bussen verven in een eigen huisstijl. Uiteindelijk gingen in de jaren 90 alle vervoerbedrijven over op hun eigen huisstijl.

## Algemeen
Met de invoering van de Wet personenvervoer 2000 werd Nederland opgedeeld in verschillende OV-autoriteiten. Sindsdien worden er per autoriteit concessies verleend voor de uitvoering van het openbaar vervoer. In deze contracten kan ook een regionale huisstijl worden geëist. De bussen van Schiphol Sternet waren de eerste bussen die in een rode huiskleur moesten gaan rijden. De OV-autoriteit had deze eis opgesteld voor herkenbaarheid van het netwerk. Later  volgden meer OV-autoriteiten het voorbeeld.
Nederland kent zodoende tegenwoordig voor het openbaar vervoer vele huisstijlen. Zo zijn er voor vervoerbedrijven de landelijke huisstijl en de regionale huisstijl. Welke huisstijl er voor een bepaalde concessie gehanteerd moet worden is afhankelijk van de wensen van de OV-autoriteit. Wil de OV-autoriteit herkenbaarheid voor hun regio/provincie, dan kan er geëist worden om een regionale huisstijl te hanteren. Een voorbeeld is de huisstijl die gehanteerd wordt in de regio Twente. Hier rijden alle bussen en treinen in "Twents" Rood. De OV-autoriteit wilde hiermee de oude huisstijl van de oude OV-bedrijf TET terug laten keren in het straatbeeld. Soms wil een OV-autoriteit niet alleen een bepaalde kleur op hun openbaar vervoer, maar willen ze die ook in een bepaald ontwerp. Een voorbeeld daarvan is de huisstijl die wordt gehanteerd in West- en Oost-Brabant. Hier heeft de provincie Noord-Brabant strenge eisen gesteld hoe de bussen er precies uit moeten zien, qua kleur, plaatsen waar de reclame mag komen, en waar het logo van de vervoerder en de provincie moeten komen. Zo zijn er nog veel meer voorbeelden die in het overzicht allemaal behandeld worden.

## Vervoerdersgebonden huisstijlen
Hieronder een overzicht van de huidige en voormalige landelijke huisstijlen van bestaande en opgeheven vervoersmaatschappijen, die bijvoorbeeld op bussen, veerboten, metro's, trams en/of treinen worden of werden gehanteerd.
Oude huisstijlen zijn soms nog te zien bij touringcarbedrijven, in musea of bij andere organisaties. Vaak rijden er ook nog bussen rond met deze huisstijlen in het buitenland, zoals in veel Oost-Europese landen, sommige Aziatische landen en sommige Afrikaanse landen.
Tussen haakjes staan de jaartallen waarin het vervoerbedrijf actief was/is.

### Area(2004-2006)

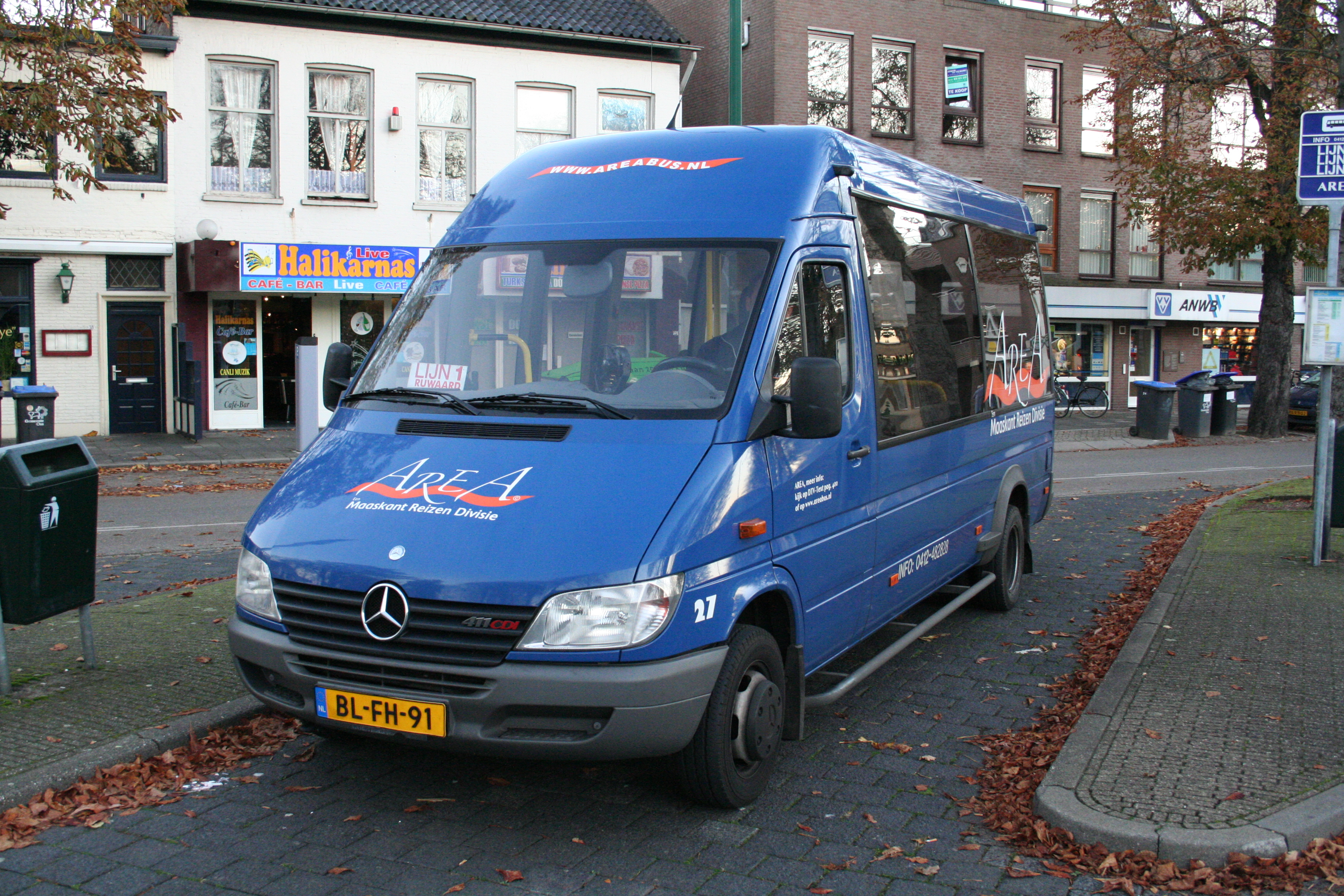
Donkerblauwe busjes met het Area logo

-  
Donkerblauwe busjes met het Area logo

### Aquabus(2010-2022)

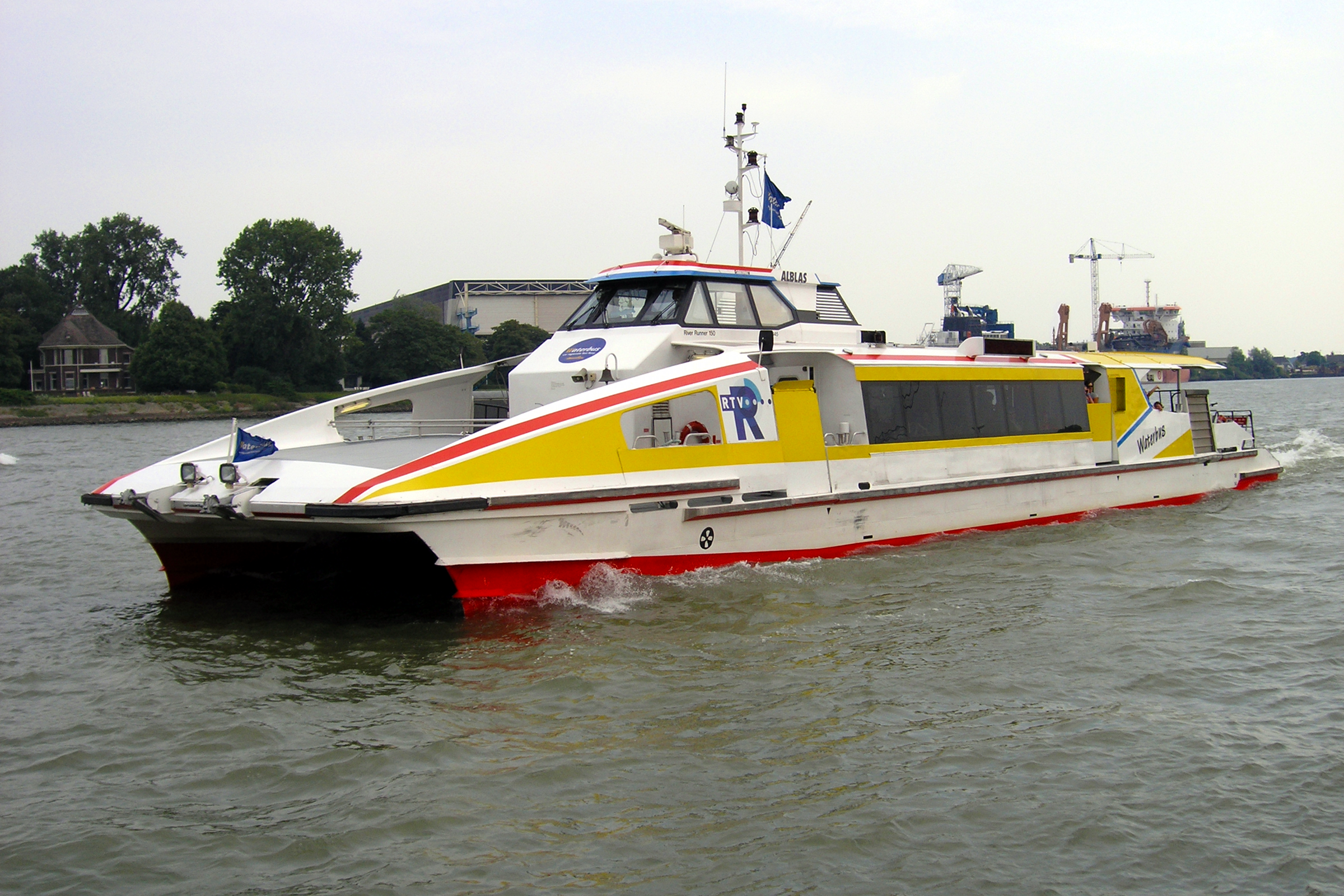
De oude huisstijl van Waterbus BV.
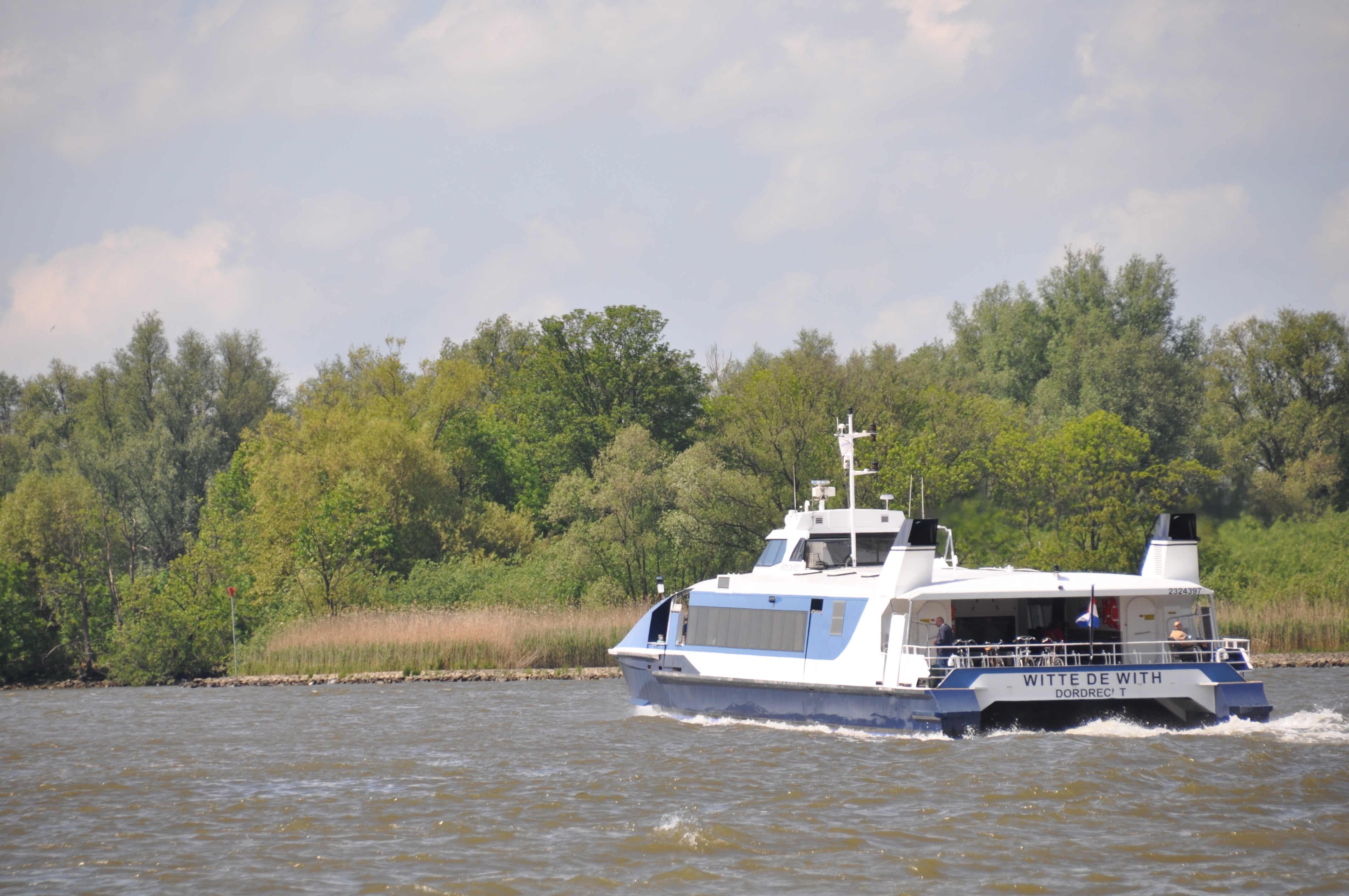
De nieuwe huisstijl van Aquabus.

-     
De oude huisstijl van Waterbus BV.
-    
De nieuwe huisstijl van Aquabus.

### Arriva(oude stijl, 1998-2018)
De eerste jaren reed Arriva in de huisstijl van de voorgaande vervoerders. Langzaamaan begon Arriva nieuwe bussen te bestellen en kregen de jongste bestaande bussen de Arriva huisstijl. De Arriva huisstijl is uit het straatbeeld aan het verdwijnen, omdat in veel concessies waar Arriva rijdt een regionale huisstijl wordt geëist.
De standaardhuisstijl van Arriva wordt anno 2024 alleen nog gebruikt op de bussen in de Achterhoek en Rivierenland.
De basiskleur op de bussen van Arriva is gebaseerd op de blauwgroene aquamarijn steen. De huisstijl wordt aangevuld met de kleur van de Cotswold Stone, dit is een beigeachtige kleur van de steen die wordt aangeboord in het gebied Cotswolds, een heuvelrug in centraal Engeland. Deze kleur loopt vanuit de voorkant in een halve cirkel door op het voorste deel van de zijkanten, geschetst door een witte streep. Het witte logo van Arriva bevindt zich net achter de halve cirkel. Op de voorkant bevindt zich een zwart logo. Een dunne gele lijn loopt rondom de bus in het midden van de schotplaten. Het dak is wit.
De rood-witte huisstijl wordt op de Nederlandse treinen van Arriva gehanteerd, mits er geen regionale huisstijl wordt geëist: voor de Vechtdallijnen (treindiensten Zwolle - Emmen en Almelo - Mariënberg) wordt de wit-blauwe huisstijl van Blauwnet gebruikt, welke werd geëist door de aanbestedende overheid, de provincie Overijssel.
In het buitenland rijdt Arriva echter wel met de standaardhuisstijl (groen-beige-wit) op de treinen.
Vanaf 2010 wordt de huisstijl ook toegepast op de stations die Arriva alleen exploiteert. De blauwe borden van de NS werden vervangen door rood-witte Arriva borden.

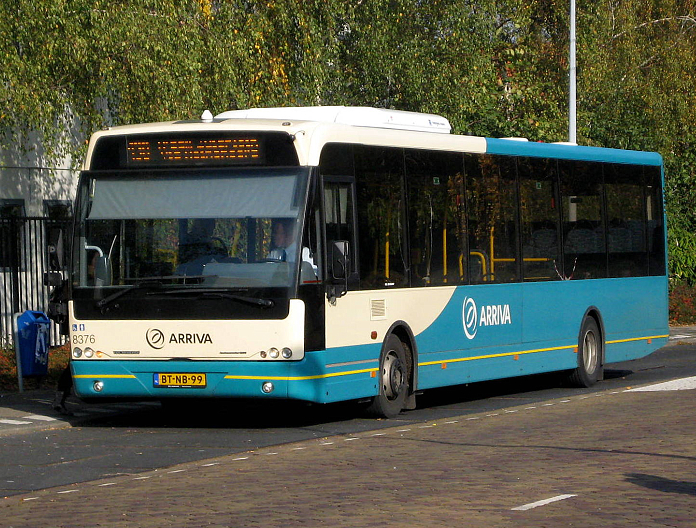
Huisstijl van een Arriva bus.
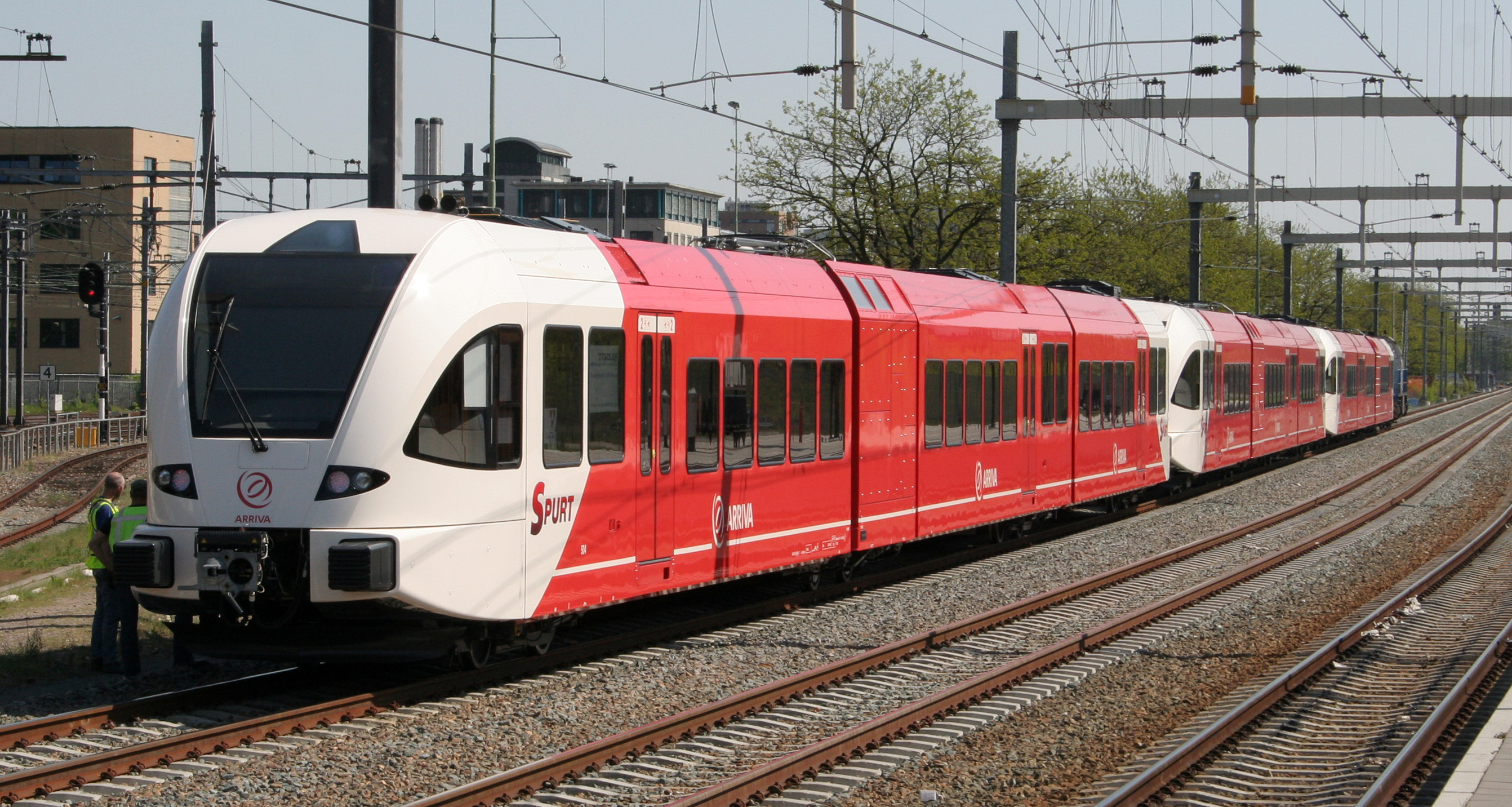
Huisstijl van een Arriva trein.

-     
Huisstijl van een Arriva bus.
-   
Huisstijl van een Arriva trein.

### Arriva(nieuwe stijl, 2018-heden)
Vanaf 2018 is er een nieuwe kleurstelling in gebruik genomen. De voertuigen met deze kleuren zijn blauw met een kleine diagonale witte streep en het nieuwe logo.

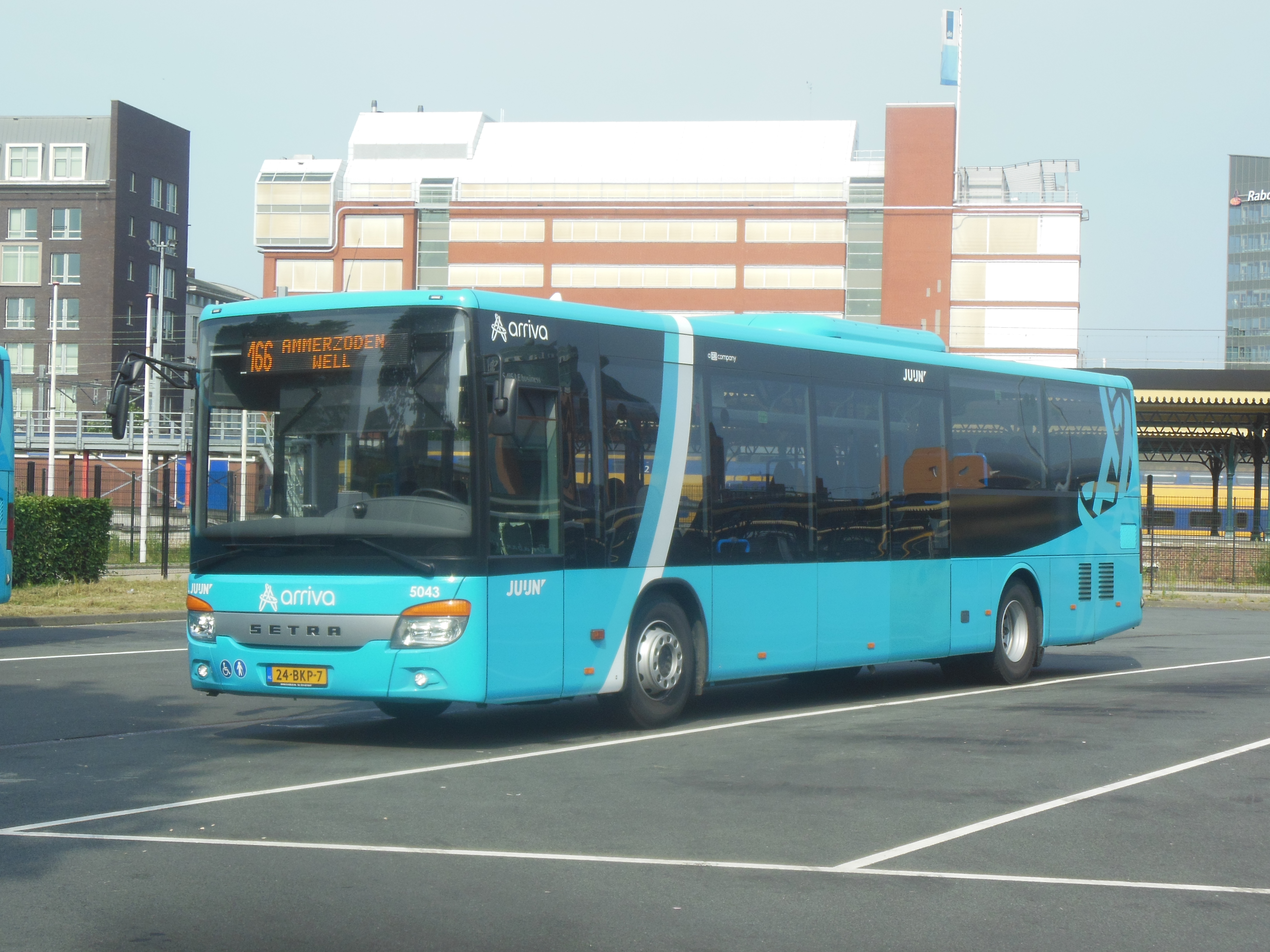
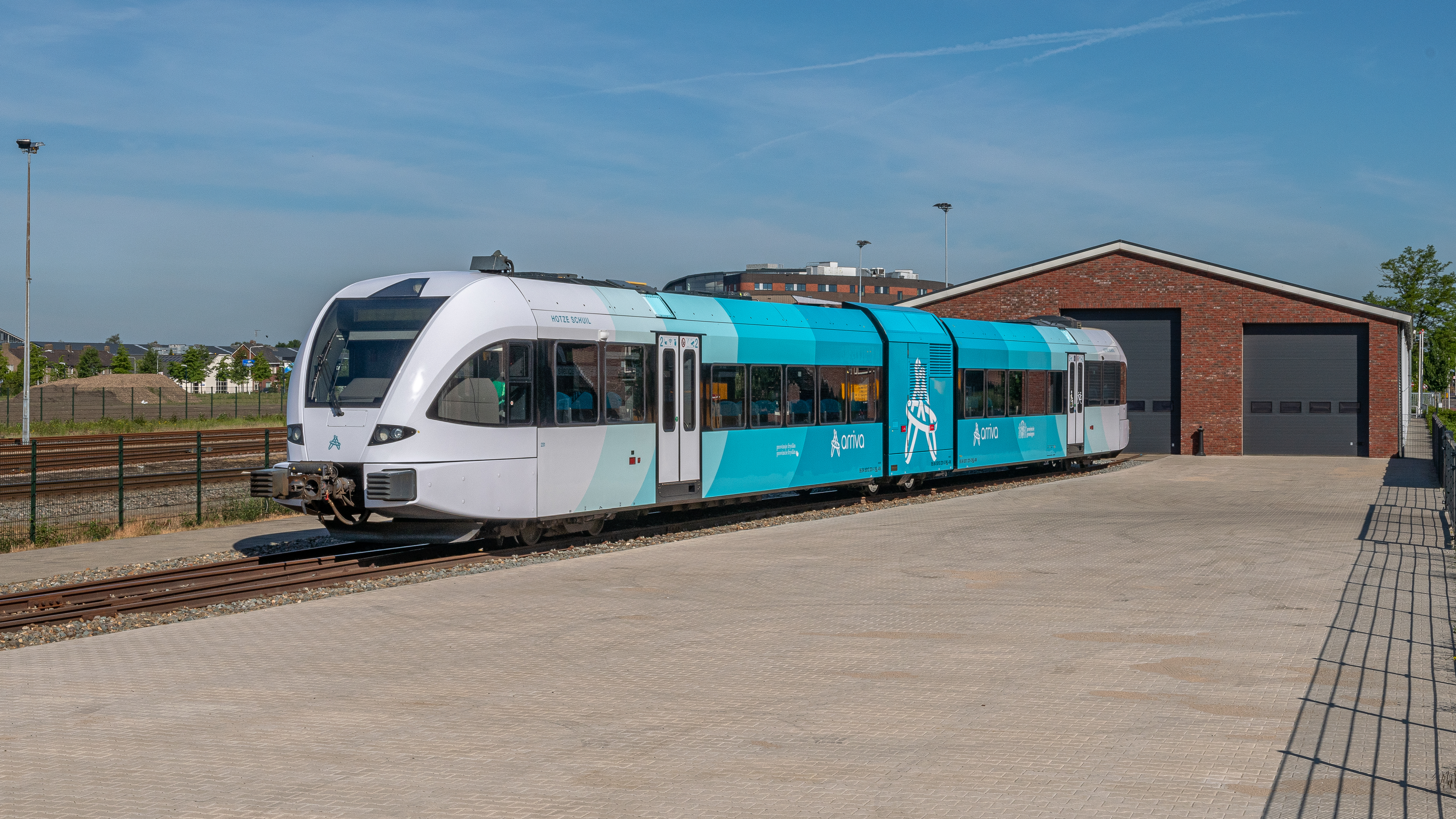

### BBA(1934-2008)

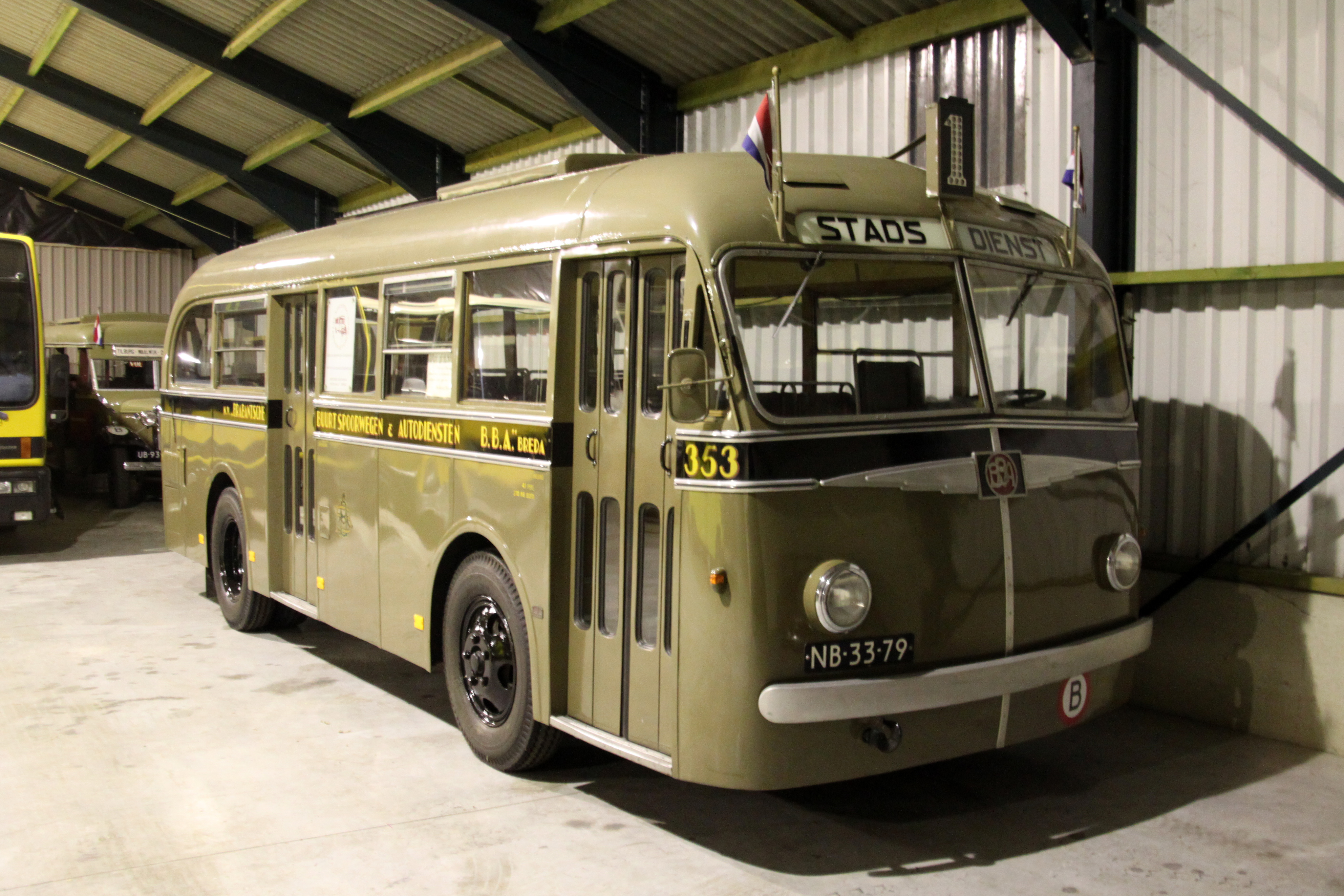
De BBA-stadsbussen hadden in de jaren 50 een groenbeige basis, met een zwarte rand en gele letters onder de ramen.
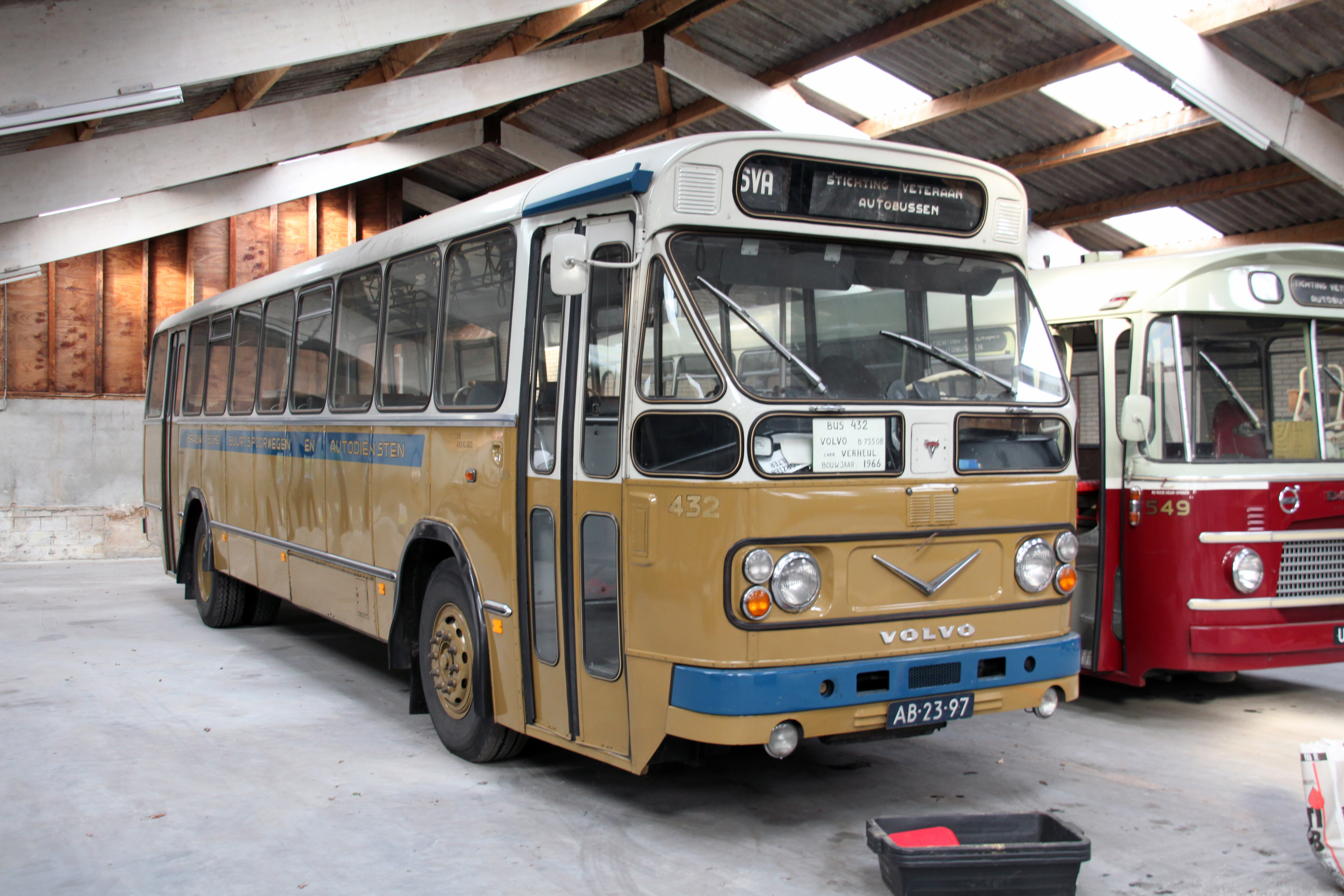
De BBA-streekbussen hadden in de jaren 60 een beige basis met een wit dak en een wit vlak rondom de ramen en een lichtblauwe band op de voorkant en zijkanten van de bus.
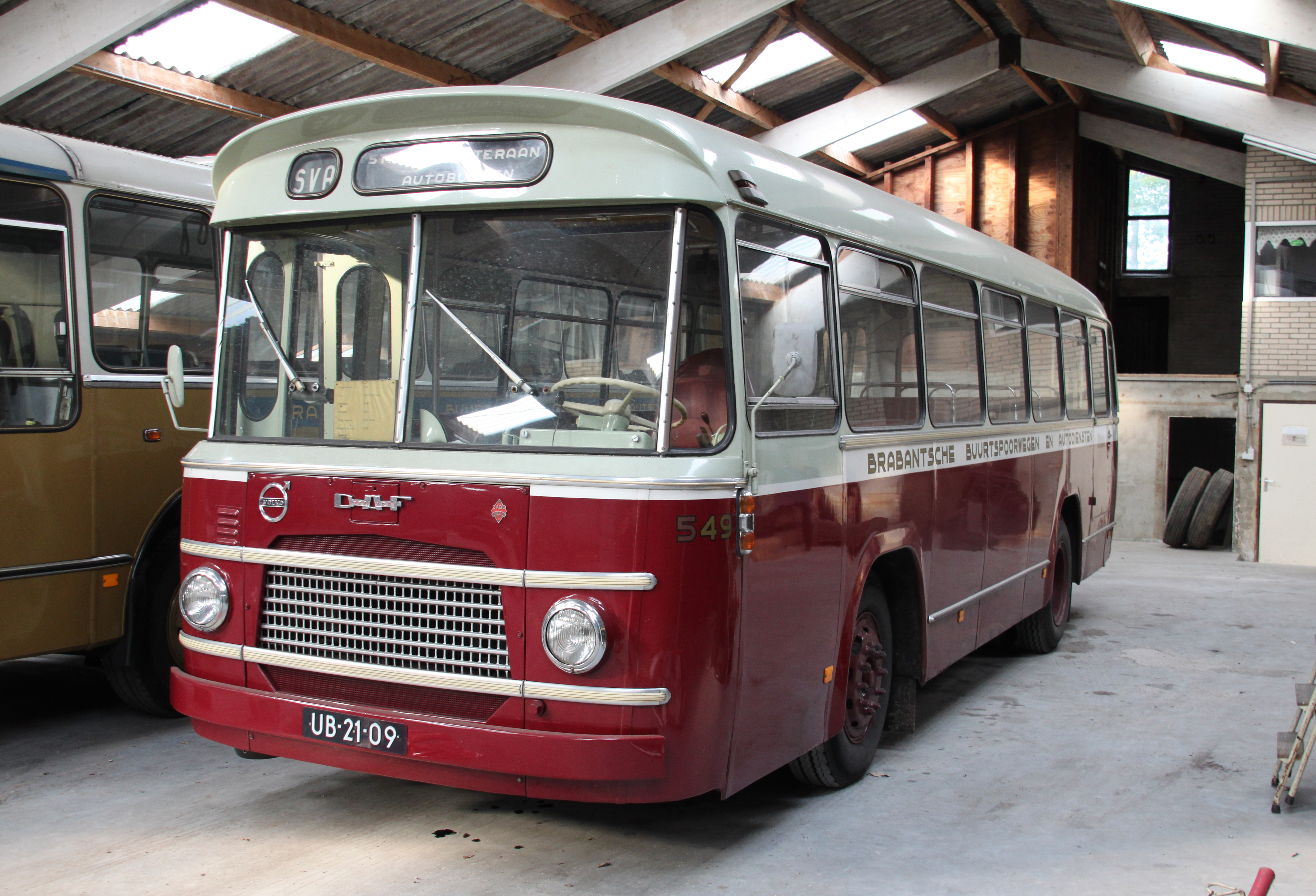
De BBA-stadsbussen hadden eind jaren 60 een witte basis met bordeauxrood onder de ramen.
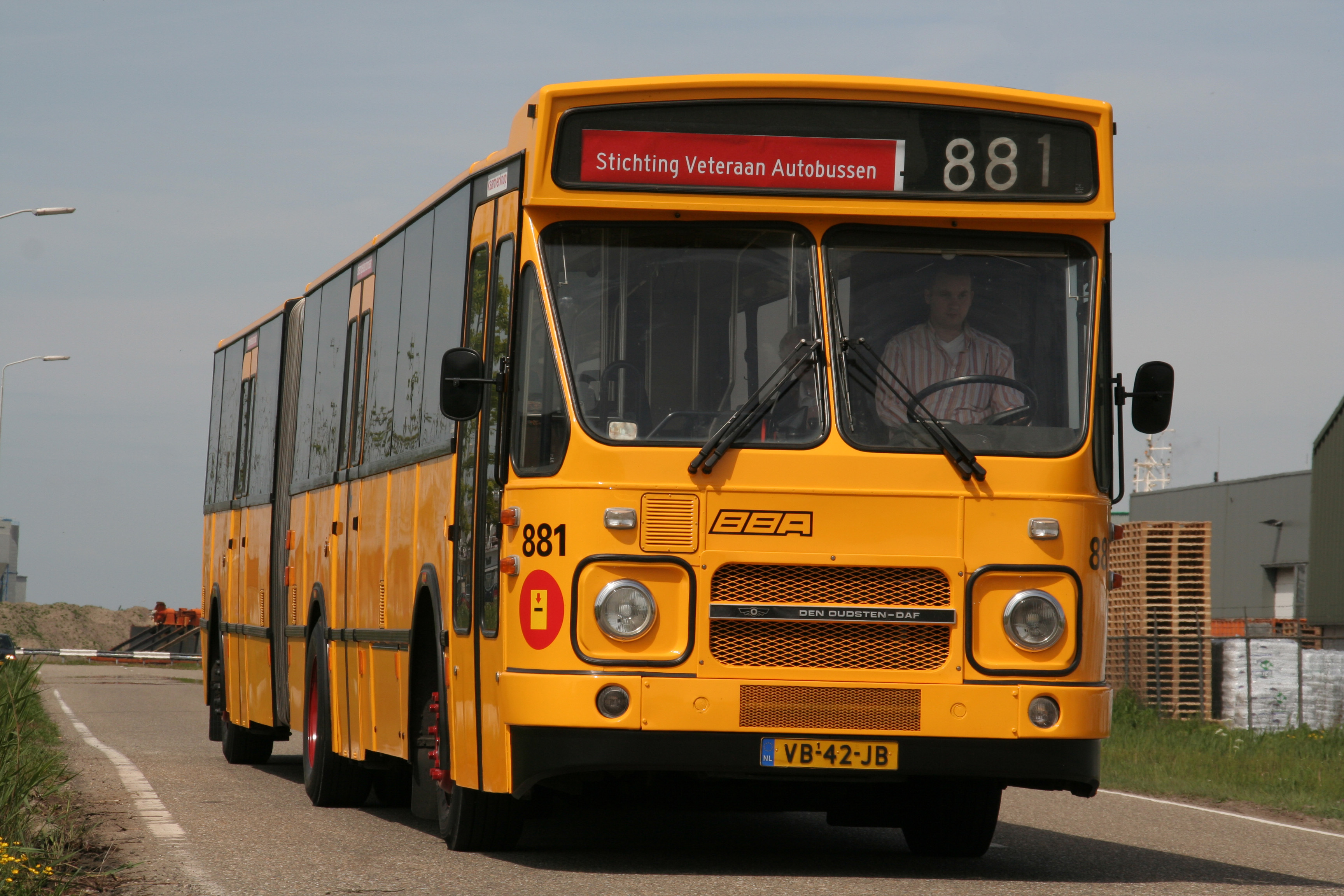
Een van de uitvoeringen van BBA-bussen in het streekgeel.
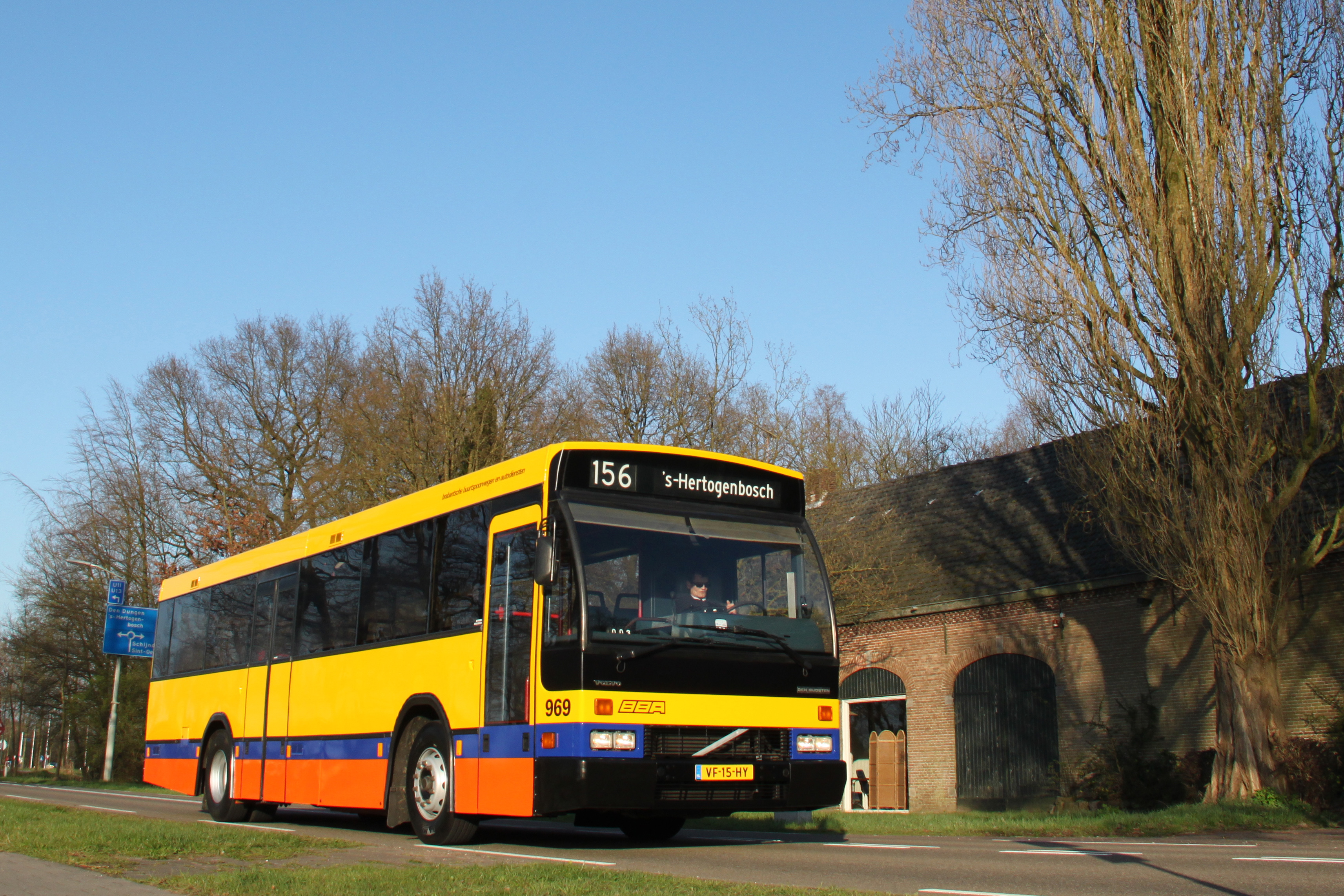
De oude huisstijl was een streekgele basis met blauw/oranje schotplaten.
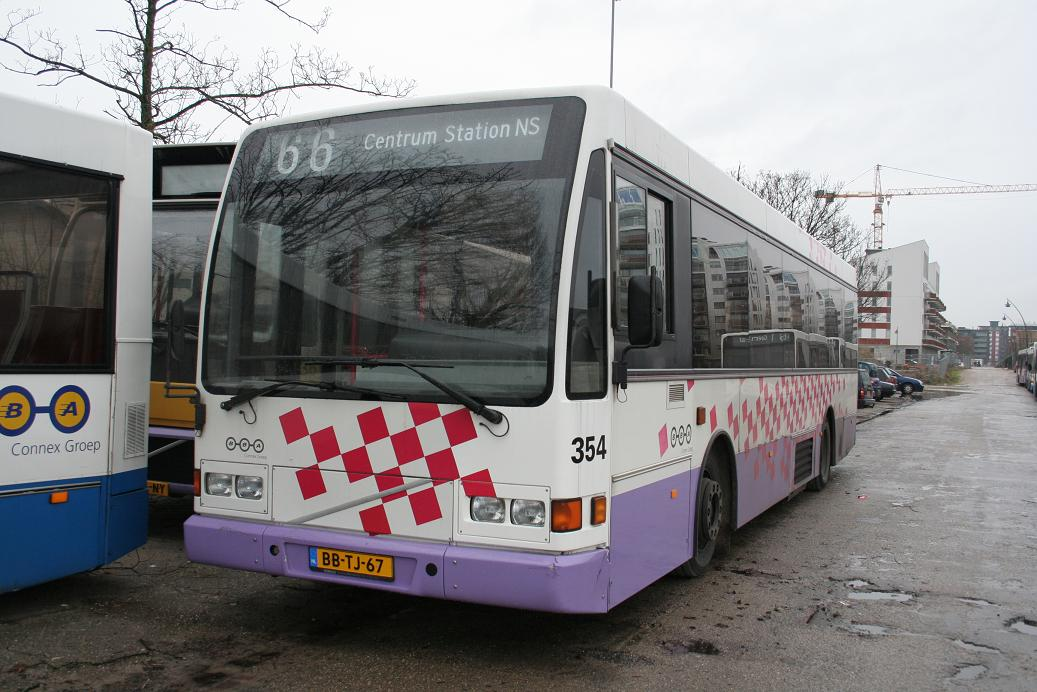
Huisstijl van de stadsbussen van de BBA in de jaren 90. Deze bussen waren in de kleuren van de Brabantse vlag en hadden een witte basis met rode vierkanten en paarse schotplaten.
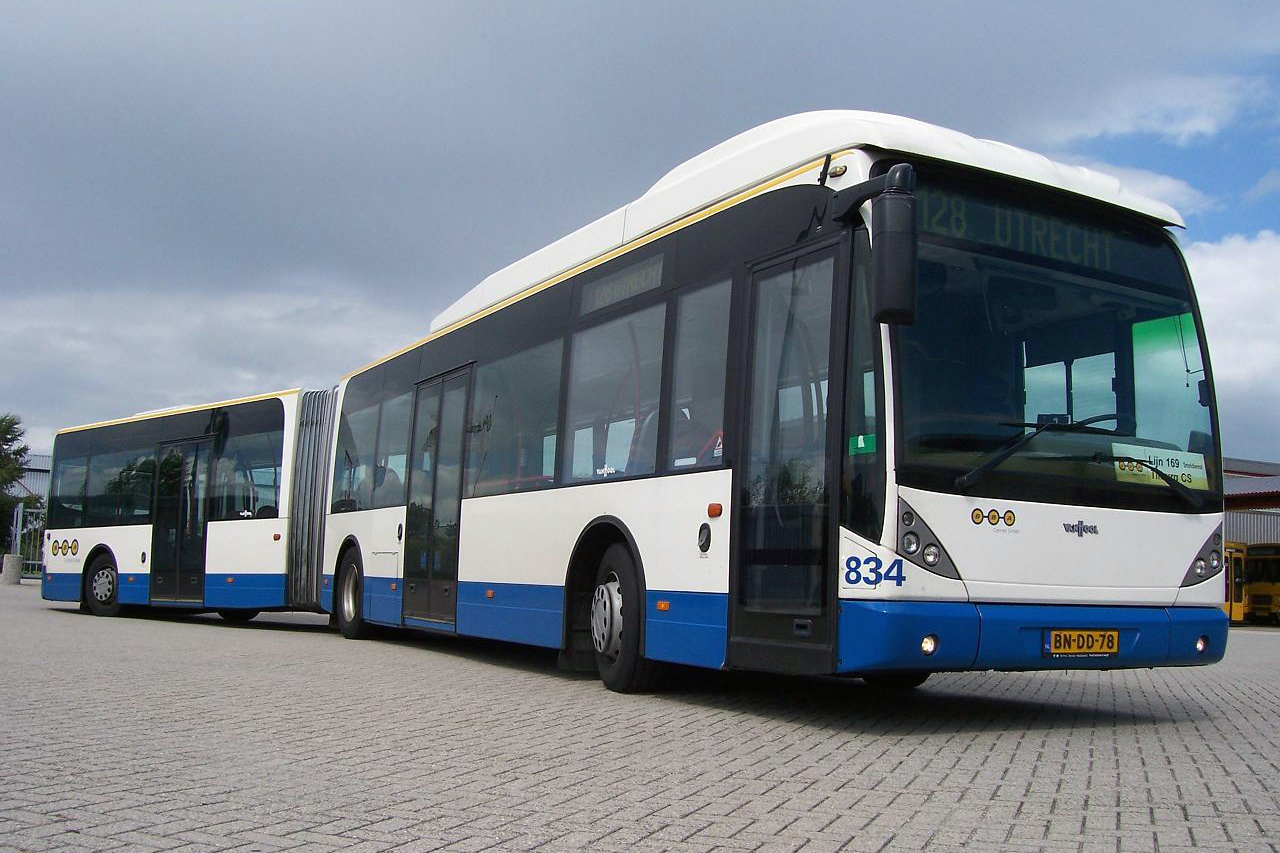
De laatste generatie BBA-bussen hadden een witte basis met blauwe schortplaten, met op sommige bussen een gele, rode, groene of blauwe streep aan de zijkant net boven de raamlijn.

-    
De BBA-stadsbussen hadden in de jaren 50 een groenbeige basis, met een zwarte rand en gele letters onder de ramen.
-    
De BBA-streekbussen hadden in de jaren 60 een beige basis met een wit dak en een wit vlak rondom de ramen en een lichtblauwe band op de voorkant en zijkanten van de bus.
-  
De BBA-stadsbussen hadden eind jaren 60 een witte basis met bordeauxrood onder de ramen.
- 
Een van de uitvoeringen van BBA-bussen in het streekgeel.
-    
De oude huisstijl was een streekgele basis met blauw/oranje schotplaten.
-    
Huisstijl van de stadsbussen van de BBA in de jaren 90. Deze bussen waren in de kleuren van de Brabantse vlag en hadden een witte basis met rode vierkanten en paarse schotplaten.
-   
De laatste generatie BBA-bussen hadden een witte basis met blauwe schortplaten, met op sommige bussen een gele, rode, groene of blauwe streep aan de zijkant net boven de raamlijn.

### Centraal Nederland(1973-1994)
De eerste jaren reden de bussen in de standaard-streekbus huisstijl. Later  kregen veel bussen een nieuwe geel/licht-/donkerblauw huisstijl. Afhankelijk van de leeftijd van een bus werden bepaalde series ook nog van een ander interieur voorzien.

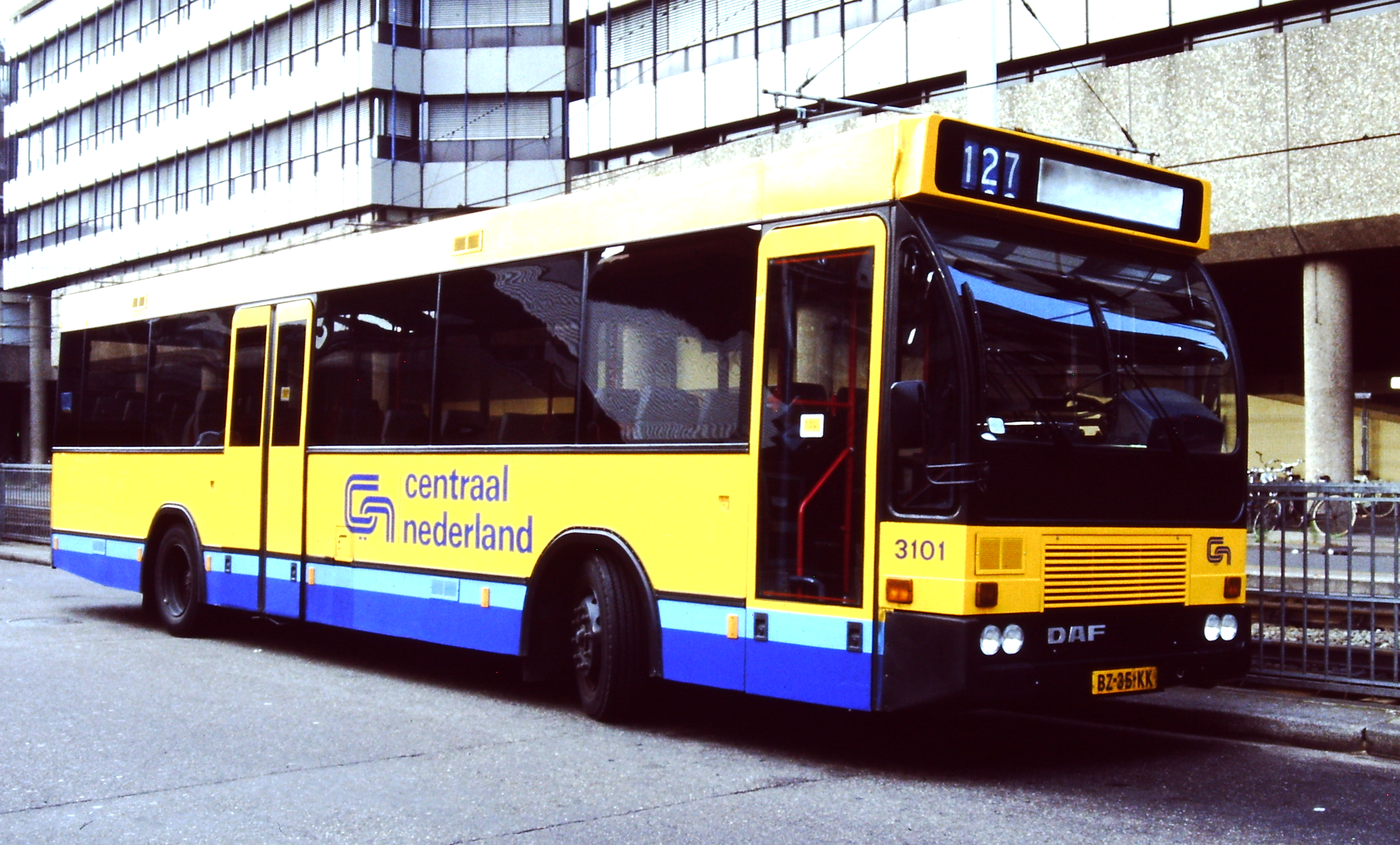
Streekgele basis met licht- en donkerblauwe strook op de schotplaten.
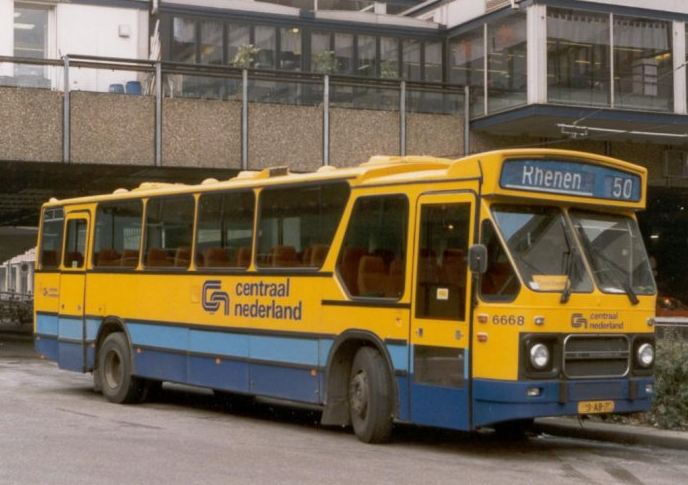

-    
 Streekgele basis met licht- en donkerblauwe strook op de schotplaten.

### Citosa (1922-1968)

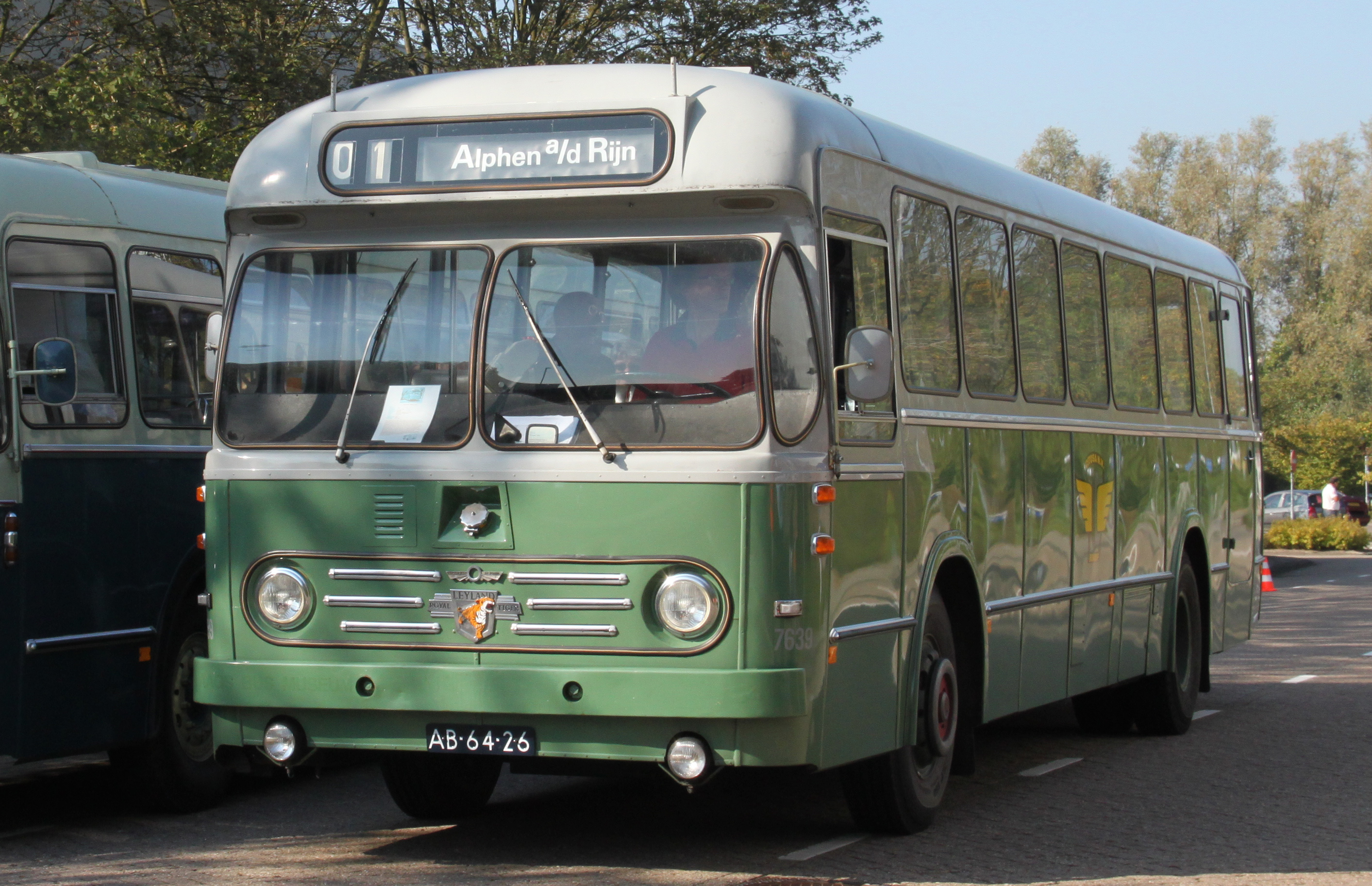

### Connexxion(oude stijl, 1999-2024)
Donkergroene basis met een lichtgroene bovenkant/dak. De voorkant en zijkanten zijn voorzien van Connexxion logo's. Sommige bussen dragen of droegen regionale toevoegingen, zoals MAXX (stadsdienstformule) en de Frysker in Friesland. Deze huisstijl werd in het verleden ook op de Fast Flying Ferry tussen Amsterdam en Velsen gehanteerd en op de Utrechtse sneltram. Het logo van Connexxion werd in 1999 ontworpen door Design Bridge. Na 2015 werden er geen voertuigen meer geleverd in deze kleuren. Bestaande voertuigen kregen echter meestal niet de nieuwe kleuren. De laatste bussen in dit kleurenschema zijn in 2024 uit dienst gegaan.

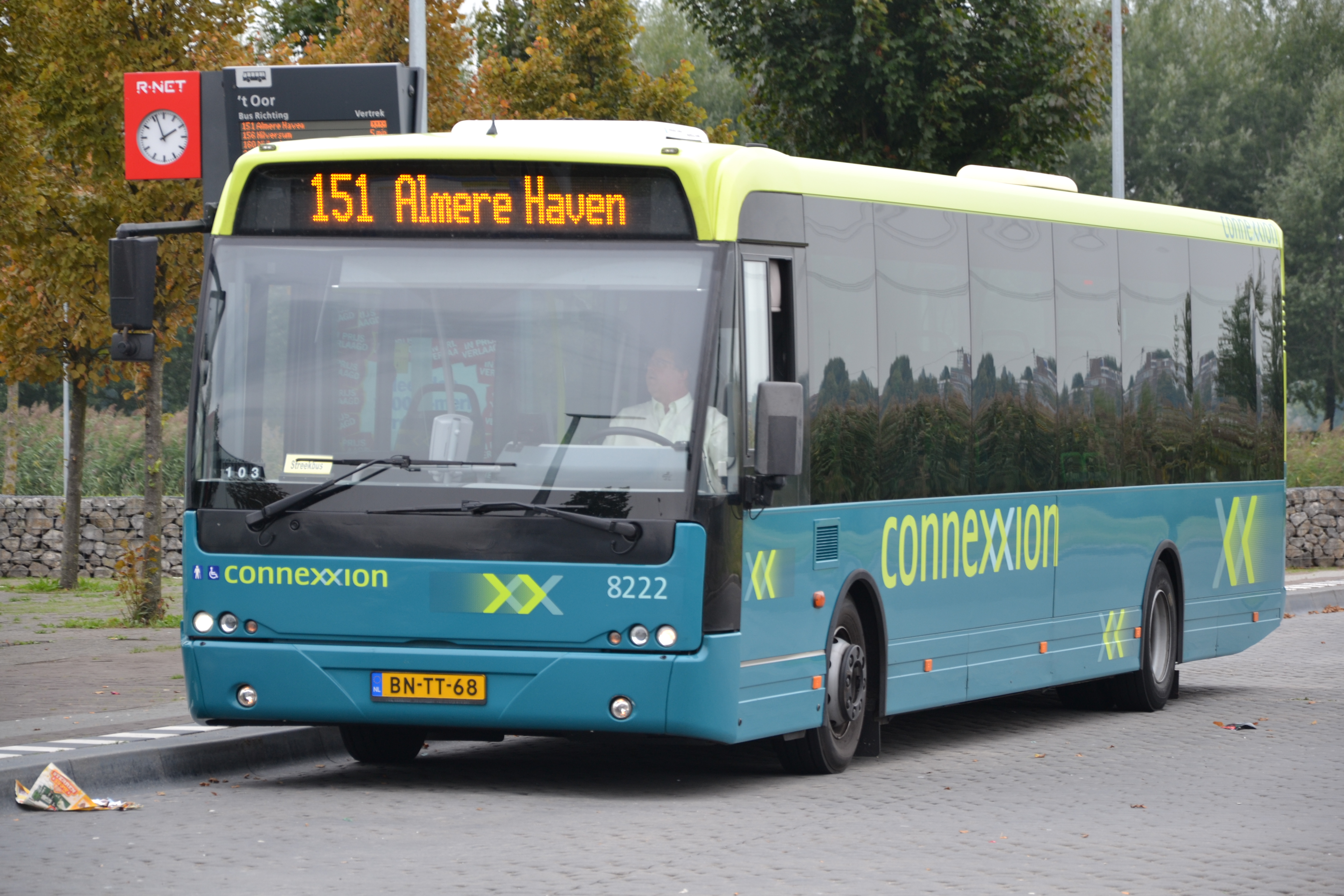
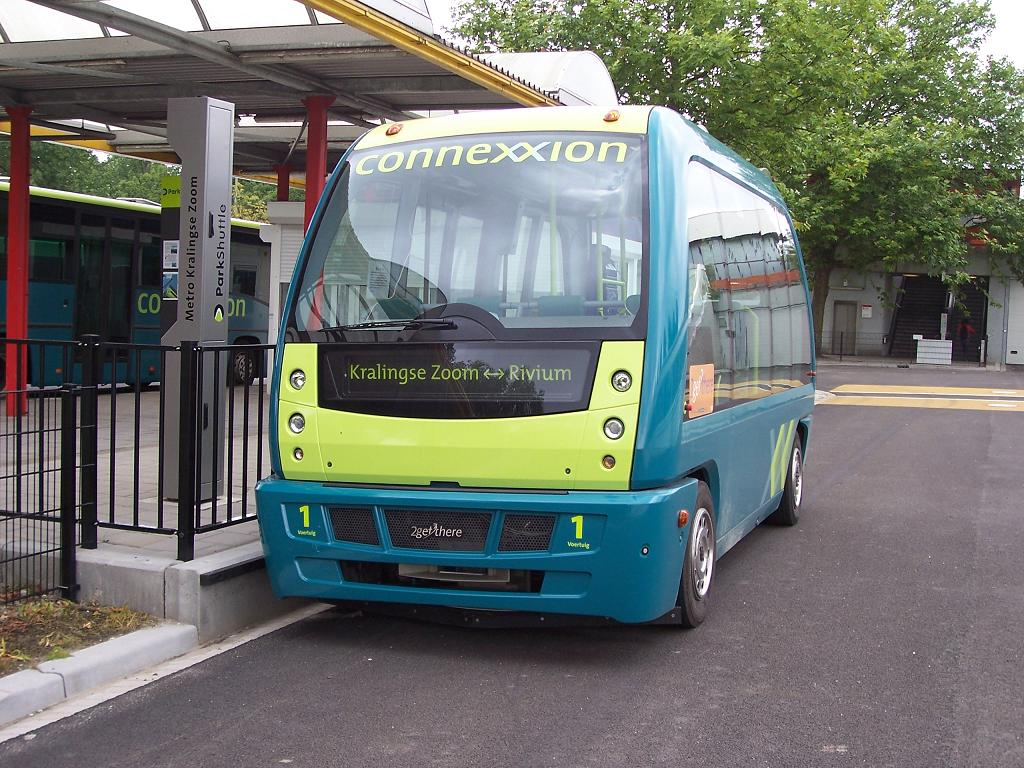
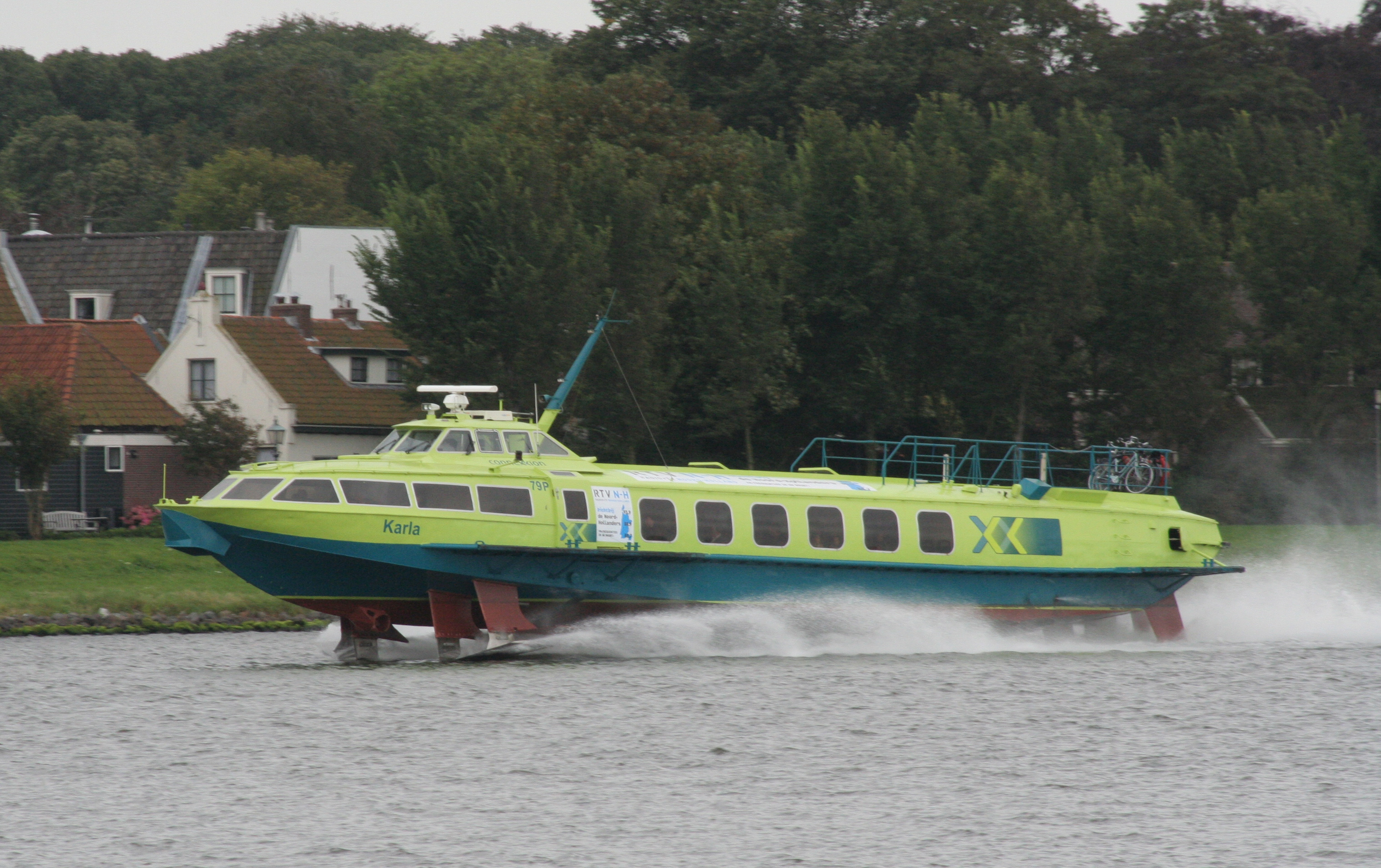

### Connexxion(nieuwe stijl, 2015-2021)
De nieuwe huisstijl van Connexxion is gebaseerd op de Breng huisstijl, echter met Connexxion-logo's en het groene dak van de vorige huisstijl in plaats van blauw of roze. Het wordt gebruikt op de bussen in de Hoeksche Waard - Goeree Overflakkee, Noord-Holland Noord en Haarlem-IJmond. Sinds 2021 gebruikt het bedrijf de naam Transdev en de bijbehorende rood/witte huisstijl in nieuw gewonnen gebieden. De Connexxion-stijl bleef behouden op de bestaande vloot.

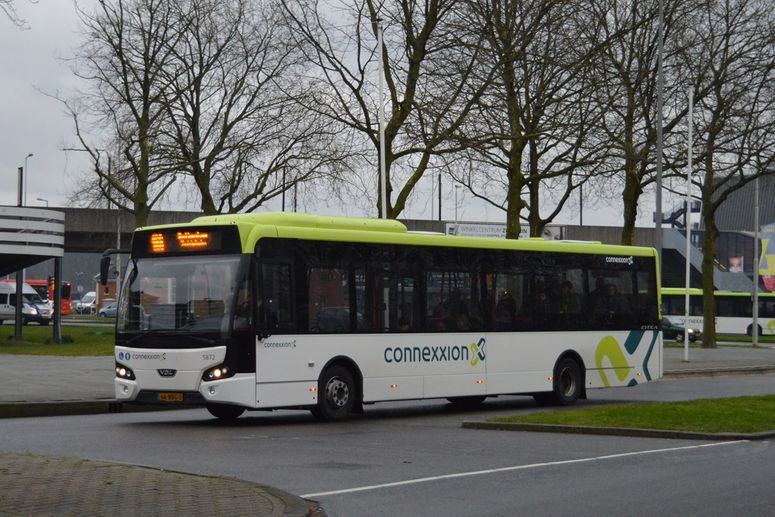

### Centrale Vervoersdienst (1956-1997)

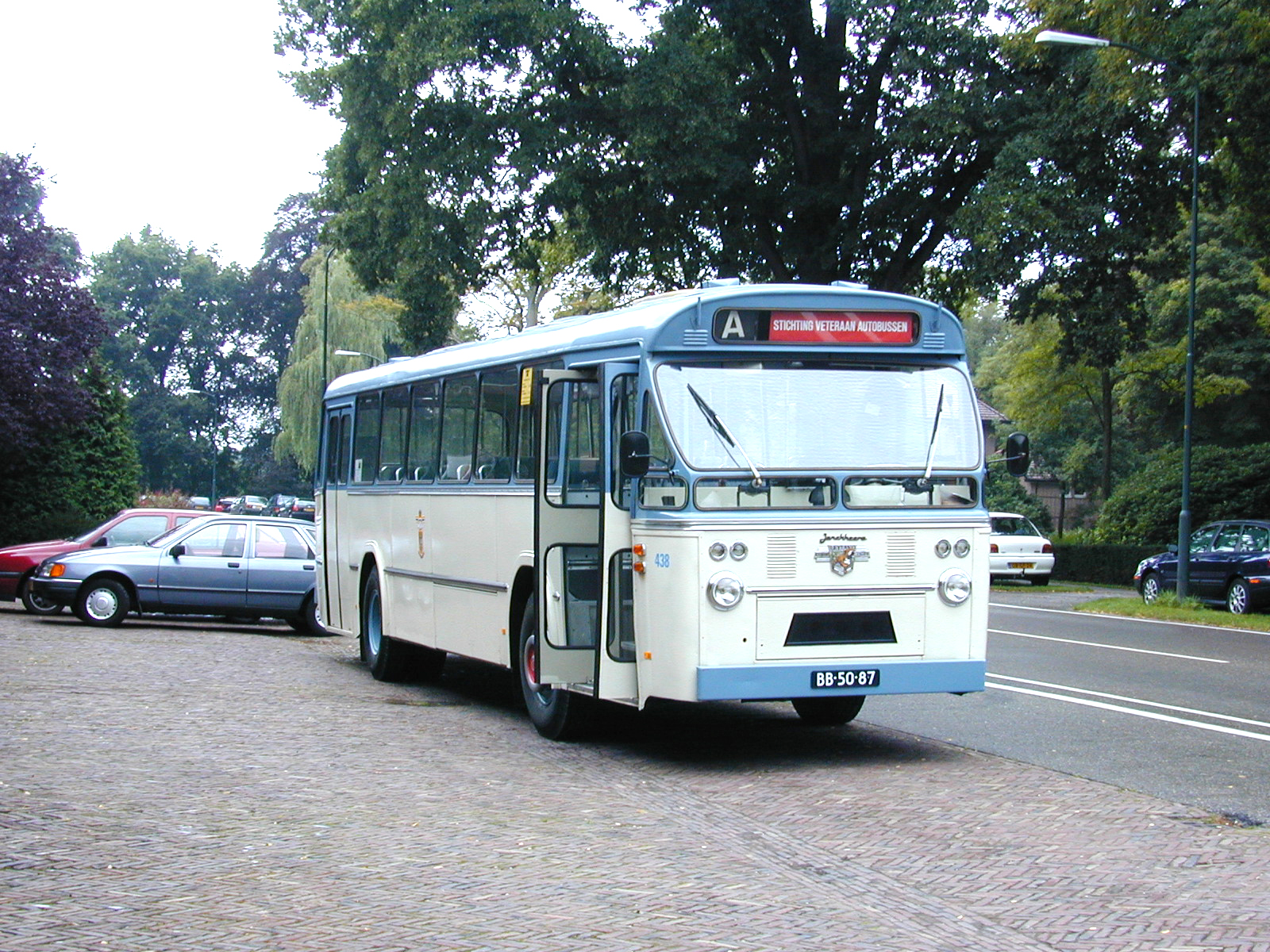

### EBS(2012-heden)
Deze vervoerder rijdt sinds 11 december 2011 met bussen in de regio Waterland. De meeste bussen zijn in de stijl van R-net gezet. De bussen die niet op deze lijnen worden ingezet hebben een volledig gele basis.

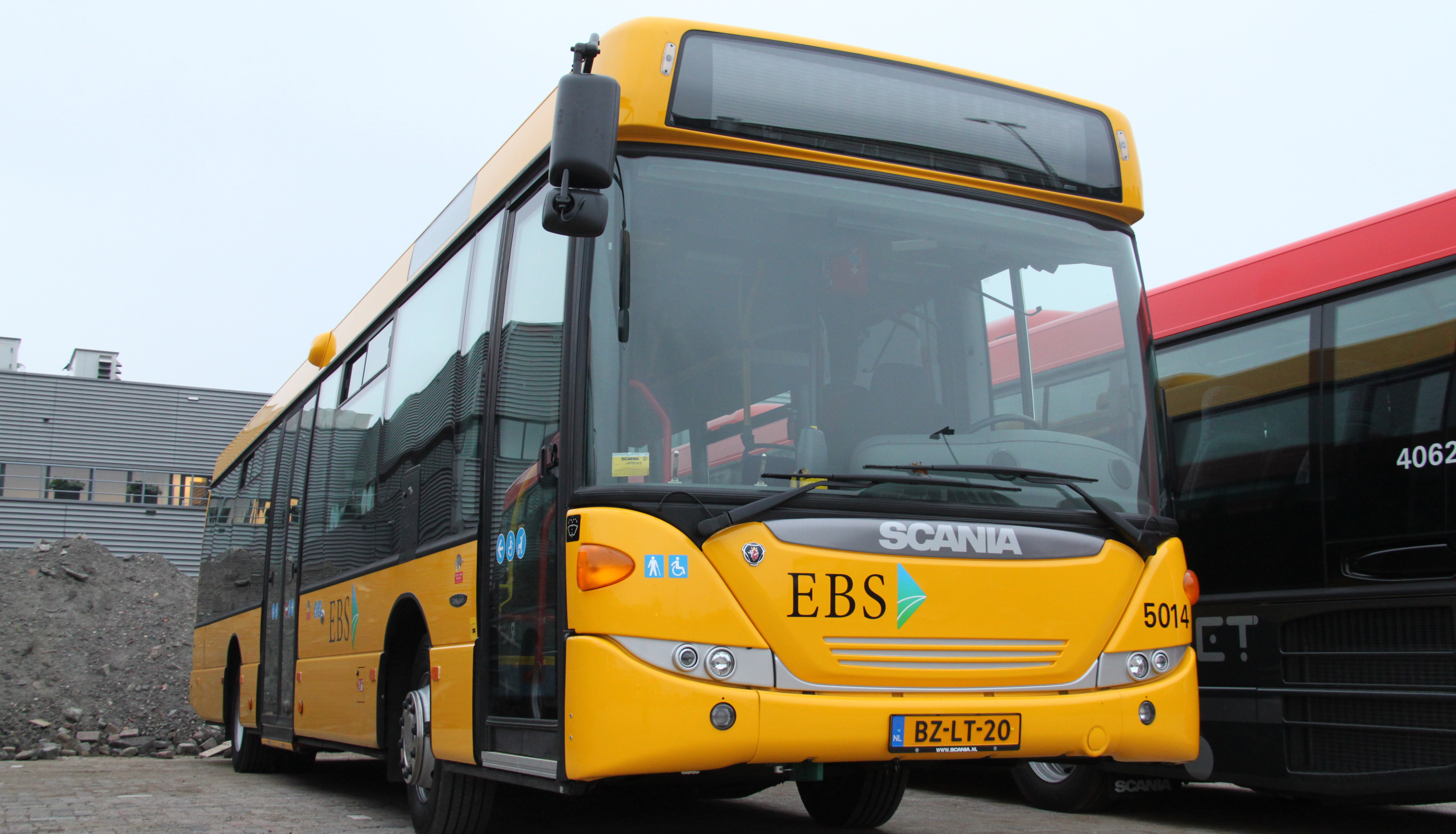
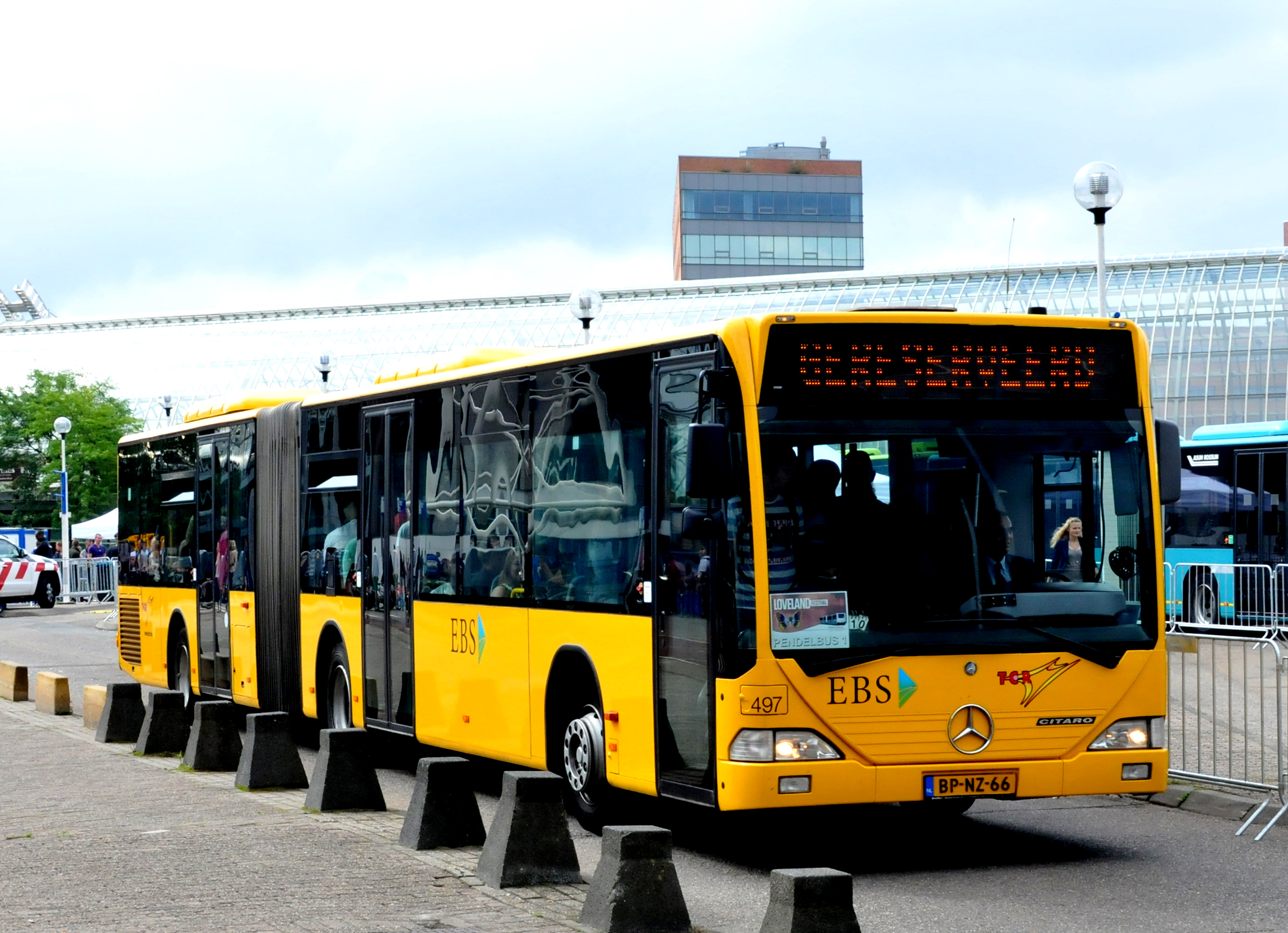

### FRAM(1971-1995)
De eerste jaren hanteerde het bedrijf de standaardstreekbus huisstijl. Een FRAM-bus was, naast de logo's, te herkennen aan de grijze schotplaten en aan de drie rode pompeblêden op de voorzijde van de bus. Begin jaren negentig kregen nieuwe bussen een lichtblauwe huisstijl, die later  ook nog werd gebruikt door rechtsopvolger VEONN en nog later  door Arriva.
De standaardstreekbussen behielden hun geel/grijze kleurstelling.

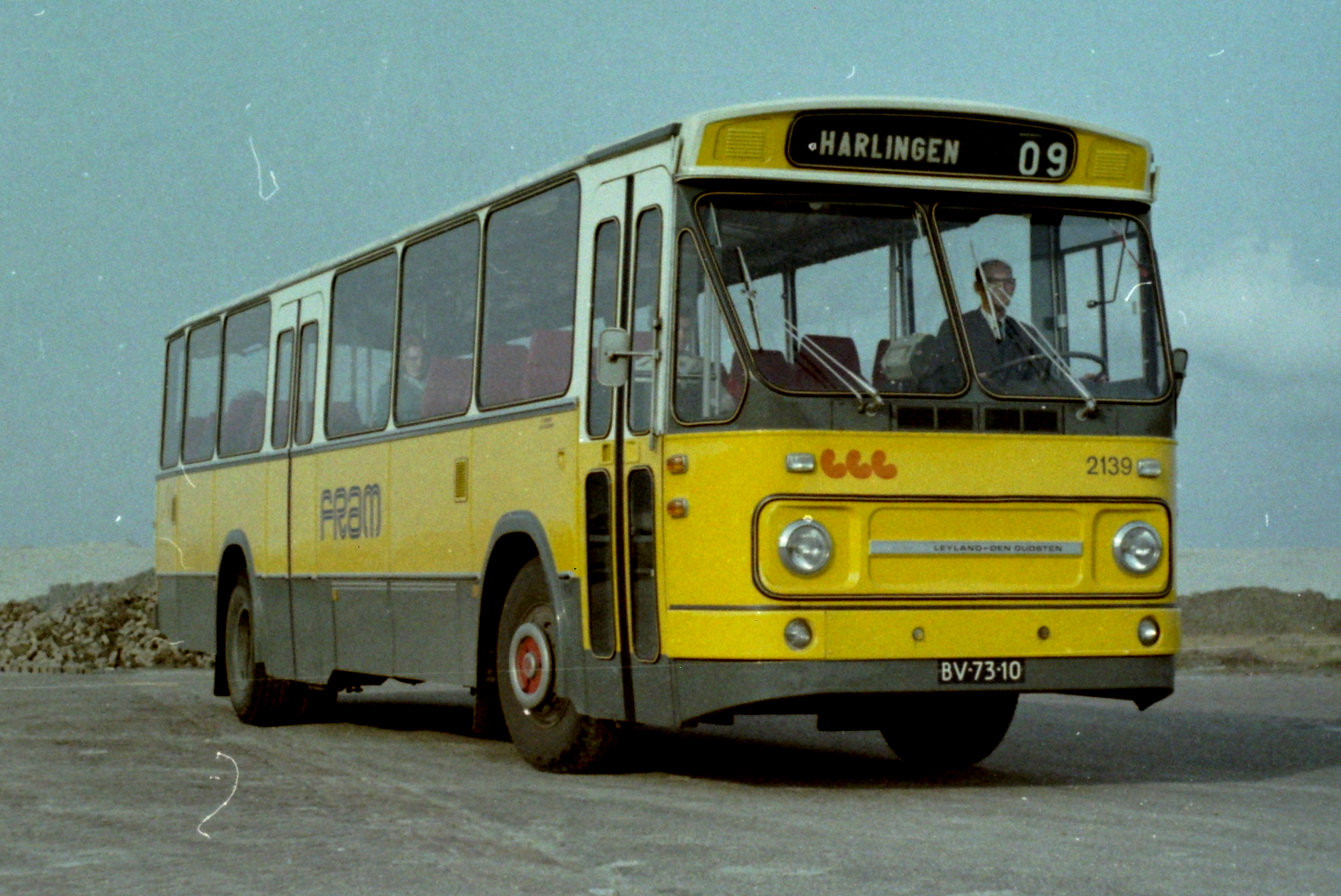
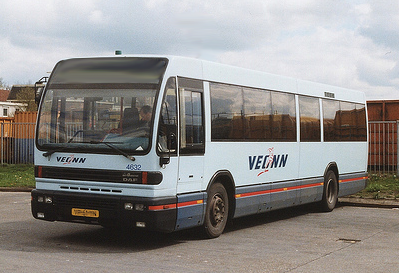
   Lichtblauwe basis met donkerblauwe schotplaten geschetst door een rode lijn. Op de foto een Den Oudsten Alliance in FRAM kleurstelling met VEONN opschriften.
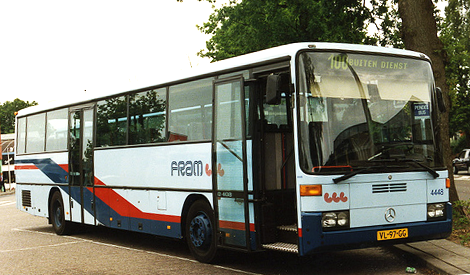
Een Mercedes-Benz O408 in FRAM kleurstelling inclusief logo's.

### GADO(1958-1999)

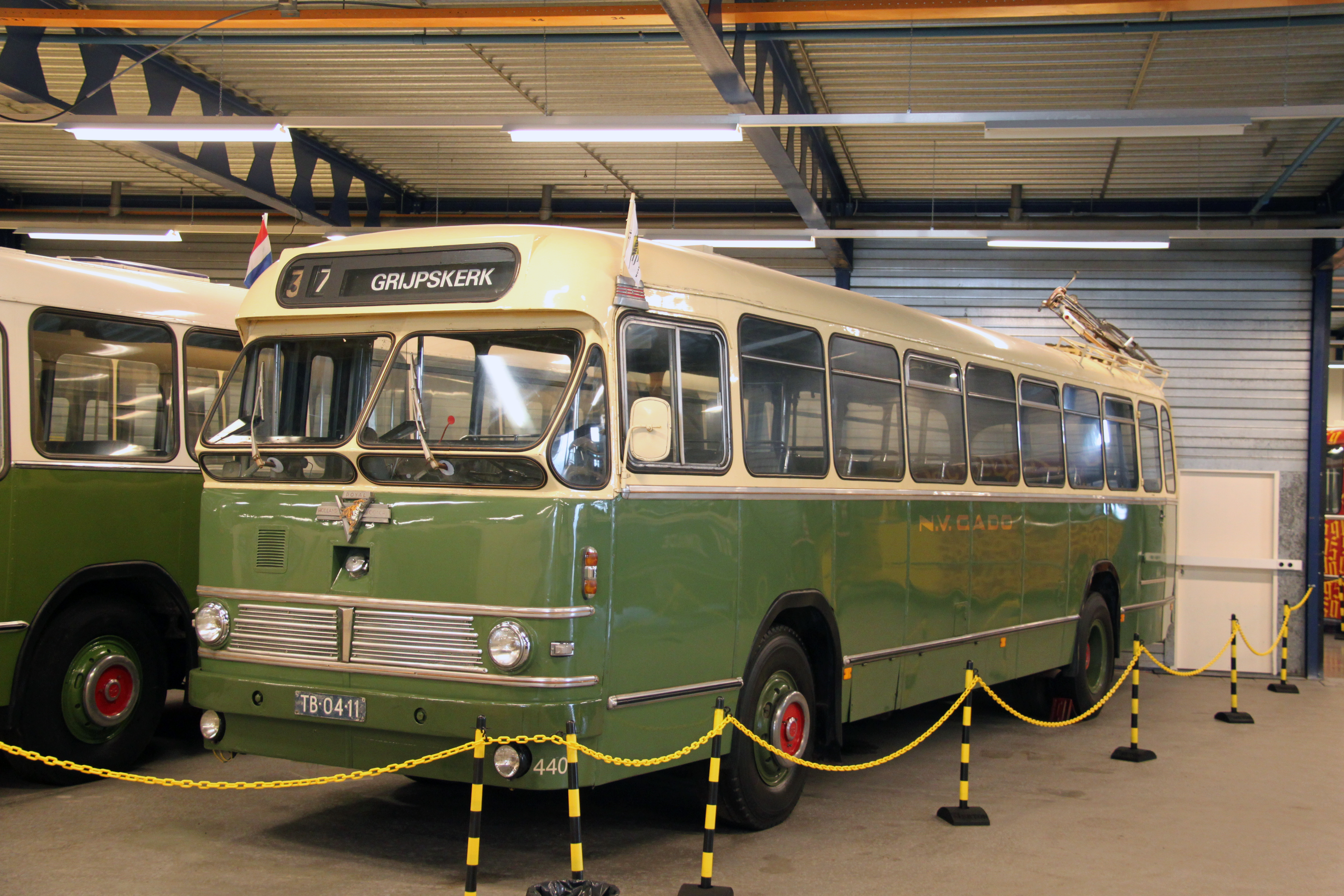
Kleurstelling op een GADO-bus uit 1958.
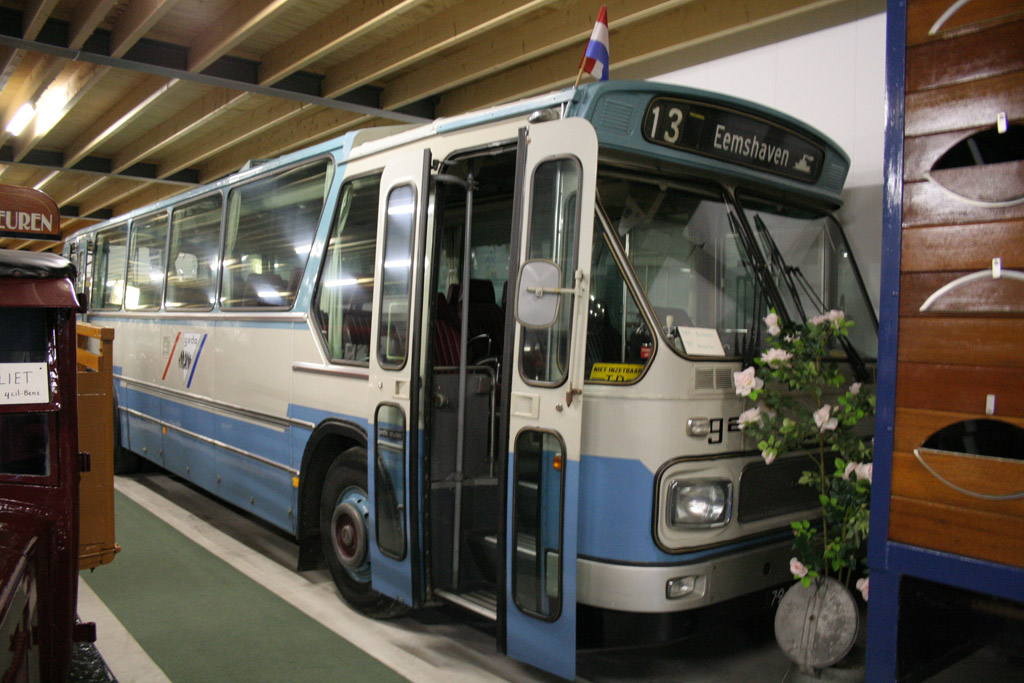
   Oude reisbuskleuren. Deze bussen hebben een grijze basis met blauwe schotplaten en een blauwe vlak rondom de ramen en op het dak. Ook reisbussen van andere maatschappijen reden in deze Cebuto-kleuren rond. Cebuto (Centraal Bureau Toerisme) was destijds de overkoepelende reisorganisatie van het streekvervoer.
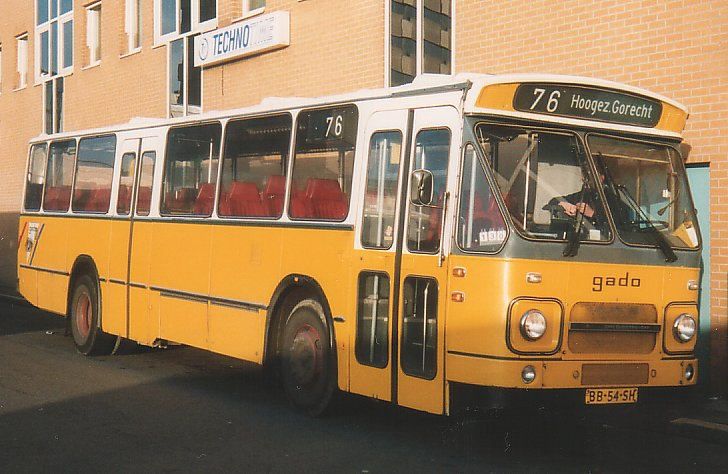
    Gele basis met op de zijkant, bijna tegen de achterkant, rode, witte en blauwe diagonale vlakken met daarin het logo verwerkt. In veel gevallen werden de grijze schotplaten van oudere DAF MB200-streekbussen van de GADO geel geschilderd, zodat ze meer aansloten op de nieuwere exemplaren.

### Gemeente Vervoerbedrijf Arnhem(1949-1993)

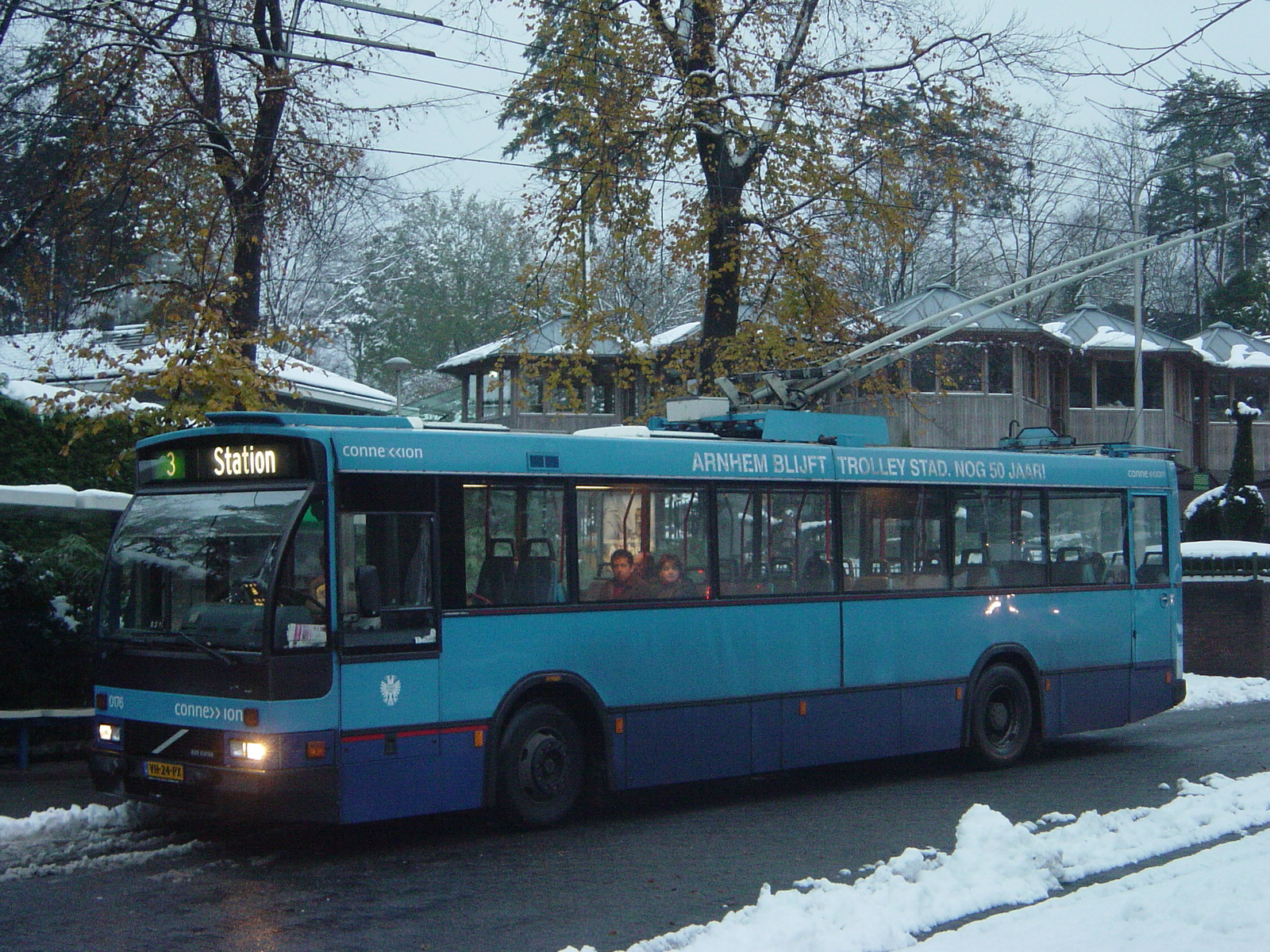
Lichtblauwe basis met donkerblauwe schotplaten en een rode lijn rondom de bus.

-    
Lichtblauwe basis met donkerblauwe schotplaten en een rode lijn rondom de bus.

### Gemeentelijk Vervoerbedrijf Groningen(1971-1998)
De bussen van het GVB te Groningen hadden een grijze basis met rode vlakken op de zijkanten, voorkant en de achterkant van de bus. In een uitzonderlijk geval werd ook een CSA II-bus in deze kleuren gehuisstijld zoals nevenstaande foto laat zien, ofschoon de meeste exemplaren in de landelijke lichtrode/beige kleuren bleven rijden; het betrof dan ook meestal de Mercedes-Benz O405- en Berkhof 2000NL-bussen. Sommige bussen bleven t/m 2005 in deze huisstijl rijden, daarna werden ze overgespoten naar de Arriva huisstijl.

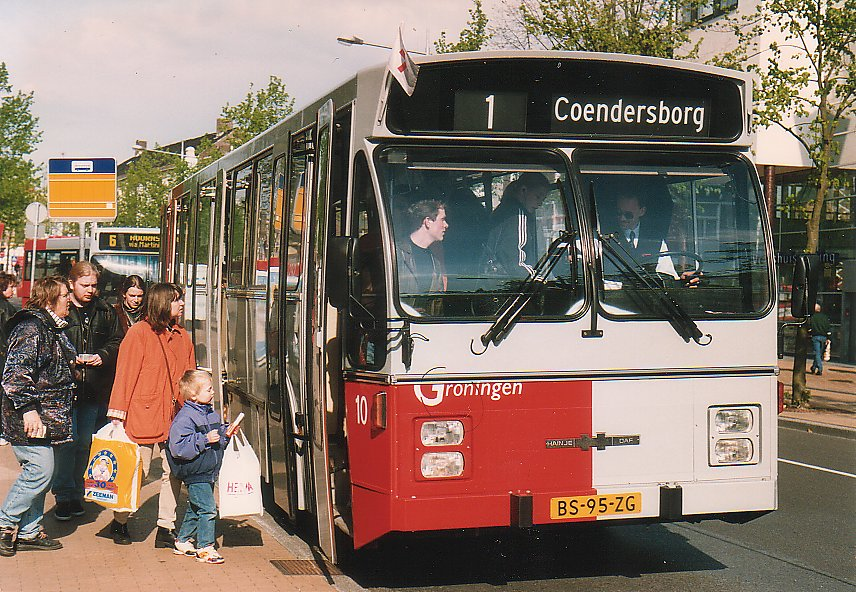

### GVB Amsterdam(1943-heden)
Het GVB is het gemeentevervoerbedrijf in de stad Amsterdam. Het huidige logo van het GVB werd in 1970 ontworpen door Hans Barvelink. In de huidige huisstijl is het logo altijd te zien in een schildje. De kleur is blauw/wit.

Het huidige logo van het GVB.
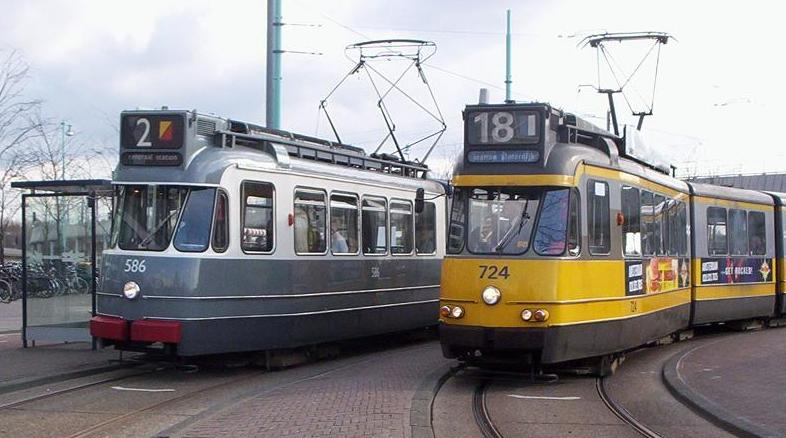
  +   Er waren twee kleurstijlen op oude trams. De ene was een witte basis met grijze schotplaten en de ander een gele basis met grijze schotplaten.
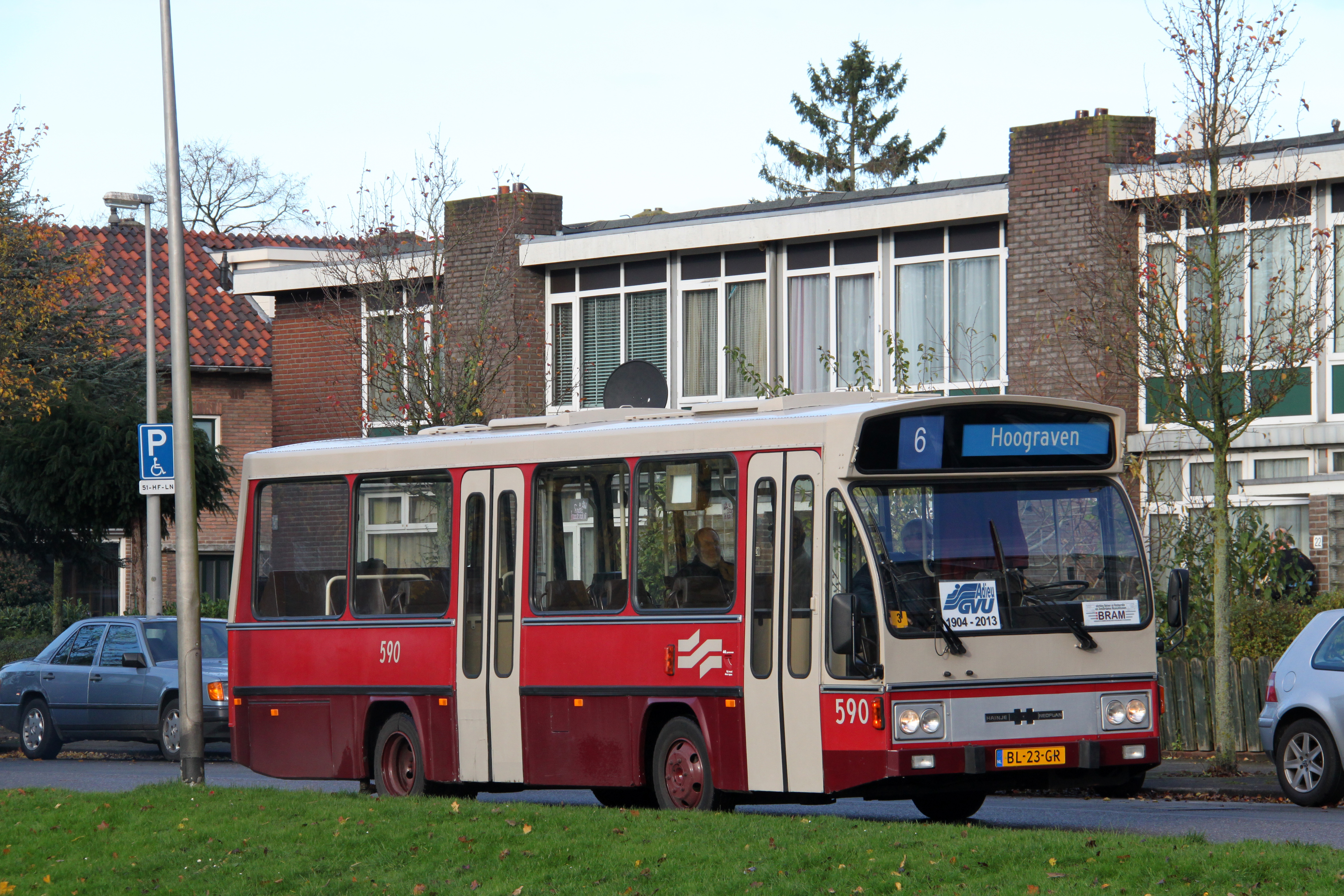
Stadsbussen van het GVB te Amsterdam in de landelijke standaardkleuren van de jaren 80.
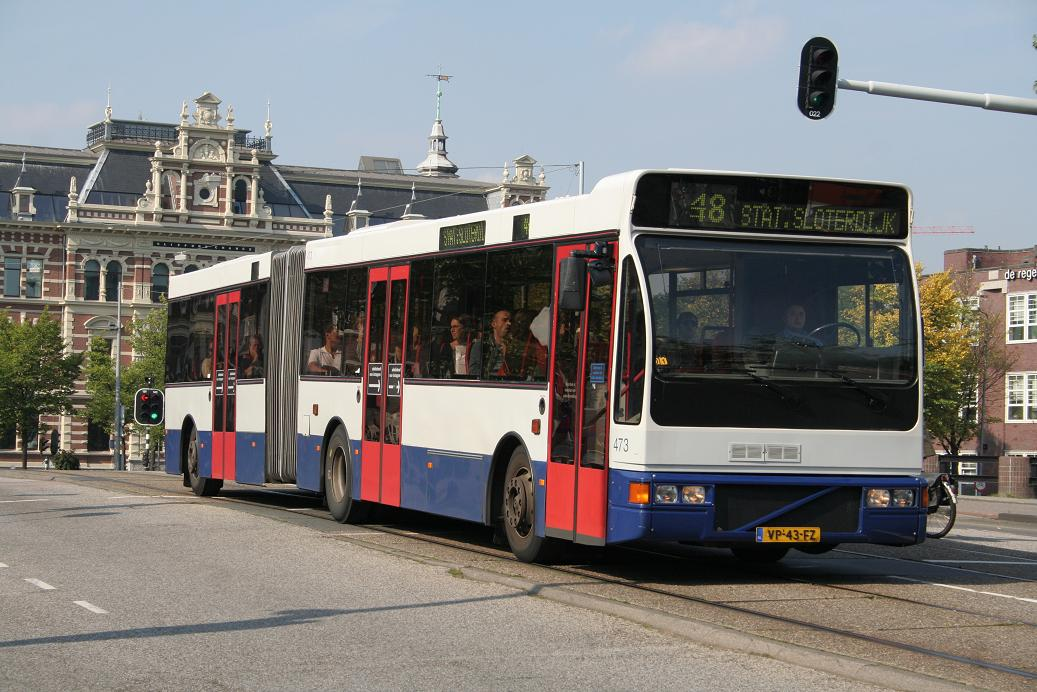
   Huisstijl van de stadsbussen in de jaren 90. De bussen hadden een witte basis met verkeersblauwe schotplaten en verkeersrode deuren.
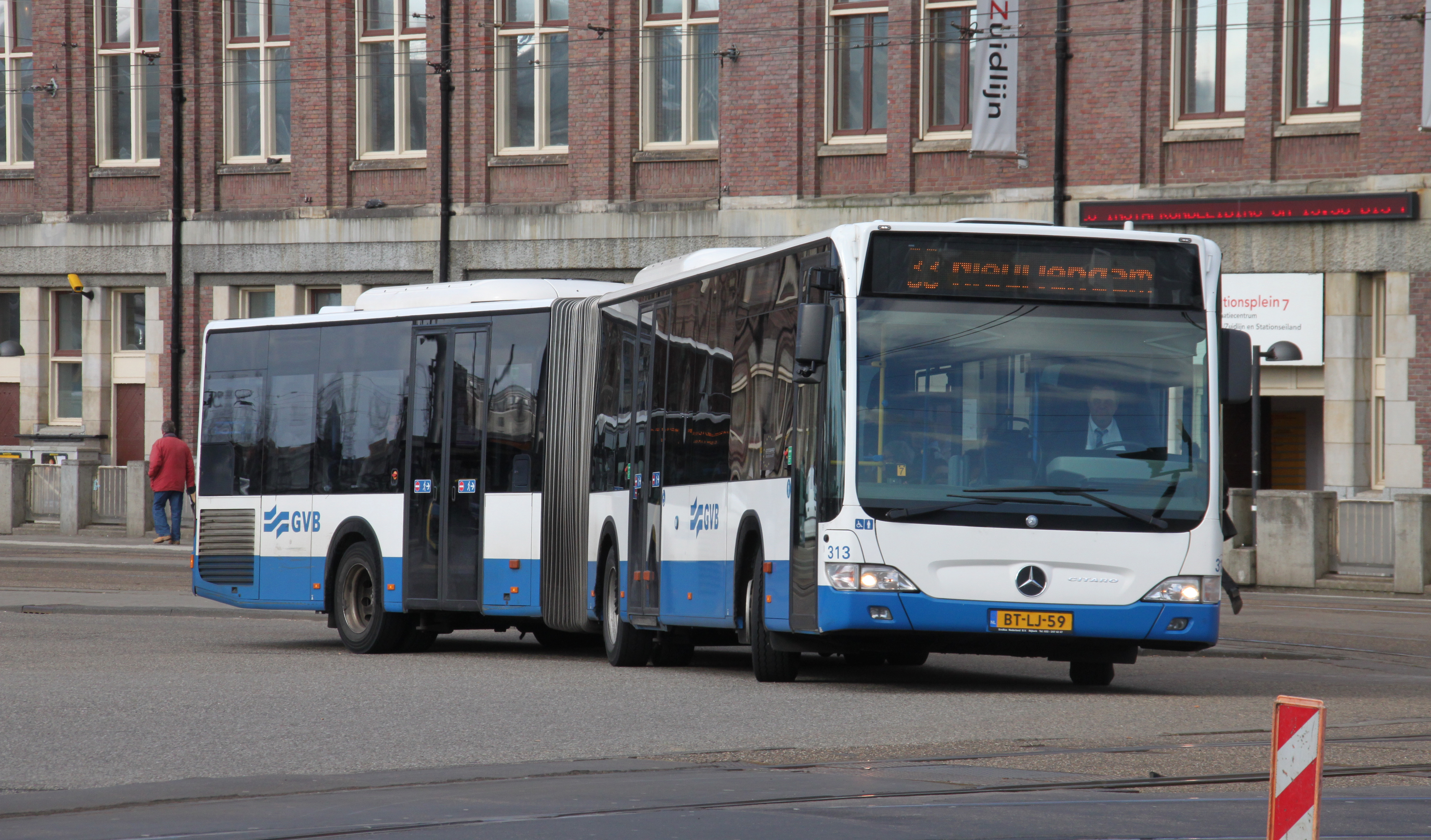
  Huidige huisstijl op het Amsterdams busnet.
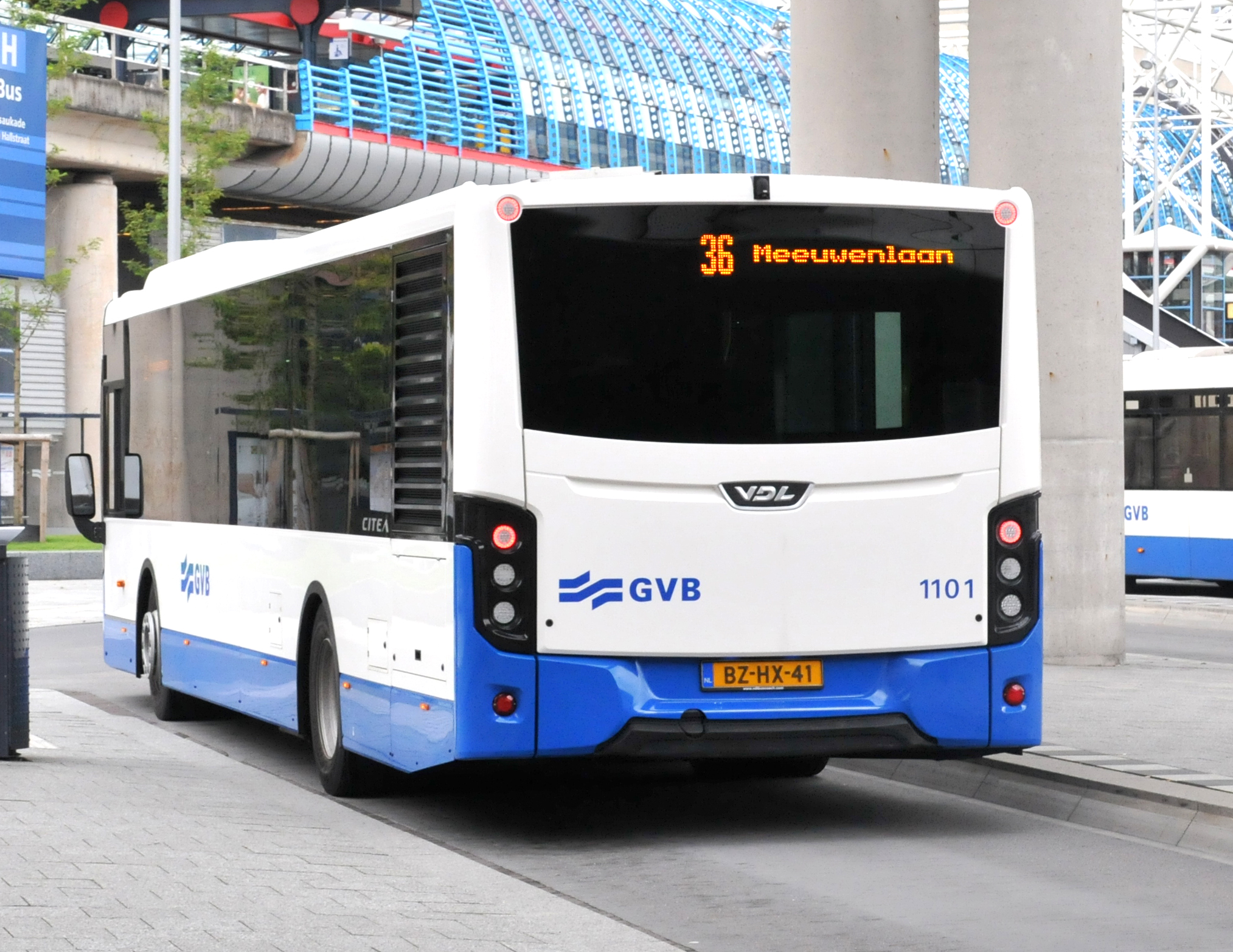
  Nogmaals de huidige huisstijl op een VDL Citea SLF-120 stadsbus.
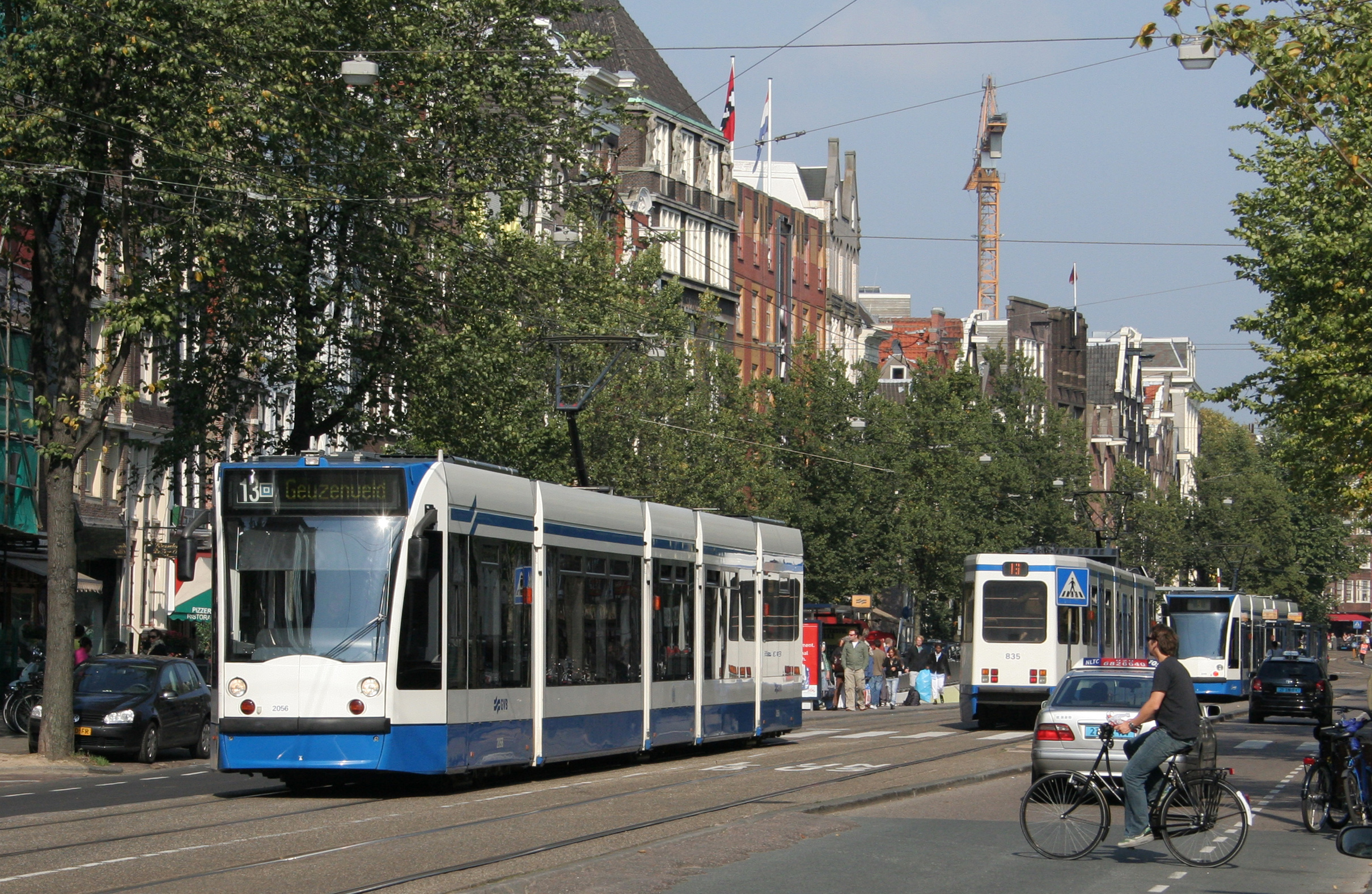
  Huidige huisstijl op de Amsterdamse tram.
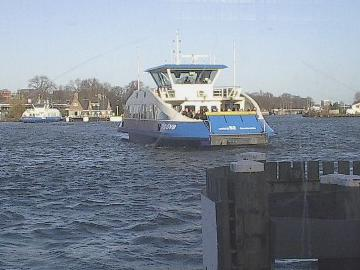
  Huidige huisstijl op de Amsterdamse veren
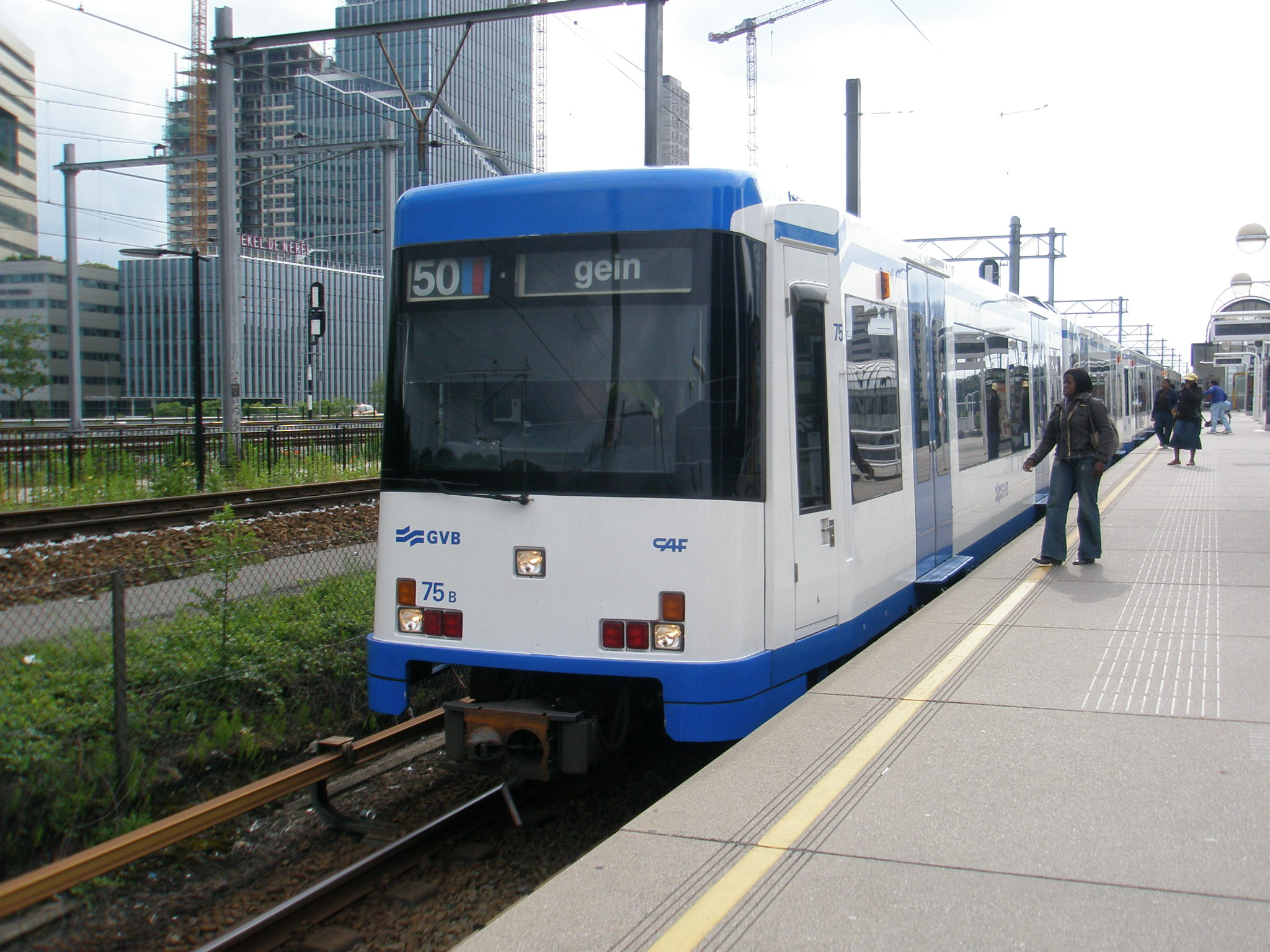
  Huidige huisstijl op de Amsterdamse metro. Nieuwere metrostellen hanteren de R-net huisstijl: grijs / rood.

### GVU(1904-2013)
Het laatste logo van het GVU was verkeersblauw. Op de bussen werd een iets lichtere kleur blauw gebruikt.

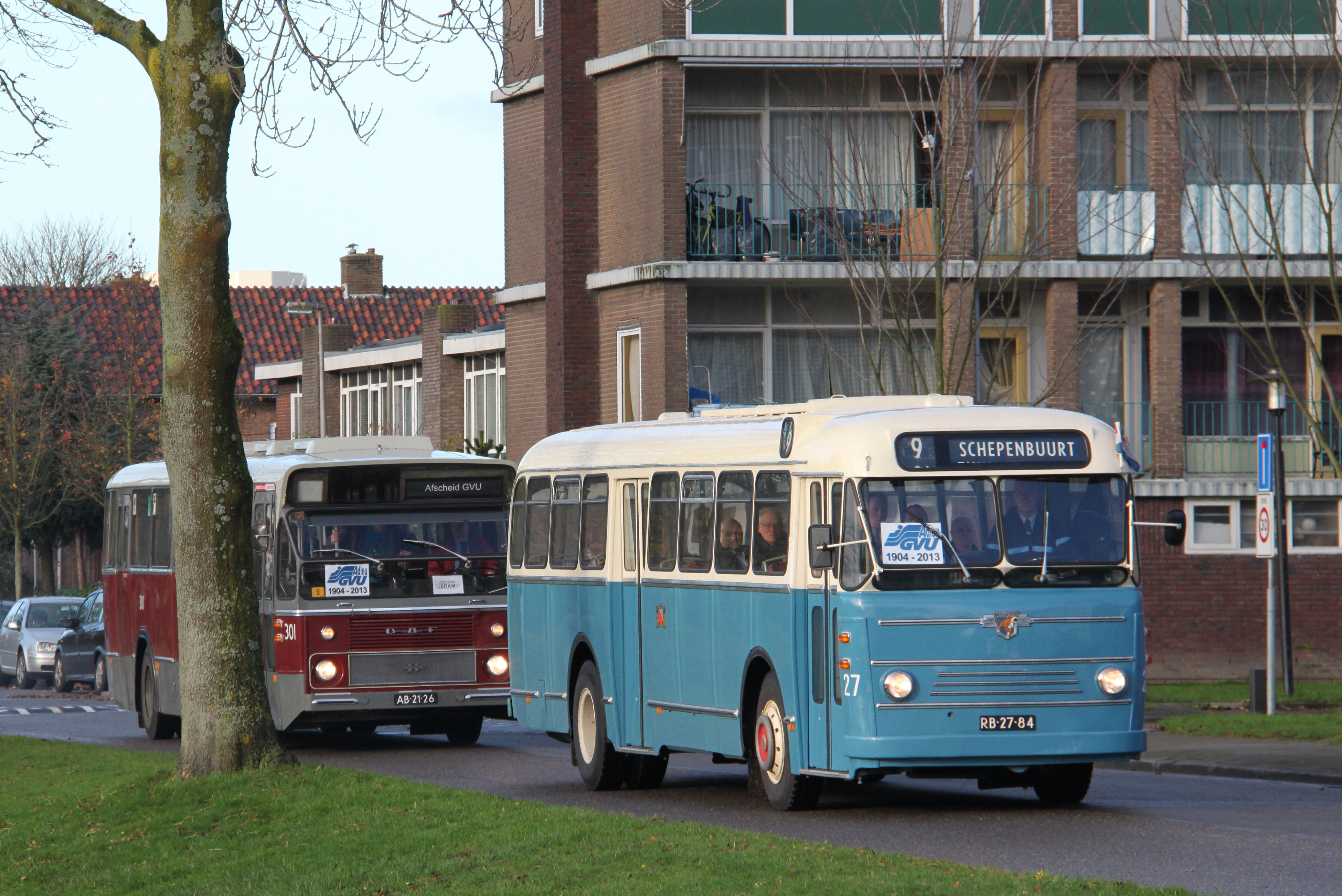
Blauw-witte kleurstelling van GEVU uit de jaren 50.
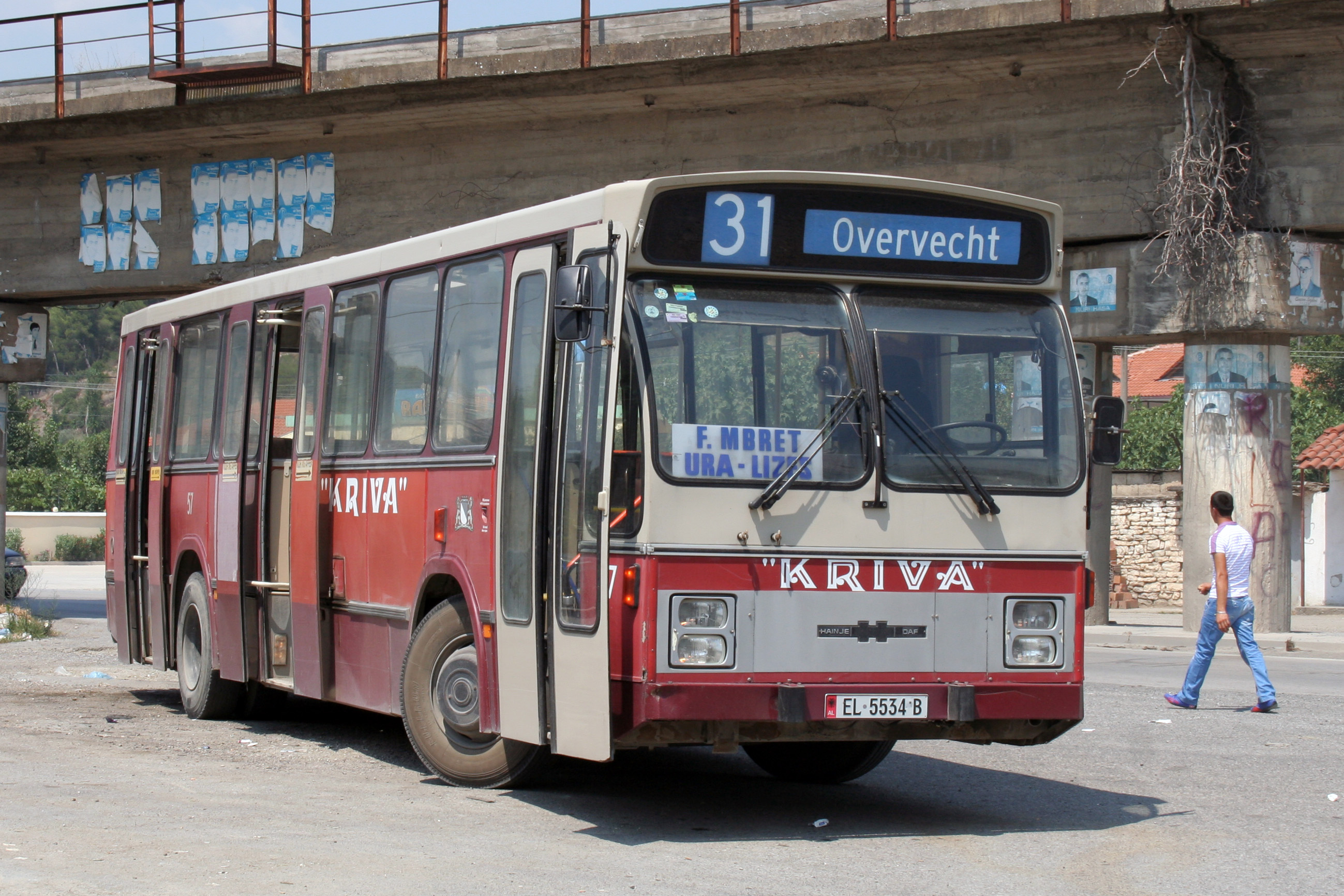
   Beige basis met tomaatrode schotplaten en een rood vlak rondom de bussen onder de ramen. Dit was de landelijke huisstijl die ook in andere grote steden gebruikt werd. Deze huisstijl verdween in de jaren 90.
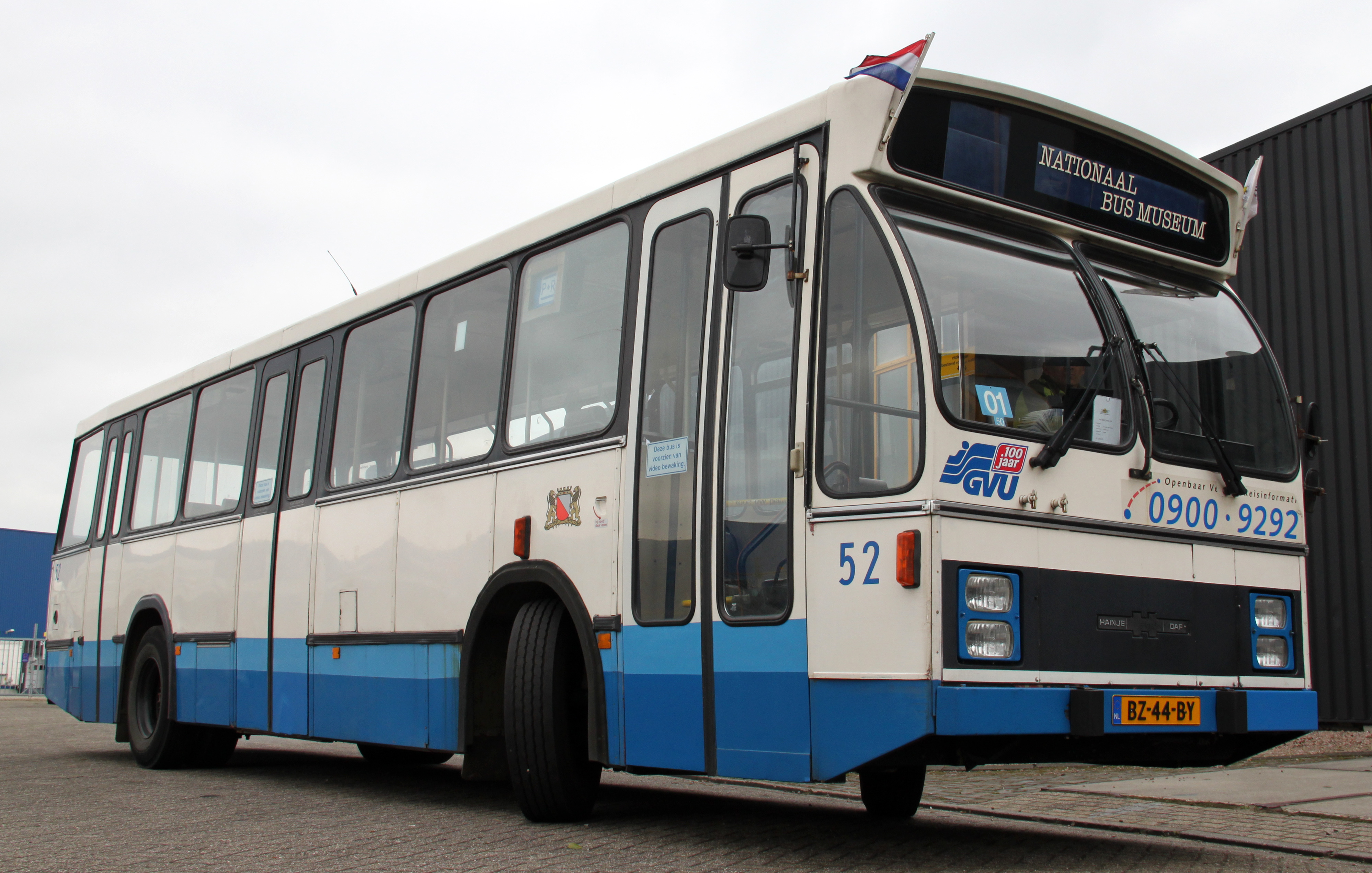
   Huisstijl van de jaren 90. Wit met blauwe schotplaten.
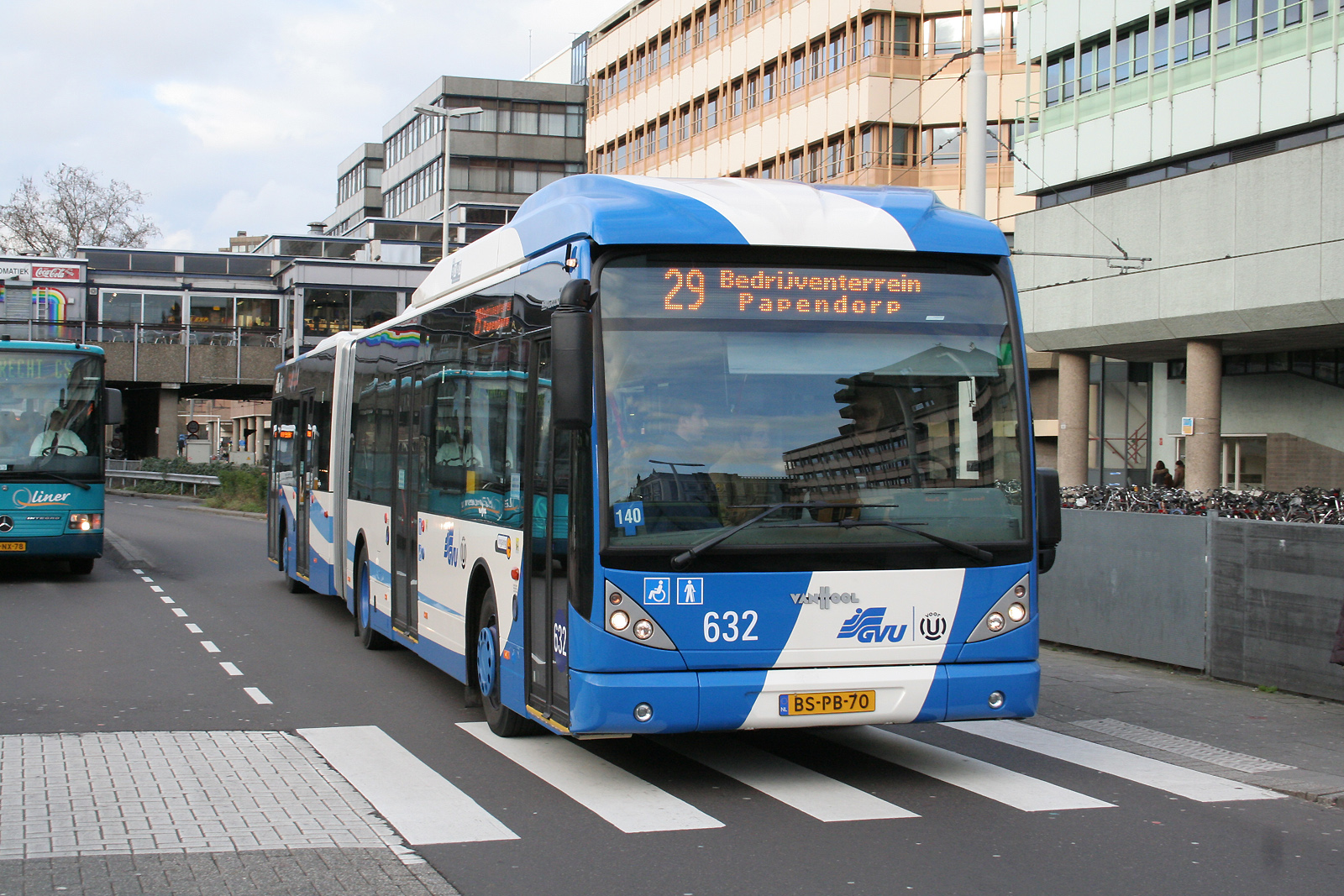
   Huisstijl die vanaf 2002 werd gebruikt. Deze huisstijl droeg GVU tot het op 8 december 2013 verdween.

### Harmanni

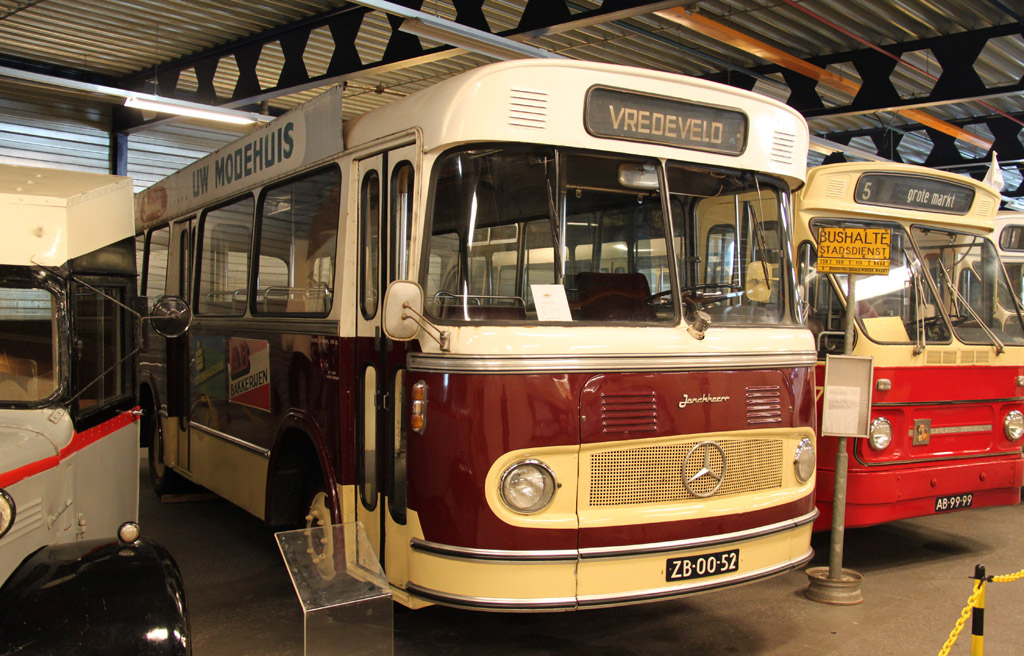

### Hermes(1995-2016)

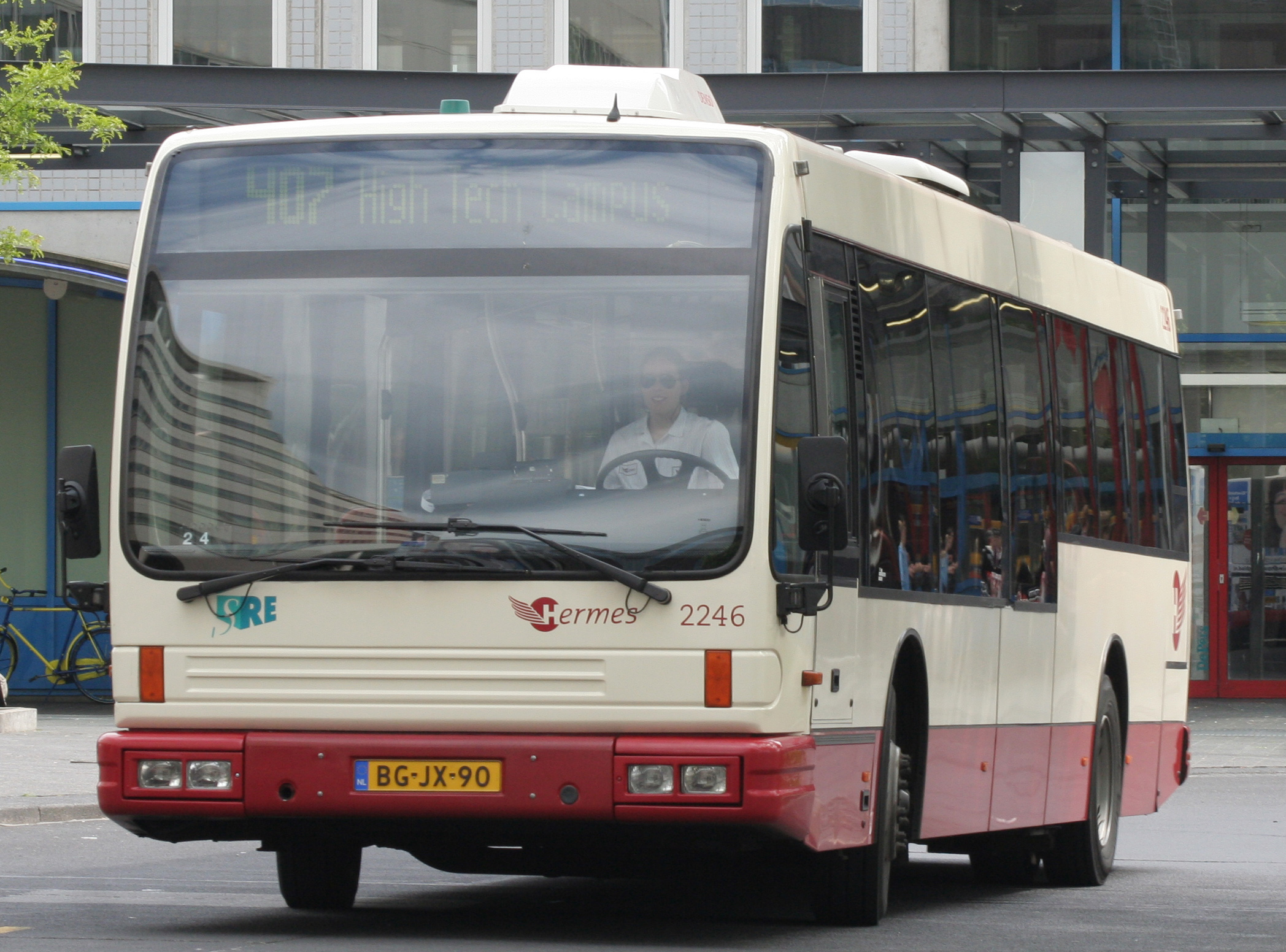
Tot en met 2008 reden de meeste stadsbussen van Eindhoven in een crèmekleurige basis met rode schotplaten. Enkele bussen reden nog in de oude stadsbusstijl van Zuidooster of hadden een volledig witte basis of reden in de huisstijl van Phileas.
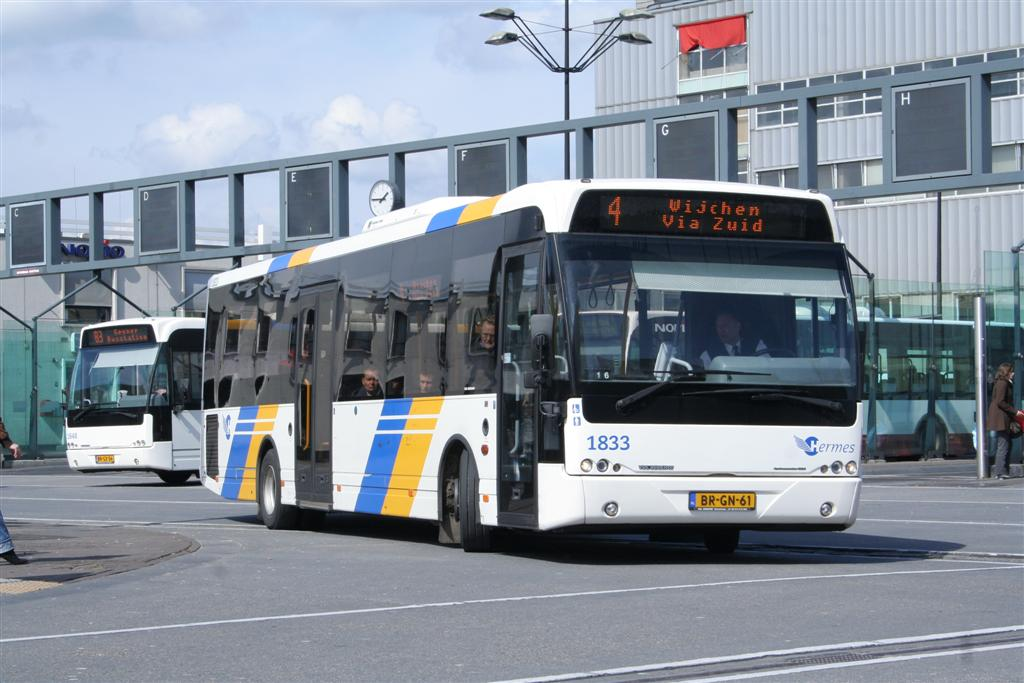
Wit als hoofdkleur met gele/blauwe diagonale vlakken. Deze huisstijl werd vervangen door een huisstijl met een modernere uitstraling.
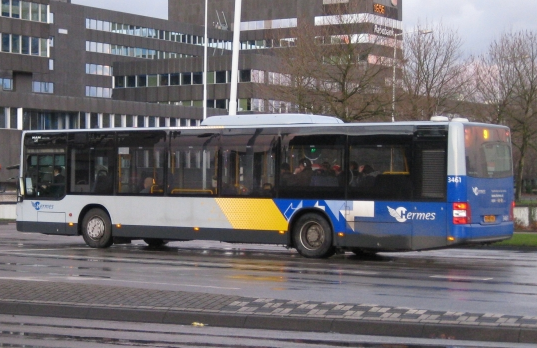
De laatste huisstijl van Hermes is grijs met als hoofdkleur met blauw vlak en gele/witte diagonale vlakken.

-   
Tot en met 2008 reden de meeste stadsbussen van Eindhoven in een crèmekleurige basis met rode schotplaten. Enkele bussen reden nog in de oude stadsbusstijl van Zuidooster of hadden een volledig witte basis of reden in de huisstijl van Phileas.
-    
Wit als hoofdkleur met gele/blauwe diagonale vlakken. Deze huisstijl werd vervangen door een huisstijl met een modernere uitstraling.
-     
De laatste huisstijl van Hermes is grijs met als hoofdkleur met blauw vlak en gele/witte diagonale vlakken.

### HTM(1887-heden)

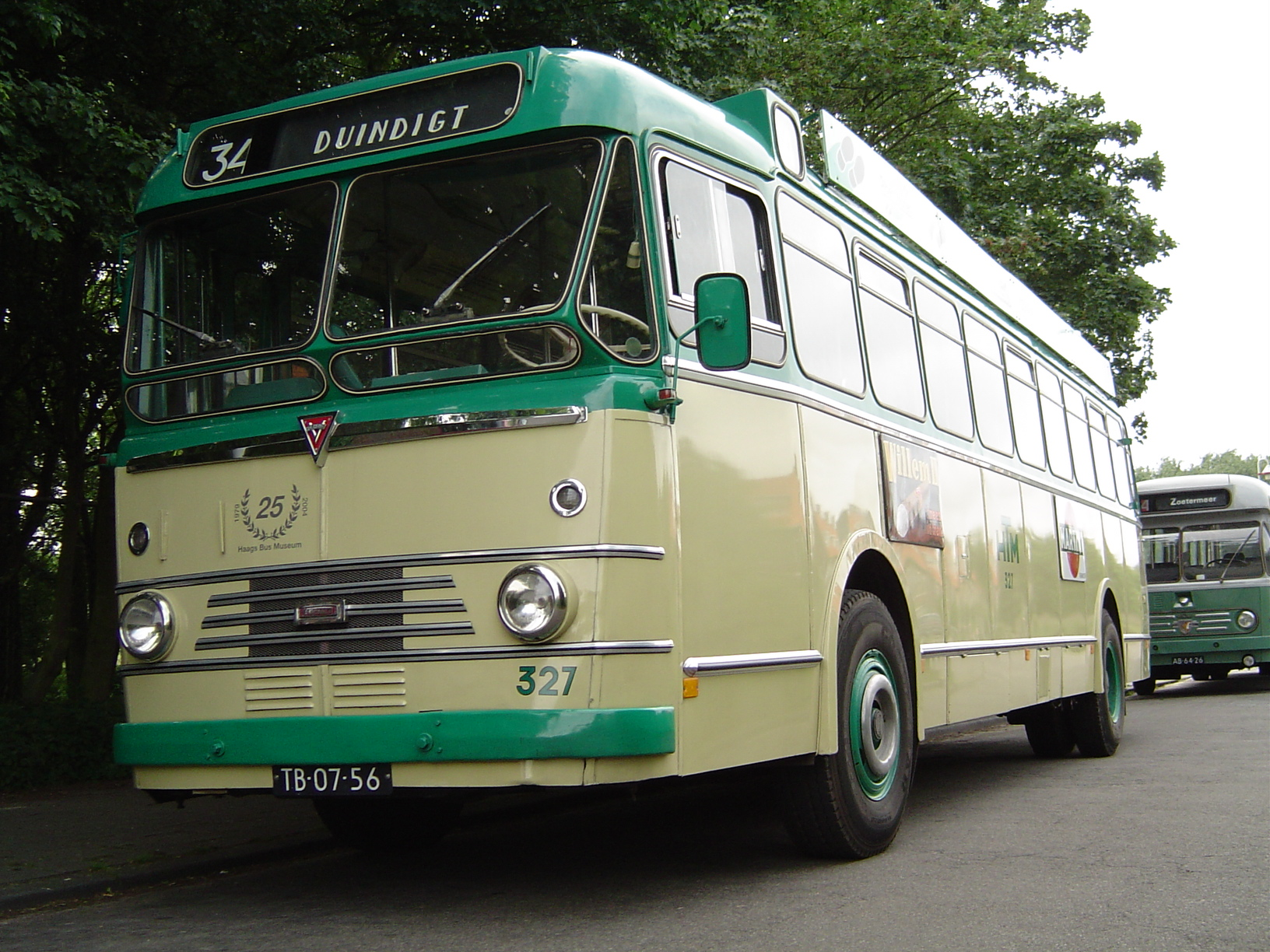
  Kleurstelling in de jaren 60. Groene basis met crèmekleurig vlak onder de ramen rondom de bus.
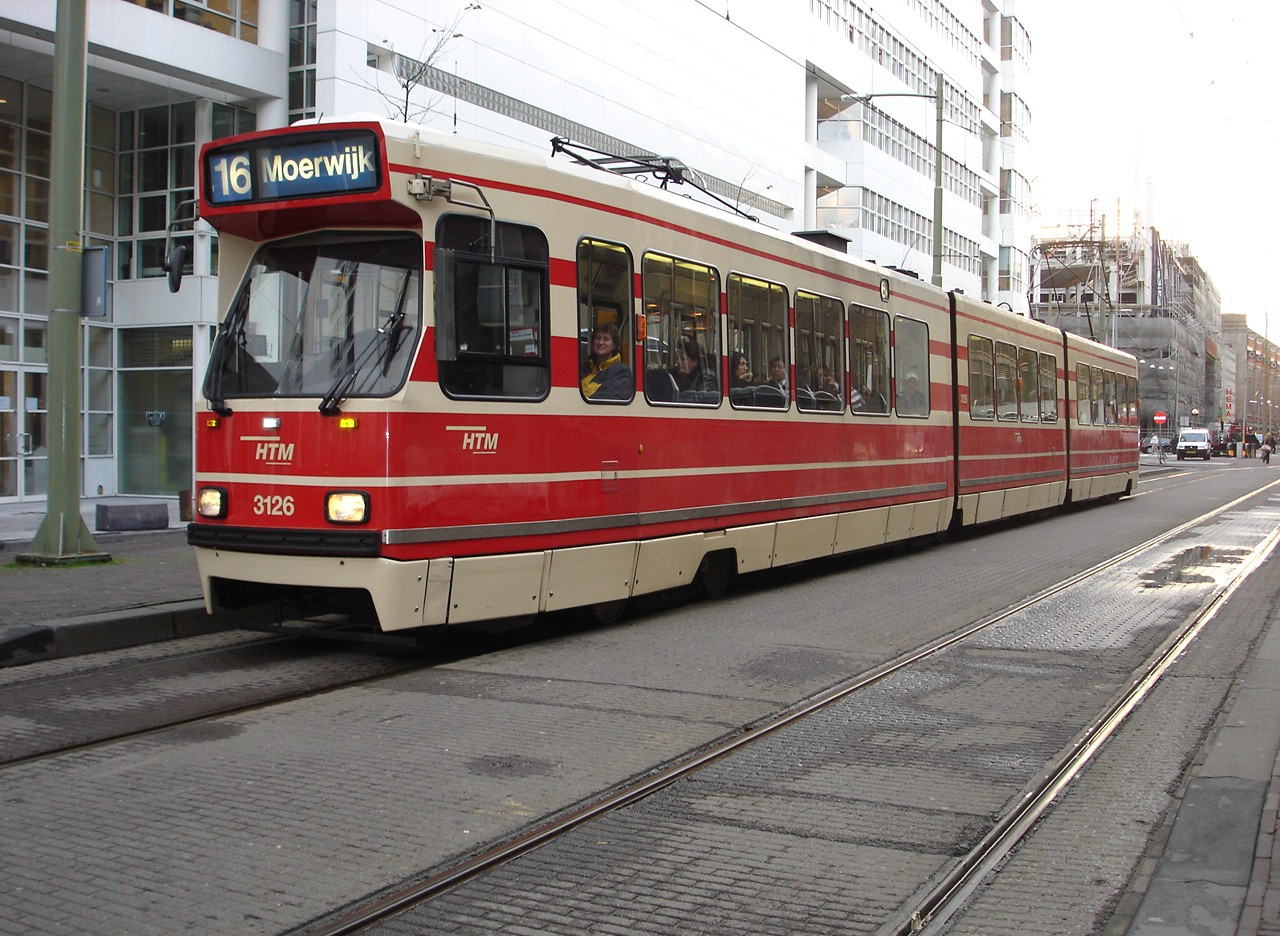
  De huidige huisstijl op de trams (met uitzondering van de trams op de RandstadRail). Rood als hoofdkleur met crèmewit en beige lijnen en vlakken.
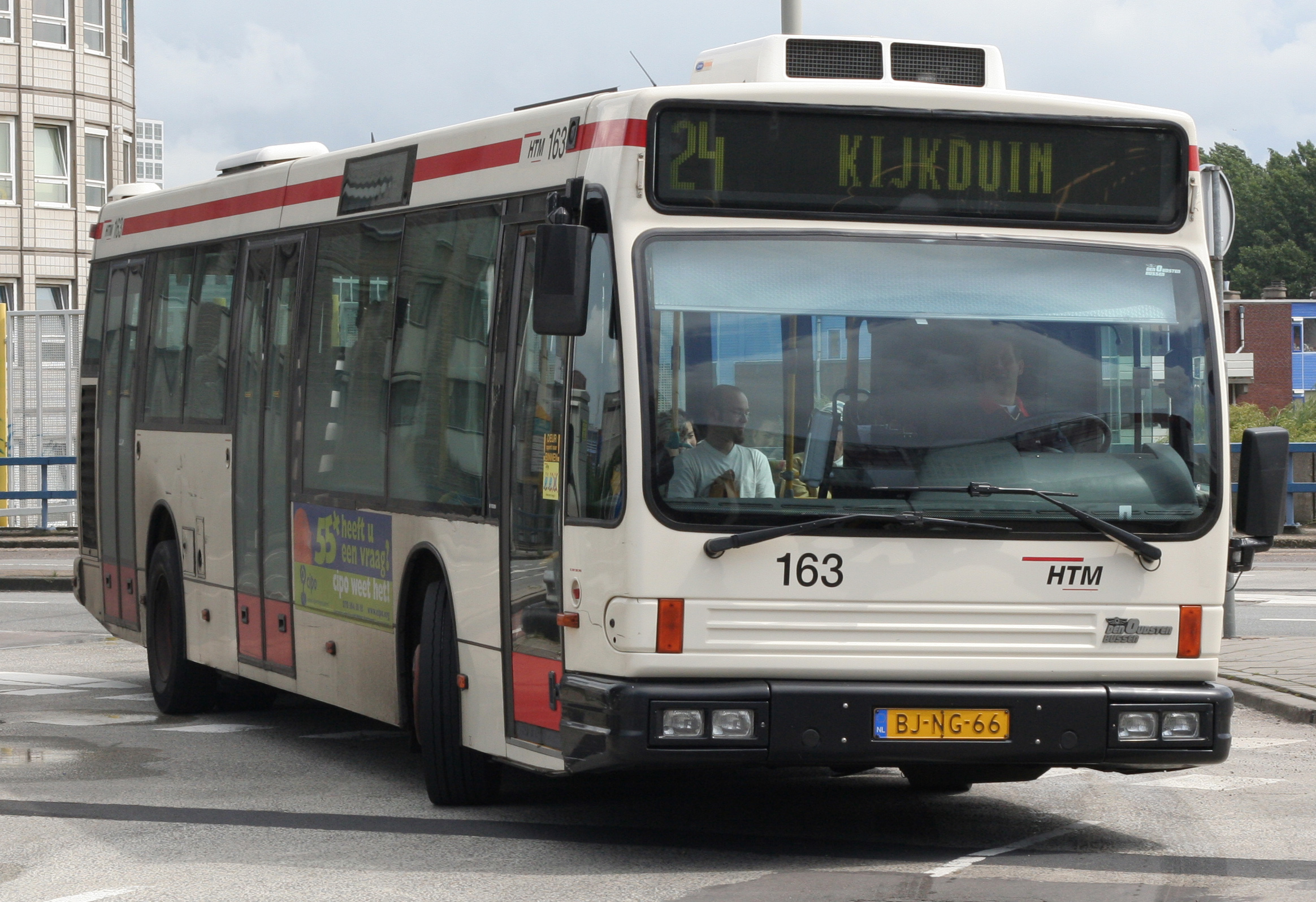
  Kleurstelling tot en met 2011. Wit als hoofdkleur met een rode accenten.
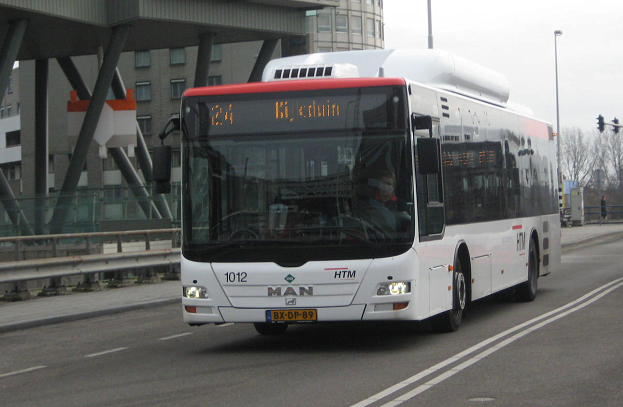
De huidige huisstijl op de aardgasbussen. Ook de elektrische bussen rijden in deze huisstijl rond.

### Limex(2002-2006)

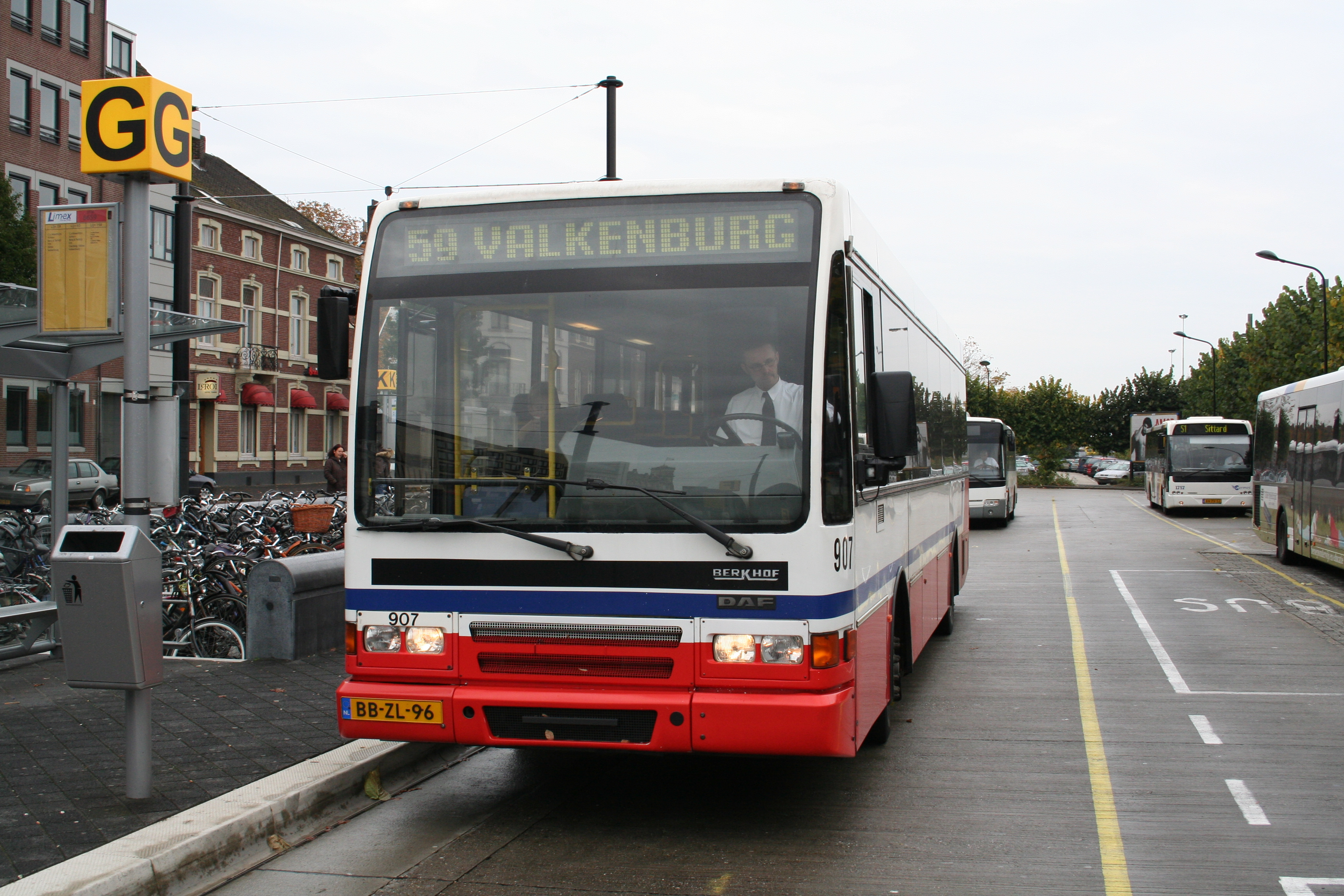
   Witte basis met rode schotplaten en blauwe streep, het rode vlak loopt onder een hoek van 60 graden vanaf de schotplaten naar de bovenste hoek achterin en loopt door over de achterkant.
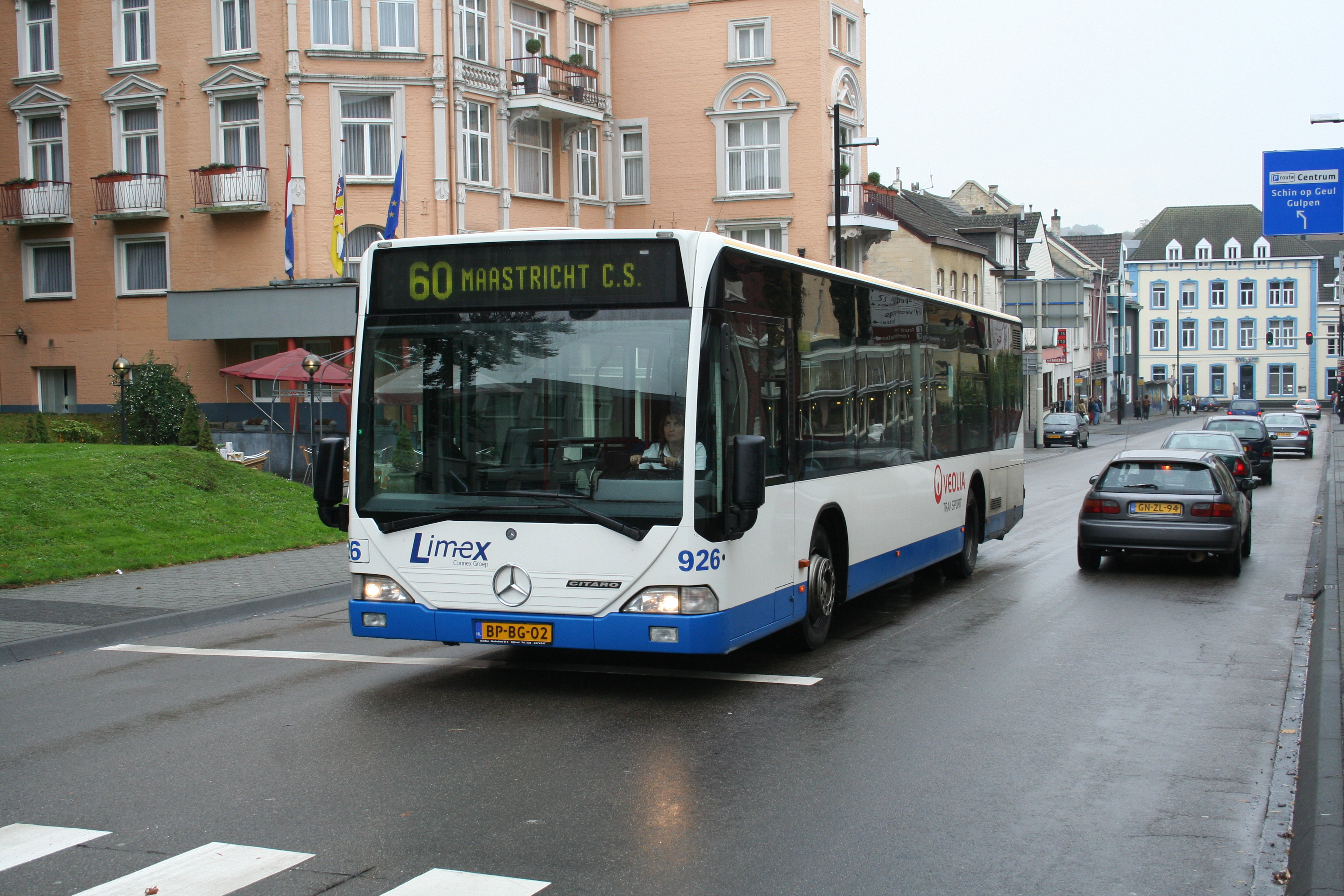
Sommige bussen reden ook met de huisstijl van andere vervoerders zoals BBA en De Lijn. Hier een ex-Limex bus in de BBA huisstijl (deze bus reed op de foto al voor opvolger Veolia Transport).

### Lovers Rail(1996-1999)

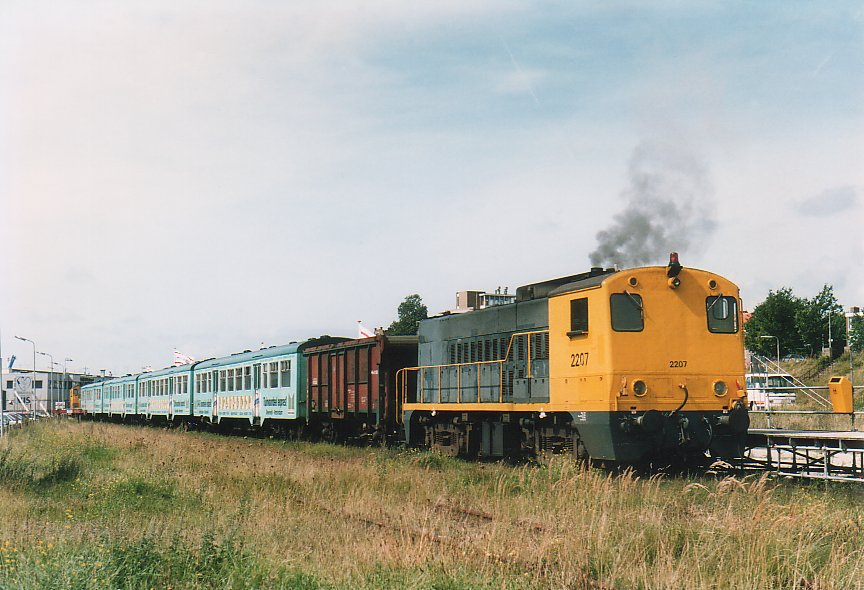
Lovers Rail had twee kleurstellingen op de wagons. Donkerblauw met groen en lichtblauw met middelblauw.

-     
Lovers Rail had twee kleurstellingen op de wagons. Donkerblauw met groen en lichtblauw met middelblauw.

### MTI(2001-2004)

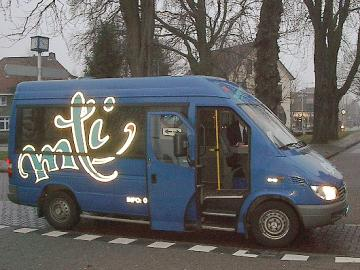
 Donkerblauwe busjes met een groot MTI logo
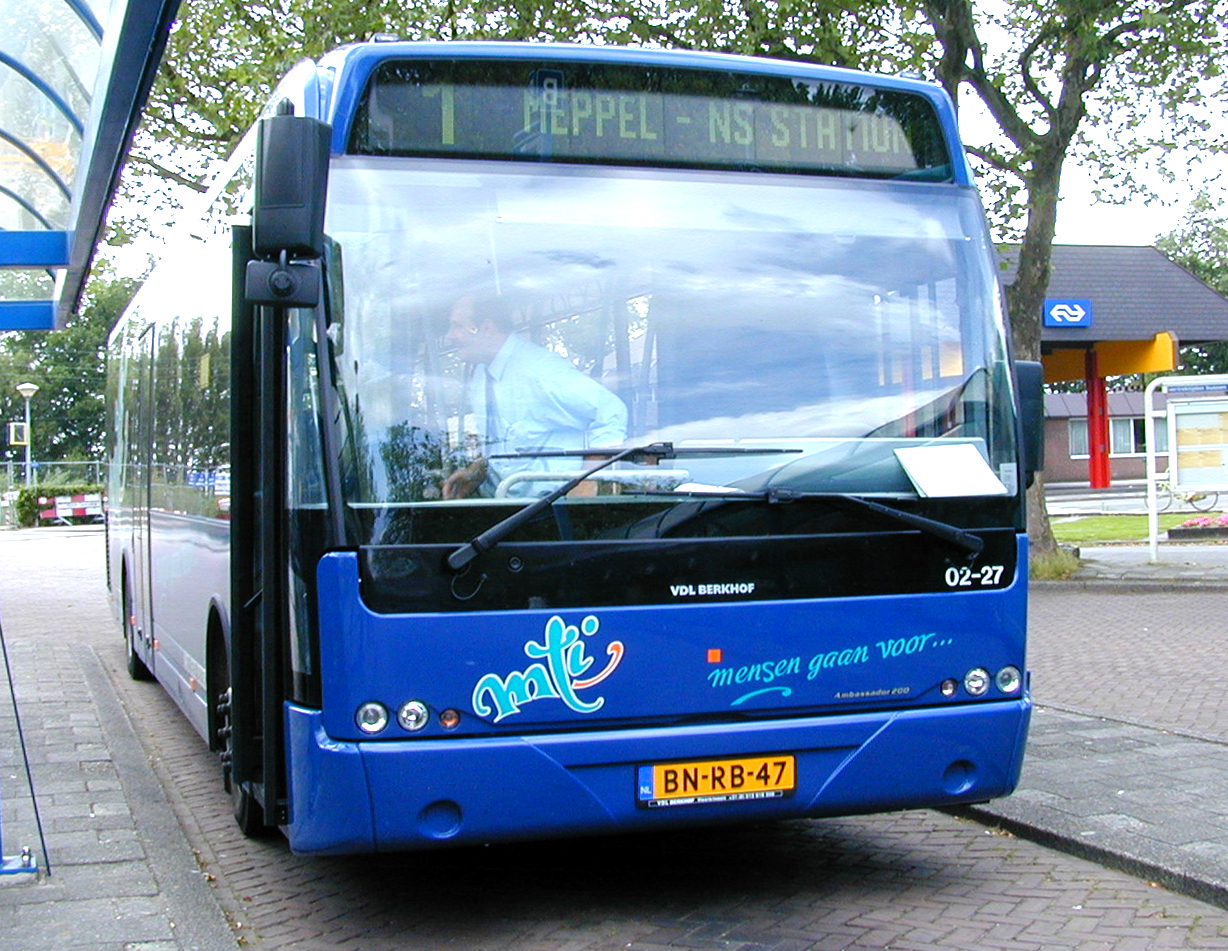
Huisstijl van MTI op een Berkhof Ambassador bus.

### Midnet(1994-1999)

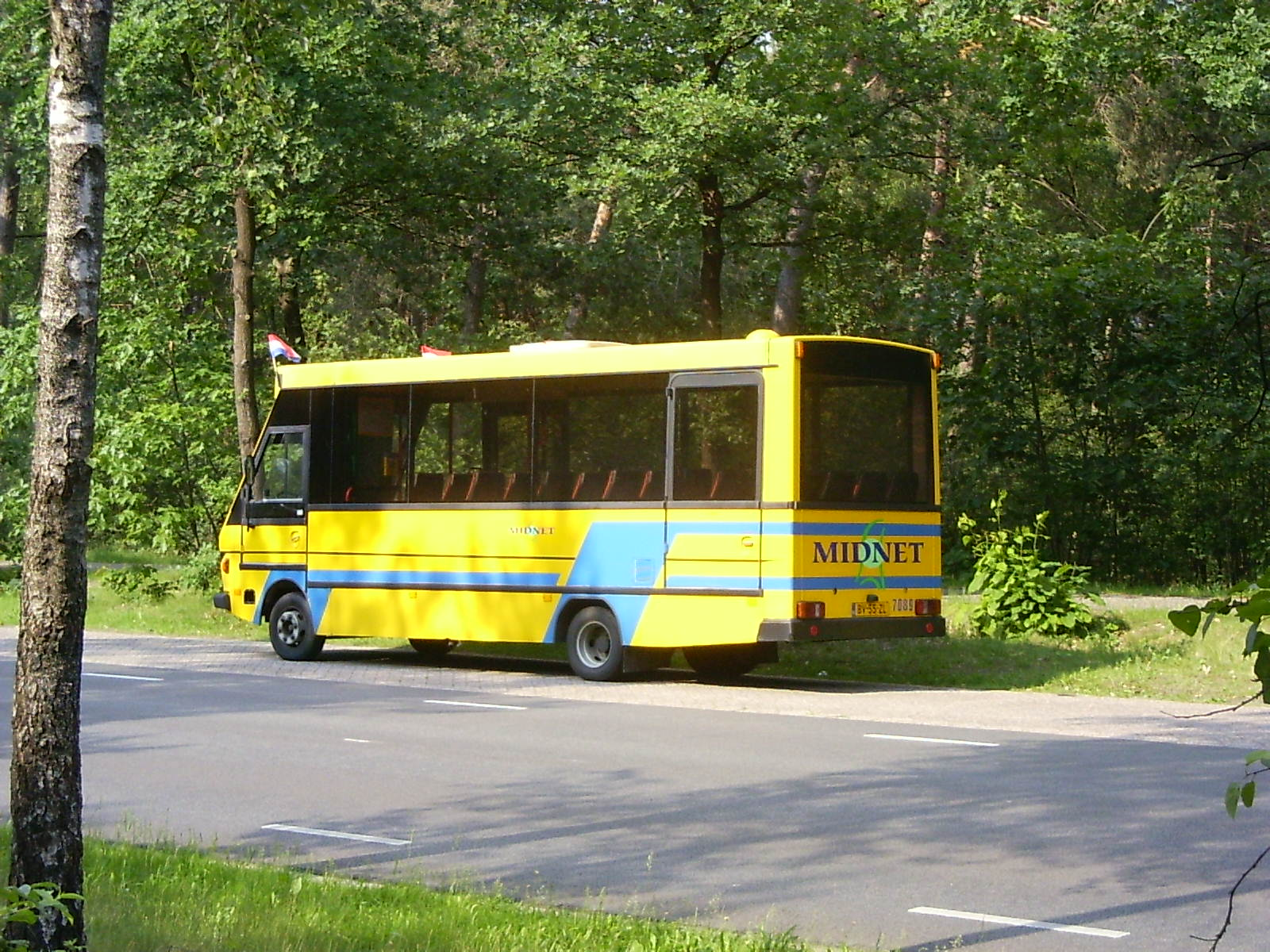
  Gele basis met een lichtblauwe lijn rondom de bus. Dit is oorspronkelijk de huisstijl van Centraal Nederland waarbij slechts het logo is vervangen.
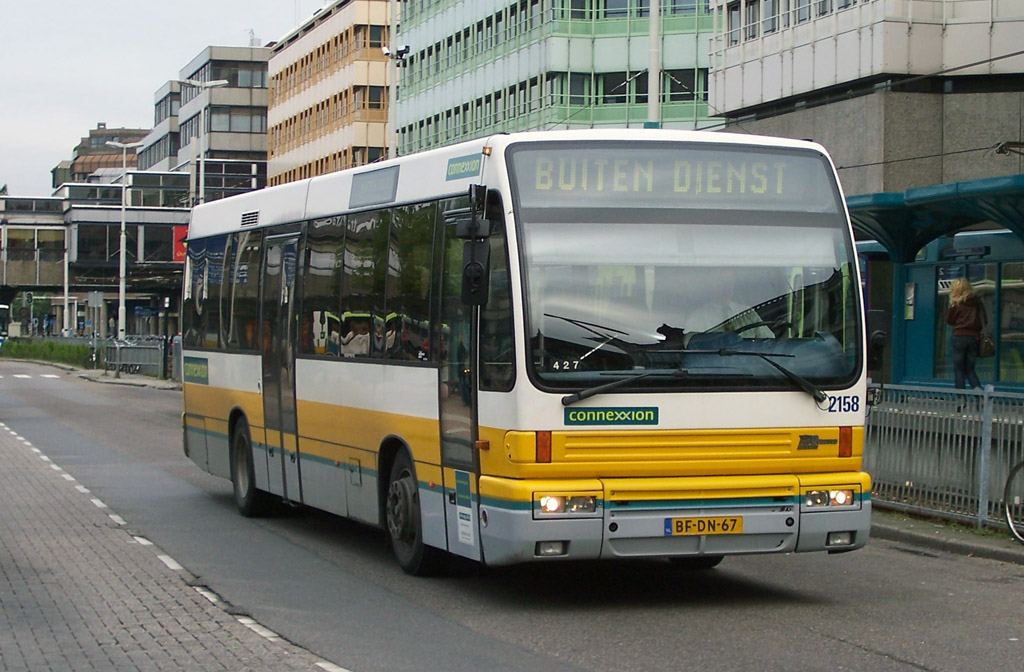
    De eigen huisstijl van Midnet had een witte basis met grijze schotplaten een dikke gele streep onder de ramen en boven de schotplaten met een groene streep tussen de schotplaten en de gele streep.
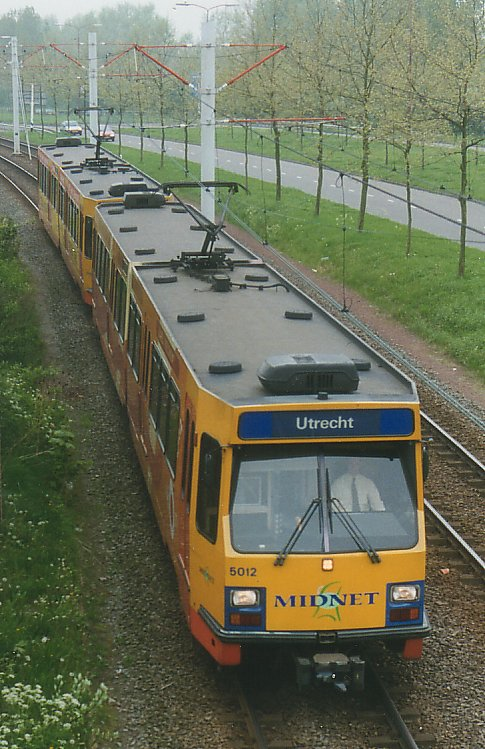
Sneltram van Midnet.

### NAO(1924-1976)

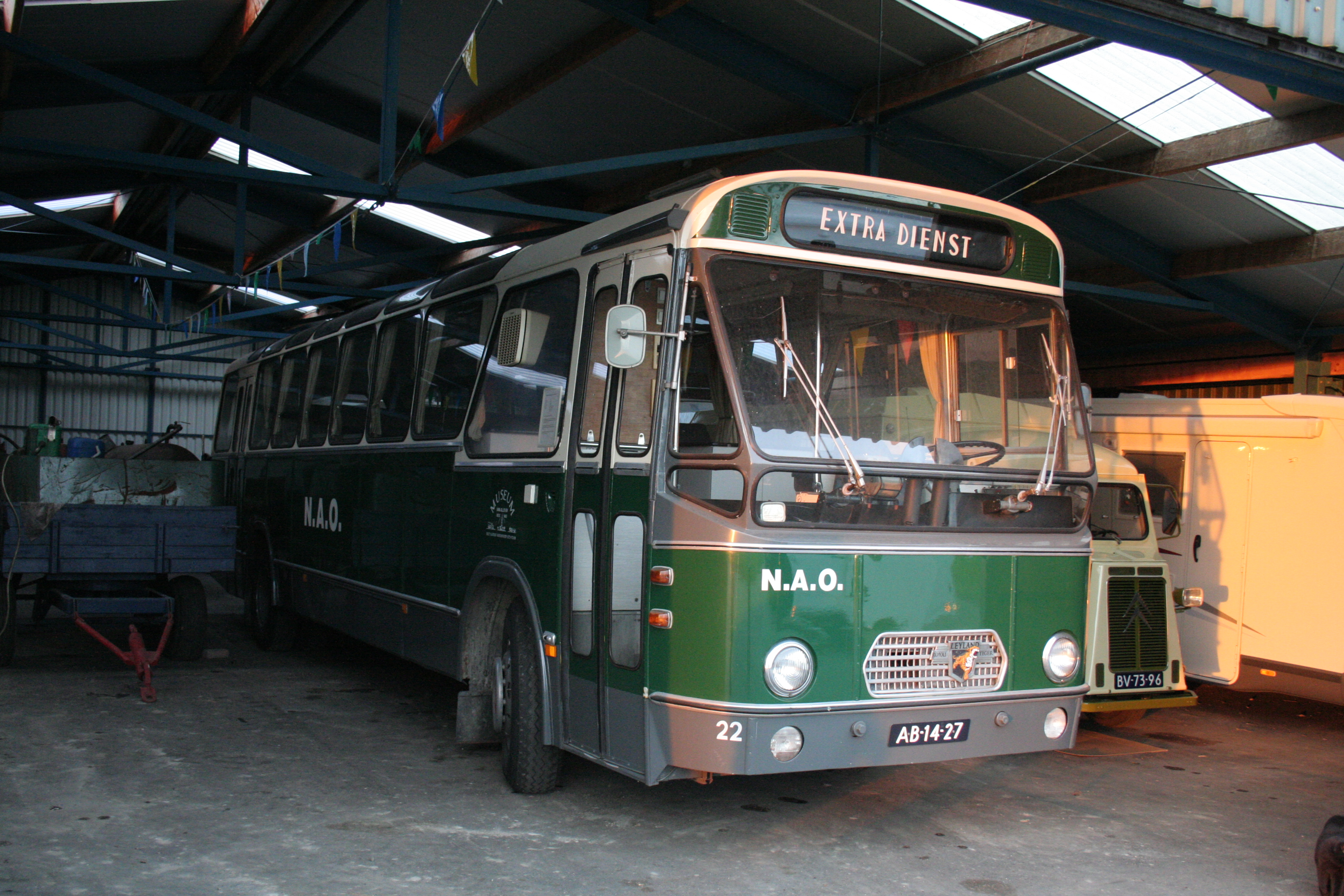
Groen

### Nederlandse Spoorwegen(1937-heden)
Het rollend materieel van de Nederlandse Spoorwegen kenmerkte zich in de jaren vijftig en zestig door verschillende kleuren, die toegepast werden op de verschillende tractiesoorten: grasgroen (elektrisch materieel Mat '46 en Mat '54), rood (dieselmaterieel Plan U en naar rood overgeschilderde Blauwe Engelen en Dieselvijfen uit 1945), donkerblauw (getrokken stalen reizigersmaterieel) en bruin (diesellocomotieven en goederenwagons).
In de jaren 60 werd door de NS een nieuwe huisstijl opgezet, ontworpen door Teldesign. De wens zich een nieuwe huisstijl aan te meten kwam voort uit onvrede met de toen bestaande presentatie naar buiten van de NS, die als ouderwets en verbrokkeld werd beoordeeld. Met de nieuwe - gele - huisstijl beoogde NS vooral een nieuw elan te onderstrepen, dat enkele jaren later met Spoorslag '70 verder werd uitgebouwd.
De treinen moesten geel worden, om de grauwe stations wat op te fleuren. De tweede kleur is blauw. In eerste instantie werd lichtblauw gebruikt voor de diagonale reclamebanen. Vanaf 1972 (na een experiment vanaf 1970) werd op intercitytreinen zoals de Hondekop donkerblauw gebruikt voor de horizontale banen rond de ramen. Daken, bufferbalken, schotplaten, baanruimers en dergelijke zijn donkergrijs. Teksten en logo's werden in eerste instantie alleen in zwart uitgevoerd, omdat blauw op geel lelijk is: deze kleuren overstralen elkaar, vooral als de zon er op schijnt. Tegenwoordig ziet men steeds meer dat men toch blauwe logo's op de treinen plakt. NS-stations zijn herkenbaar aan de blauwe borden waarop met witte letters de stationsnaam staat.
Spoornummers werden weergegeven met gele nummers op blauwe borden. Eind jaren negentig werden dit witte nummers. Op de grotere stations staan de stationsnaam en het NS-logo op de gevel van het stationsgebouw. NS-kaartautomaten zijn geel met een blauwe bovenkant.
-   
De huidige Intercity huisstijl van de NS.
-   
Huisstijl van de NS op een kaartautomaat.

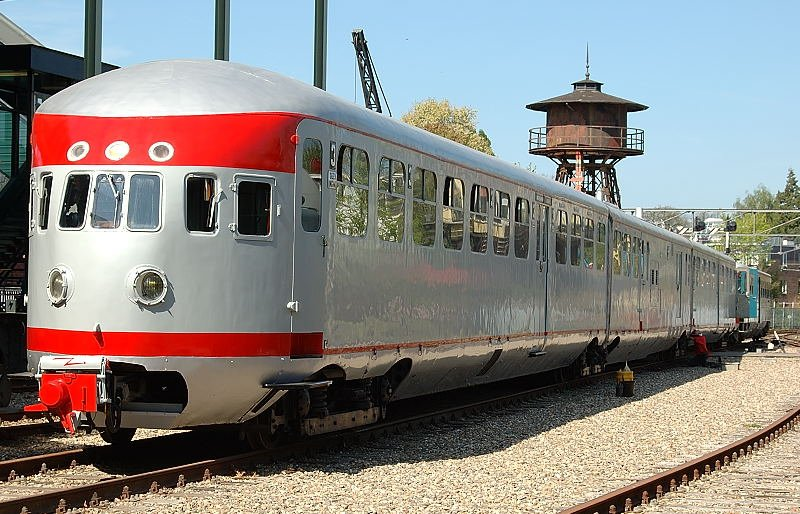
Kleurstelling van het DE3-Stroomlijnmaterieel uit 1934. Deze dieseltreinen hadden een grijze basis met een rode lijn net onder het dak en een rode lijn net boven de wielen rondom de trein. De grijze kleur blijkt nogal besmettelijk te zijn, dus worden ze, net als het overige materieel, al spoedig olijfgroen. In de periode 1953-1957, met de komst van de Blauwe Engelen, krijgen ook deze treinen een blauwe kleur.
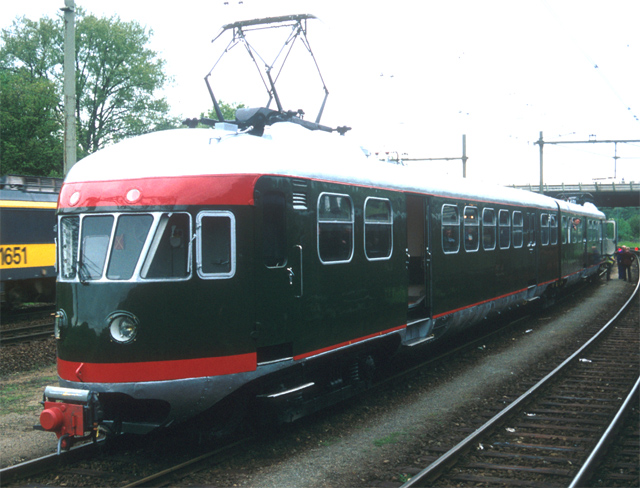
Mat '46 kleurstelling uit de jaren dertig: Olijfgroene basis, rode lijn net onder het dak en een rode lijn net boven de wielen rondom de trein. Halverwege de jaren vijftig ging de NS voor het elektrische materieel over op de gestandaardiseerde kleur grasgroen. Later werden sommige Mat'46-stellen ook nog voorzien van lichtblauwe reclamebanen. Slechts vier tweewagenstellen werden in zijn geheel overspoten in geel/grijs met lichtblauwe reclamebanen.
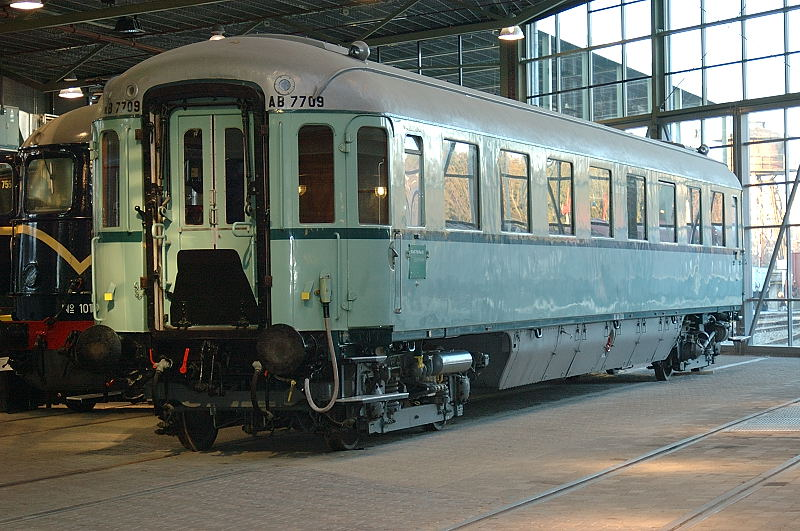
Kleurstelling van het getrokken reizigersmaterieel tussen ongeveer 1950 en 1960.
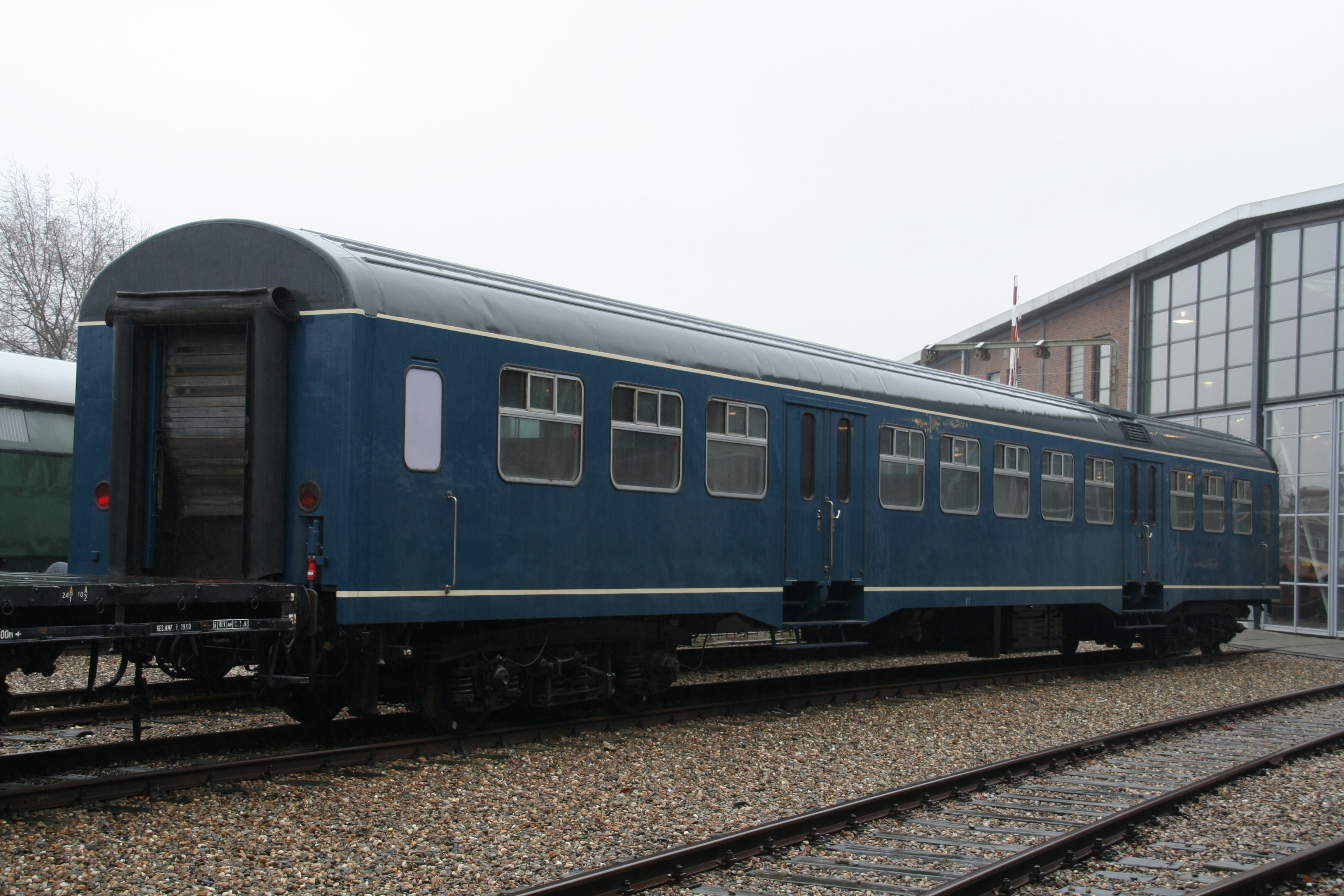
Kleurstelling van het getrokken reizigersmaterieel tussen ongeveer 1960 en 1985. Deze rijtuigen waren volledig donkerblauw. Bepaalde series worden ook voorzien van lichtblauwe reclamebanen.
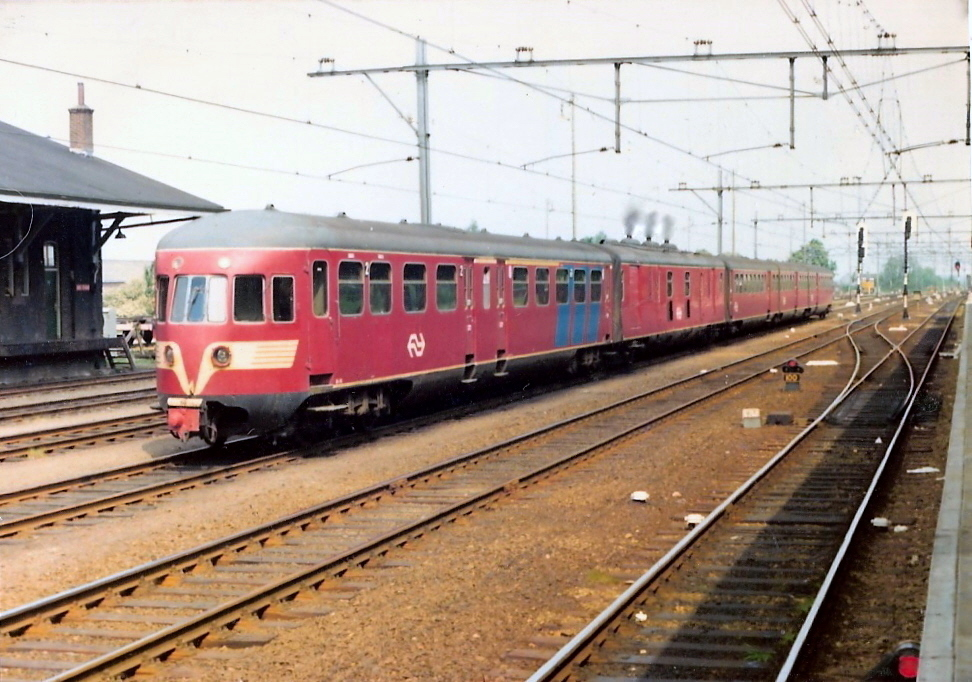
Het dieselmaterieel in de jaren 70 en 80 had een rode basis met een crèmekleurig vlak op de kop, een crèmekleurige lijn net boven de wielen op de zijkant. Bepaalde niet naar geel/grijs gehuisstijlde treinen worden toch voorzien van lichtblauwe reclamebanen, zoals nevenstaande foto laat zien.
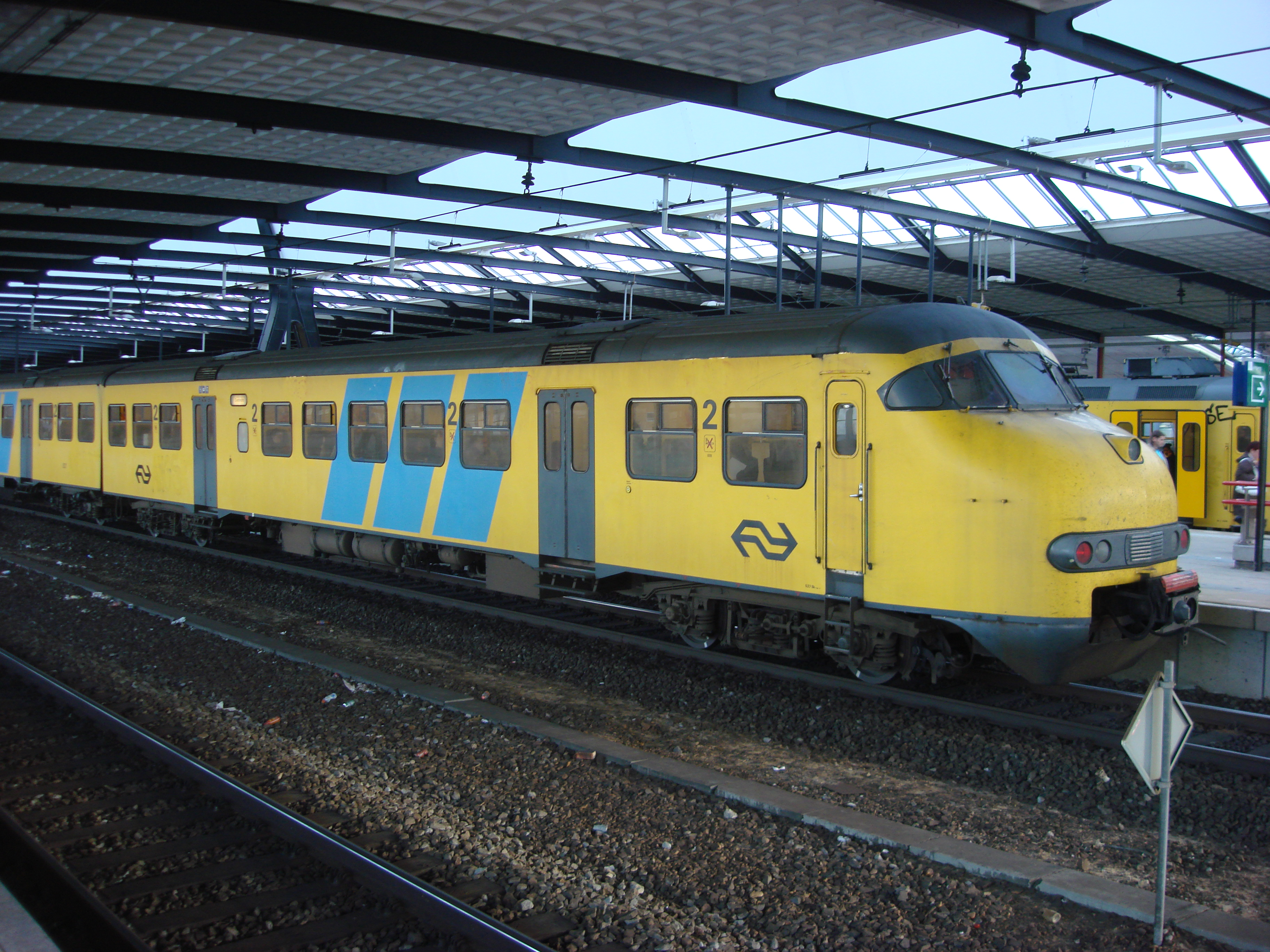
Deze huisstijl voor het elektrische stoptreinmaterieel, geel met lichtblauwe diagonale reclamebanen, is een overblijfsel van Spoorslag '70. Sinds 2012 alleen nog te zien op Mat '64 en DD-AR/mDDM materieel. Mat'64 zal uitgefaseerd worden en DD-AR/mDDM wordt omgebouwd naar DDZ met een intercity-huisstijl. Deze huisstijl verdween per dienstregeling 2020.
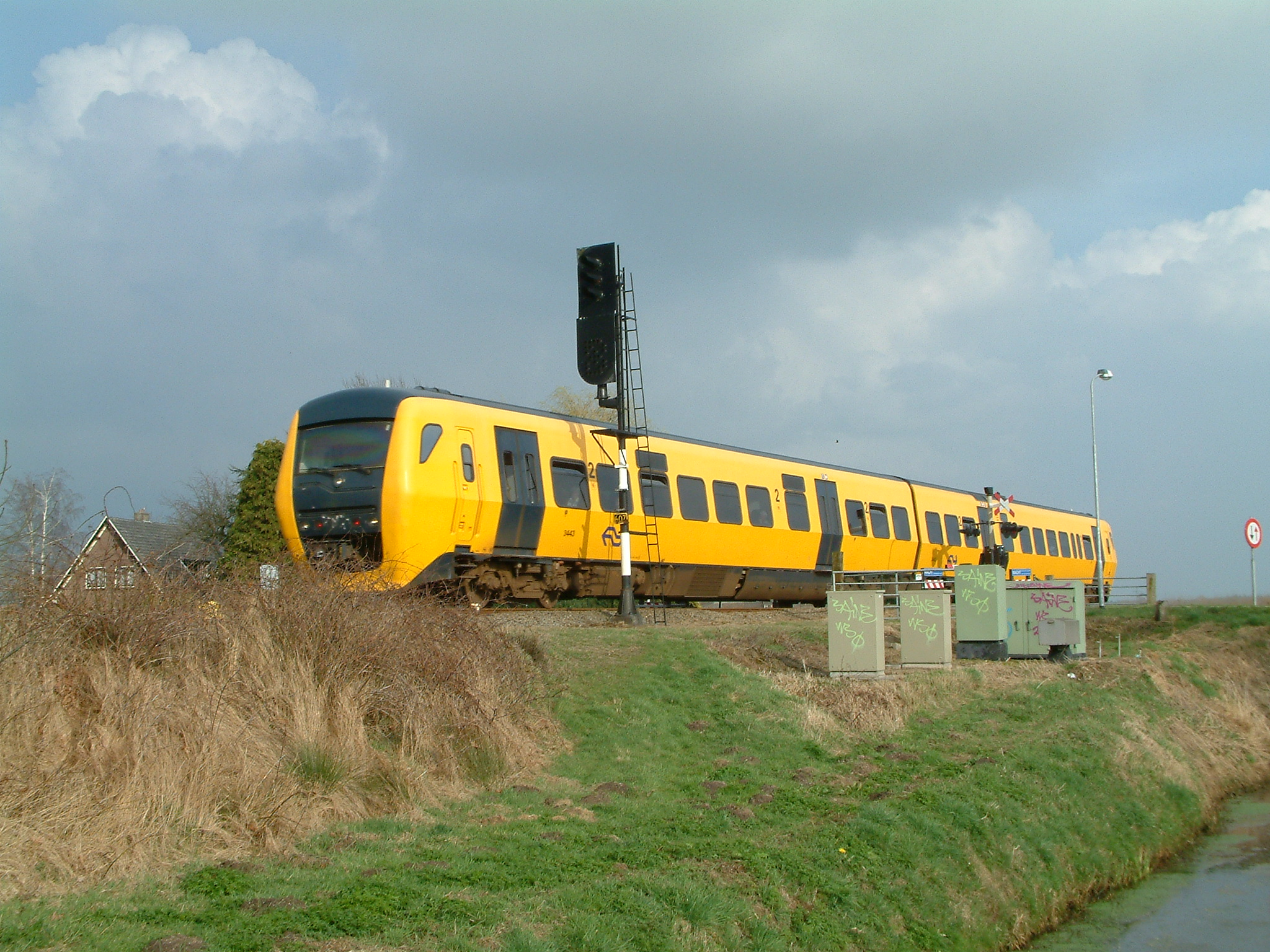
De huidige huisstijl van het dieselmaterieel DM '90 is volledig geel. Dit materieel werd tot en met 2017 alleen nog planmatig ingezet op de trajecten Zwolle-Kampen en Zwolle-Enschede.
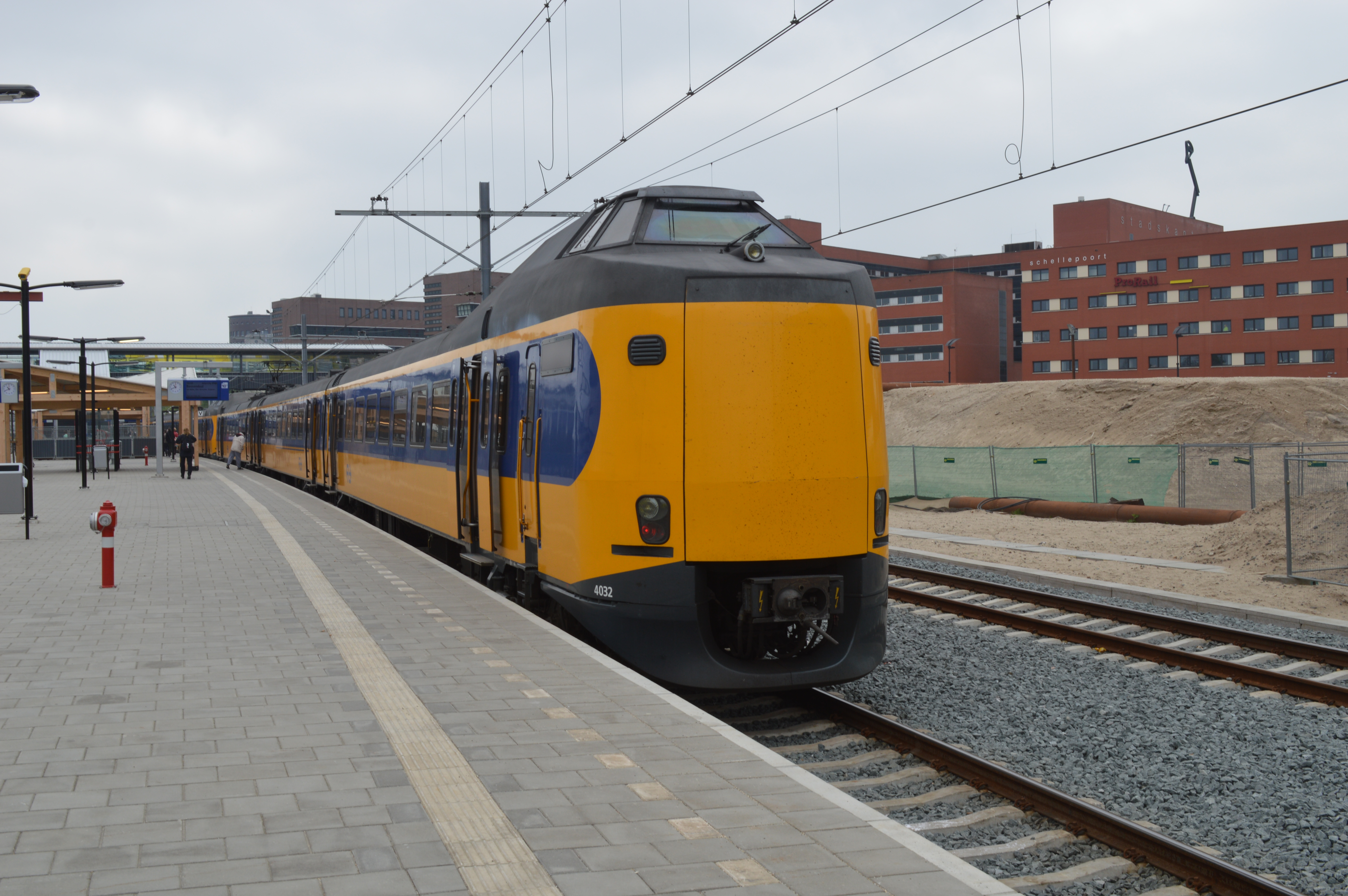
Het huidige Intercitymaterieel is geel met een donkerblauwe, horizontale band over de ramen.
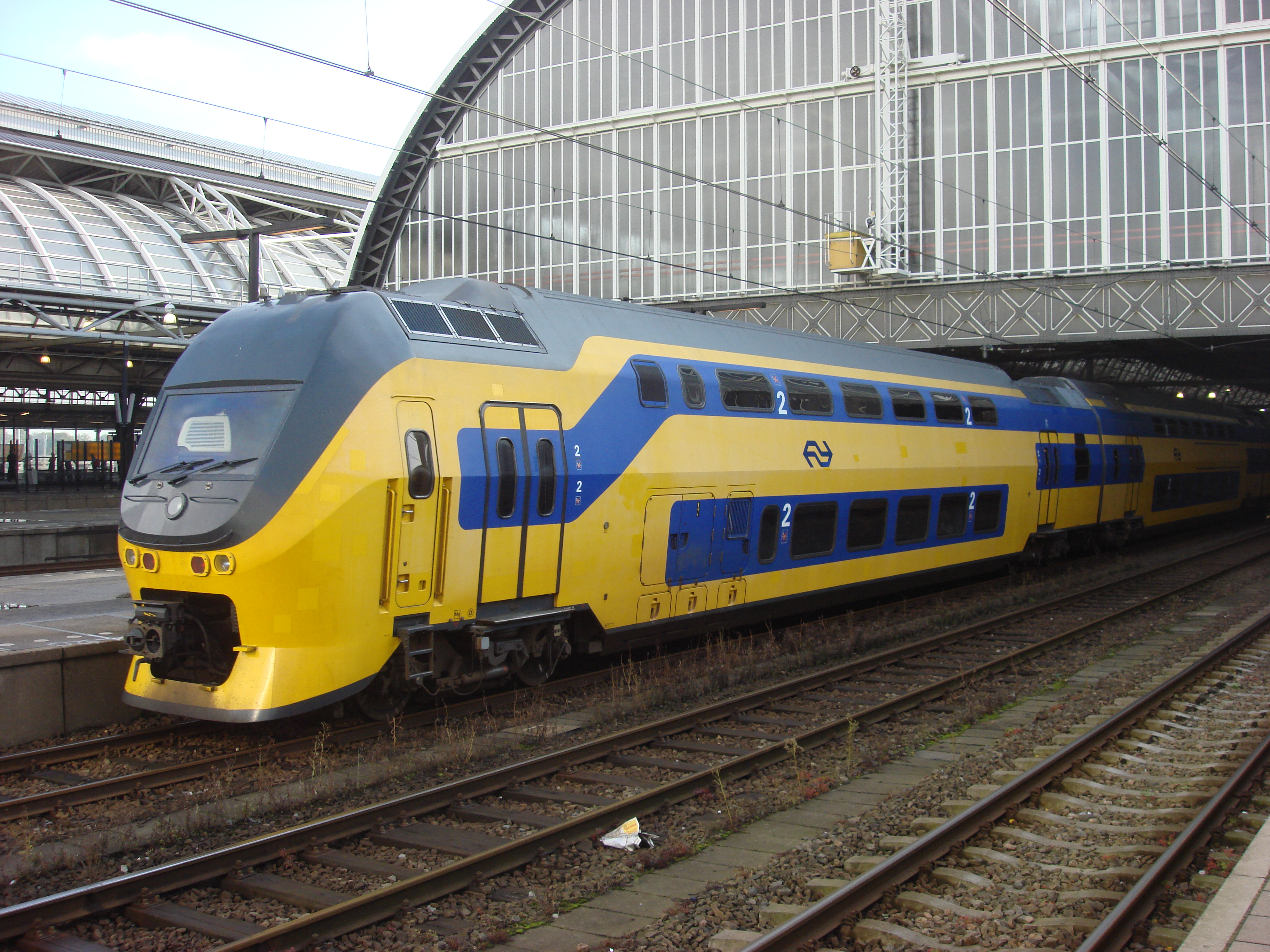
VIRM trein in de Intercity huisstijl.
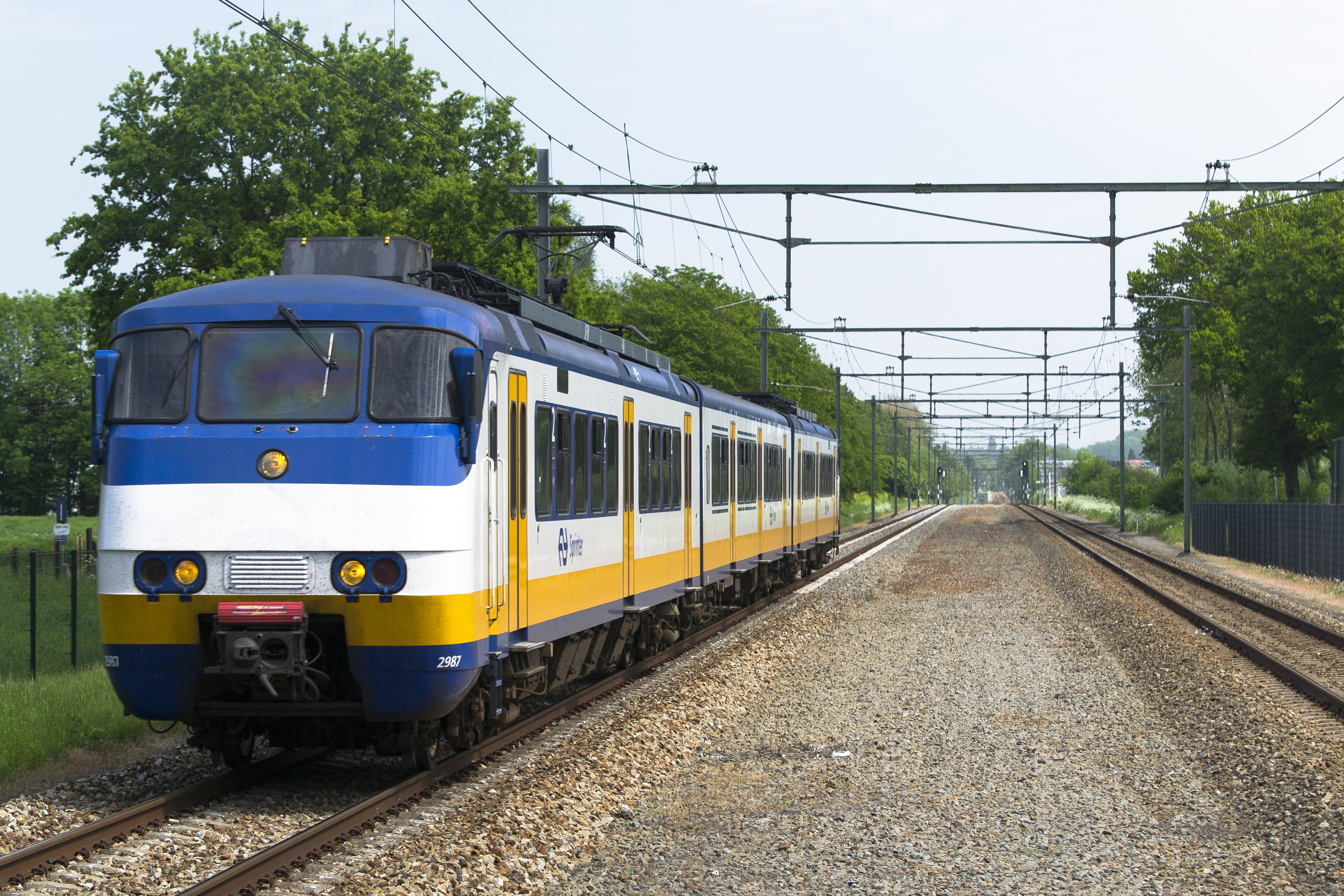
Het SGM kreeg na de revisie de nieuwe sprinterhuisstijl. Een witte basis met geel-blauw als bijkleur.
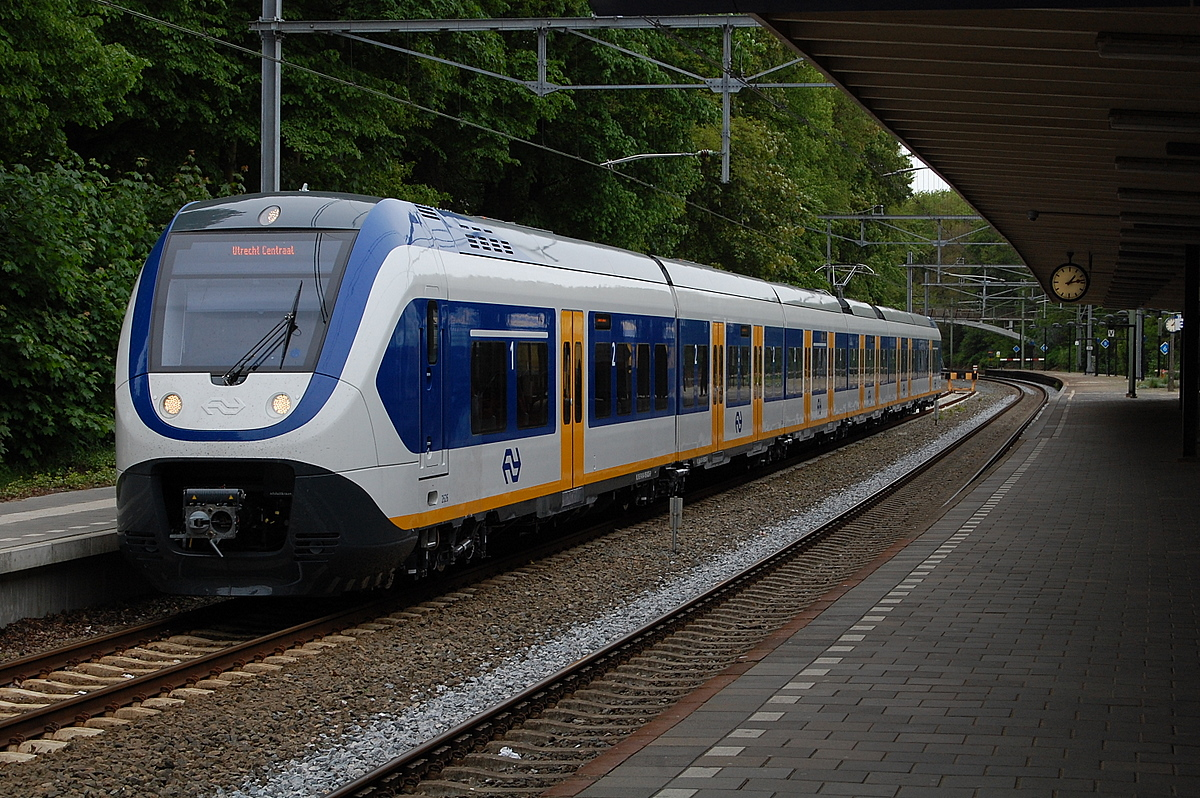
Het SLT materieel werd afgeleverd in dezelfde huisstijl als de vernieuwde SGMm treinstellen.
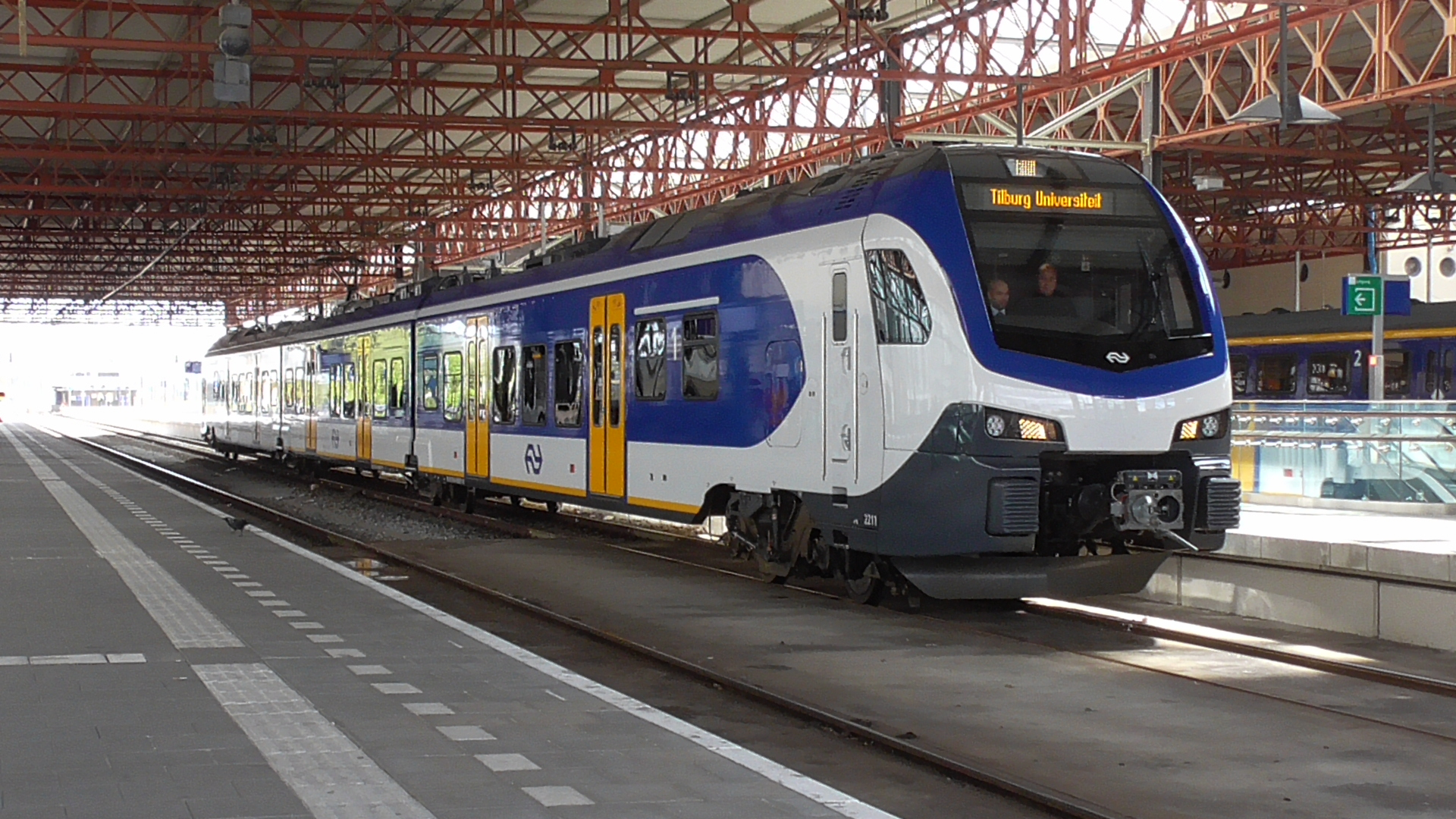
De FLIRT materieel kreeg net als de SLT en de vernieuwde SGMm treinstellen dezelfde huisstijl.
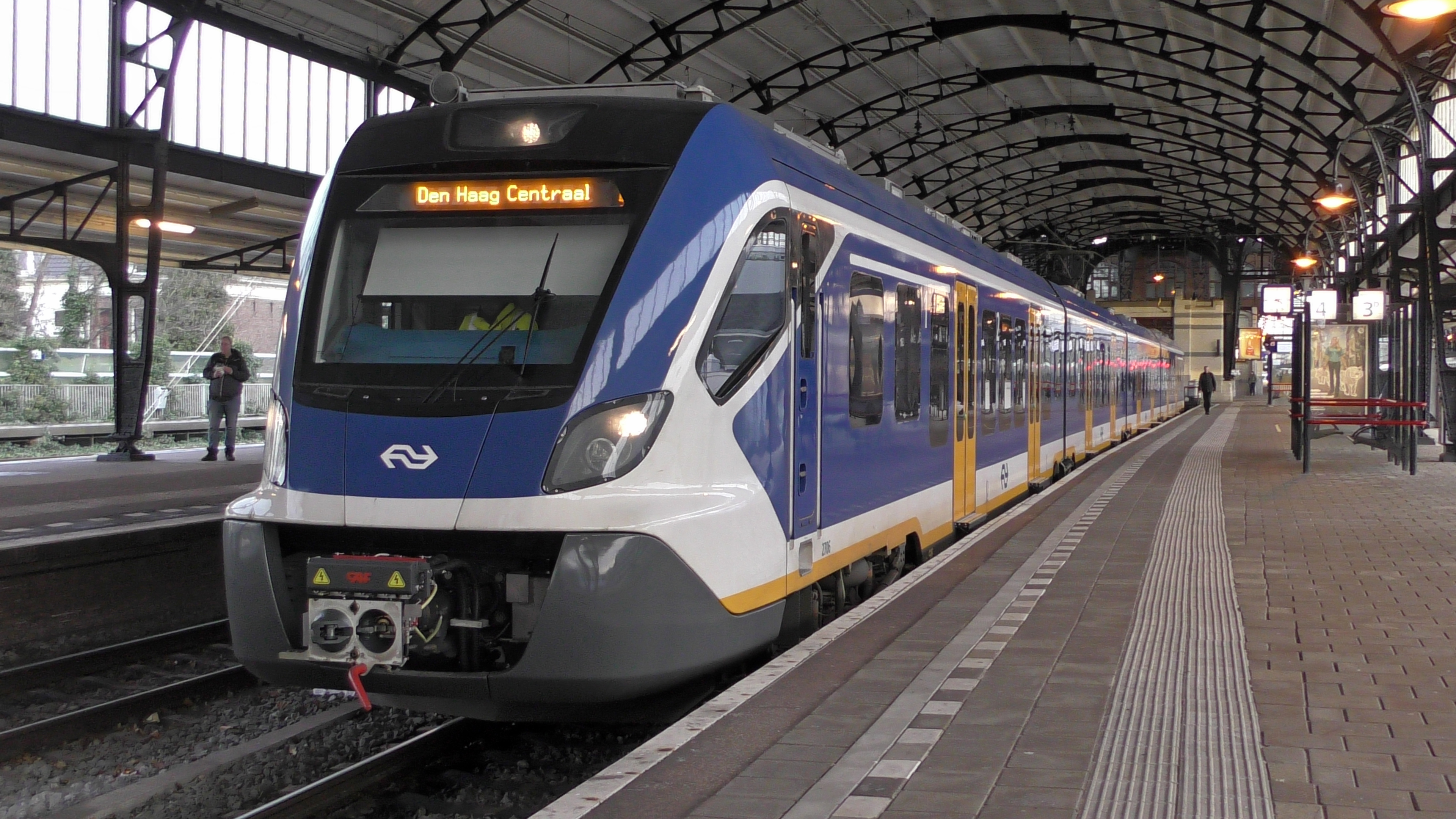
De SNG materieel kreeg net als zijn voorgangers dezelfde huisstijl.

-   

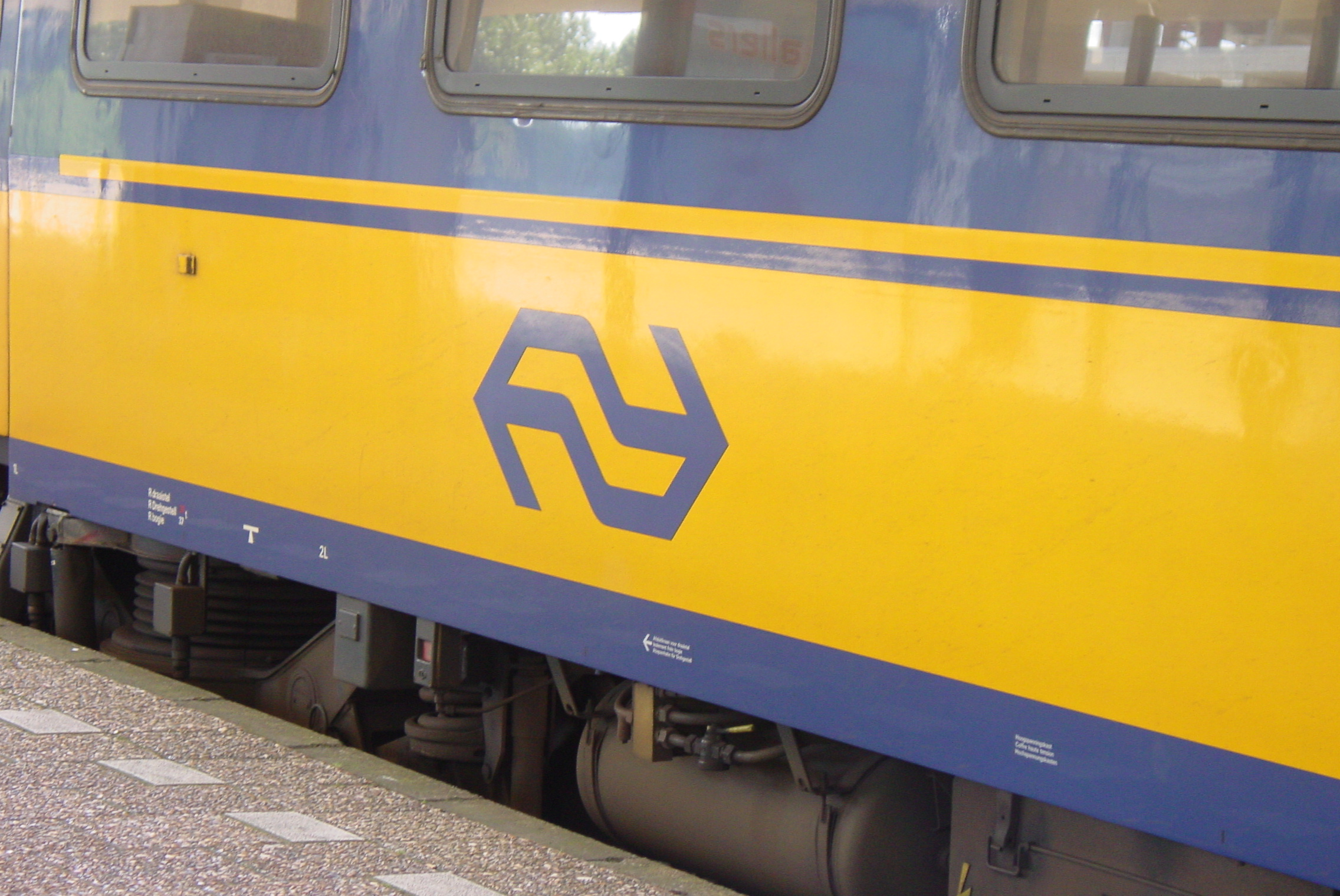
De huidige Intercity huisstijl van de NS.
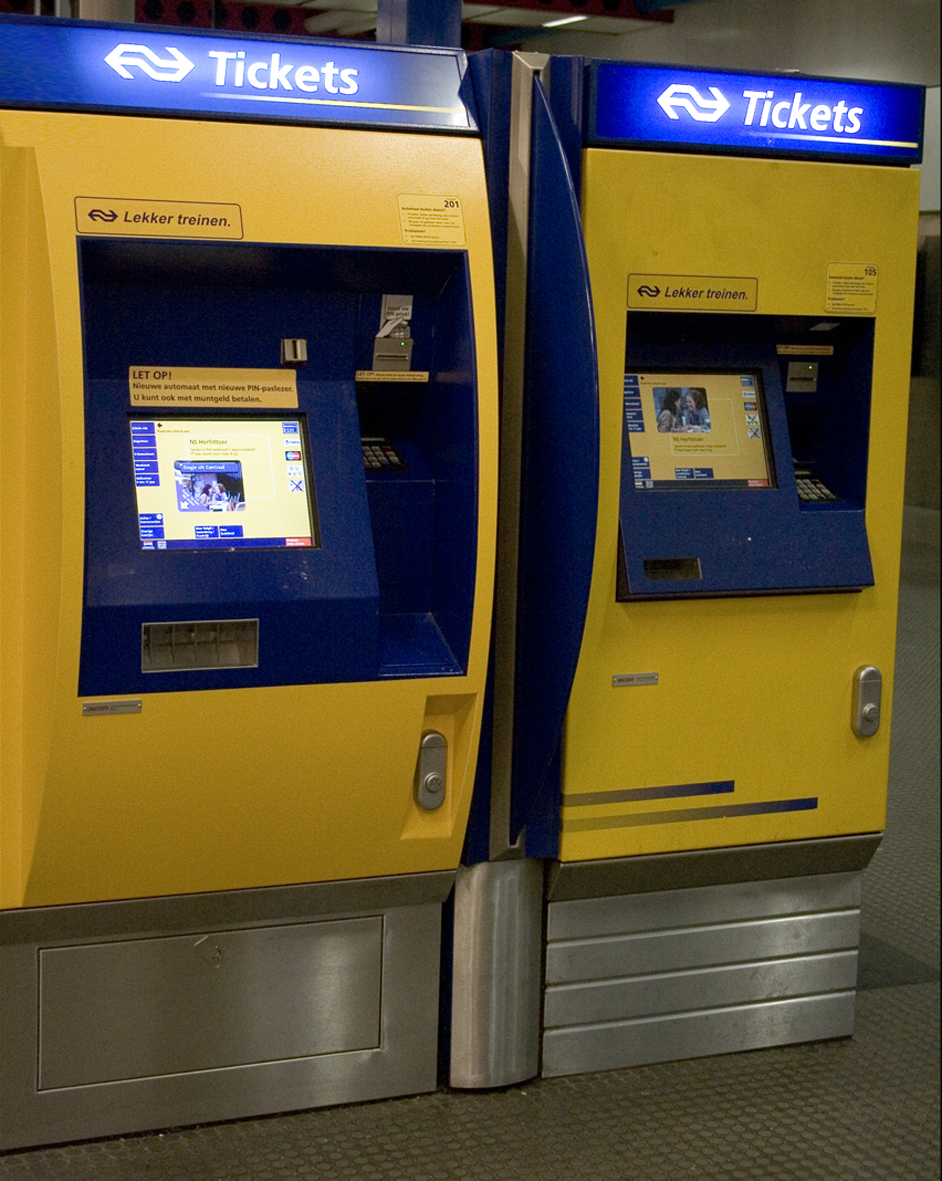
Huisstijl van de NS op een kaartautomaat.

Kleurstelling van het DE3-Stroomlijnmaterieel uit 1934. Deze dieseltreinen hadden een grijze basis met een rode lijn net onder het dak en een rode lijn net boven de wielen rondom de trein. De grijze kleur blijkt nogal besmettelijk te zijn, dus worden ze, net als het overige materieel, al spoedig olijfgroen. In de periode 1953-1957, met de komst van de Blauwe Engelen, krijgen ook deze treinen een blauwe kleur.
-   
 Mat '46 kleurstelling uit de jaren dertig: Olijfgroene basis, rode lijn net onder het dak en een rode lijn net boven de wielen rondom de trein. Halverwege de jaren vijftig ging de NS voor het elektrische materieel over op de gestandaardiseerde kleur grasgroen. Later [(sinds) wanneer?] werden sommige Mat'46-stellen ook nog voorzien van lichtblauwe reclamebanen. Slechts vier tweewagenstellen werden in zijn geheel overspoten in geel/grijs met lichtblauwe reclamebanen.
-   
Kleurstelling van het getrokken reizigersmaterieel tussen ongeveer 1950 en 1960.
-  
Kleurstelling van het getrokken reizigersmaterieel tussen ongeveer 1960 en 1985. Deze rijtuigen waren volledig donkerblauw. Bepaalde series worden ook voorzien van lichtblauwe reclamebanen.
-    
 Het dieselmaterieel in de jaren 70 en 80 had een rode basis met een crèmekleurig vlak op de kop, een crèmekleurige lijn net boven de wielen op de zijkant. Bepaalde niet naar geel/grijs gehuisstijlde treinen worden toch voorzien van lichtblauwe reclamebanen, zoals nevenstaande foto laat zien.
-   
Deze huisstijl voor het elektrische stoptreinmaterieel, geel met lichtblauwe diagonale reclamebanen, is een overblijfsel van Spoorslag '70. Sinds 2012 alleen nog te zien op Mat '64 en DD-AR/mDDM materieel. Mat'64 zal uitgefaseerd worden en DD-AR/mDDM wordt omgebouwd naar DDZ met een intercity-huisstijl. Deze huisstijl verdween per dienstregeling 2020.
-  
De huidige huisstijl van het dieselmaterieel DM '90 is volledig geel. Dit materieel werd tot en met 2017 alleen nog planmatig ingezet op de trajecten Zwolle-Kampen en Zwolle-Enschede.
-   
Het huidige Intercitymaterieel is geel met een donkerblauwe, horizontale band over de ramen.
-   
VIRM trein in de Intercity huisstijl.
-    
Het SGM kreeg na de revisie de nieuwe sprinterhuisstijl. Een witte basis met geel-blauw als bijkleur.
-    
Het SLT materieel werd afgeleverd in dezelfde huisstijl als de vernieuwde SGMm treinstellen.
-   
De FLIRT materieel kreeg net als de SLT en de vernieuwde SGMm treinstellen dezelfde huisstijl.
-   
De SNG materieel kreeg net als zijn voorgangers dezelfde huisstijl.

### NS Hispeed(2007-15 juni 2014)

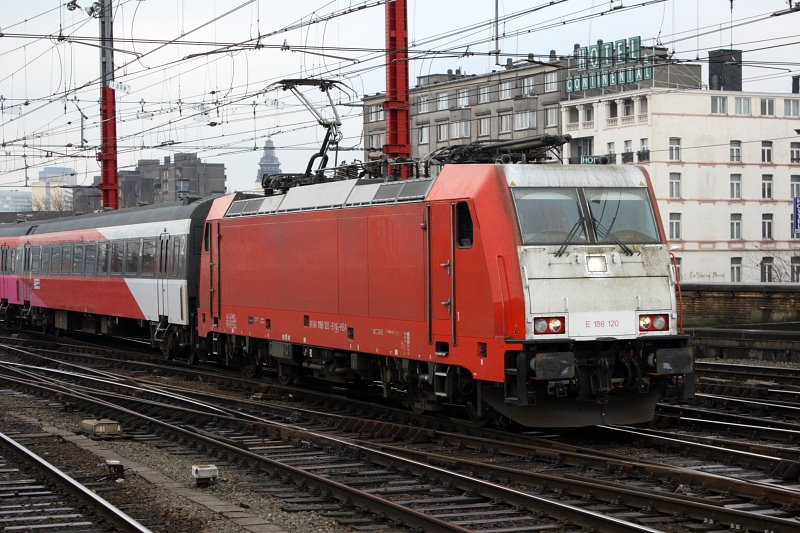
De Intercity direct treinen had in de beginperiode de Fyra huisstijl: wit met rode basis en heidepaarse / lichtroze accenten (afhankelijk van soort rijtuig). Later kregen ze de NS intercity huisstijl.
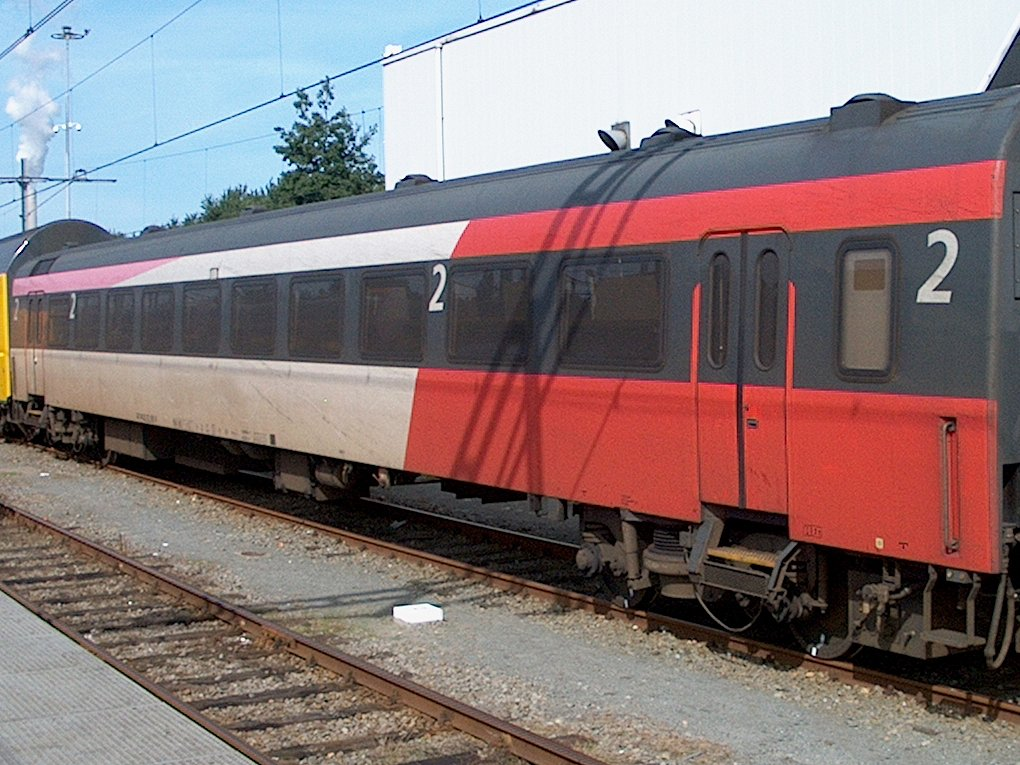

-     
De Intercity direct treinen had in de beginperiode de Fyra huisstijl: wit met rode basis en heidepaarse / lichtroze accenten (afhankelijk van soort rijtuig). Later [(sinds) wanneer?] kregen ze de NS intercity huisstijl.

### NoordNed(1999-2006)

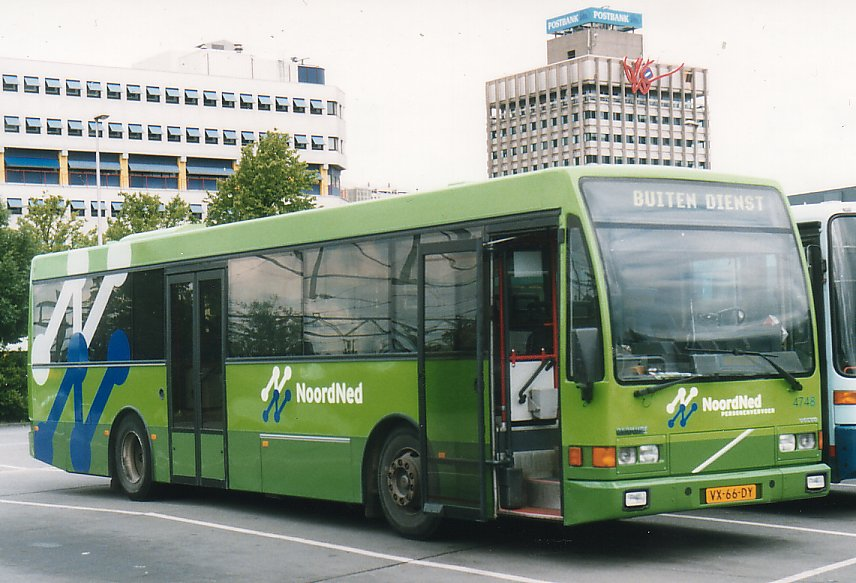
    Kikkergroene basis met donkergroene schortplaten en blauw/witte opschriften. Sommige bussen reden rond met de oude huisstijlen van VEONN en FRAM.
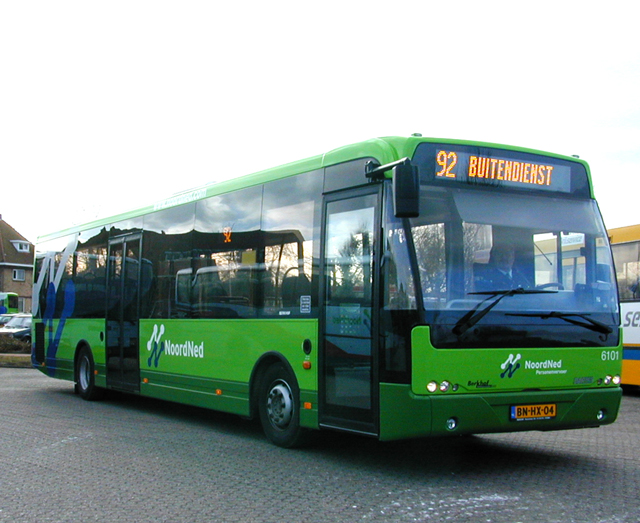
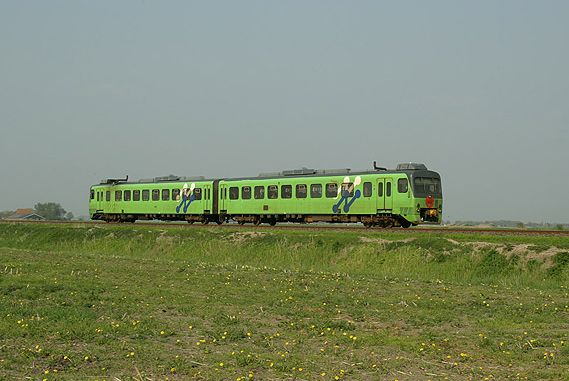
De treinen op de Noordelijke Nevenlijnen hadden nog steeds de kleurstelling van Spoorslag '70 van de NS (geel met lichtblauwe reclamebanen). Alleen Wadloper 3222 reed rond in de toen nieuwe NoordNed-huisstijl.

### Novio(1997-2012)

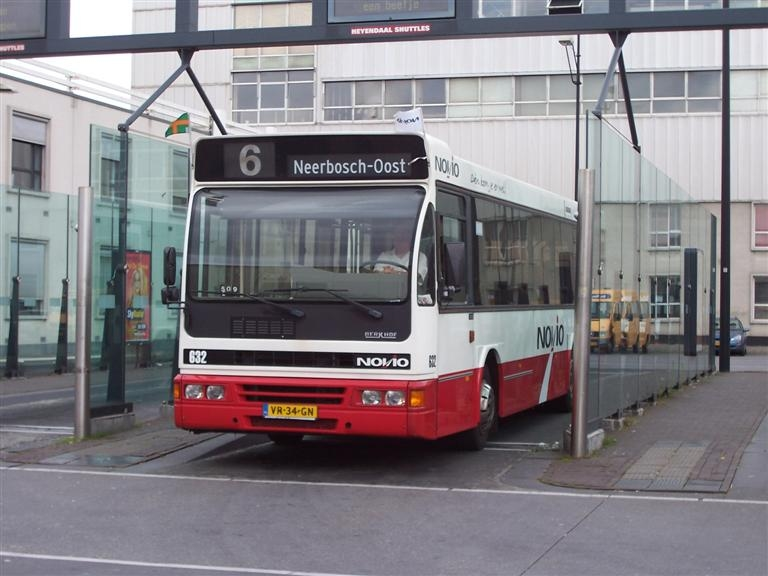
Witte basis met rode schotplaten. Het vervoerbedrijf Novio bestaat sinds 2012 niet meer, maar de laatste bussen met deze huisstijl verdwenen al in 2009 uit het straatbeeld. Van 2009 tot 2012 reed Novio het merk Breng.

-   
Witte basis met rode schotplaten. Het vervoerbedrijf Novio bestaat sinds 2012 niet meer, maar de laatste bussen met deze huisstijl verdwenen al in 2009 uit het straatbeeld. Van 2009 tot 2012 reed Novio het merk Breng.

### NWH(1938-1991)

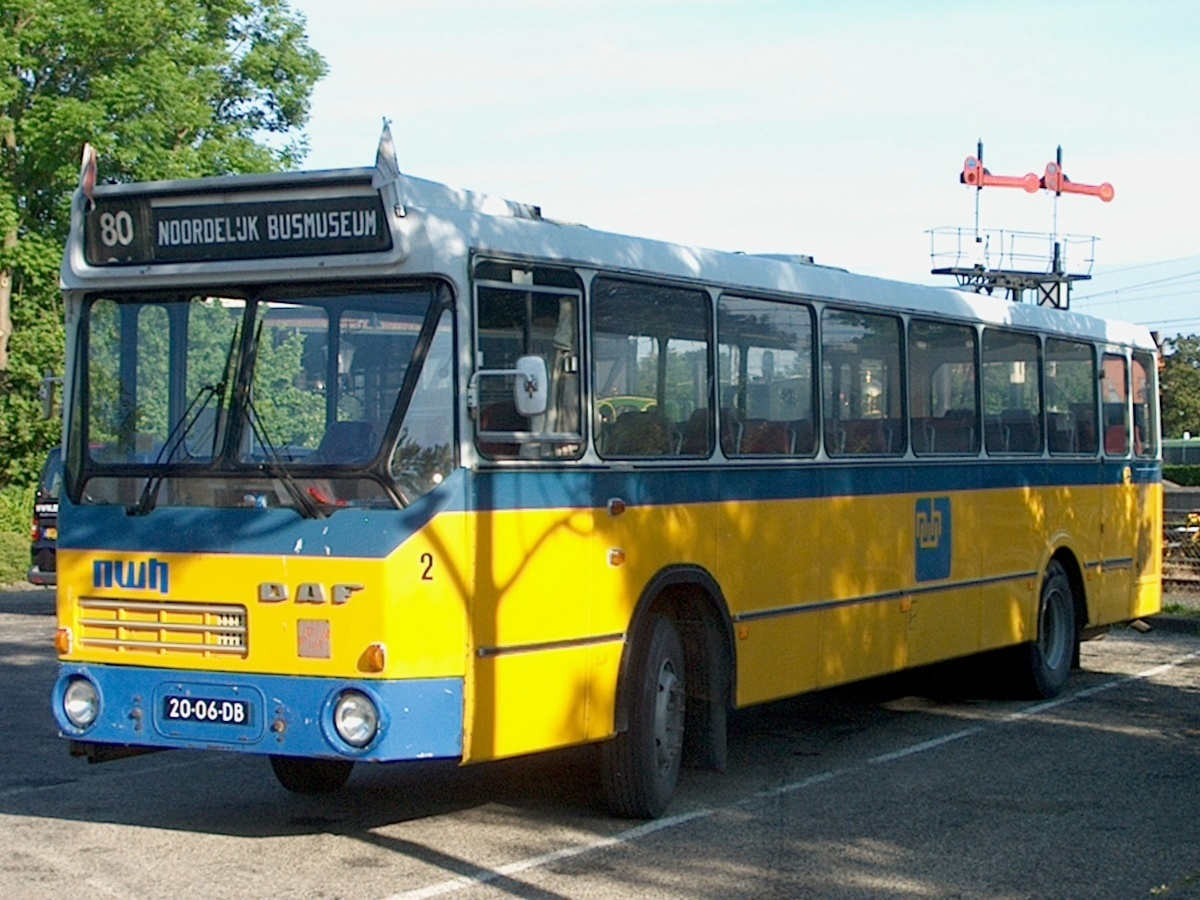
   Gele basis. Blauwe bumper, blauwachtige lijn onder de ramen en een wit dak
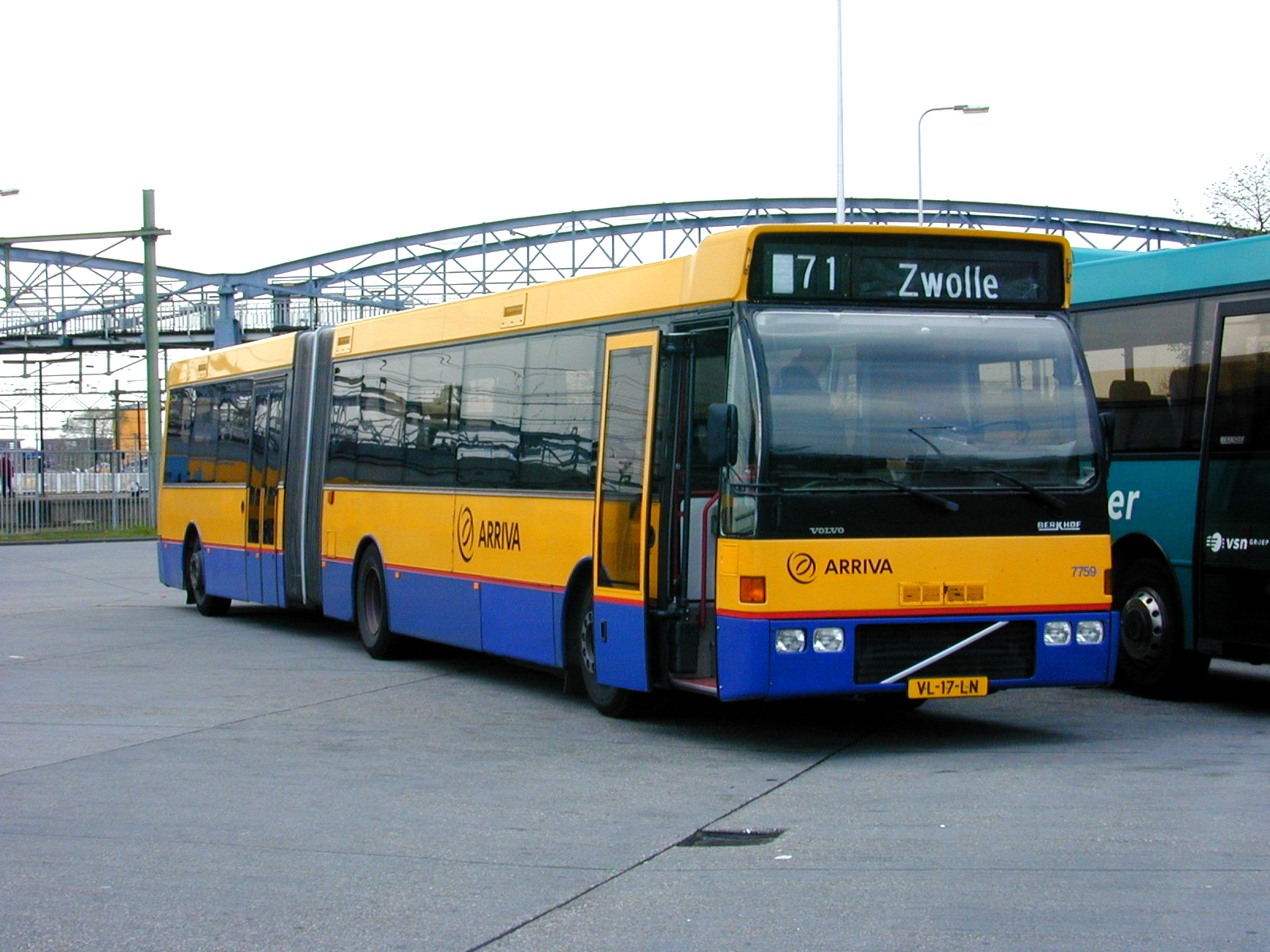
Latere [(sinds) wanneer?] huisstijl van de NWH. Donkergele basis. Donkerblauwe schotplaten met tussen het geel en blauw een rode streep. Met deze huisstijl hebben de rechtsopvolgers ook nog rondgereden.

### NZH(1888-1999)

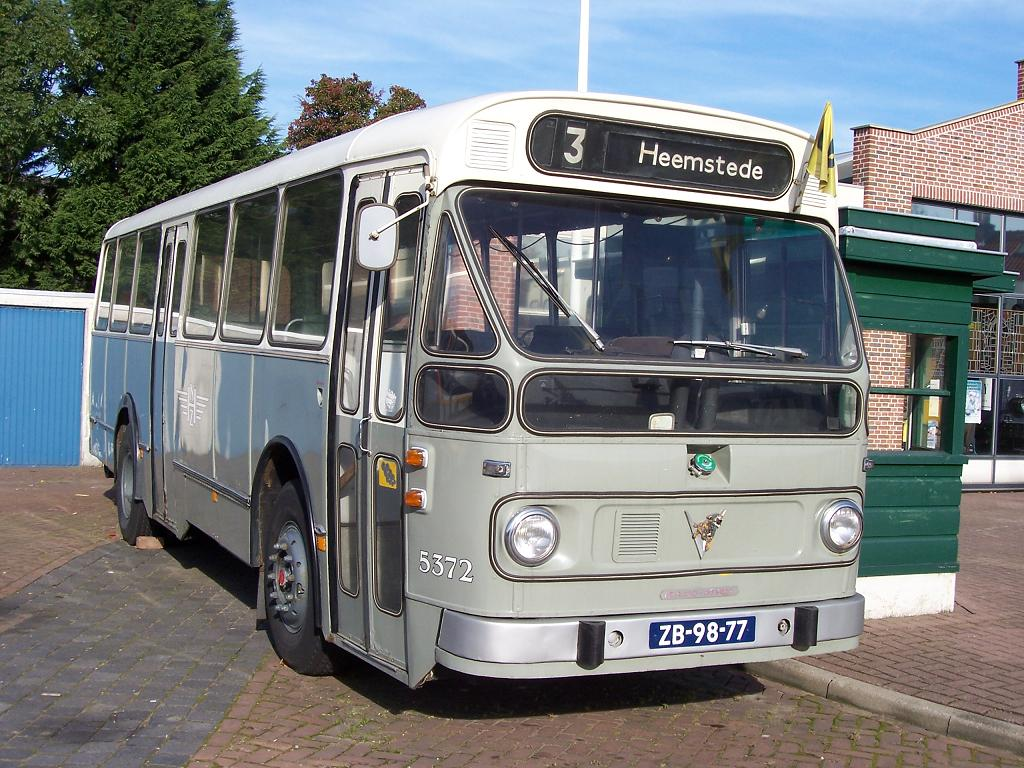
NZH-kleurstelling in de jaren 60. Een grijze basis met een witte dak en wit rondom de ramen.

-   
NZH-kleurstelling in de jaren 60. Een grijze basis met een witte dak en wit rondom de ramen.

### Oostnet(1996-1999)

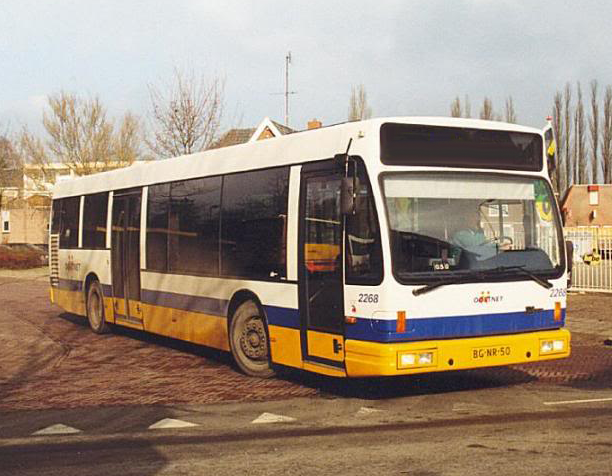
Witte basis met gele schortplaten en een blauwe streep rondom de bus.
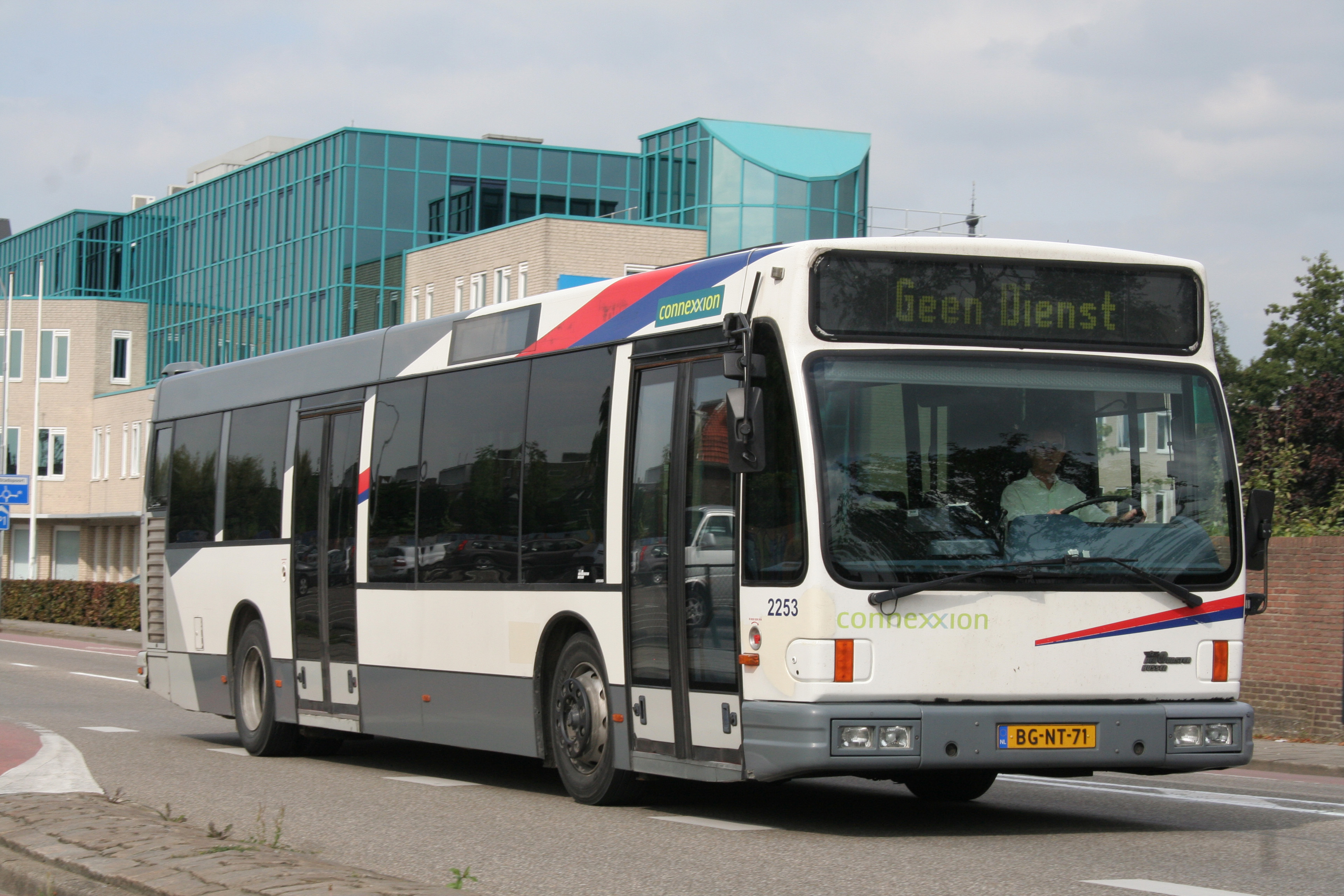
Een witte basis met donkergrijze schortplaten en een donkergrijs vlak op de zijkanten en achterkant van de bus en een rode en blauwe lijn op de voor- en zijkanten van de bus.

-    
Witte basis met gele schortplaten en een blauwe streep rondom de bus.
-     
Een witte basis met donkergrijze schortplaten en een donkergrijs vlak op de zijkanten en achterkant van de bus en een rode en blauwe lijn op de voor- en zijkanten van de bus.

### Overijsselsche Autobusdiensten O.A.D.(1949-2003)

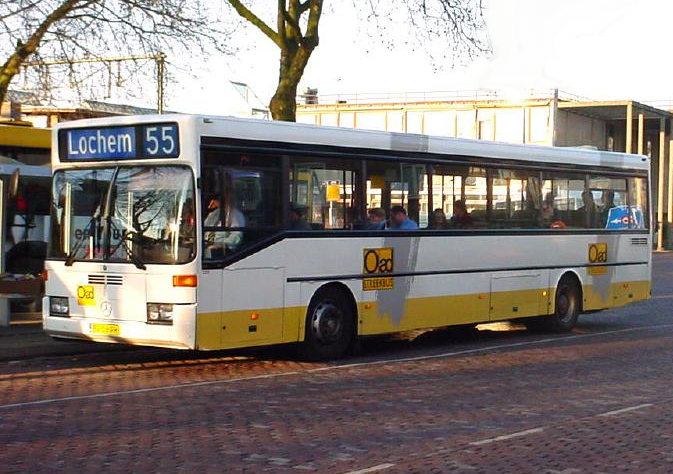
Witte basis met gele schotplaten en grijze vegen op de zijkant van de bus. Deze huisstijl werd later ook voor het inmiddels failliete Oad Reizen gehanteerd.

-    
Witte basis met gele schotplaten en grijze vegen op de zijkant van de bus. Deze huisstijl werd later [(sinds) wanneer?] ook voor het inmiddels failliete Oad Reizen gehanteerd.

### Pieper & Zonen (1927-2004)

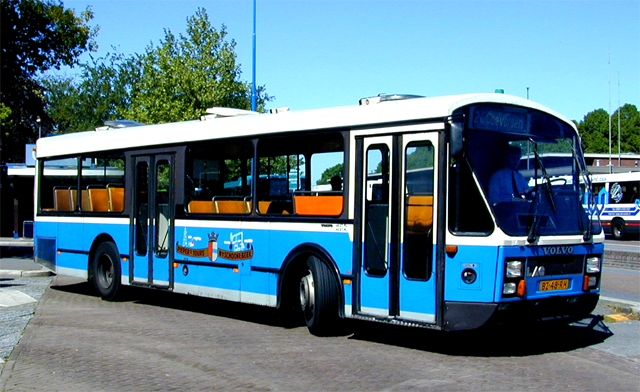
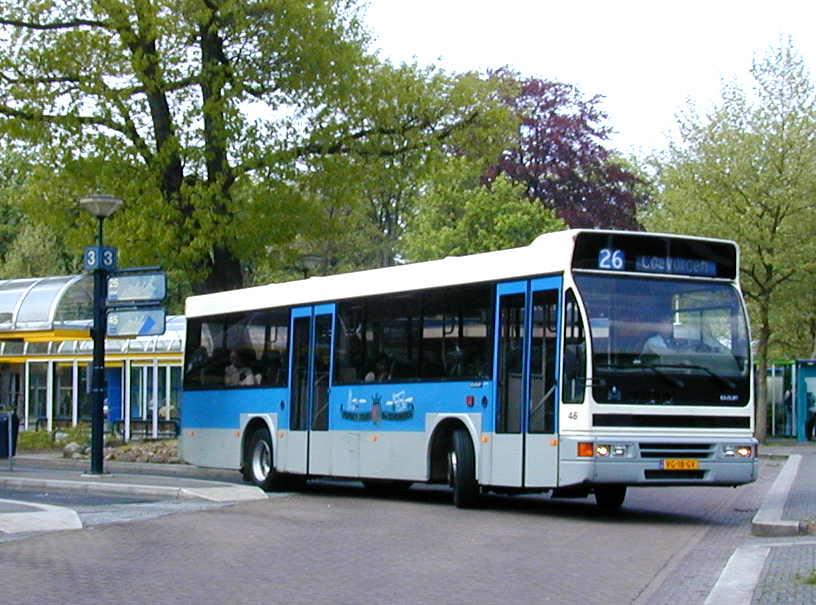
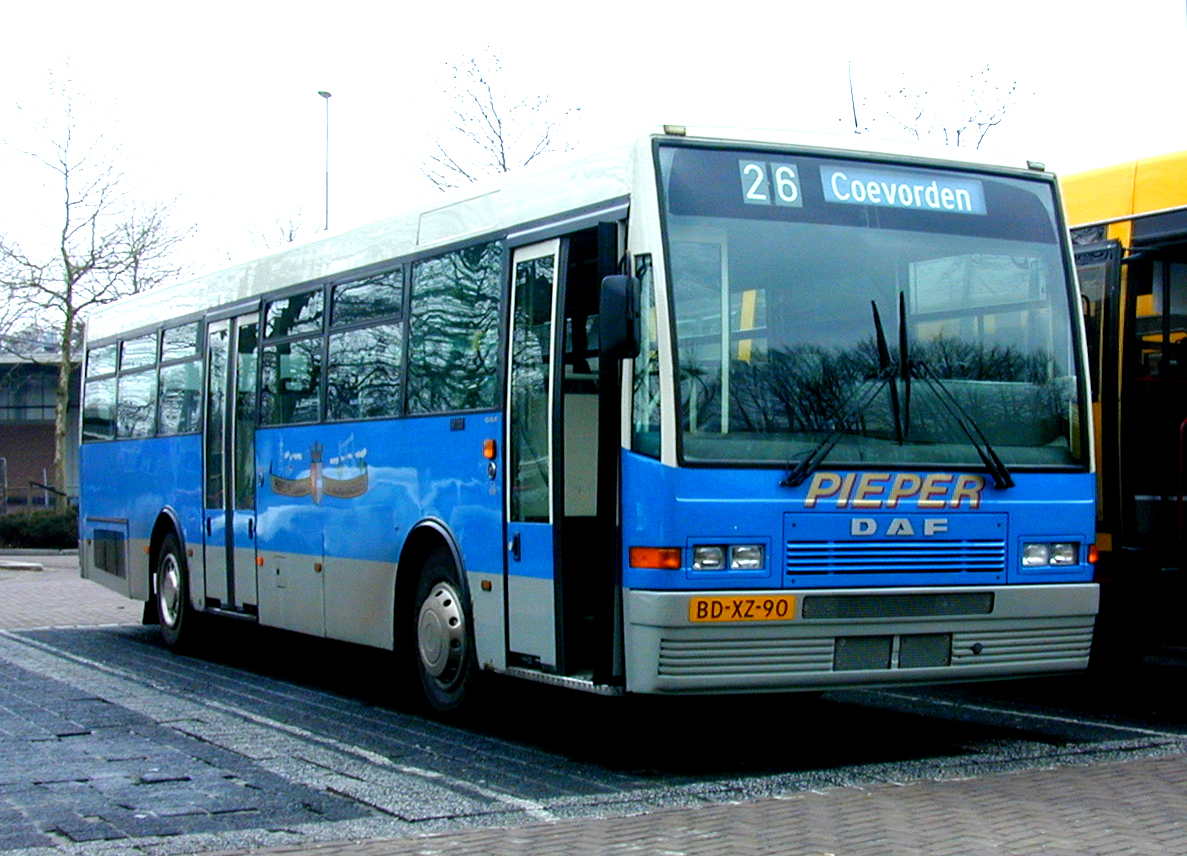
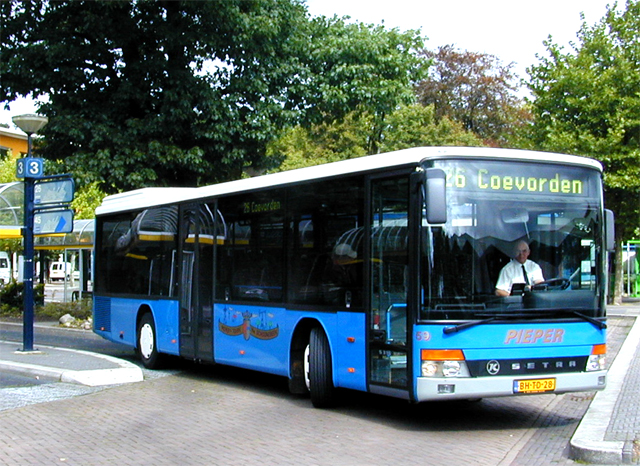

### Qbuzz(2008-2016)
De kleuren van Qbuzz zijn de kleuren van de Prinsenvlag (oranje, wit en blauw ook wel oranje, blanje, bleu).

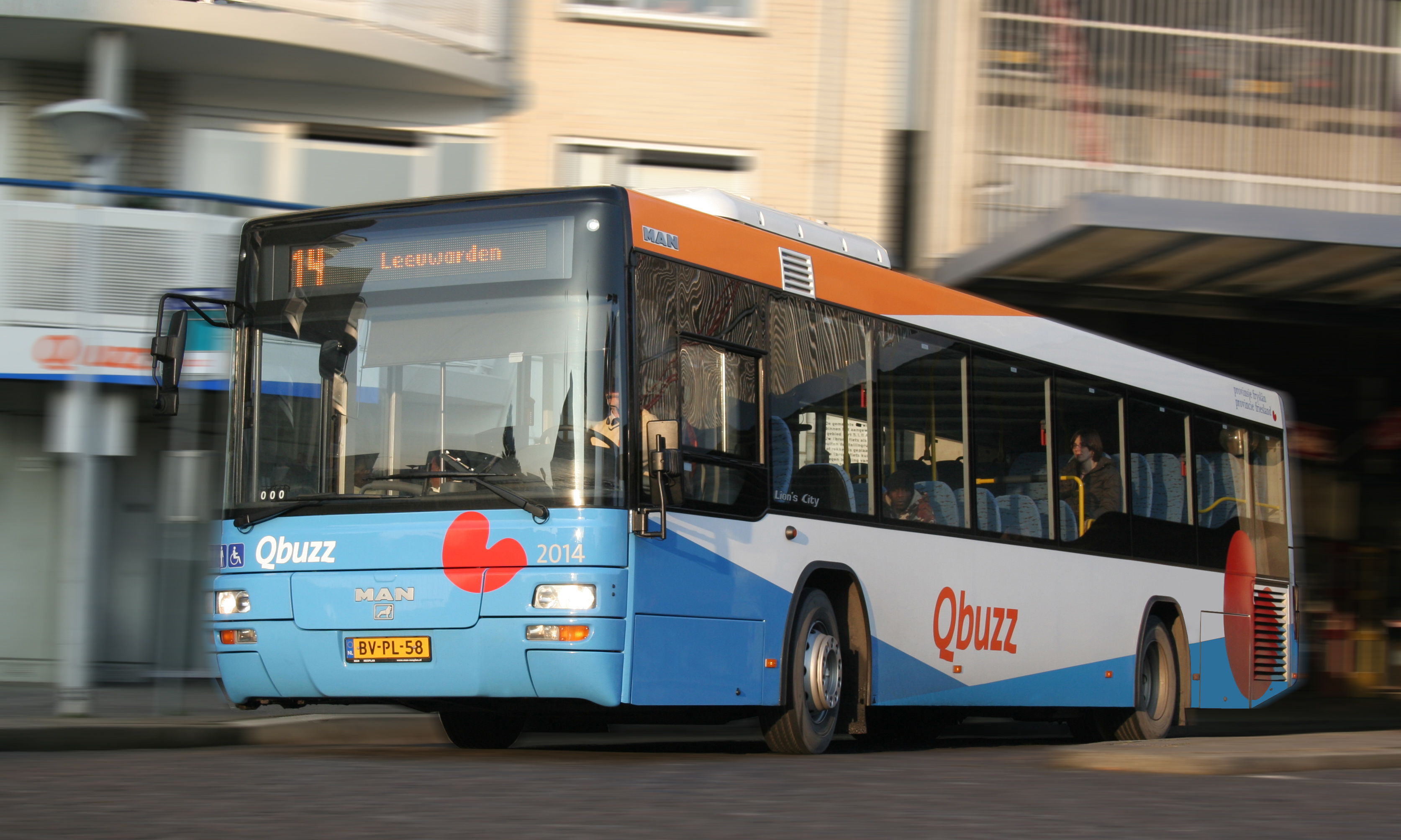
De huisstijl van Qbuzz was alleen te zien op de MAN-bussen in Zuidoost Fryslân. Deze bussen waren tevens voorzien van rode Friese pompeblêden.
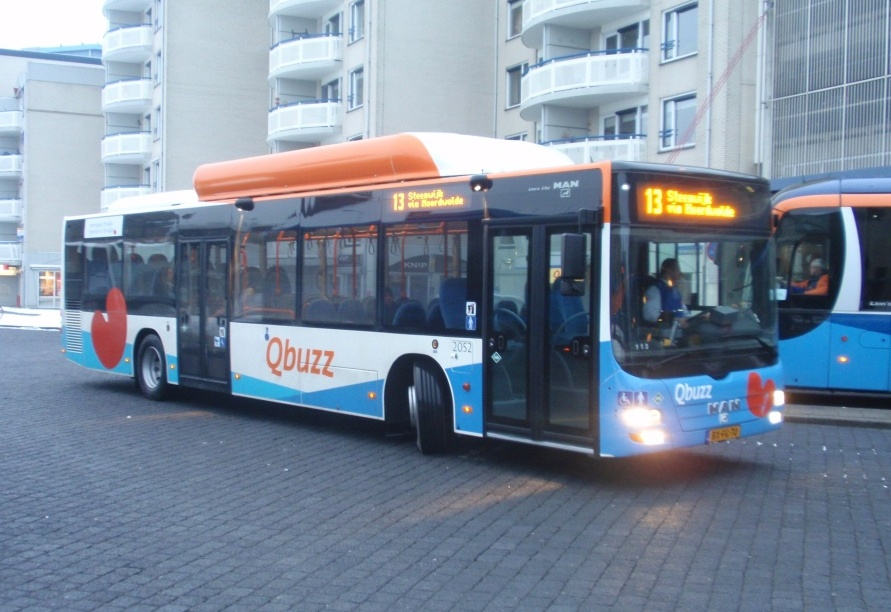

-    
De huisstijl van Qbuzz was alleen te zien op de MAN-bussen in Zuidoost Fryslân. Deze bussen waren tevens voorzien van rode Friese pompeblêden.

### RET(1927-heden)

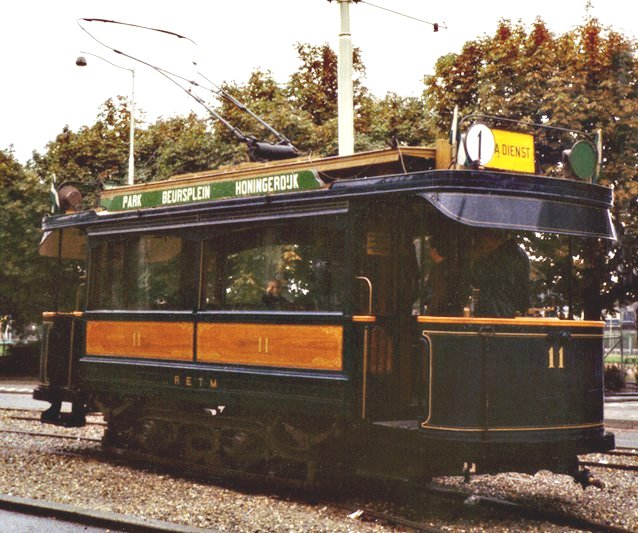
 Kleurstelling van de eerste Rotterdamse elektrische trams.
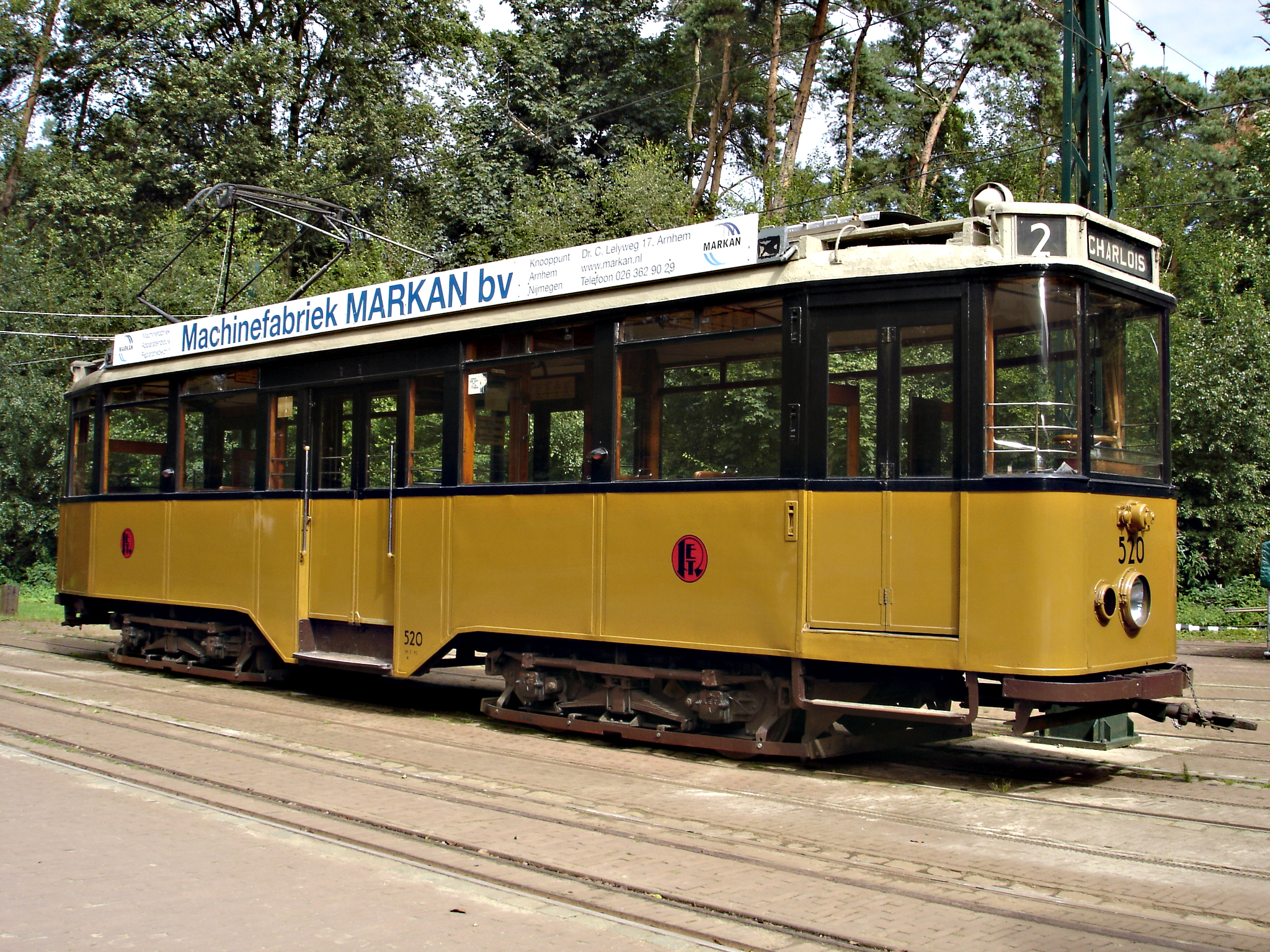
   Deze geelgoude kleur was jarenlang de kleur op de bussen en trams van de RET.
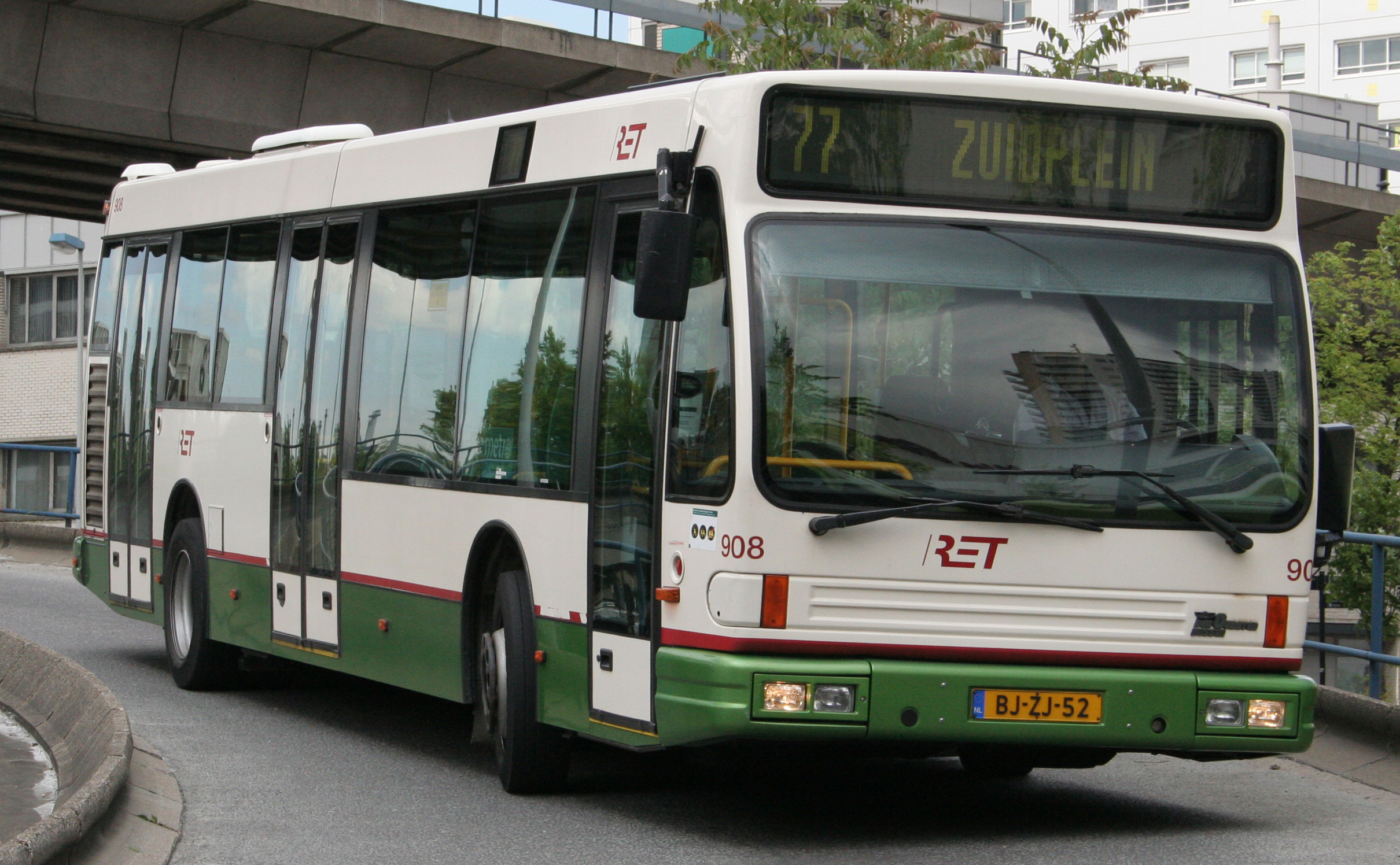
   Witte basis met groene schotplaten en een rode lijn boven de schotplaten.
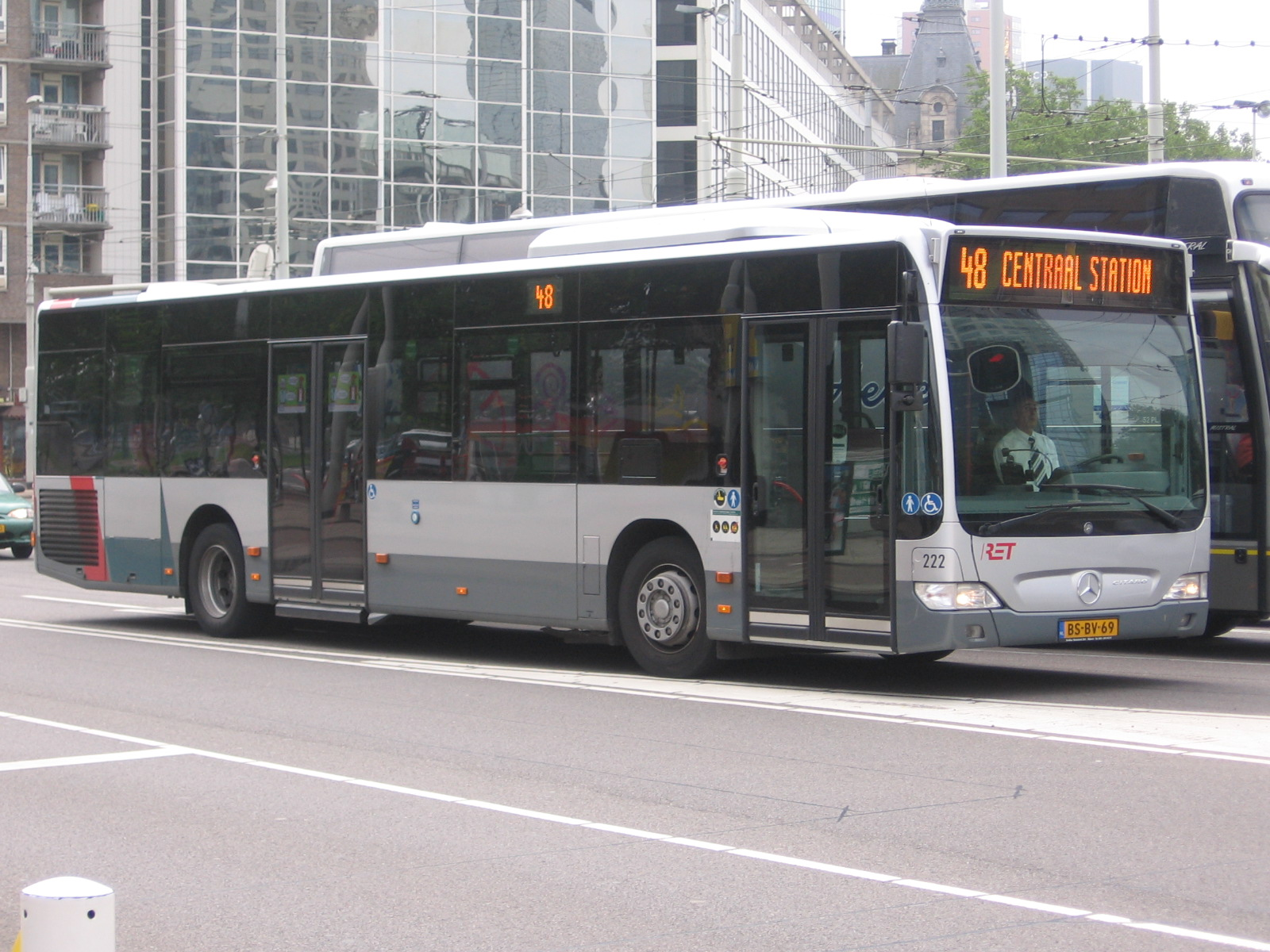
    De huidige huisstijl is vastgesteld door de concessieverlener. De hoofdbasis is grijs. De RET mag nog wel eigen kenmerken toevoegen: In dit geval groene en rode diagonale vlakken. De groene vlakken zijn sinds begin 2019 vervangen door blauw.
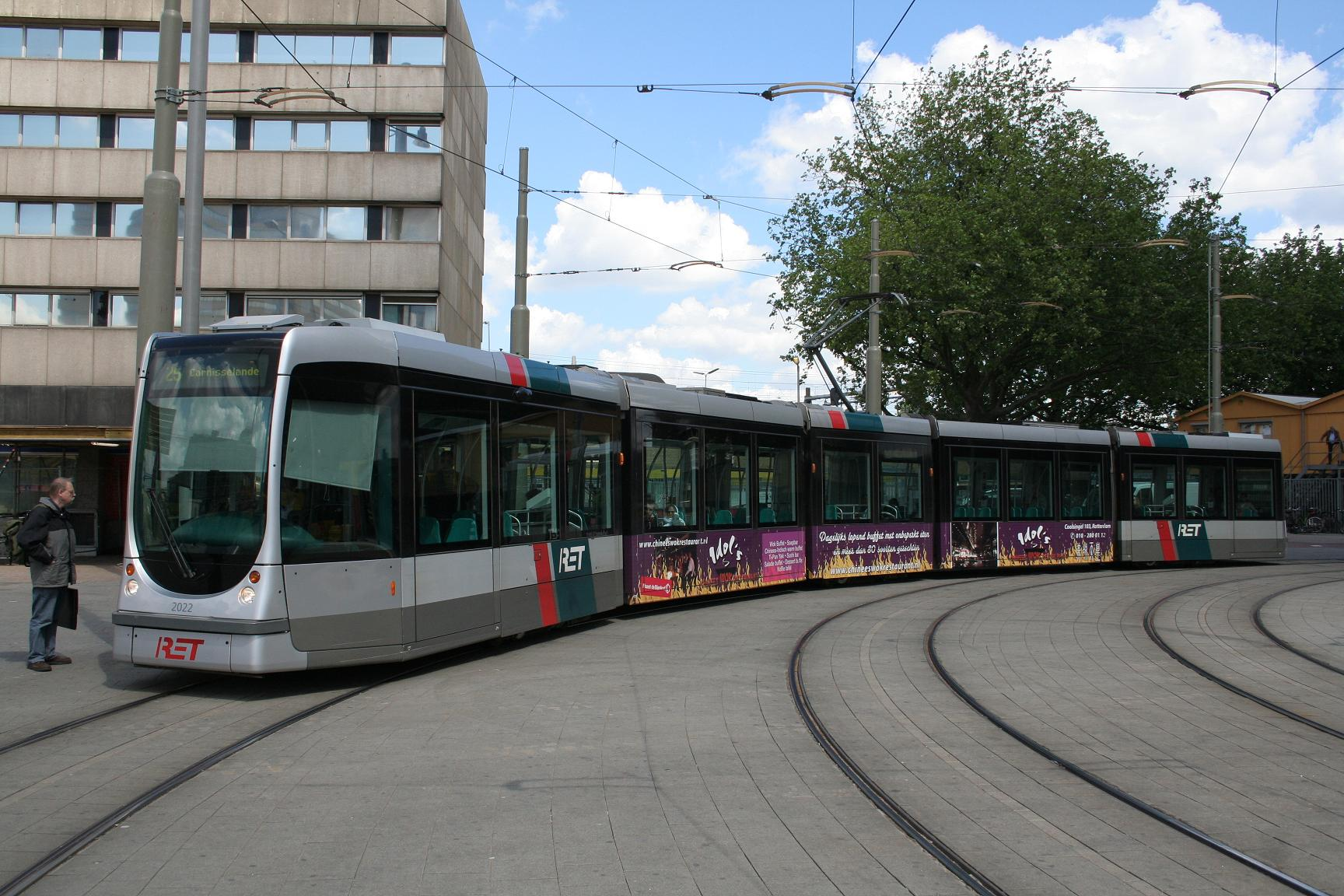
De huidige huisstijl voor de tram is gelijk aan die van de bussen.
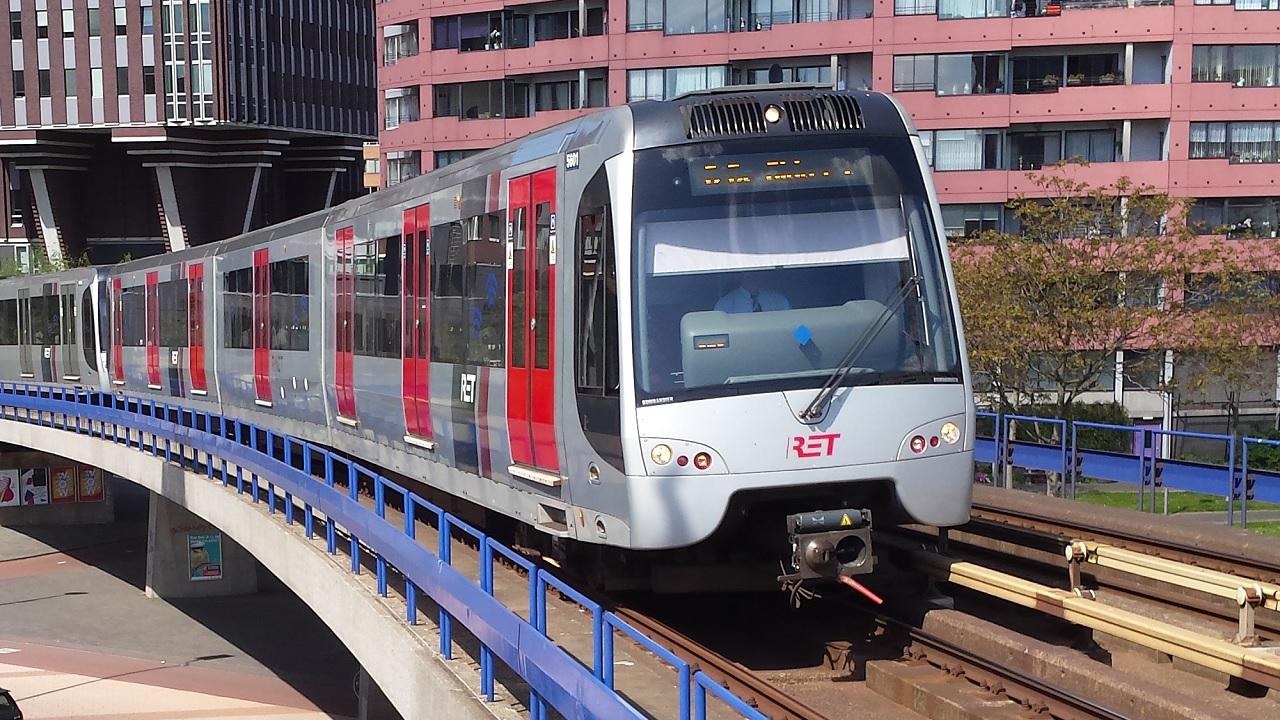
Ook vele metro's hebben dezelfde huisstijl (met rode deuren), met uitzondering van de metrostellen die op RandstadRail rijden.
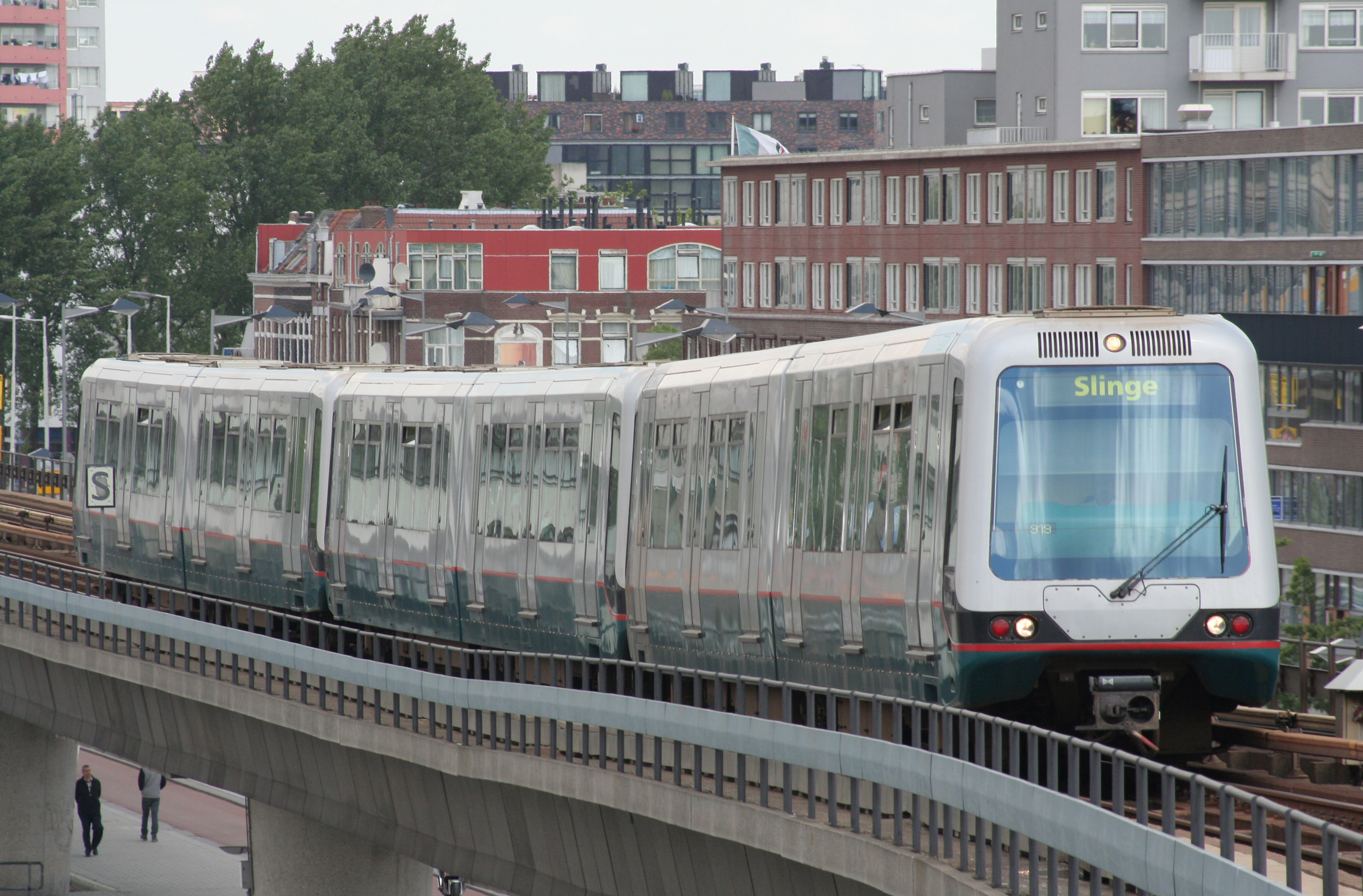
Voor de revisie van de metrostellen (types B en S) hadden ze horizontale groene en rode vlakken, in plaats van diagonale vlakken.

### Schutte Tours Zwolle (1937-1982)

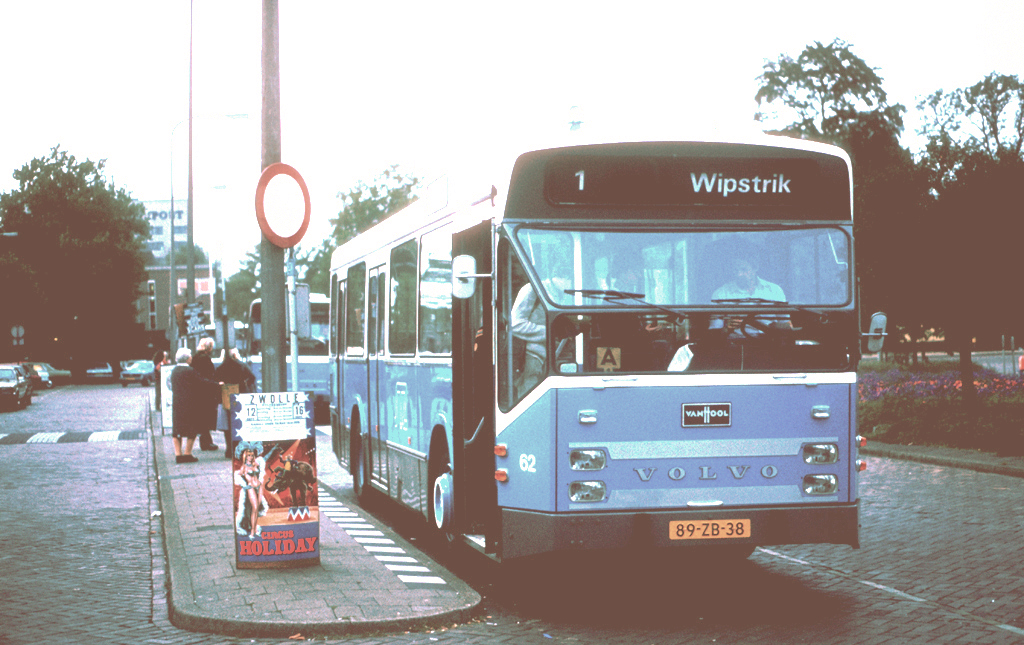

### Stadsbus Maastricht(-2006)

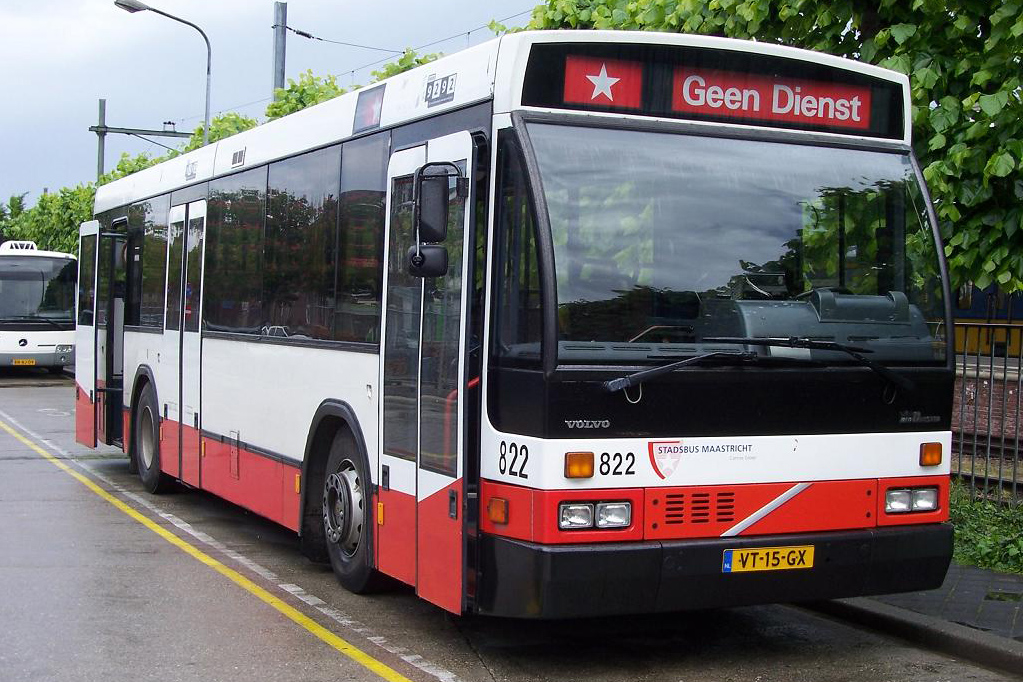
Witte basis met rode schotplaten.
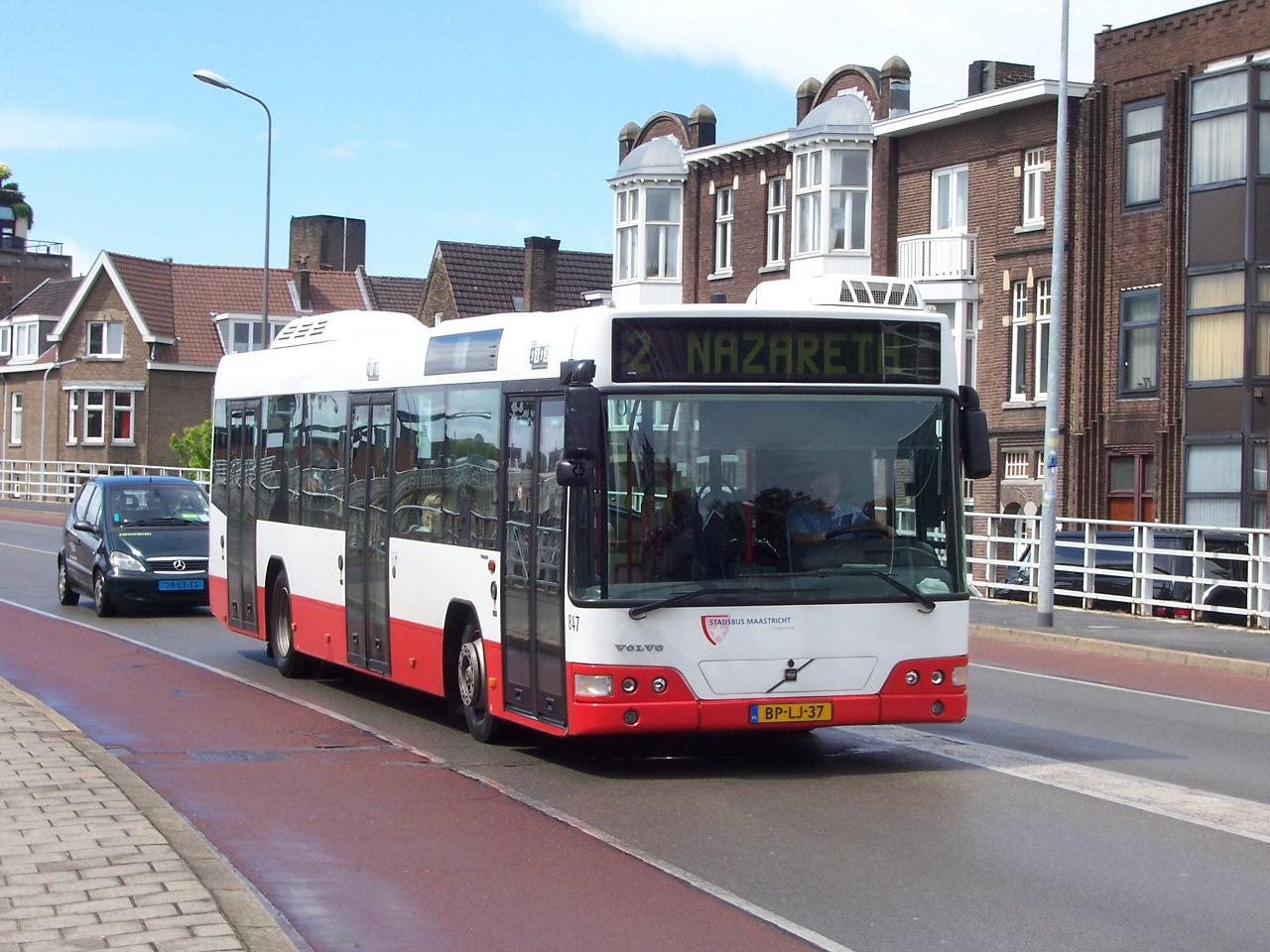

-   
Witte basis met rode schotplaten.

### Stadsvervoer Nederland(2003-2008)

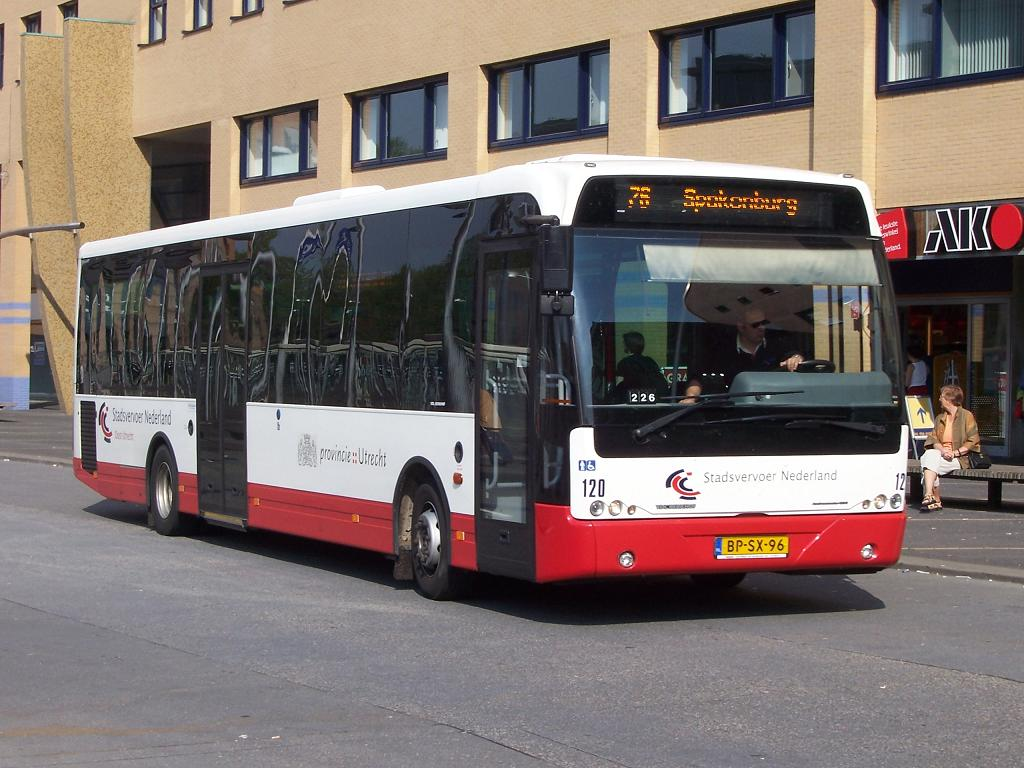
Witte basis met rode schotplaten.

-   
Witte basis met rode schotplaten.

### SVD(1990-2006)

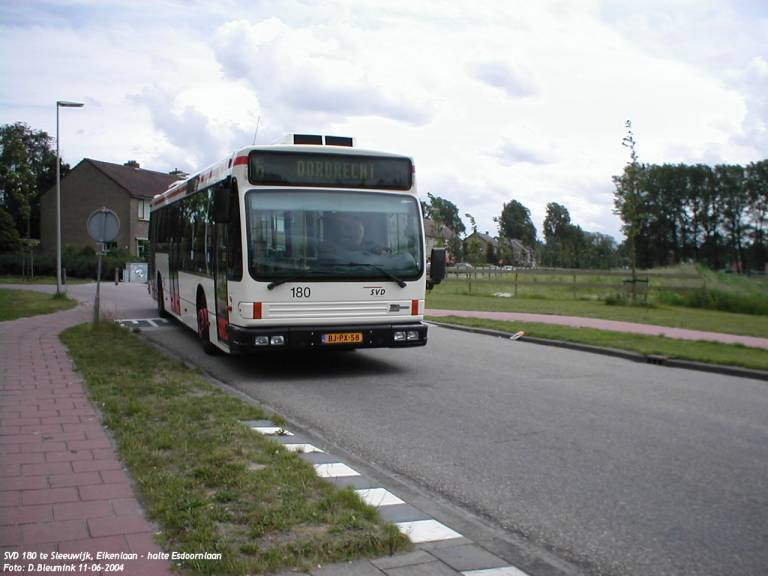
Wit als hoofdkleur met een rode lijn bij de bussen en rode velgen. Dit is gekomen toen het onderdeel werd van het Haagse HTM
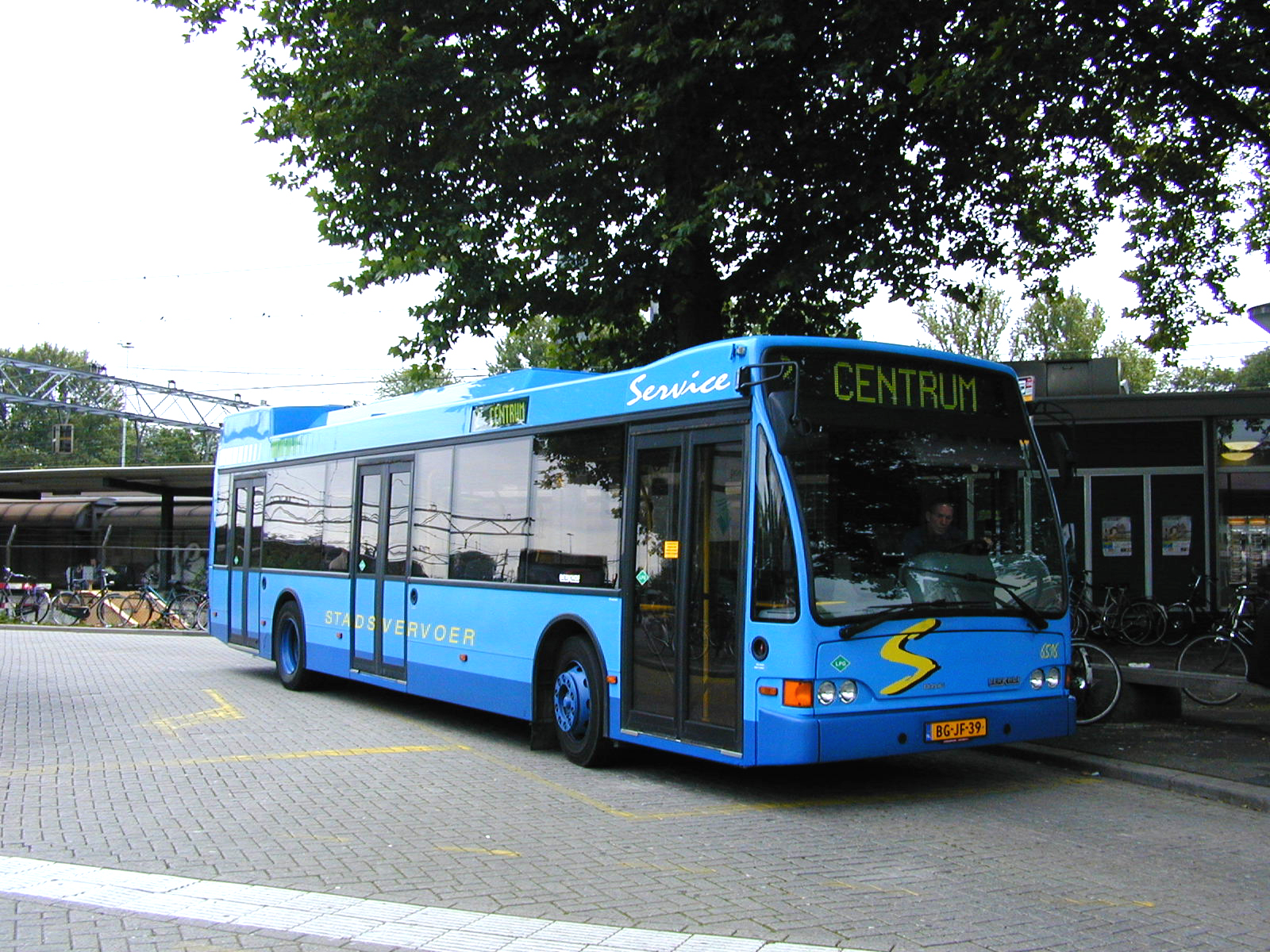
De lichtblauwe bussen van het Servicenet van de SVD

-   
Wit als hoofdkleur met een rode lijn bij de bussen en rode velgen. Dit is gekomen toen het onderdeel werd van het Haagse HTM
-   
De lichtblauwe bussen van het Servicenet van de SVD

### Syntus(1999-2017)
  
Syntus hanteerde bijna dezelfde kleurstelling op de bussen en treinen. Een gele voorkant overlopend in een schuine lijn (treinen halve cirkel) op de zijkanten. De rest van zijkanten is wit. Bussen hebben een blauwe bumper en een geel-blauwe streep op het achterste deel. Gele vlakken bij het koppelstuk v/d coupés bij de treinen.
Deze huisstijl verdween op 8 december 2013 grotendeels van het materieel toen de concessie Twente inging. Sindsdien dragen de meeste treinen en bussen van Syntus de regionale huisstijlen van Twente, Overijssel, Utrecht en de Veluwe. De huisstijl bestaat echter nog wel, maar wordt alleen nog gebruikt op de logo's van Syntus bij hun vestigingen en op hun website.

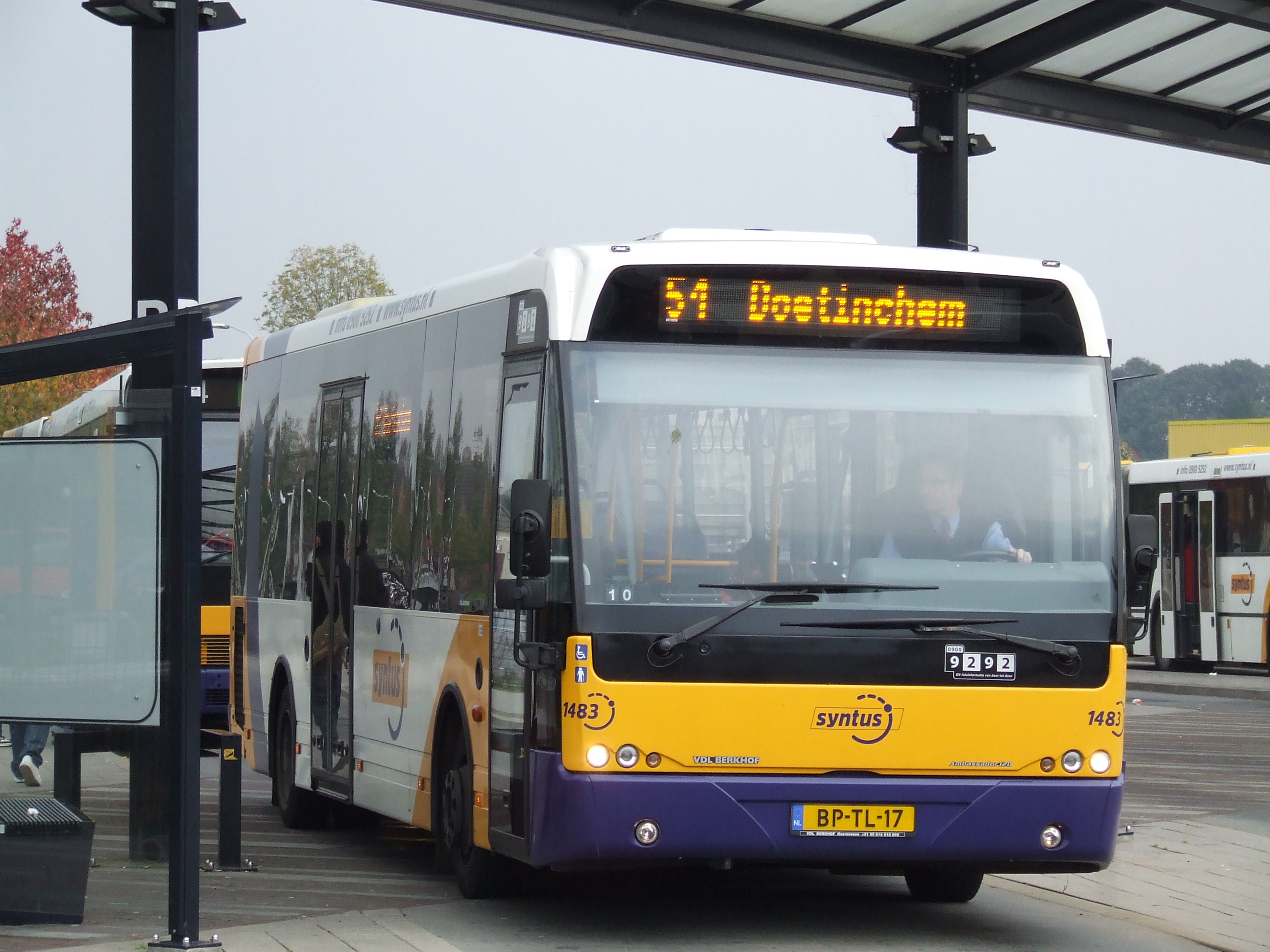
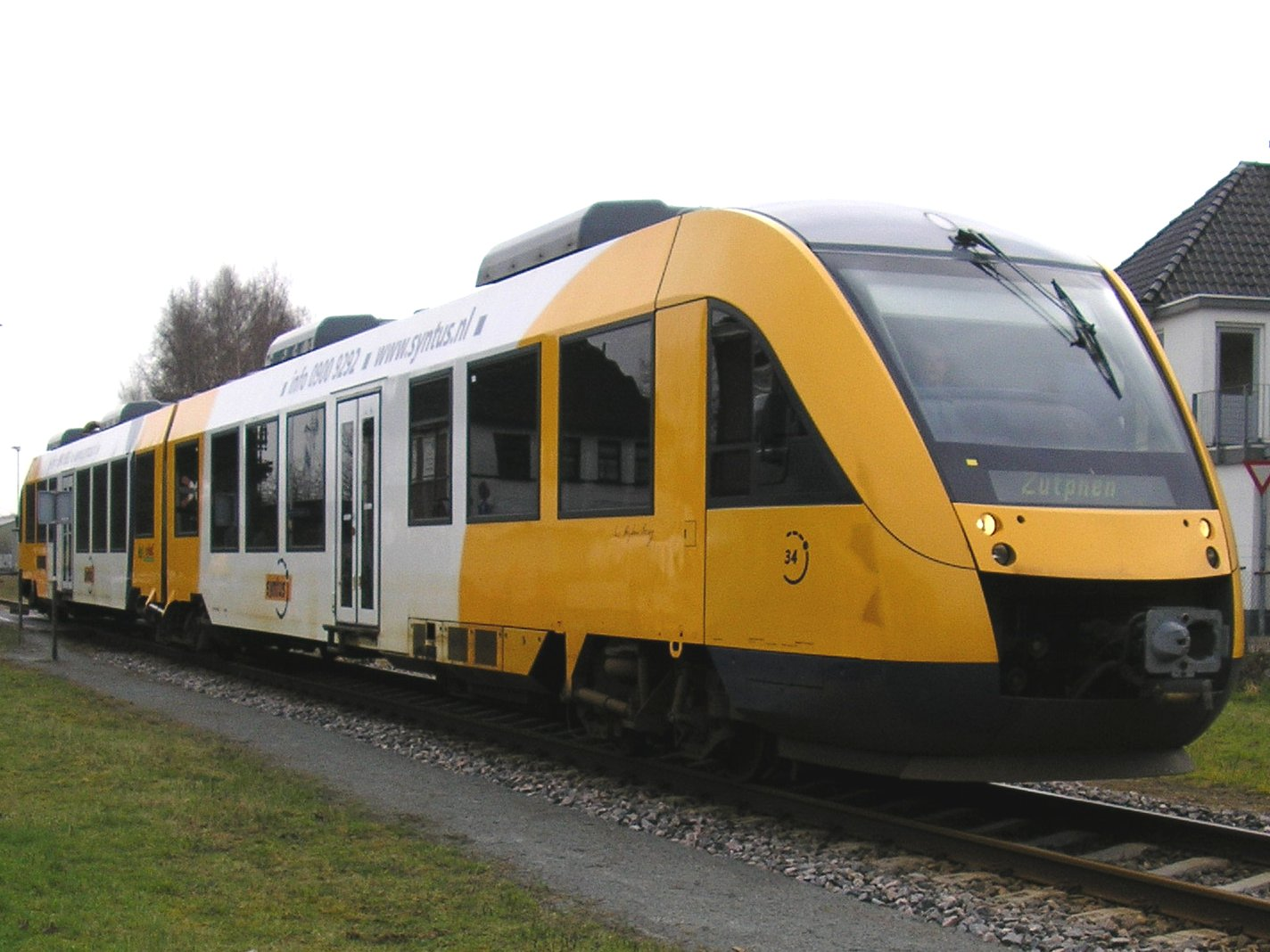

### TCR(2002-heden)

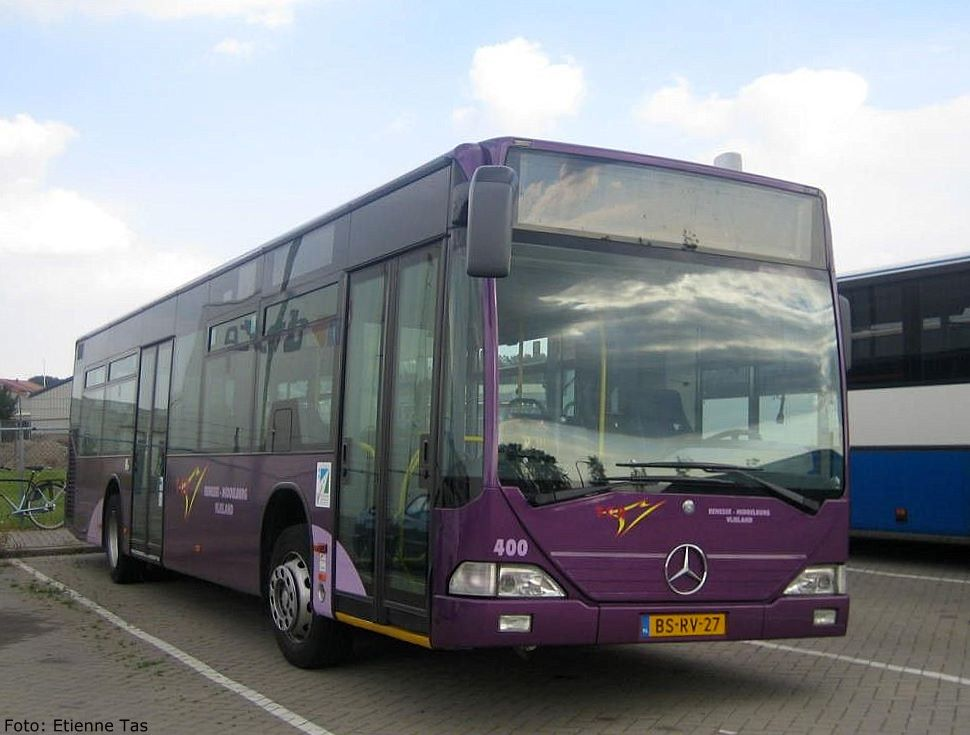
Veel bussen rijden in de paarse kleurstelling. Anderen rijden als pachter bij een vervoerbedrijf in de kleurstelling van het betreffende vervoerbedrijf.

-  
Veel bussen rijden in de paarse kleurstelling. Anderen rijden als pachter bij een vervoerbedrijf in de kleurstelling van het betreffende vervoerbedrijf.

### Transdev(2021-heden)
Het huisstijl van Transdev is gebaseerd op de huisstijlen van Breng en Connexxion, echter is het dak rood.

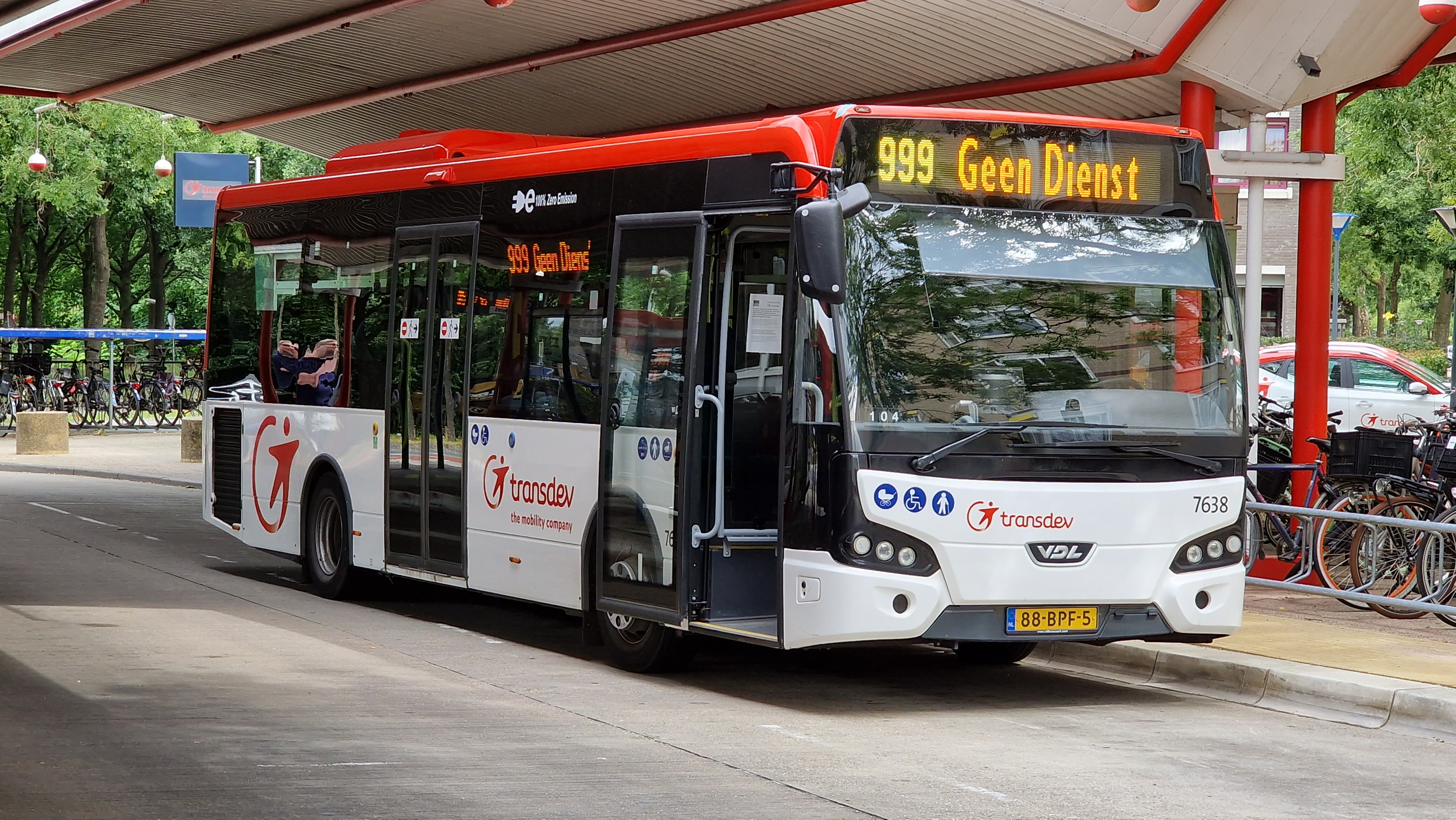

### Vancom(1995-1998)

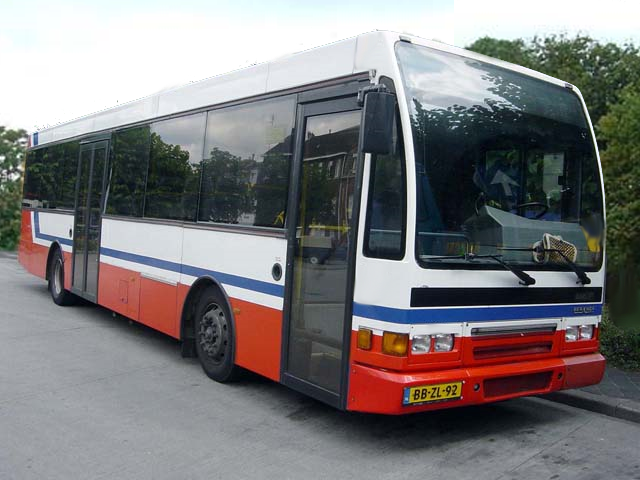
Witte basis met rode schotplaten en blauwe streep, het rode vlak loopt onder een hoek van 60 graden vanaf de schotplaten naar de bovenste hoek achterin en loopt door over de achterkant. Huisstijl werd later overgenomen door Arriva (alleen in Zuid-Limburg) en nog later door Connex (Limex).

-    
Witte basis met rode schotplaten en blauwe streep, het rode vlak loopt onder een hoek van 60 graden vanaf de schotplaten naar de bovenste hoek achterin en loopt door over de achterkant.
Huisstijl werd later [(sinds) wanneer?] overgenomen door Arriva (alleen in Zuid-Limburg) en nog later [(sinds) wanneer?] door Connex (Limex).

### Veolia Transport(2006-2016)

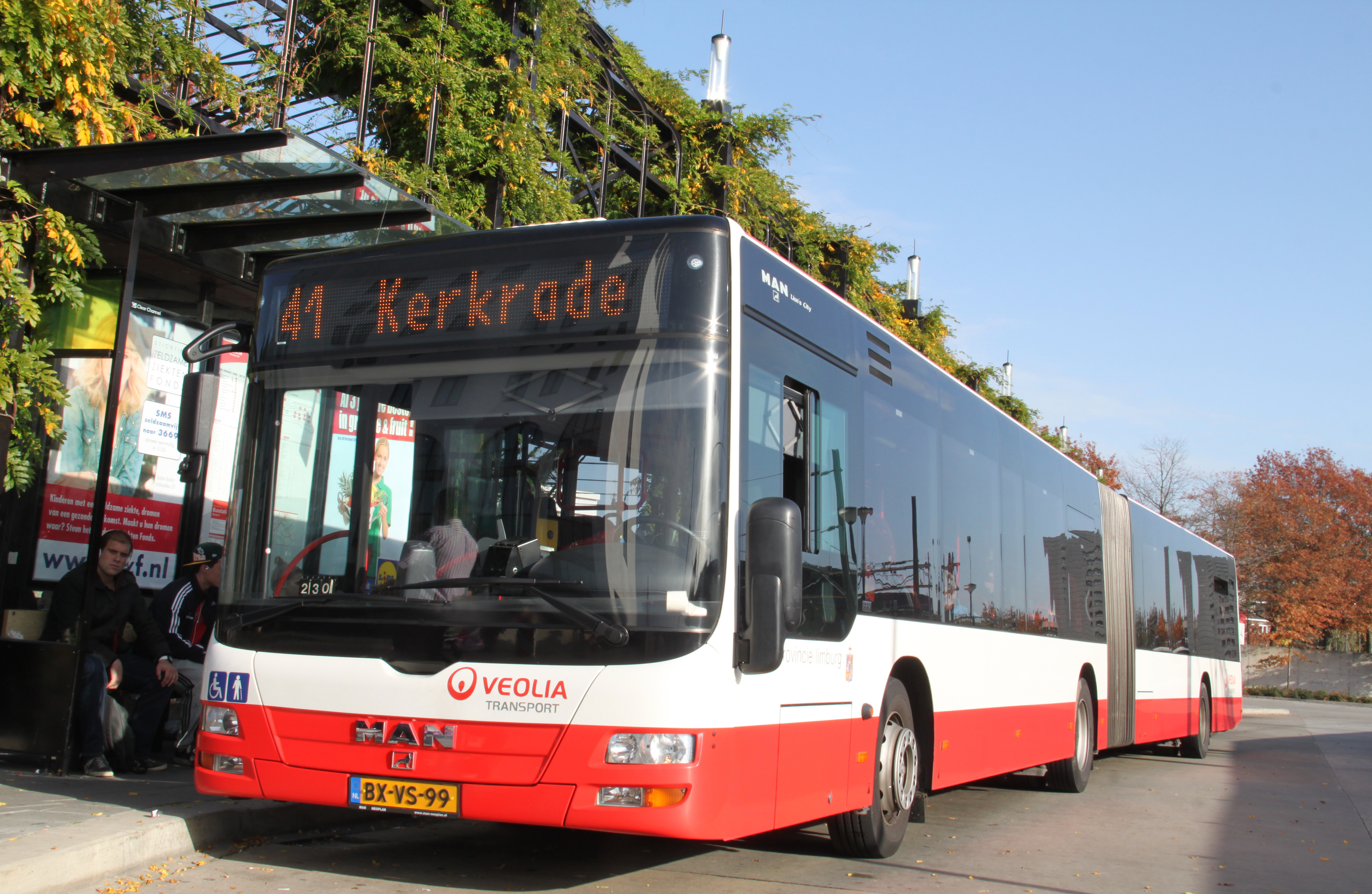
Wit als basis en rood aan de onderkant van de bus
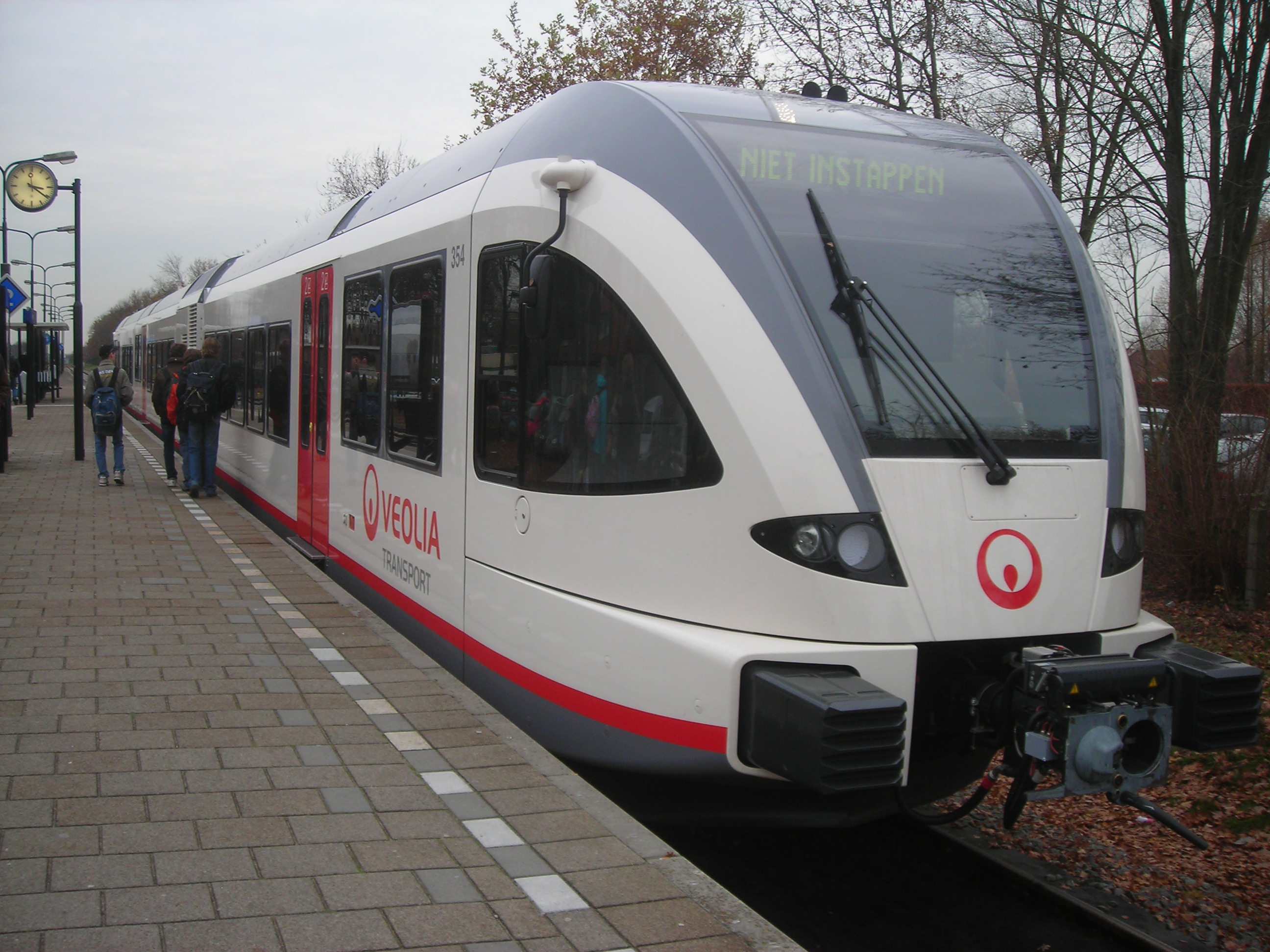
Wit als basis met een rode/grijze lijn aan de onderkant van de trein

-   
Wit als basis en rood aan de onderkant van de bus
-    
Wit als basis met een rode/grijze lijn aan de onderkant van de trein

### VEONN(1996-1998)

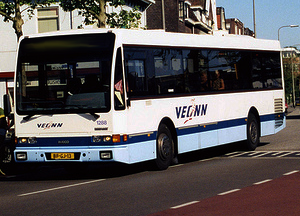
Witte basis met licht-/donkerblauwe schortplaten. Doordat VEONN maar korte tijd heeft bestaan reed deze vervoerder ook met bussen in de huisstijl van de voormalige vervoerder zoals ESO-streekgeel/grijs, FRAM-blauw en DVM/NWH-geel/blauw.

-    
Witte basis met licht-/donkerblauwe schortplaten. 
Doordat VEONN maar korte tijd heeft bestaan reed deze vervoerder ook met bussen in de huisstijl van de voormalige vervoerder zoals ESO-streekgeel/grijs, FRAM-blauw en DVM/NWH-geel/blauw.

### VSL(1978-1994)

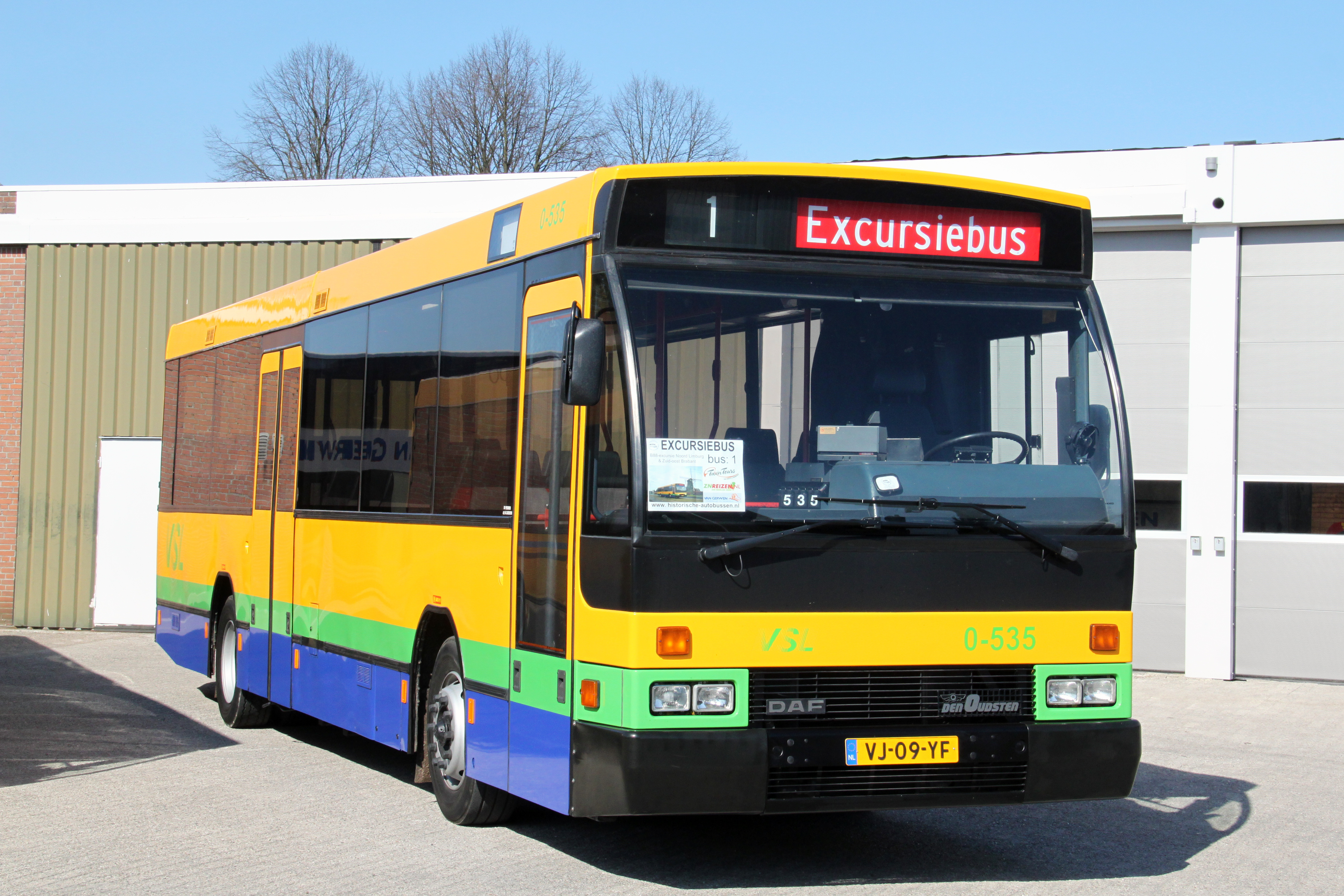
Gele basis met blauwe schortplaten geschetst door een groene dikke lijn

-    
Gele basis met blauwe schortplaten geschetst door een groene dikke lijn

### Zuidooster(1949-1994)

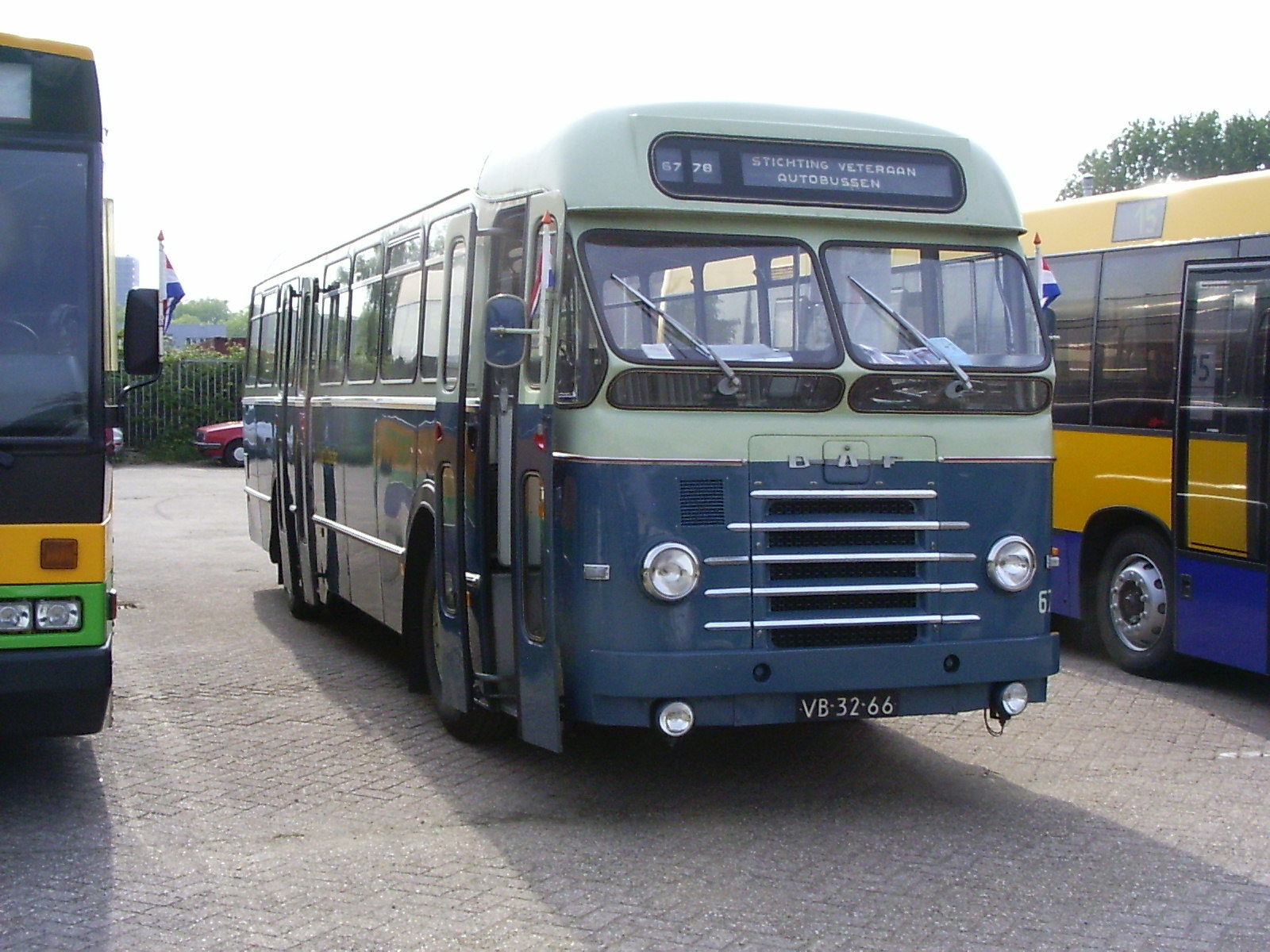
  Huisstijl tot 1969. Donkerblauw met een lichte bovenkant.
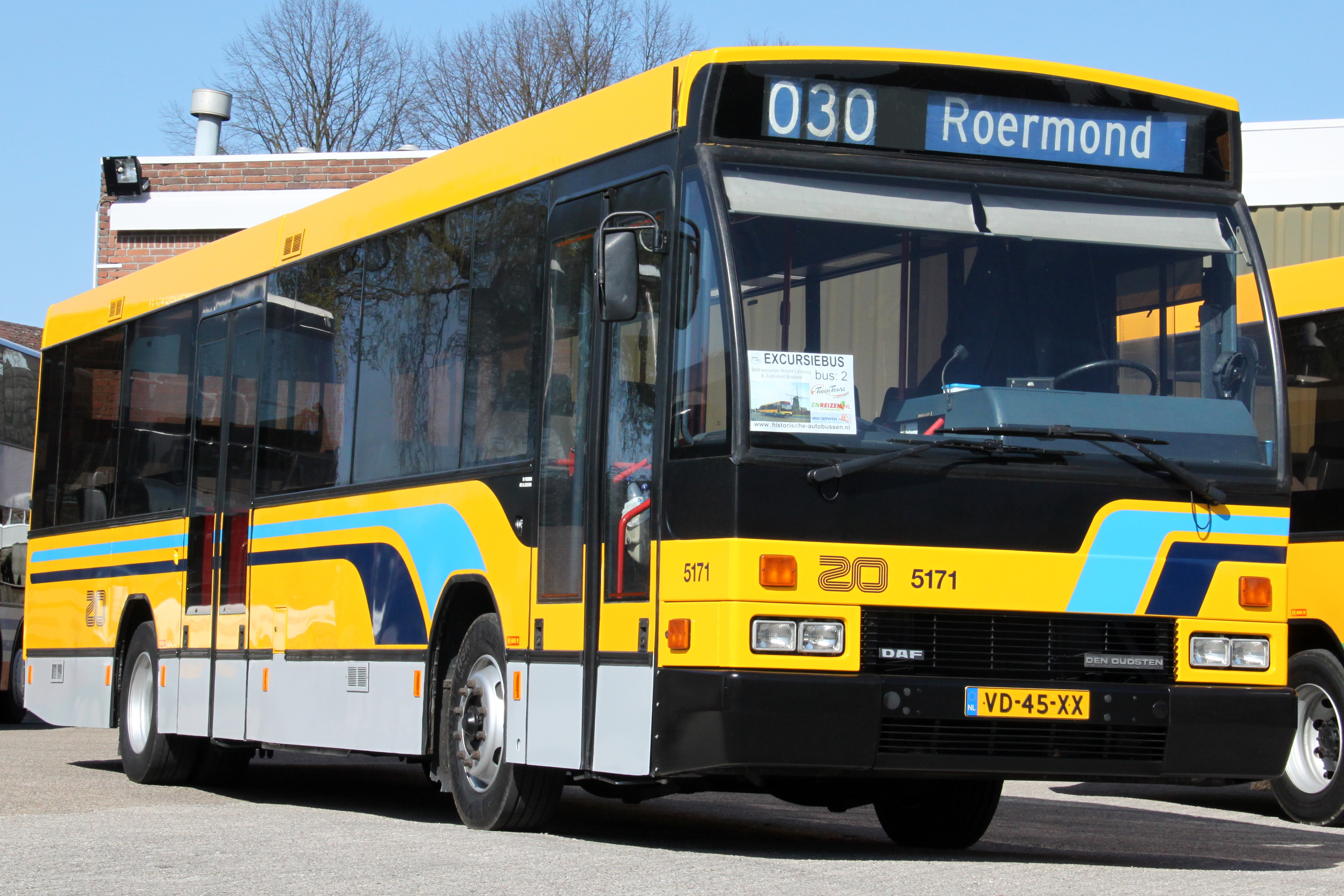
    Huisstijl vanaf 1969. Gele basis met grijze schotplaten en een lichte- en een donkerblauwe streep rondom de bus.
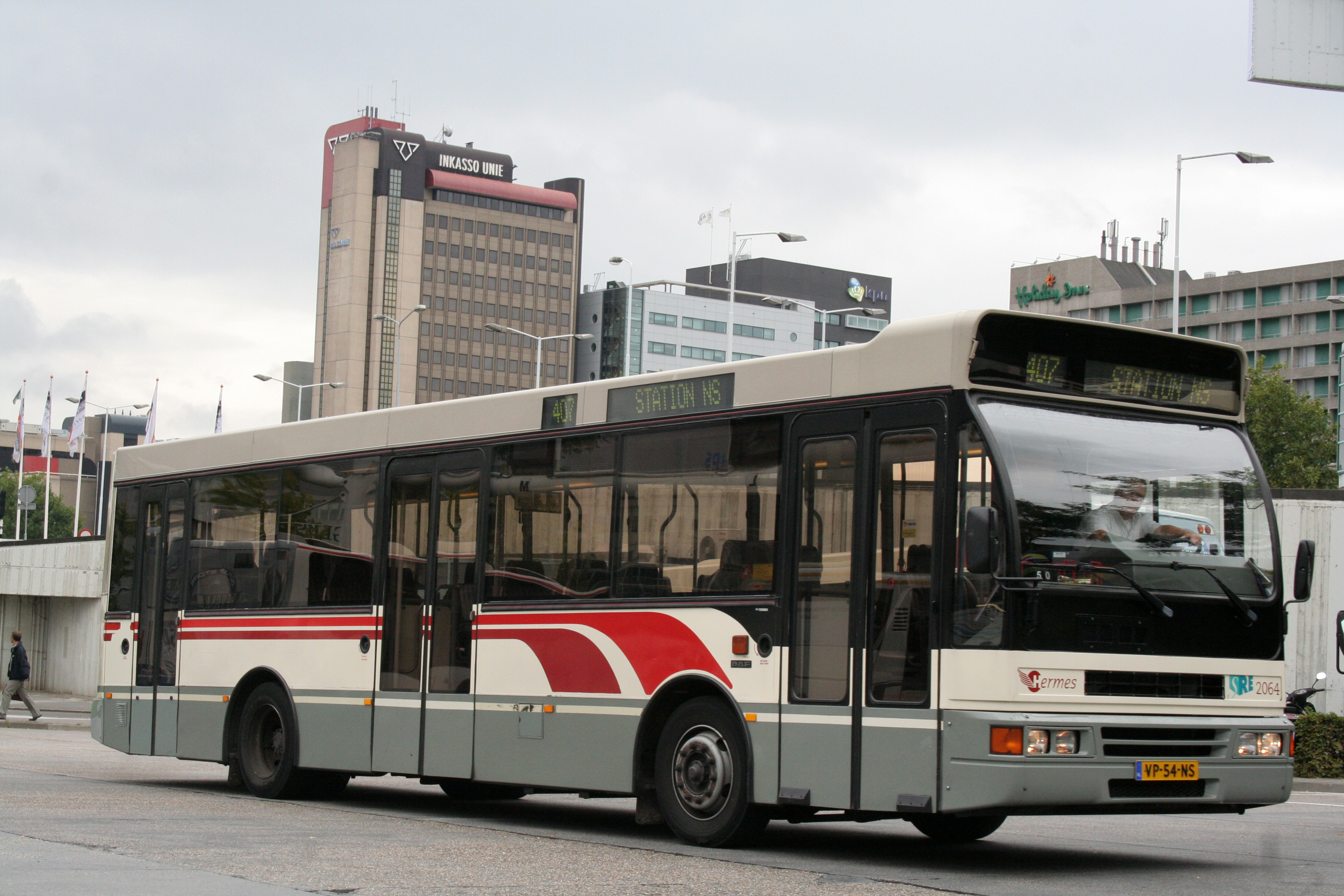
     Stadsbus Eindhoven: Deze kleurstelling was gebaseerd op de kleurstelling van de CSA in 1987. De bussen hadden een witte basis met grijze schotplaten, rode lijnen rondom de bus en een crèmekleurig dak.
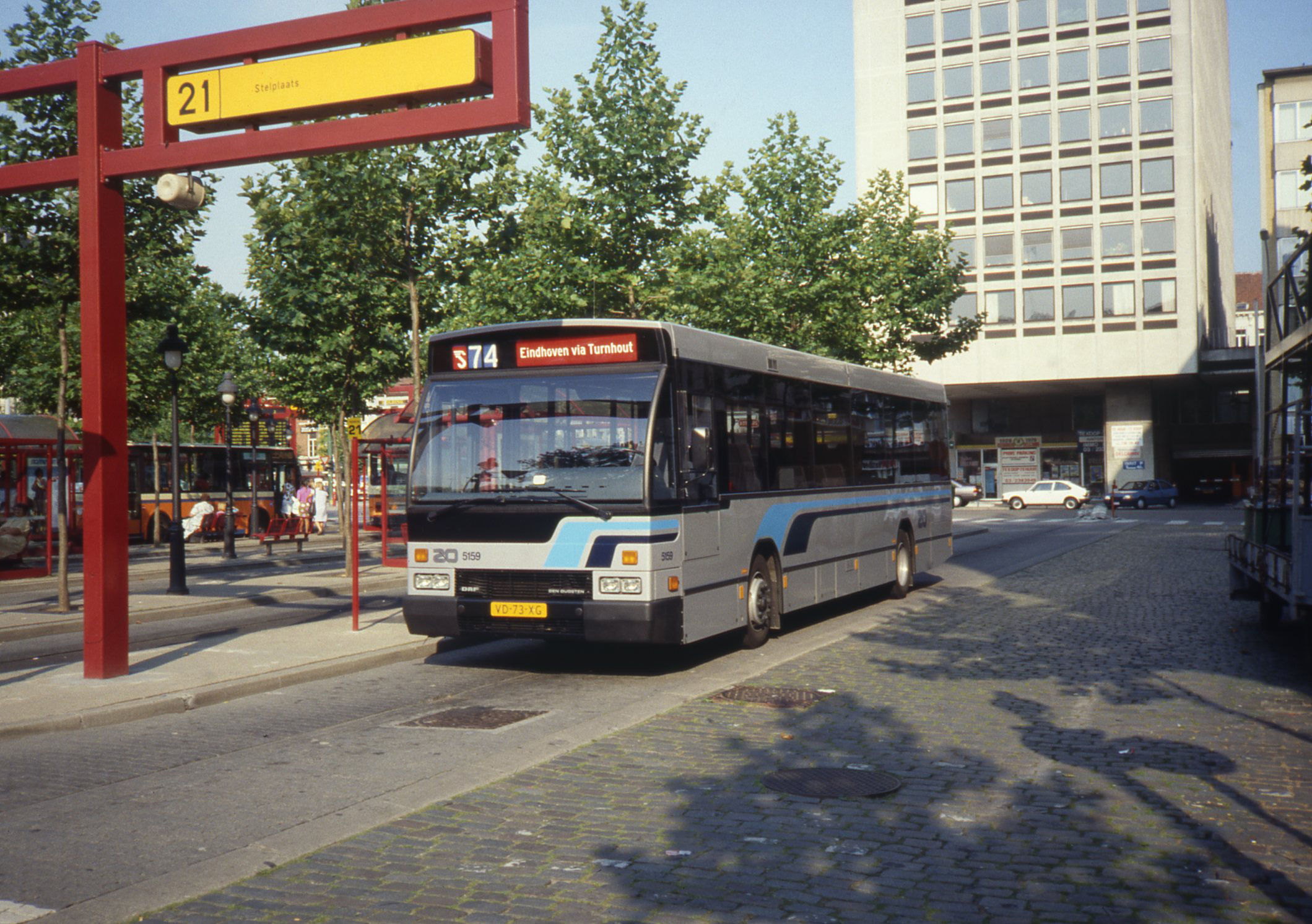
   Sneldienstbussen: Grijze basis met een lichte- en een donkerblauwe streep rondom de bus.

### Zuid-West-Nederland(1978-1994)

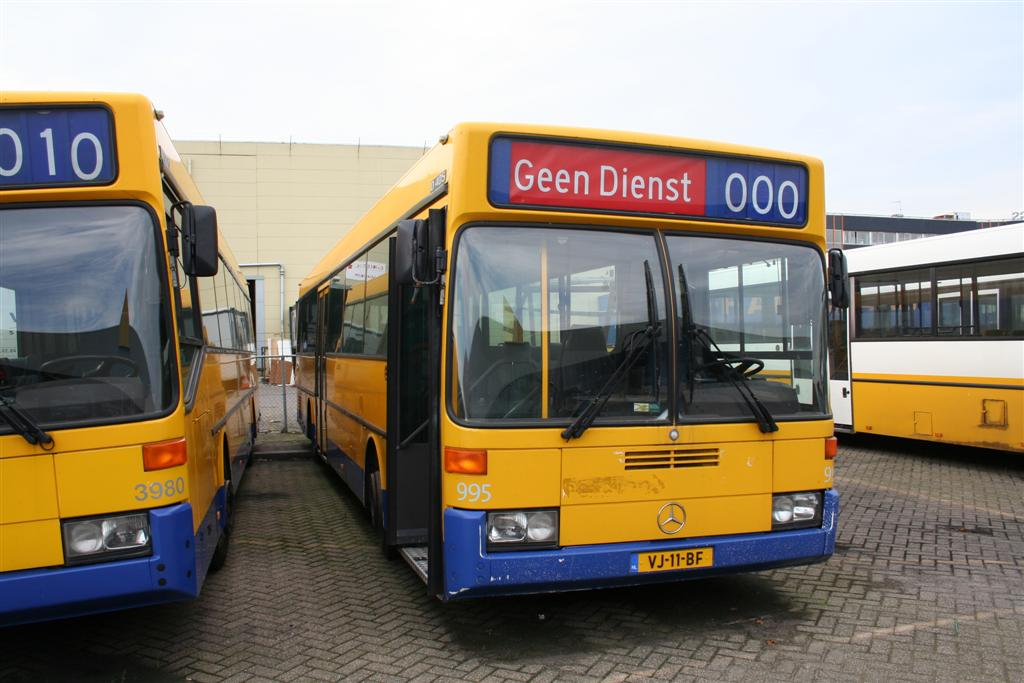
Een bus van de ZWN. De bussen hadden een gele basis met blauwe schotplaten.

-   
Een bus van de ZWN. De bussen hadden een gele basis met blauwe schotplaten.

## Gezamenlijke huisstijlen

### Buurtbus(1977-circa 1999)
De oude buurtbussen reden in gele kleuren.

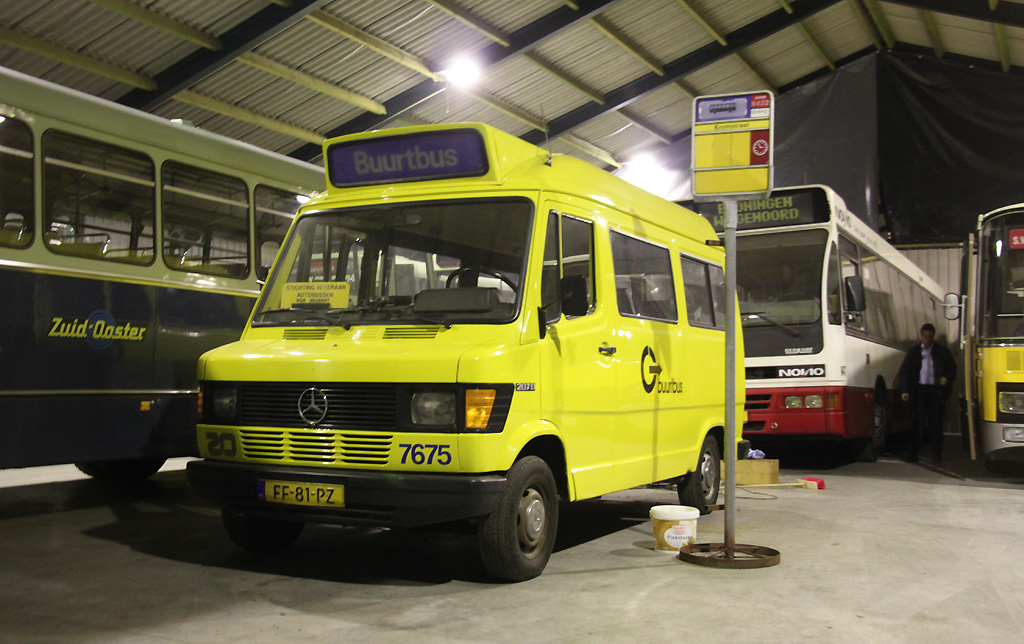

### Interliner(1994-2006)
Alle bussen van de Interliner waren blauwgroen. Deze huisstijl verdween langzaam aan het straatbeeld. Vele Interliner-verbindingen gingen na het jaar 2000 verder onder een andere naam. Connexxion ging vanaf 2002 een andere huisstijl hanteren. De huisstijl werd op het laatst alleen nog gebruikt door de BBA. Eind 2006 kwam de huisstijl te vervallen na de komst van de Brabantliner.

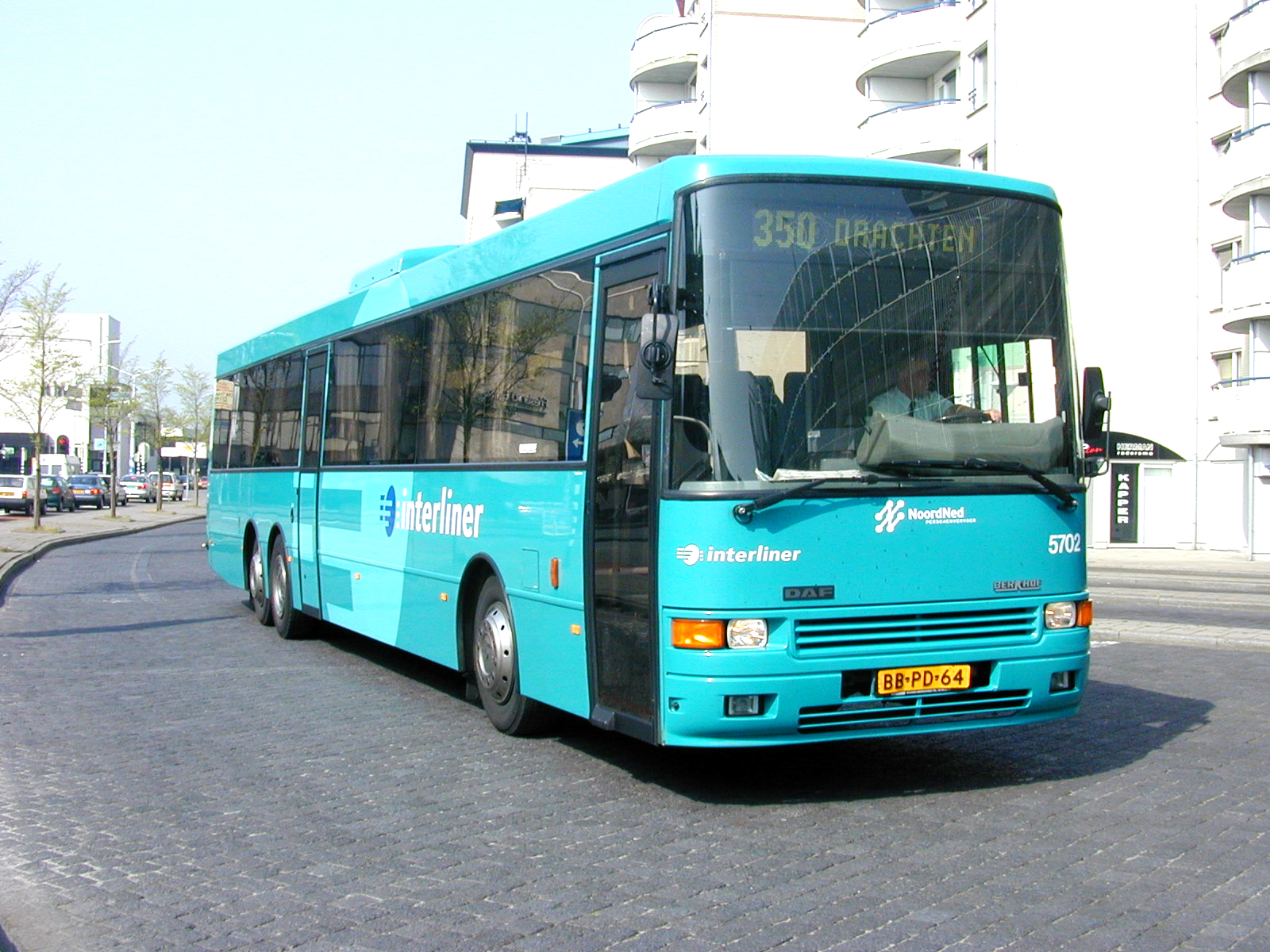
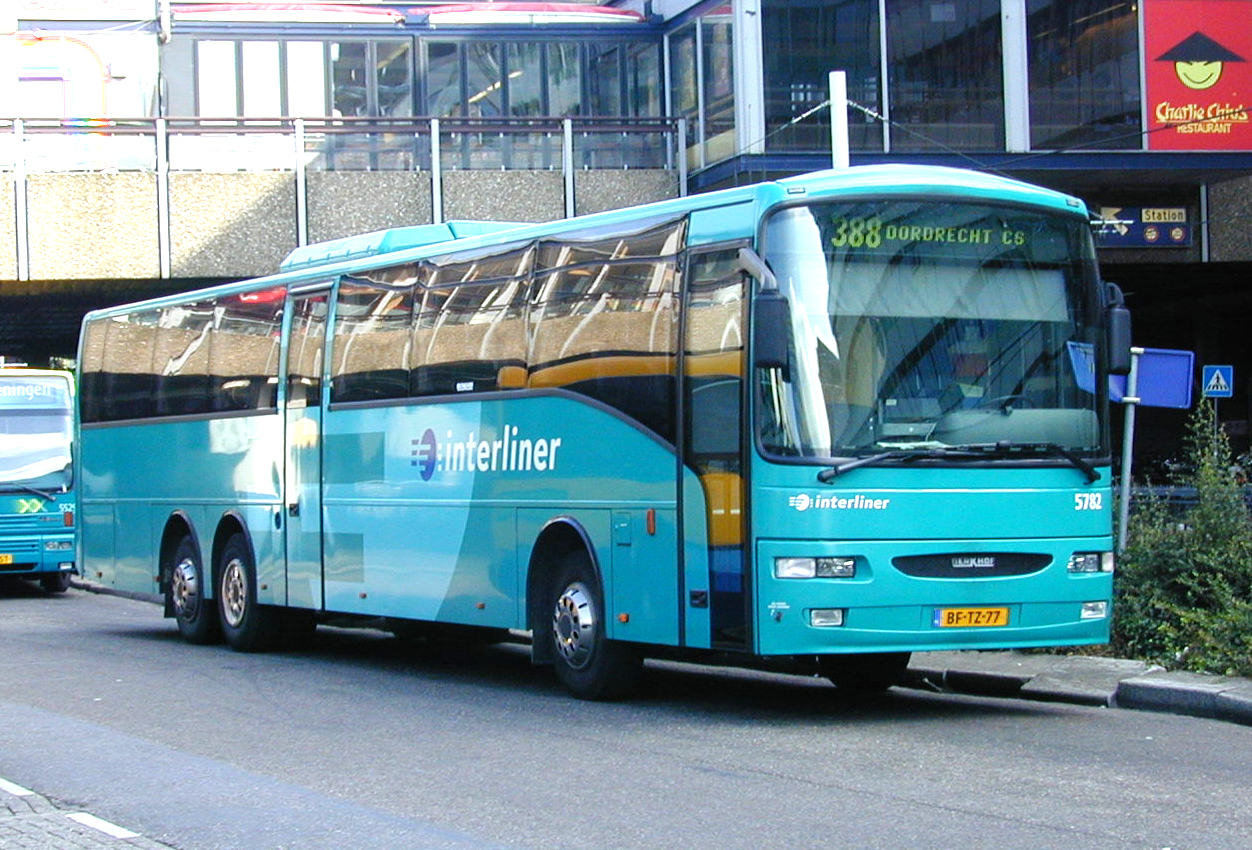
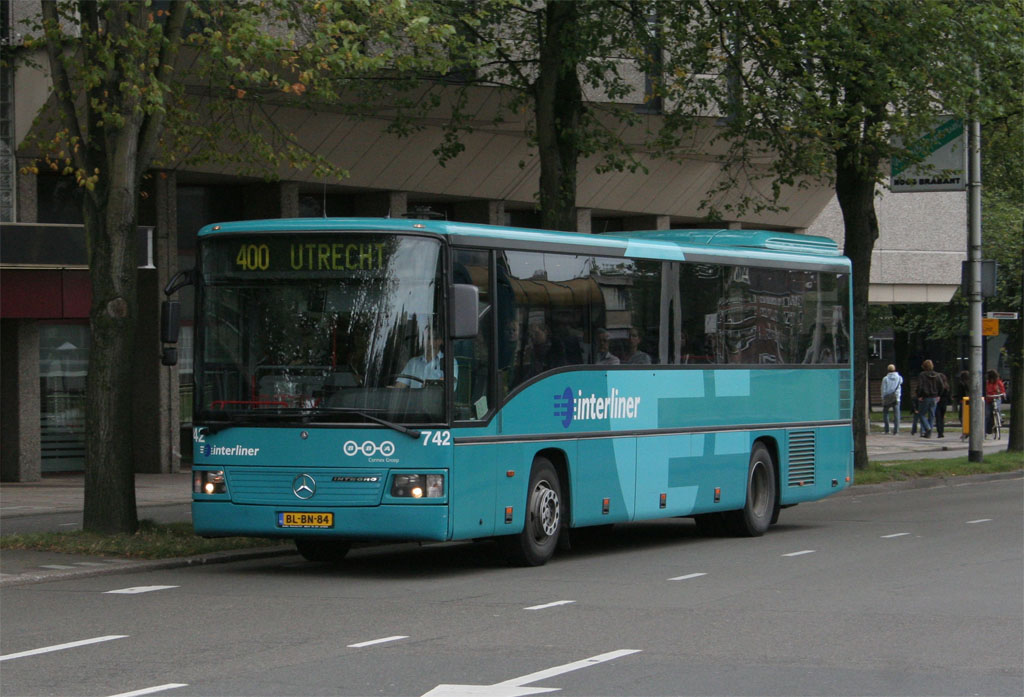

### GrijzeInterlinerConnexxion (2002-2012)
Deze huisstijl van de Interliner was vanaf 2002 tot eind 2012 de standaard huisstijl van alle Connexxion Interliners. Daarna was het tot en met 2015 een regionale huisstijl, die alleen nog werd gebruikt op de bussen van lijn 395 Zierikzee Busstation - Rotterdam Zuidplein (concessie Noord-Zeeland).

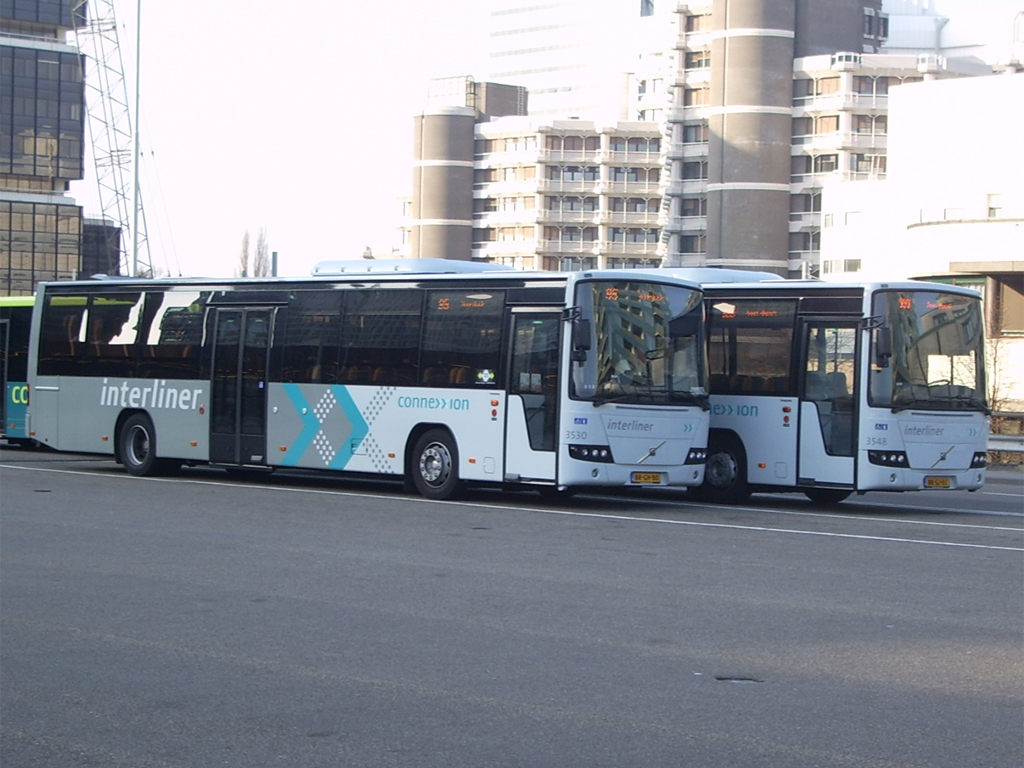
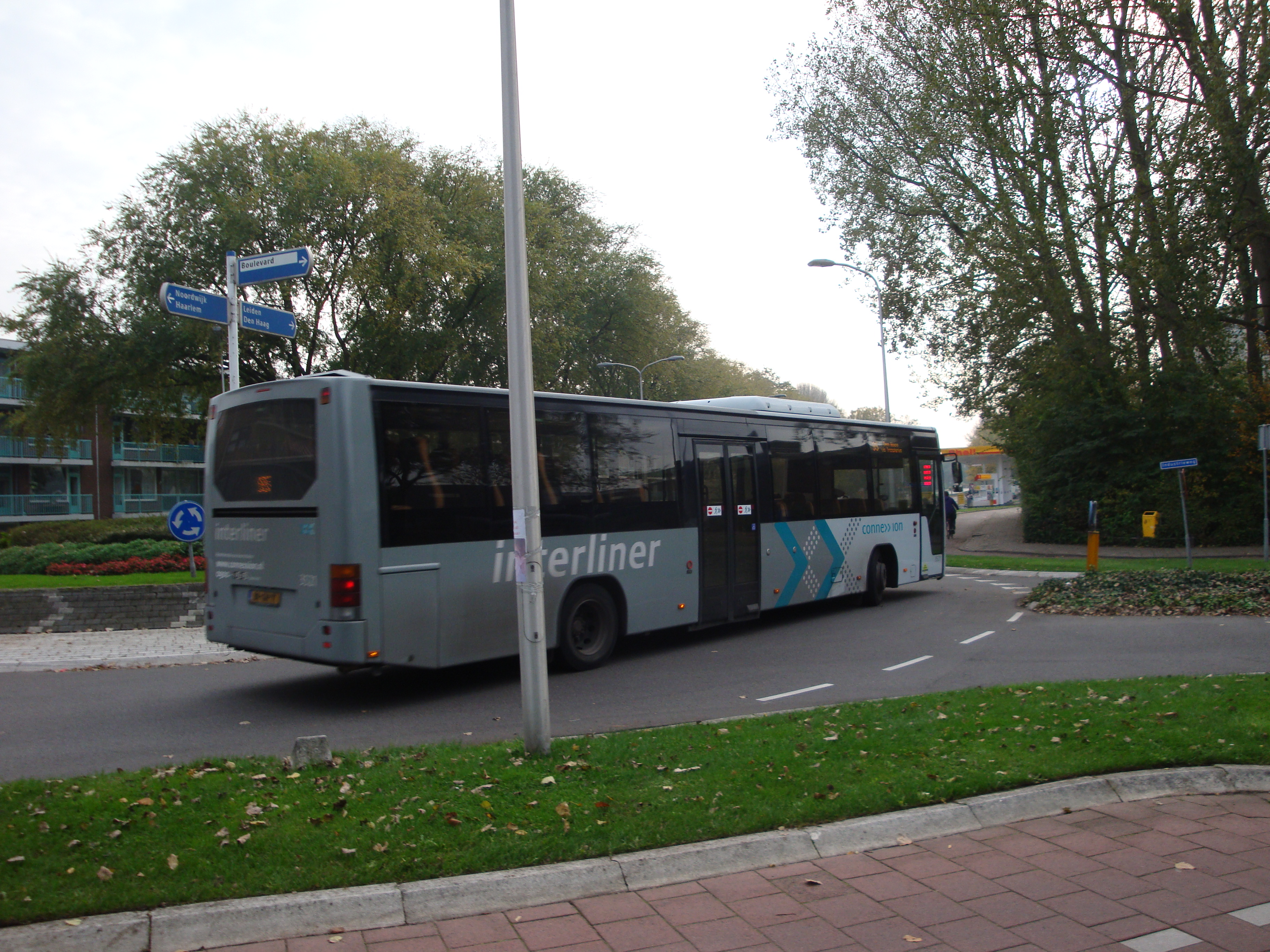

### QlinerArriva (2003-2014)
De oorspronkelijke huisstijl van de Qliner ontstond in 2003, toen Arriva besloot om haar snelbusdiensten om te dopen in Qliner. De basis is een tint van aquamarijn met donkerblauwe schotplaten. Aan de zijkant van de bus loopt in de vorm van een kwart maan een witte lijn van boven naar beneden op de bus. Deze huisstijl lijkt op de standaardhuisstijl van Arriva. Om die reden werd er in 2005 een nieuwe algemenere huisstijl ontwikkeld, omdat Connexxion nu ook een Qliner lijn ging exploiteren.
Ook nieuwe Qliner bussen van Arriva gingen deze nieuwe huisstijl hanteren. Op de Qliner lijnen 387 (Gorinchem via Vianen naar Utrecht) en 388 (Dordrecht - Utrecht) reden echter nog tot mei 2014 Mercedes-Benz Integro bussen in deze kleurstelling.

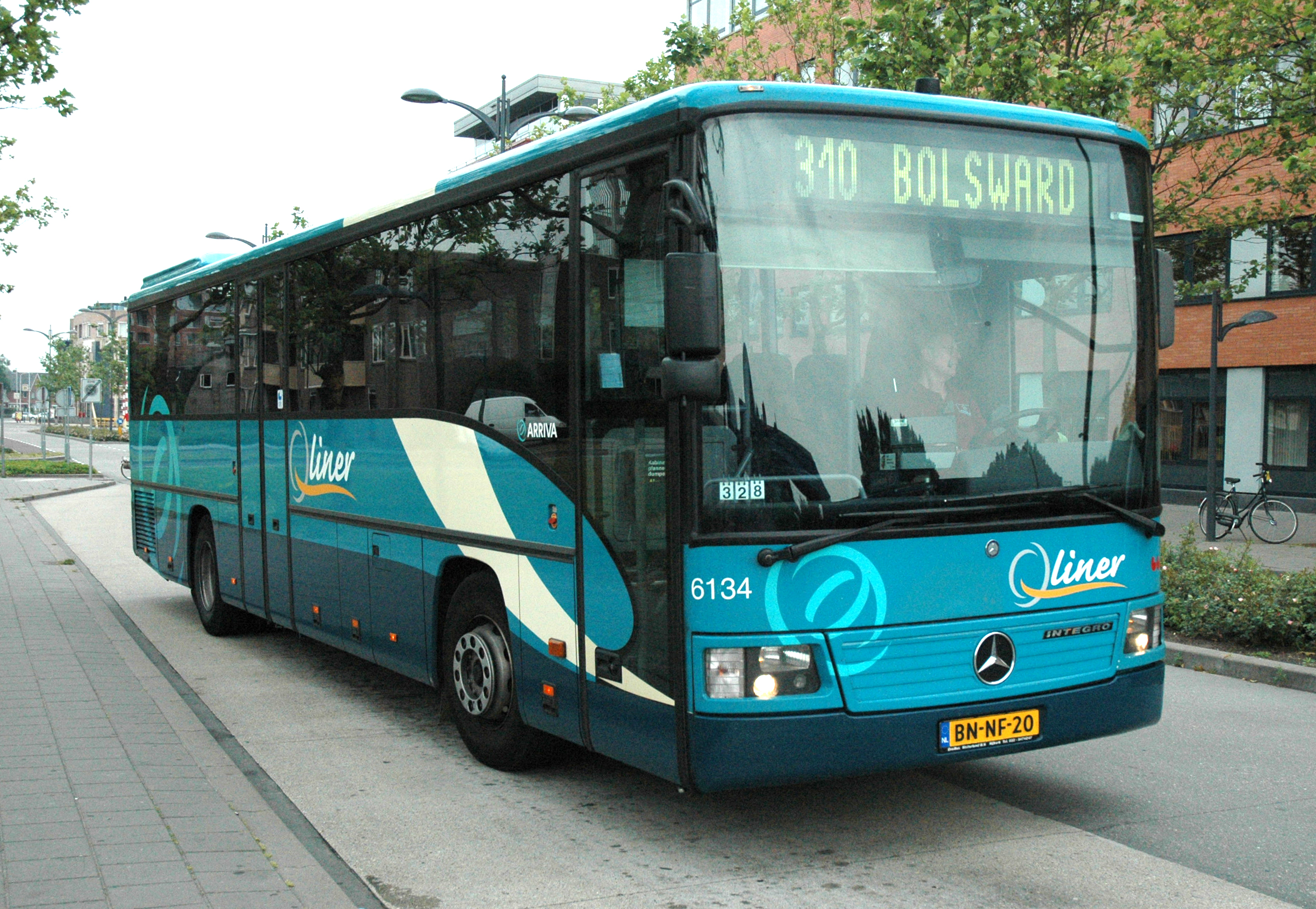

### Qliner(2005-heden)
De nieuwe huisstijl van de Qliner werd geïntroduceerd in 2005, toen Connexxion de lijndienst tussen Groningen en Lelystad onder de naam Qliner ging exploiteren. Tegenwoordig rijden de Qliner bussen in deze huisstijl, behalve die van Qbuzz in Groningen-Drenthe.

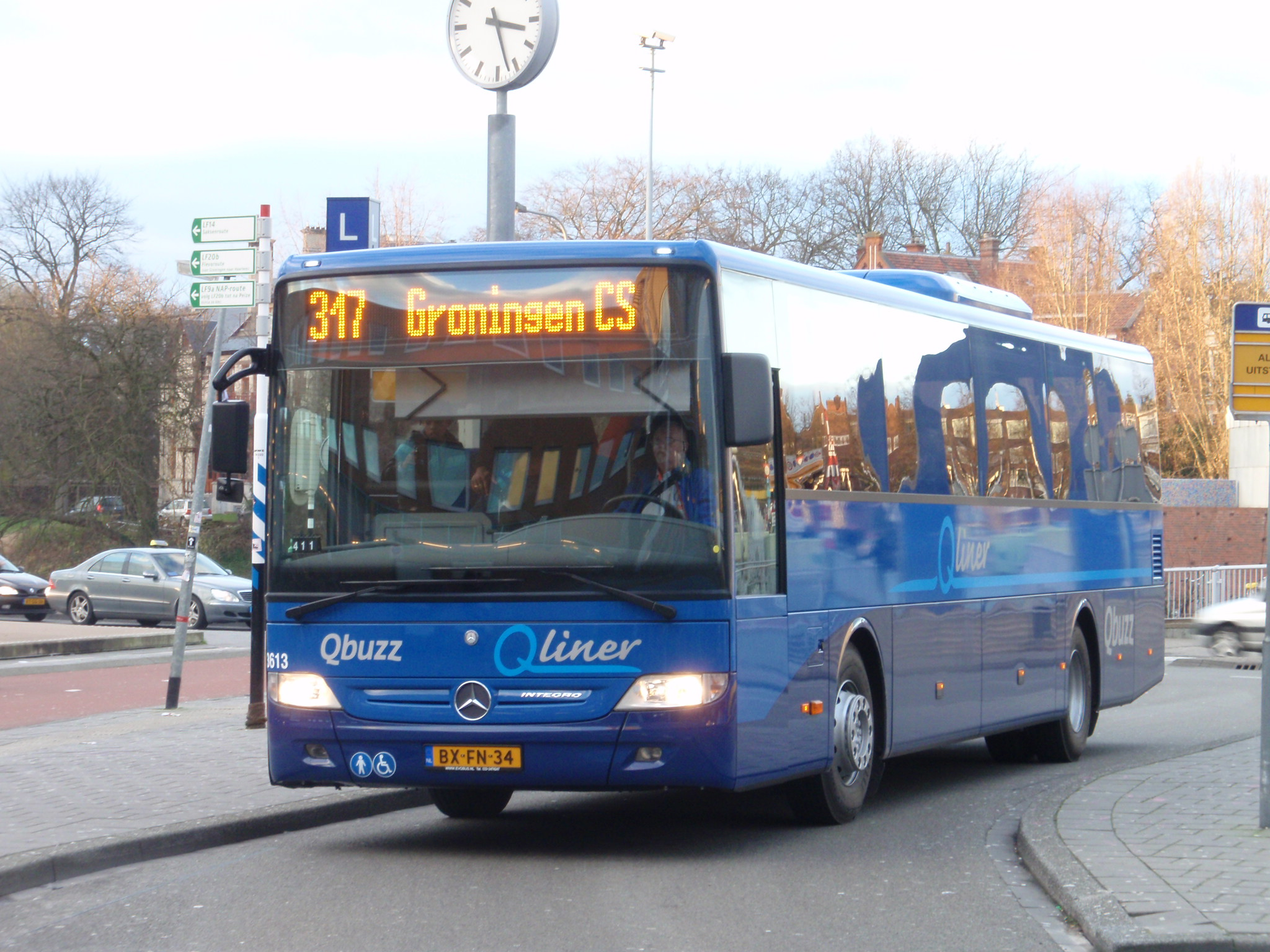
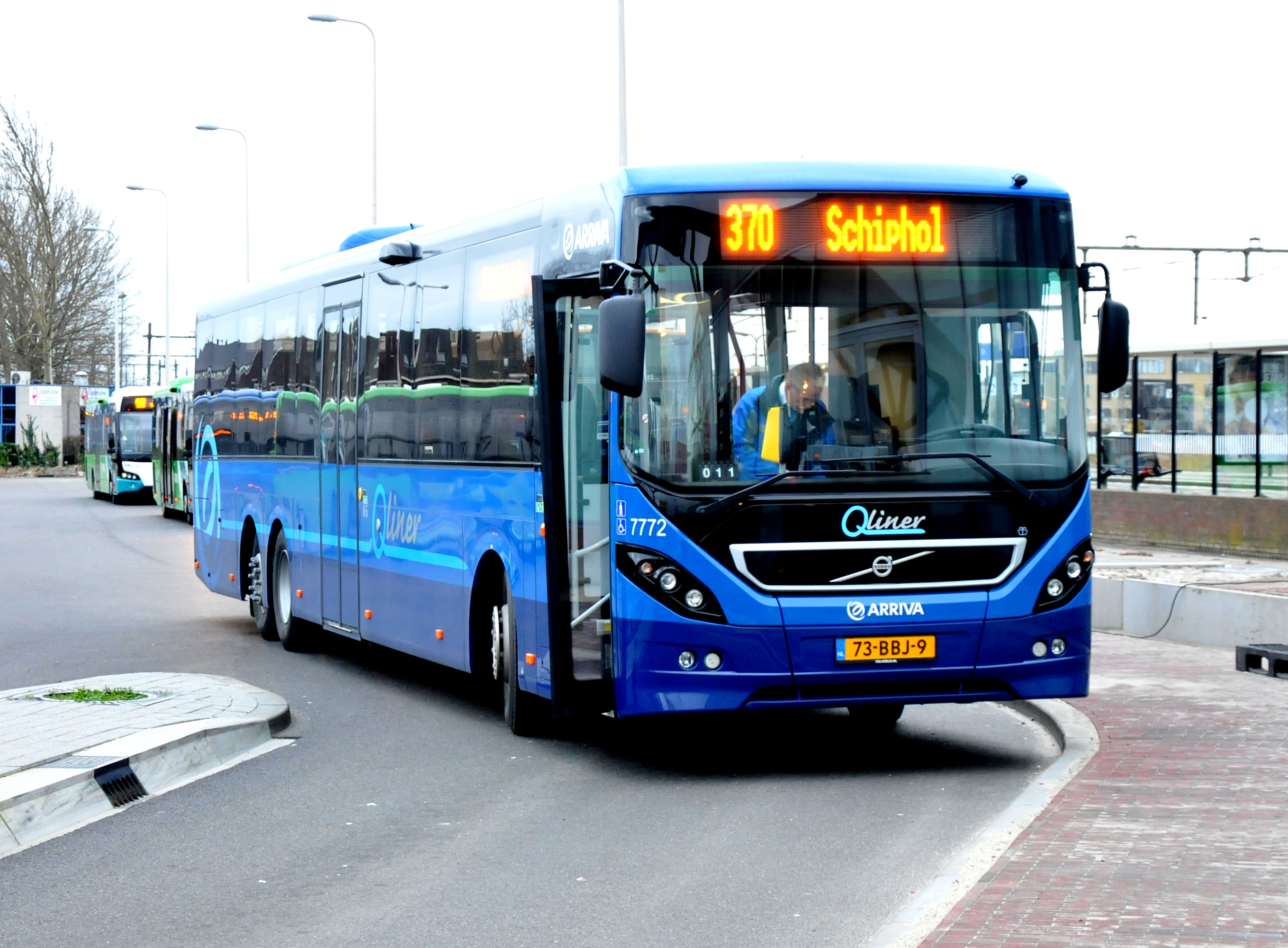

### R-net(2011-heden)
Alle hoogwaardige buslijnen, treinverbindingen, (snel)tramlijnen, metrolijnen en haltes in de randstad die onder dit netwerk vallen. Deze huisstijl is te vergelijken met de huisstijl van de Zuidtangent en is de voortzetting van de Regionet voor de omgeving van Amsterdam. Het bus- en trammaterieel draagt een rode basis, met donkergrijze schortplaten. In het donkergrijze deel staan grijze lijnen en lichtgrijze stippen die gebaseerd is op de netwerkkaart. Het metromaterieel en de Amsterdamse gelede trams 15G heeft een donkergrijze basis, met rode deuren. Ook hier staan, in het donkergrijze deel, grijze lijnen en lichtgrijze stippen die gebaseerd is op de netwerkkaart. Op al het materieel staat alleen op de zijkant aangegeven wie de vervoerder is, door middel van de zin "Reizen met de zekerheid van R-net door vervoerder" en op de voorste deur.

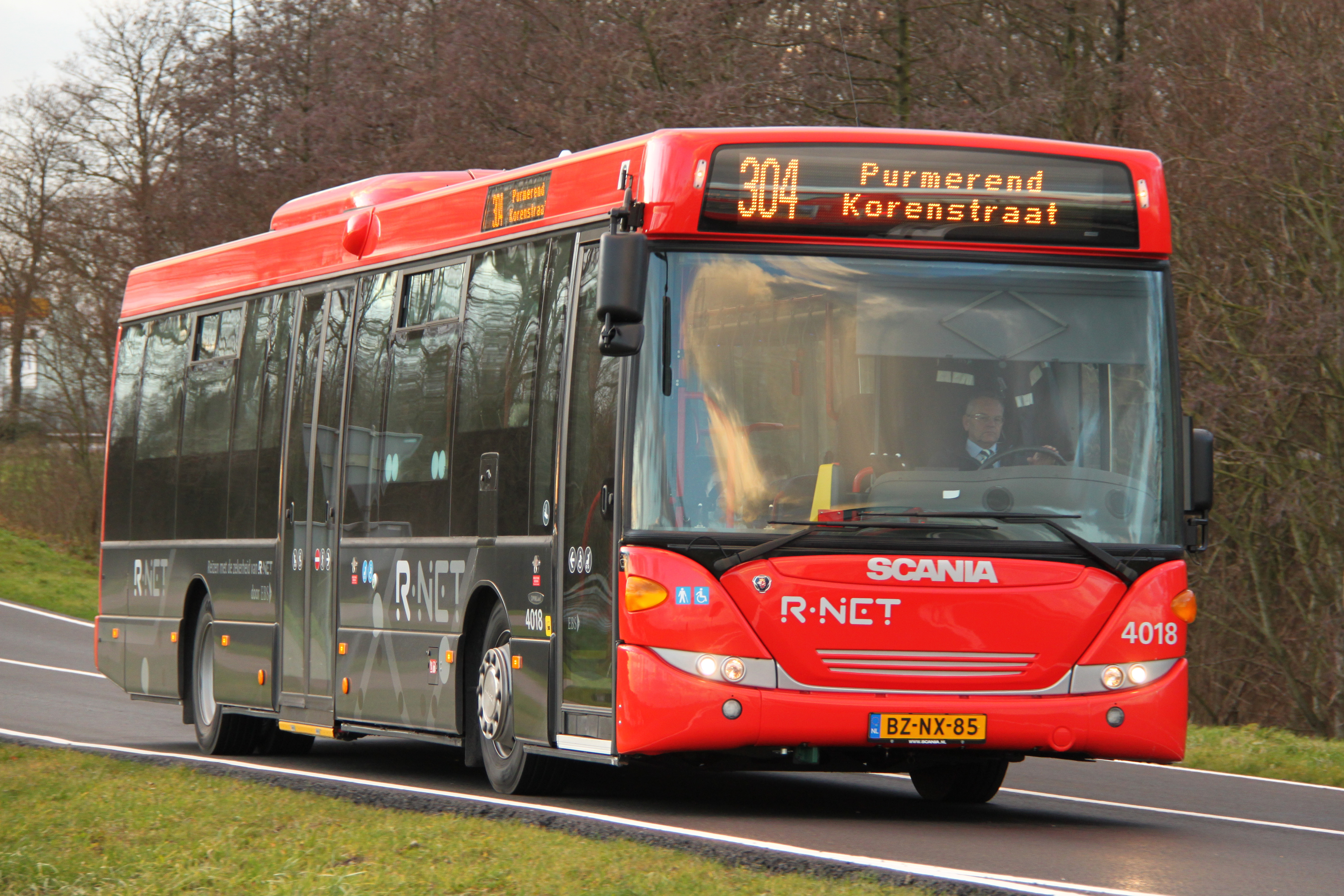
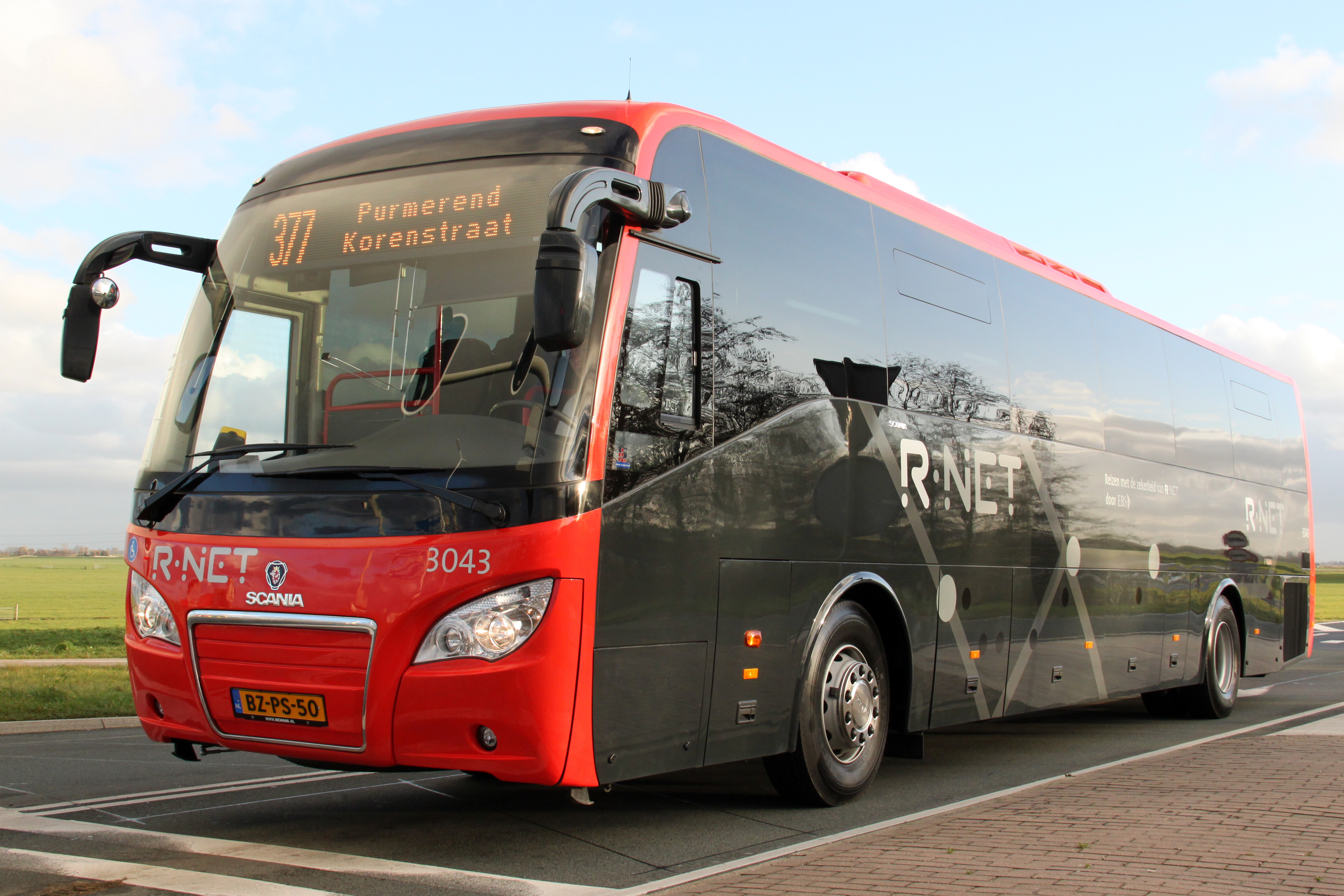
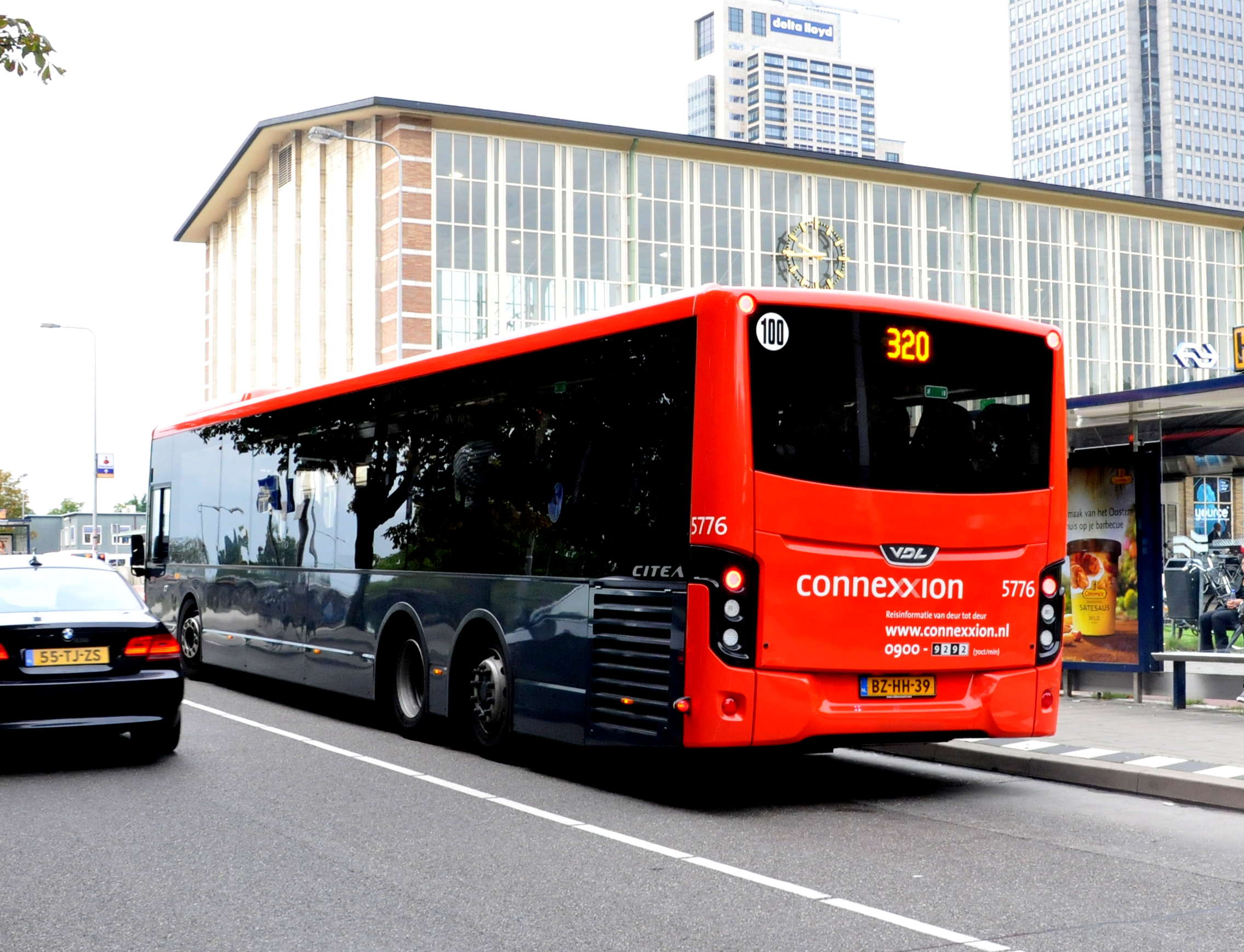
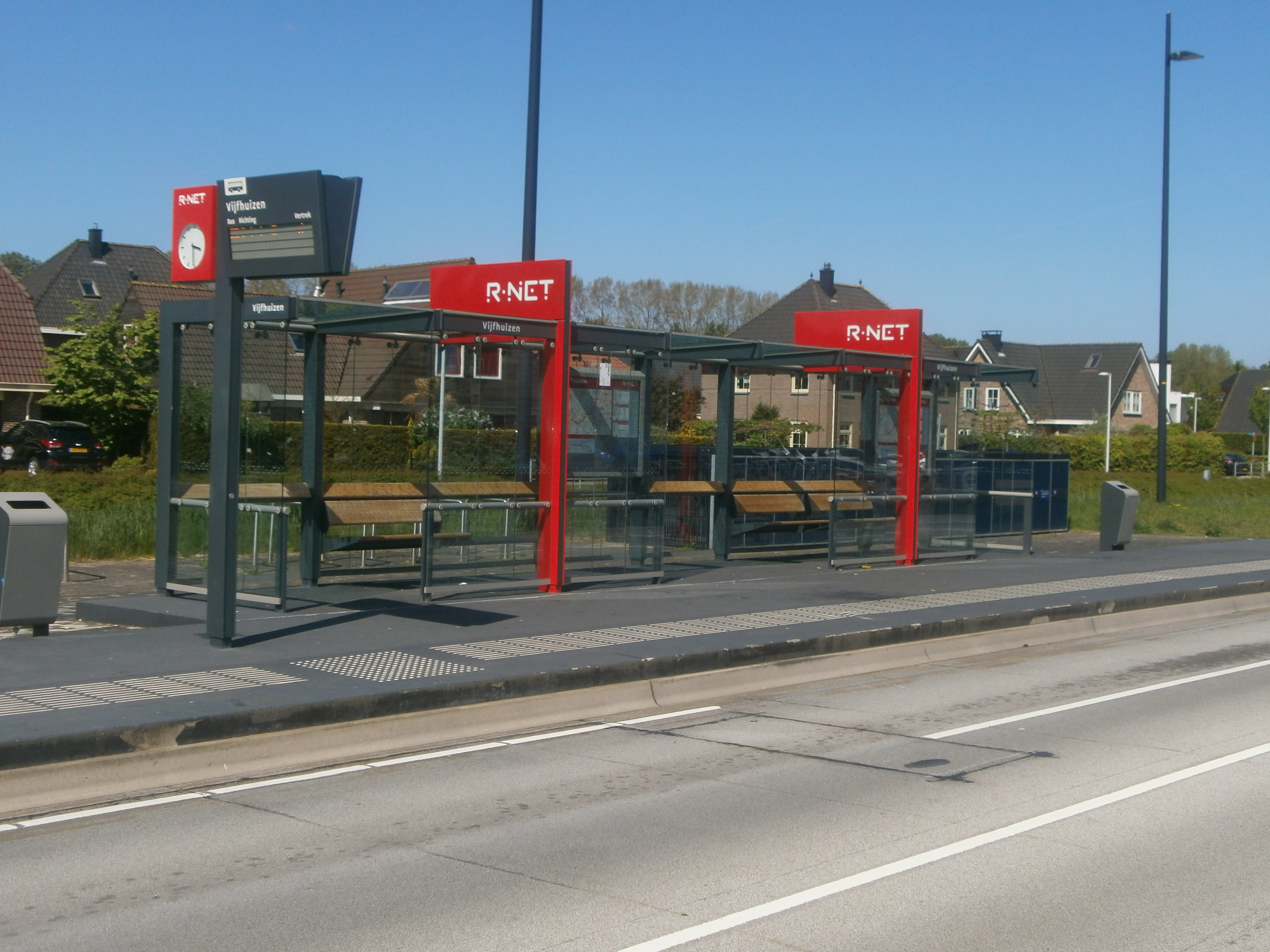

Sommige regionale huisstijlen in het gebied waar R-net rijdt gebruiken elementen uit de R-net stijl om zo meer eenheid te creëren tussen de verschillende stijlen. 

## Concessie- of gebiedsgebonden huisstijlen
De regionale huisstijlen kunnen verschillend zijn per concessie(s), concept(en), gebied(en) en traject(en).

### Friesland

#### ZOWAD (Zuidoost-Fryslân en Wadden) (2008-2016)
De bussen in Zuidoost-Friesland reden in de huisstijl van Qbuzz. De bussen op de Waddeneilanden Vlieland en Terschelling reden in de huisstijl van Arriva. Op Ameland reden de bussen in de huisstijl van de provincie Friesland, hoewel dit geen eis was de provincie.

#### Frysker(2007-2012)
De huisstijl Frysker was een variant op de standaard huisstijl van Connexxion. Op de zijkanten stond een afbeelding met de contouren van een Fries landschap met huisjes en molentjes op beide zijkanten van de bus en de letters "Frysker". Connexxion voerde deze huisstijl in het voorjaar van 2007 in na de overname van de concessie Noord- en Zuidwest Friesland eind 2006. De huisstijl was alleen te zien op de VDL Procity-bussen in de regio en in de beginperiode ook op enkele Berkhof Ambassadors. De huisstijl verdween eind 2012, toen Arriva de concessie Noord- en Zuidwest Fryslân overnam.

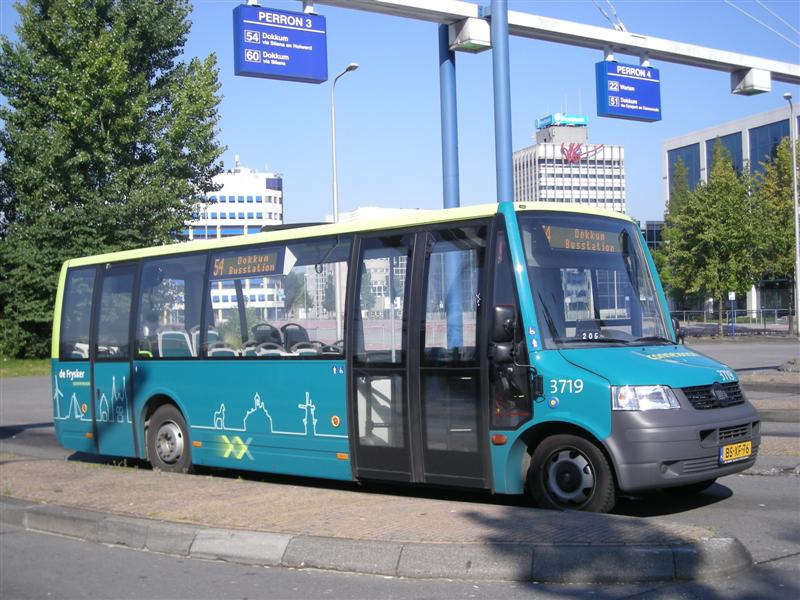

#### Frysk Ferfier(2012-heden)
De huisstijl Frysk Ferfier (Fries voor Fries Vervoer) wordt sinds 9 december 2012 (oftewel dienstregelingsjaar 2013) gebruikt op de stads- en streekbussen van Arriva in de concessie Noord- & Zuidwest Fryslân en Schiermonnikoog. De bussen hebben een lichtblauwe basis met donkerblauwe halve cirkel op het voorste deel, geschetst door een witte baan. Witte voorkant met donkerblauwe bumpers. Op de zijkanten staat het logo van Frysk Ferfier (letters in kapitalen met een afbeelding in de vorm van Nederland). Boven in de afbeelding staat een pompeblêd. De bussen in Zuid-Holland Noord heeft, op de kleuren en provincielogo's na, dezelfde vormgeving.

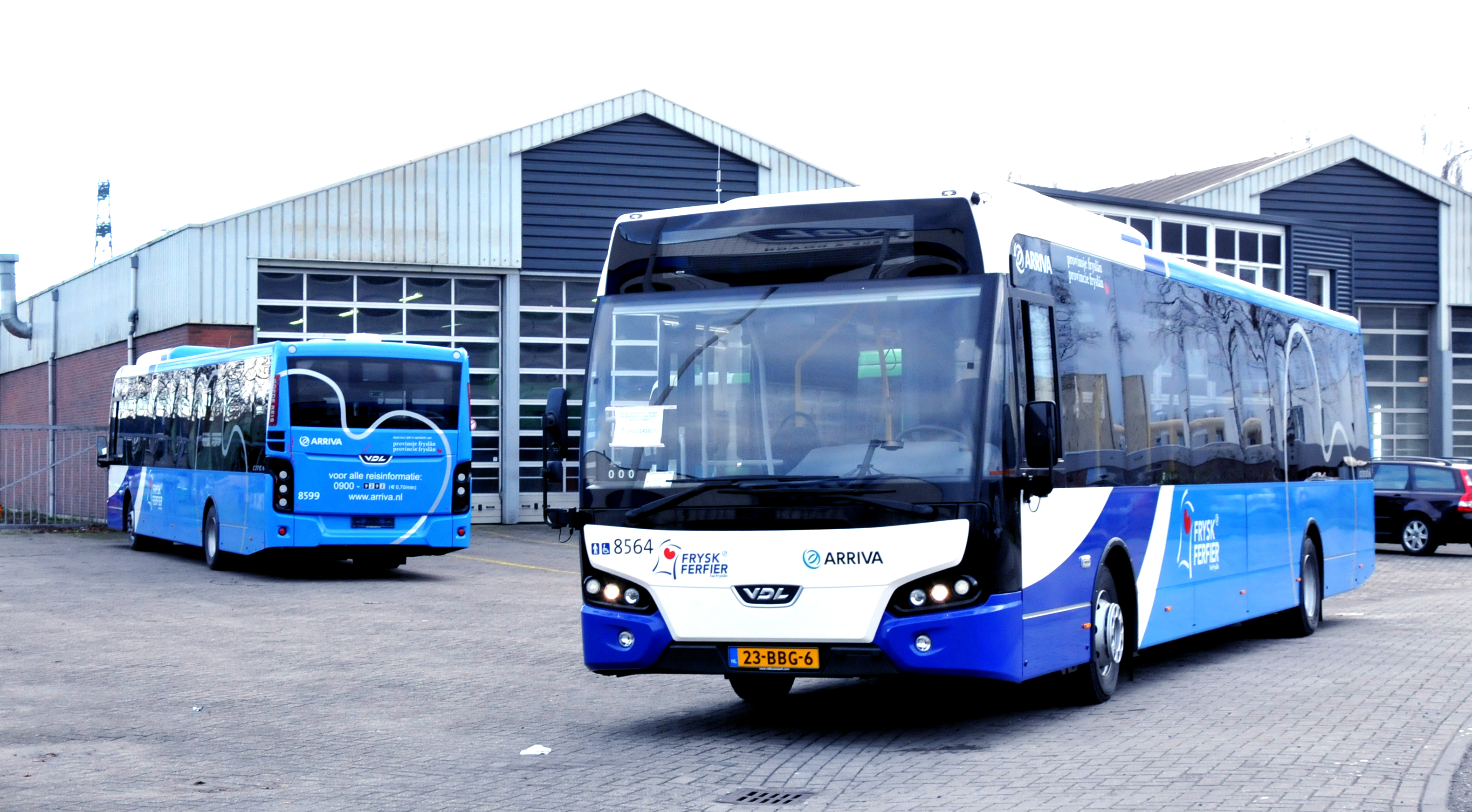
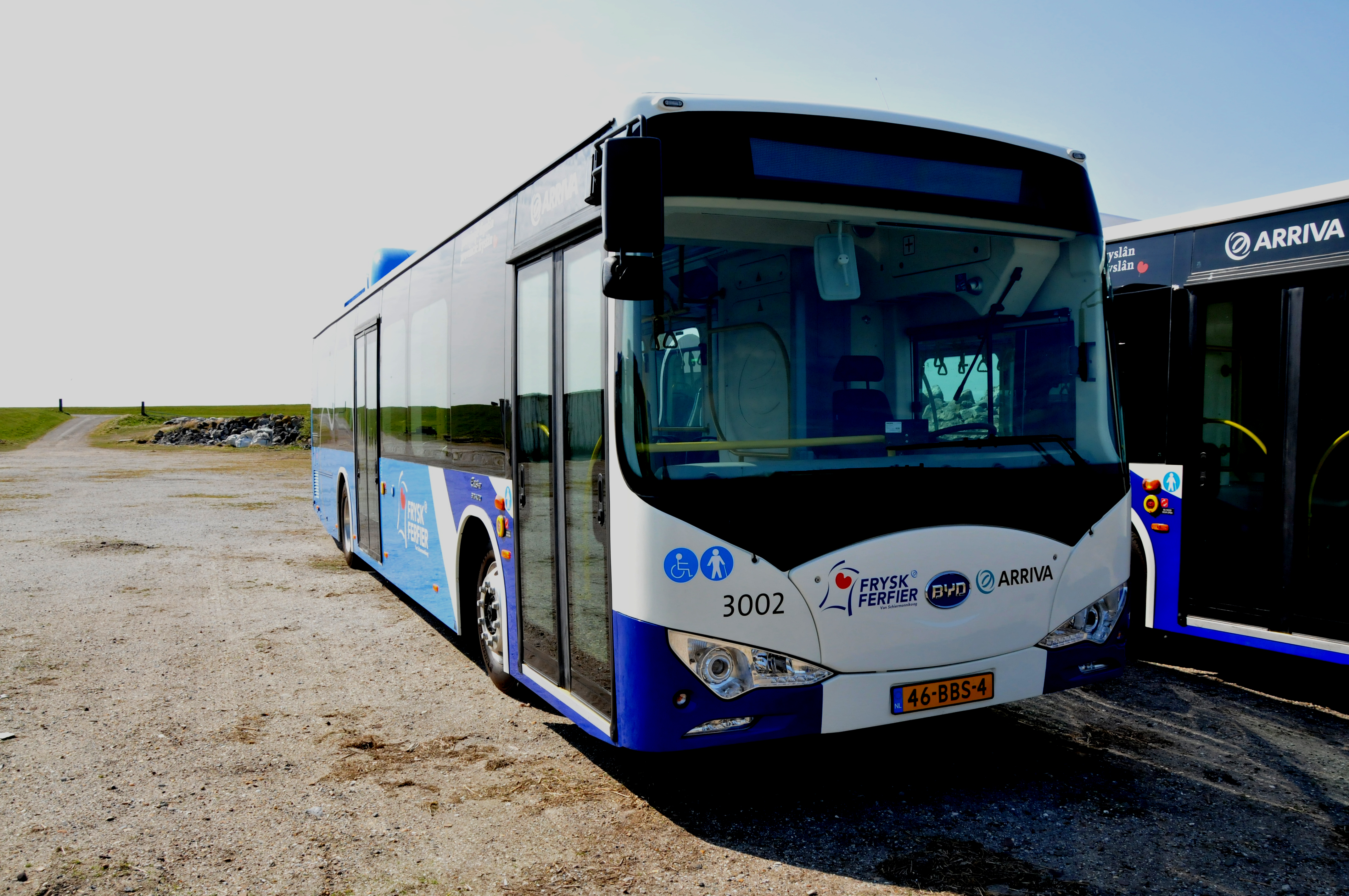

Vanaf eind 2016 reden deze bussen ook regelmatig op lijnen in Zuidoost-Fryslân waar Arriva het busvervoer weer van Qbuzz had overgenomen. In het voorjaar van 2018 beklaagde Qbuzz zich daarover, omdat de bussen niet aan de concessie-eisen voldeden en Arriva hier voordeel uit zou kunnen halen. Arriva besloot toen deze bussen weer gewoon in de concessie in te zetten waar ze horen. Echter tijdens de coronapandemie werden de bussen wederom door elkaar ingezet. Hetzelfde gebeurde nadat sinds dienstregelingjaar 2023 de concessies Noord- & Zuidwest Fryslân en Schiermonnikoog en Zuidoost-Fryslân en Wadden werden samengevoegd tot de concessie Fryslân, dat de gehele provincie Friesland omvat.

#### Ameland(2013-2016)
Zelfde kleuren als de huisstijl van de concessie Noord- & Zuidwest Fryslân en Schiermonnikoog, uitgevoerd door Arriva. Lichtblauwe basis met donkerblauwe halve cirkel op het voorste deel, geschetst door een witte baan. Witte voorkant met donkerblauwe bumpers. In tegenstelling tot de bussen in Noord- en Zuidwest Fryslân staan op deze bussen geen pompeblêden en logo's van Frysk Ferfier, maar gewone Arriva-logo's. Op de zijkant staat op de gastank de tekst "Deze bus rijdt op aardgas".

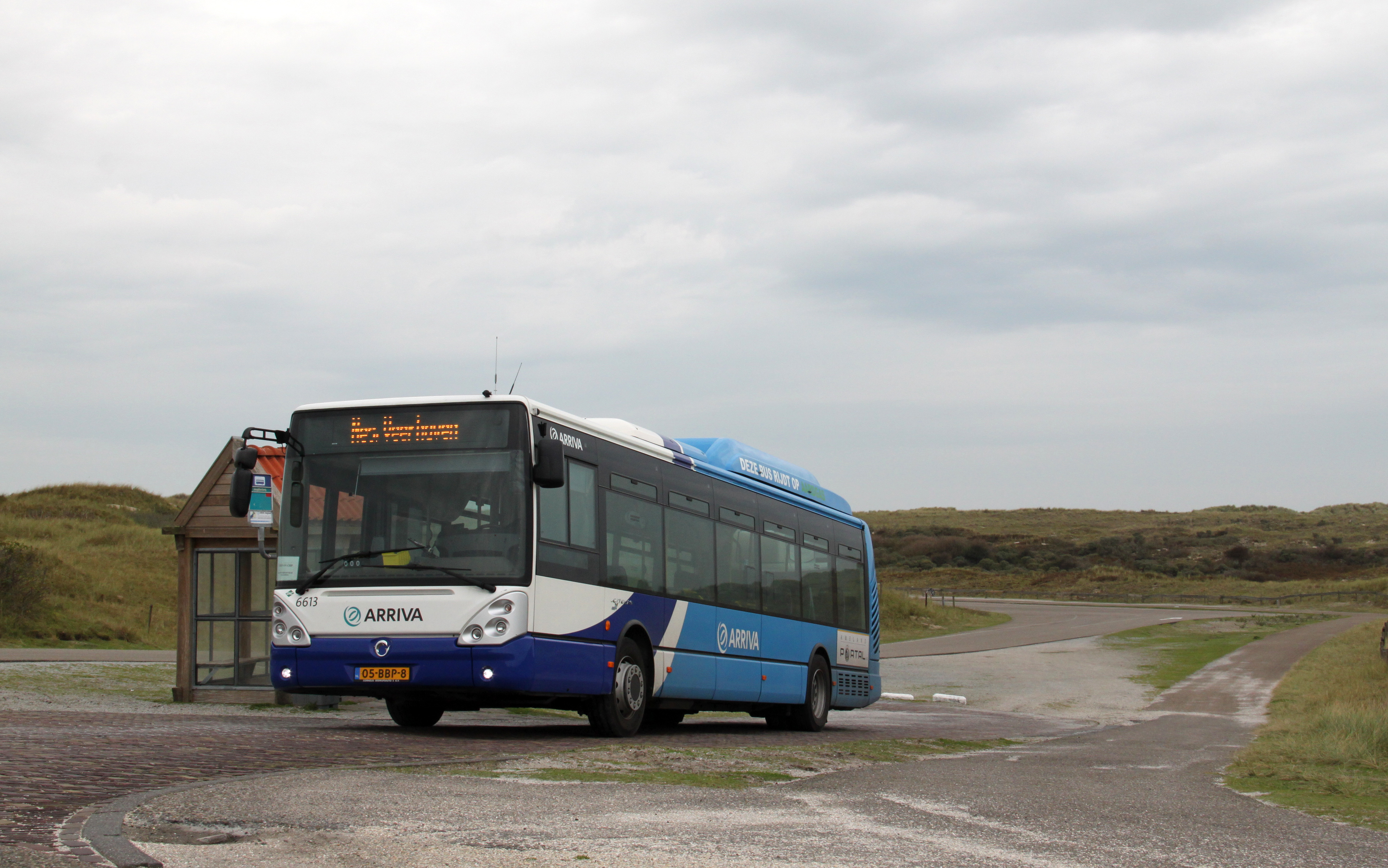

#### ZOWAD (Zuidoost-Fryslân en Wadden) (2016-heden)
Blauwe huisstijl met op de zijkanten in totaal 250 portretten van bekende en minder bekende Friezen. Daarnaast staat aan de bestuurderszijde de tekst Met elkaar, voor elkaar en aan de deurzijde de tekst Mei elkenien, foar elkenien.

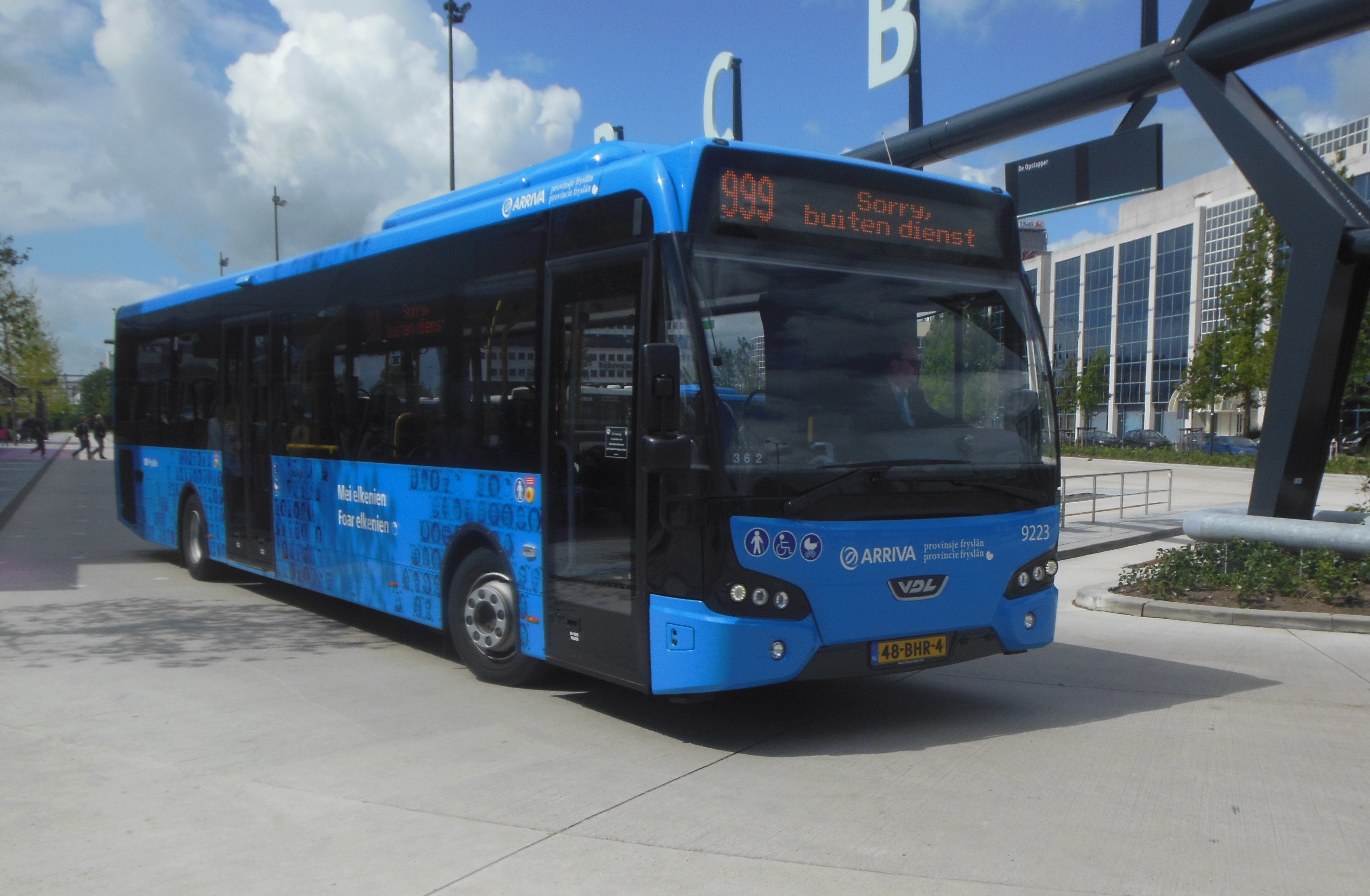

### Groningen/Drenthe
Sinds 13 december 2009 rijden alle bussen in Groningen en Drenthe in een door het OV-bureau Groningen Drenthe vastgestelde huisstijl. In de jaren ervoor mochten de vervoerders hun eigen huisstijl gebruiken.

#### Aggloliner(2000-2002)
De huisstijl was vergelijkbaar met de landelijke huisstijl van Arriva. De basis was een tint van aquamarijn, een blauwgroen-achtige kleur. Deze kleur werd gebruikt voor een groot gedeelte van de zijkanten, achterkant en de schotplaten rondom de bus. Een beige-achtige kleur liep vanuit de voorkant in een halve cirkel door op het voorste deel van de zijkanten, geschetst door een witte streep. Het witte logo van Aggloliner bevond zich net achter de halve cirkel. Op de voorkant bevond zich een zwart logo. Een dunne gele lijn liep rondom de bus in het midden van de schotplaten. Het dak was wit. Op de zijkant van de bus stonden twee blauwe cirkels die het logo van Arriva moesten voorstellen. De Aggloliner reed van januari 2000 tot december 2002 op enkele bestaande snelbuslijnen naar Groningen. De huisstijl en naam werden in 2003 vervangen door de Qliner.

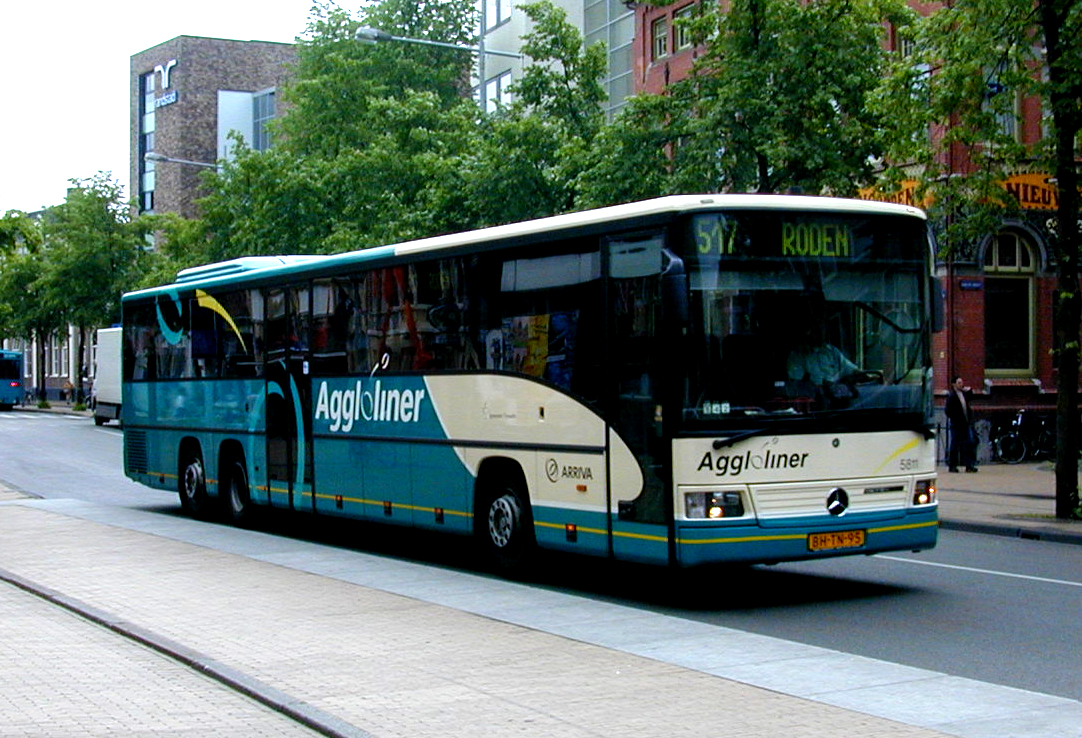

#### GGD P+R Citybus Groningen Stad (2008-2009)
Eerdere huisstijl van de P+R Citybus die door Arriva werd gehanteerd.

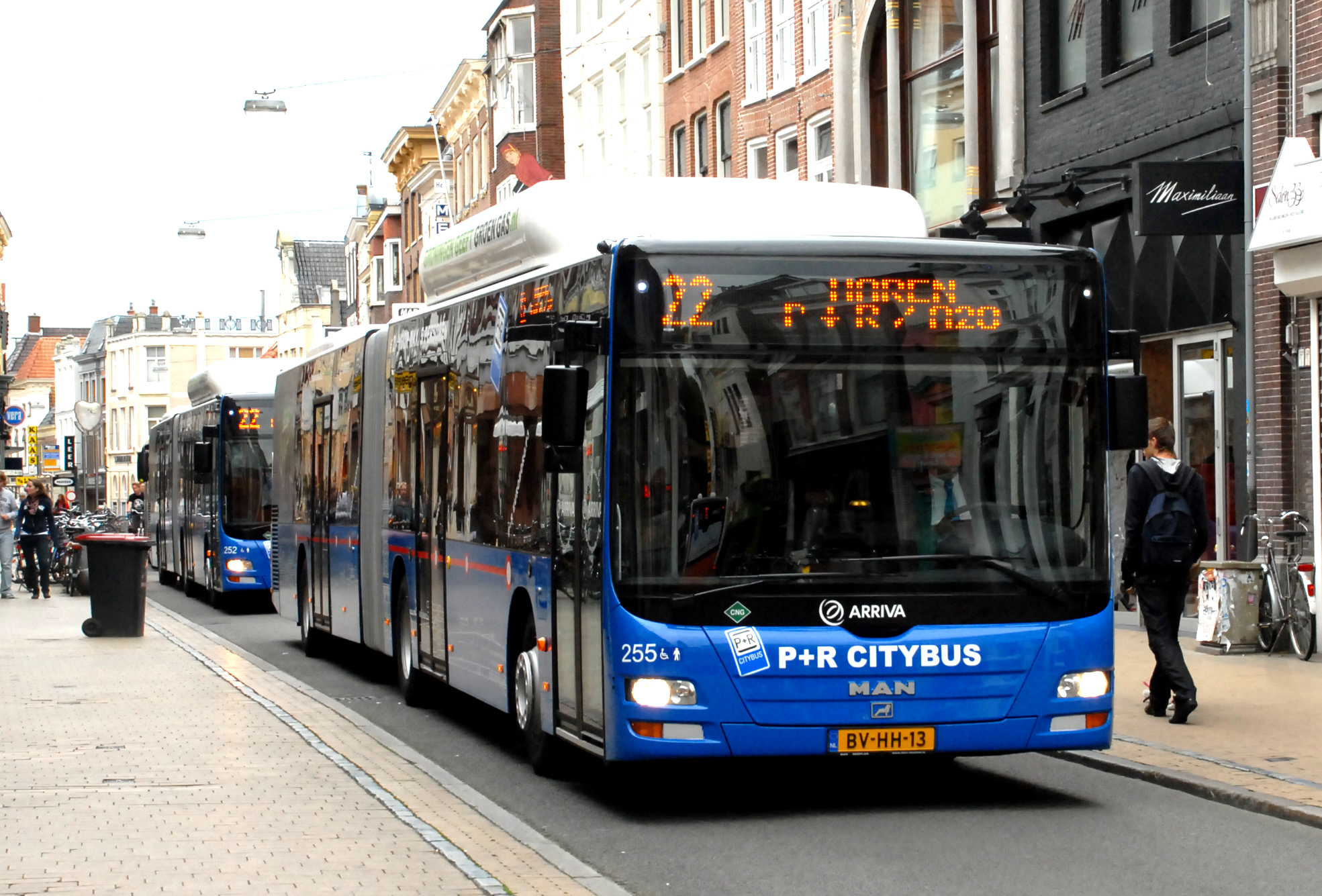

#### GroningenP+R Citybus (2010-2014)
Deze huisstijl werd geïntroduceerd per 13 december 2009 (dienstregeling 2010) toen Qbuzz de concessie van Arriva overnam. Deze huisstijl kwam ter vervallen na de introductie van Q-link in 2014.

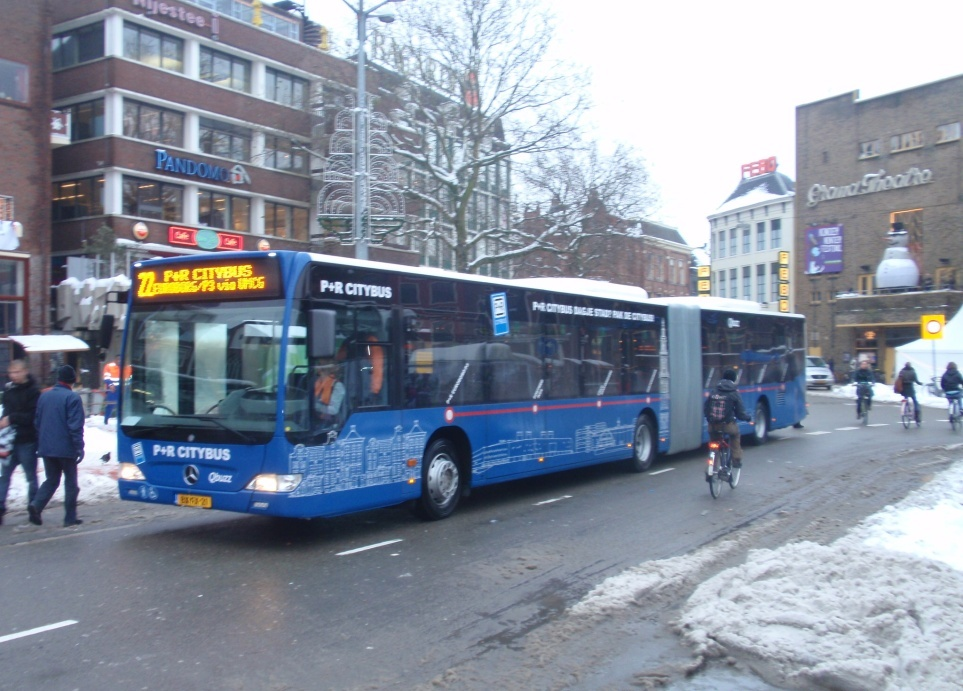

#### Q-link(2014-heden)
Deze huisstijl werd geïntroduceerd per 5 januari 2014. De basiskleur is zwart met een zilvergrijze onderrand. Ook het dak is zilvergrijs. Daarnaast is er nog een kleur zichtbaar op de bus en deze is bedoeld om de lijn makkelijker te herkennen. Er zijn acht Q-link lijnen en elke lijn heeft een eigen kleur. De kleuren zijn donkergroen (lijn 1), lichtgroen (lijn 2), donkerblauw (lijn 3), lichtblauw (lijn 4), paars (lijn 5), roze (lijn 6), lichtgroen (lijn 11) en oranje (lijn 15). Op de foto's hieronder zijn de kleuren te zien.

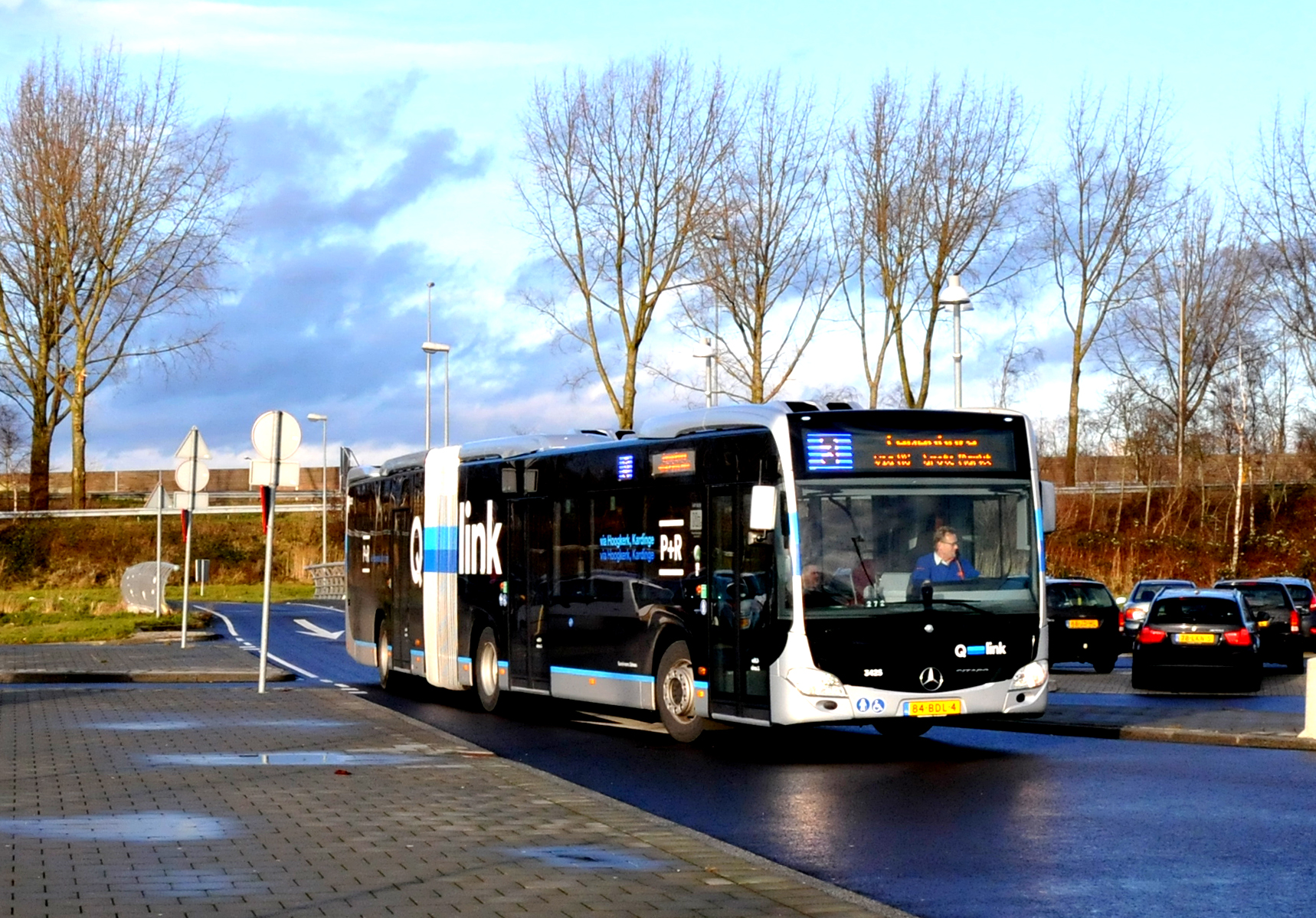
Lijnen 3 en 4.
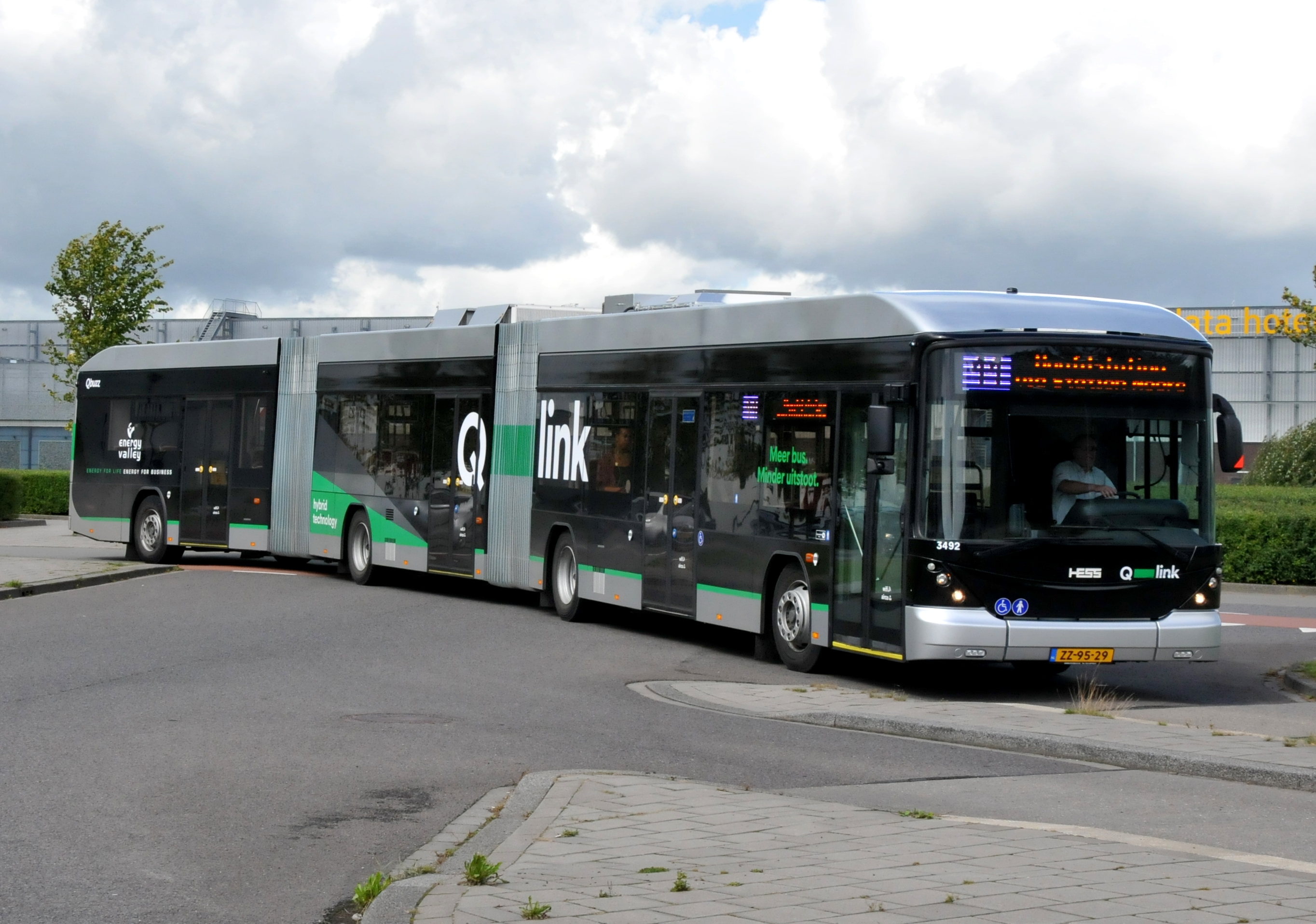
Lijn 11.
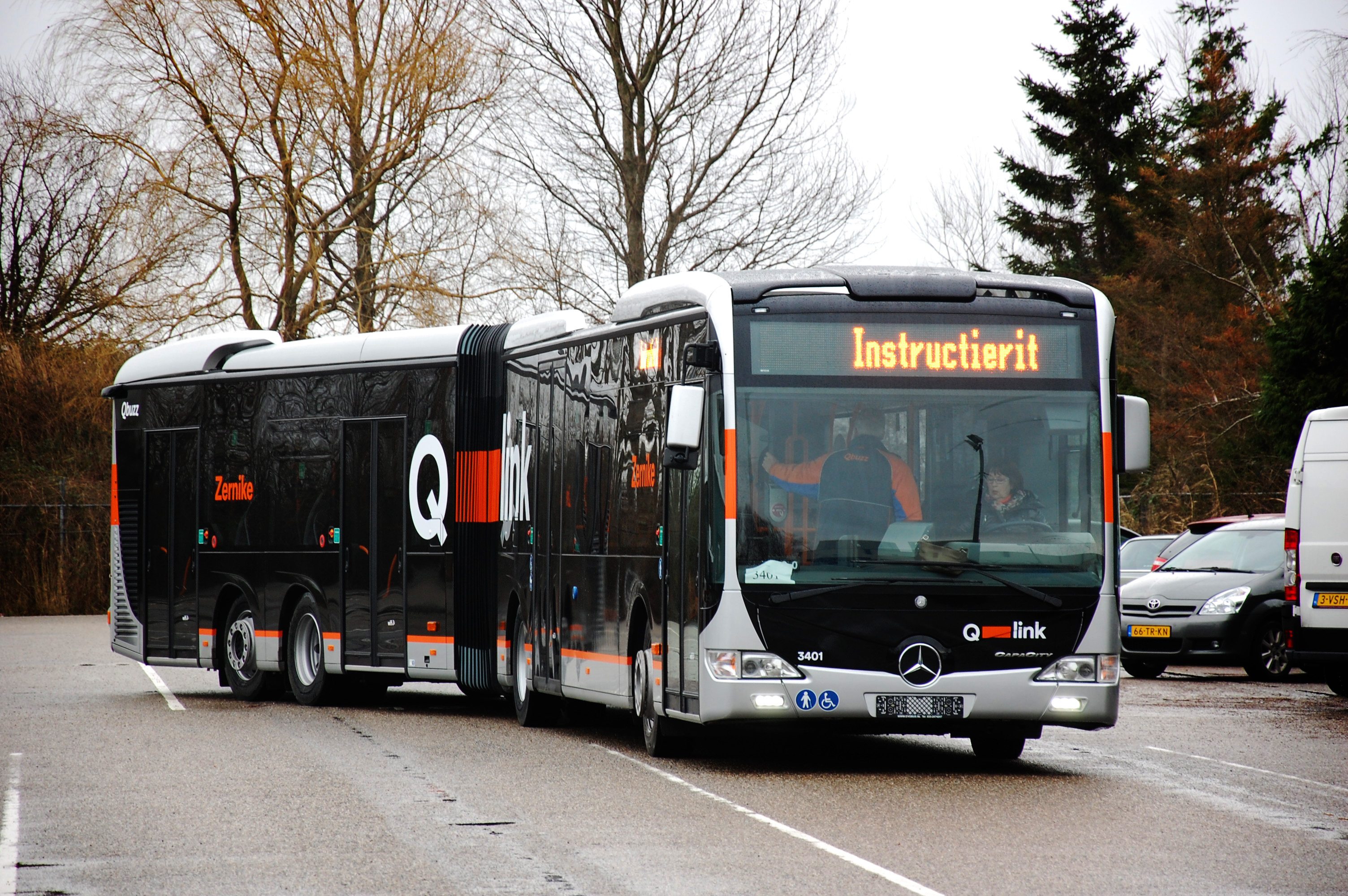
Lijn 15.

-      
 Lijnen 3 en 4.
-    
 Lijn 11.
-    
 Lijn 15.

#### GD stads- en streekvervoer (2009-heden)
Alle bussen voor het stads- en streekvervoer + kleinschalig vervoer exclusief Qliners en Q-link bussen zijn bordeauxrood met grijs. Het rood loopt over in grijs met rode cirkels. Deze huisstijl werd geïntroduceerd per 13 december 2009 (dienstregelingjaar 2010).
Sinds 15 december 2019 is het bordeauxrood vervangen door zwart met twee tinten grijs. Ook zijn er gele bollen toegevoegd, die aangeven of het een stadsbus (één bol) of een streekbus (twee bollen) is.

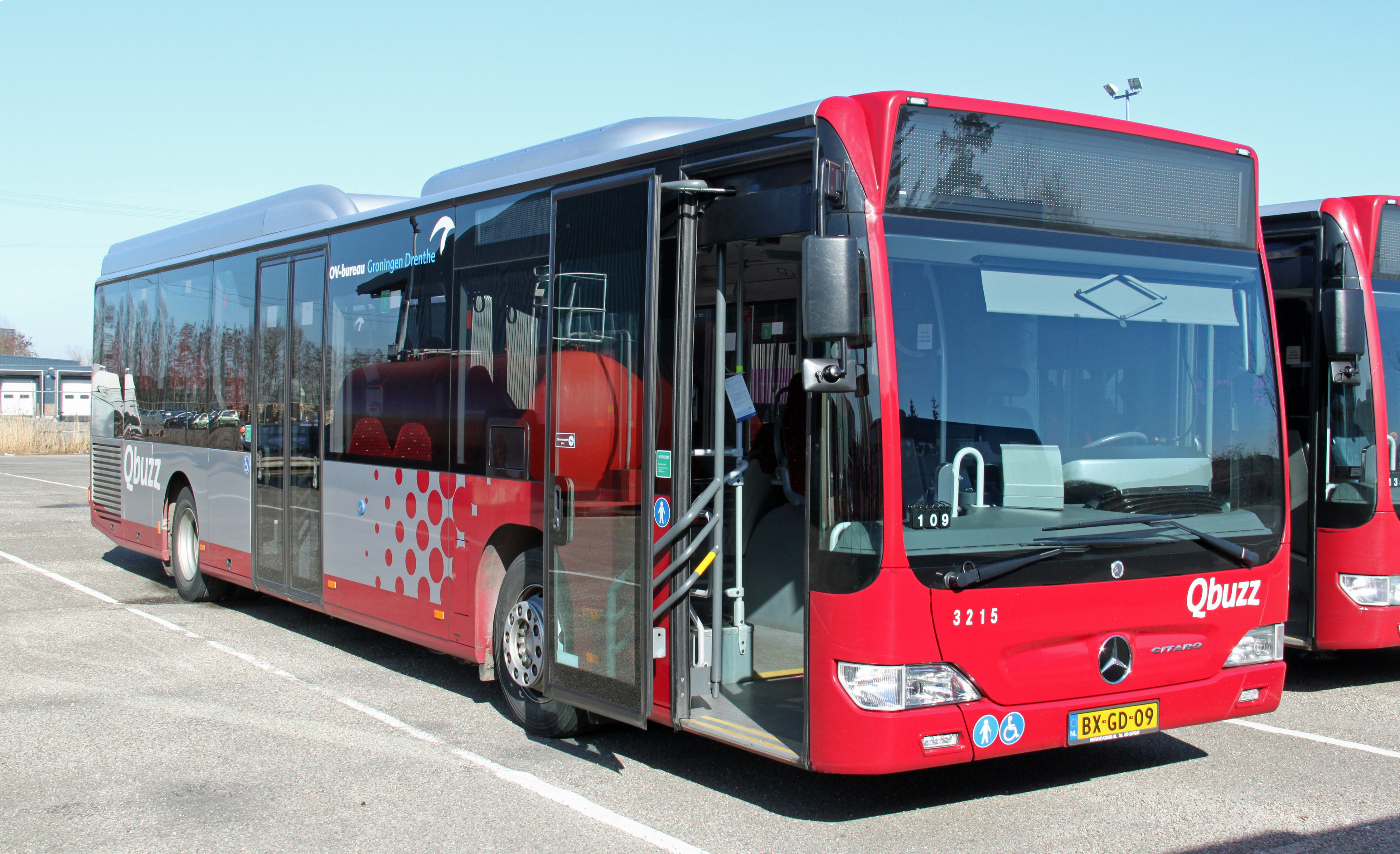
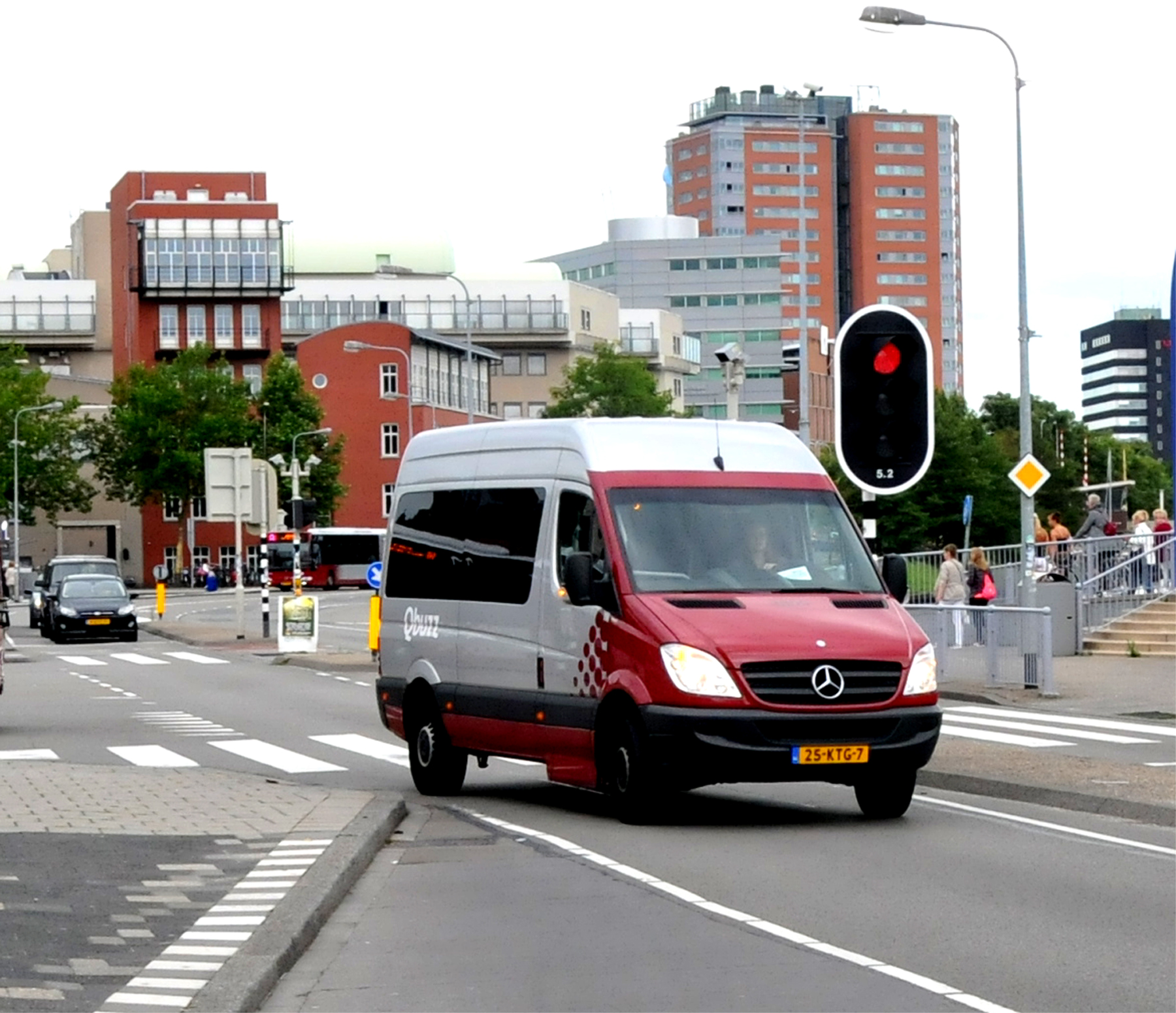
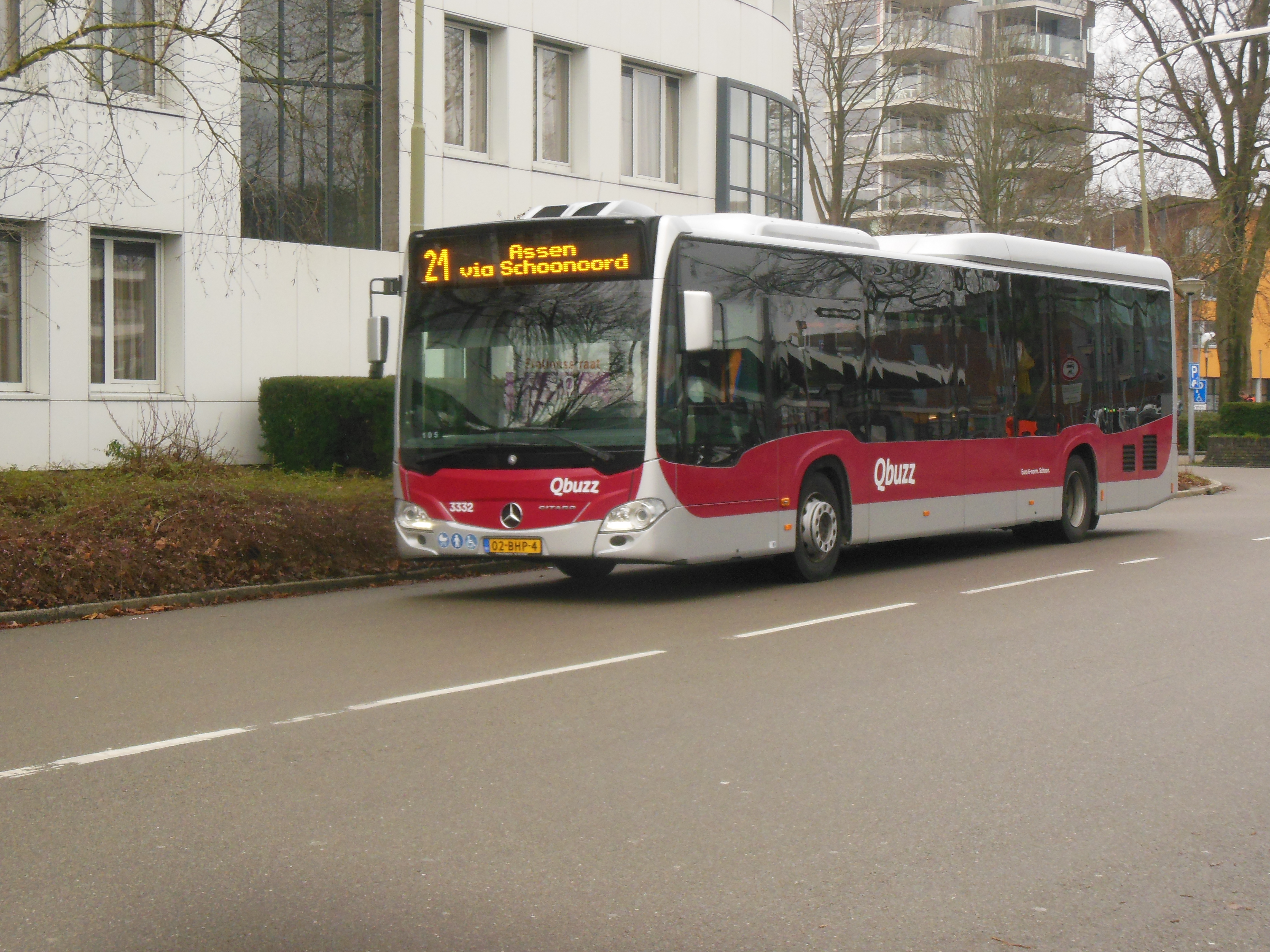
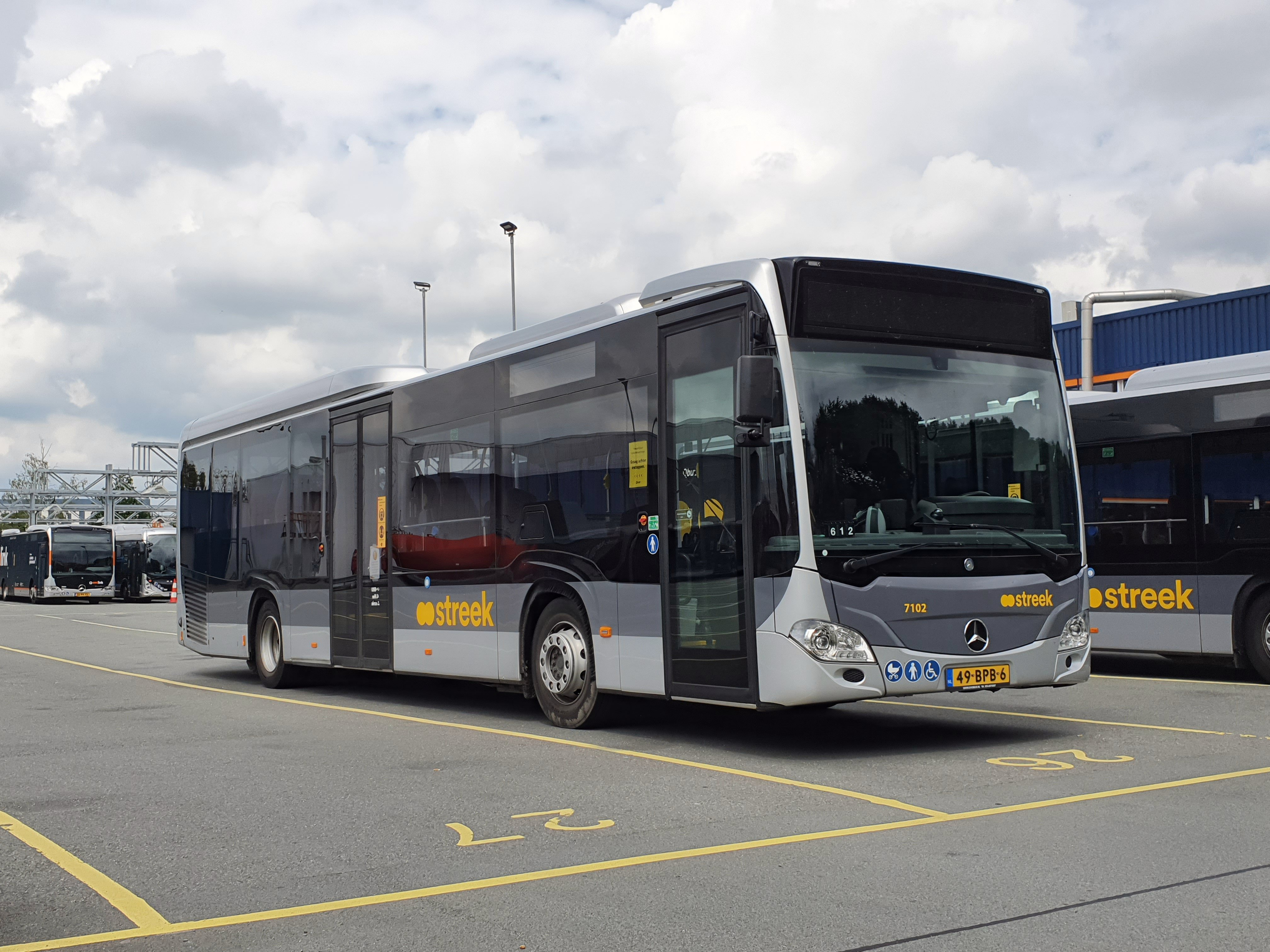

#### Q-liner(2020-heden)
De Q-liner in Groningen en Drenthe heeft een huisstijl die de landelijke Q-liner-stijl combineert met de regionale stijl van Qbuzz in dit gebied.

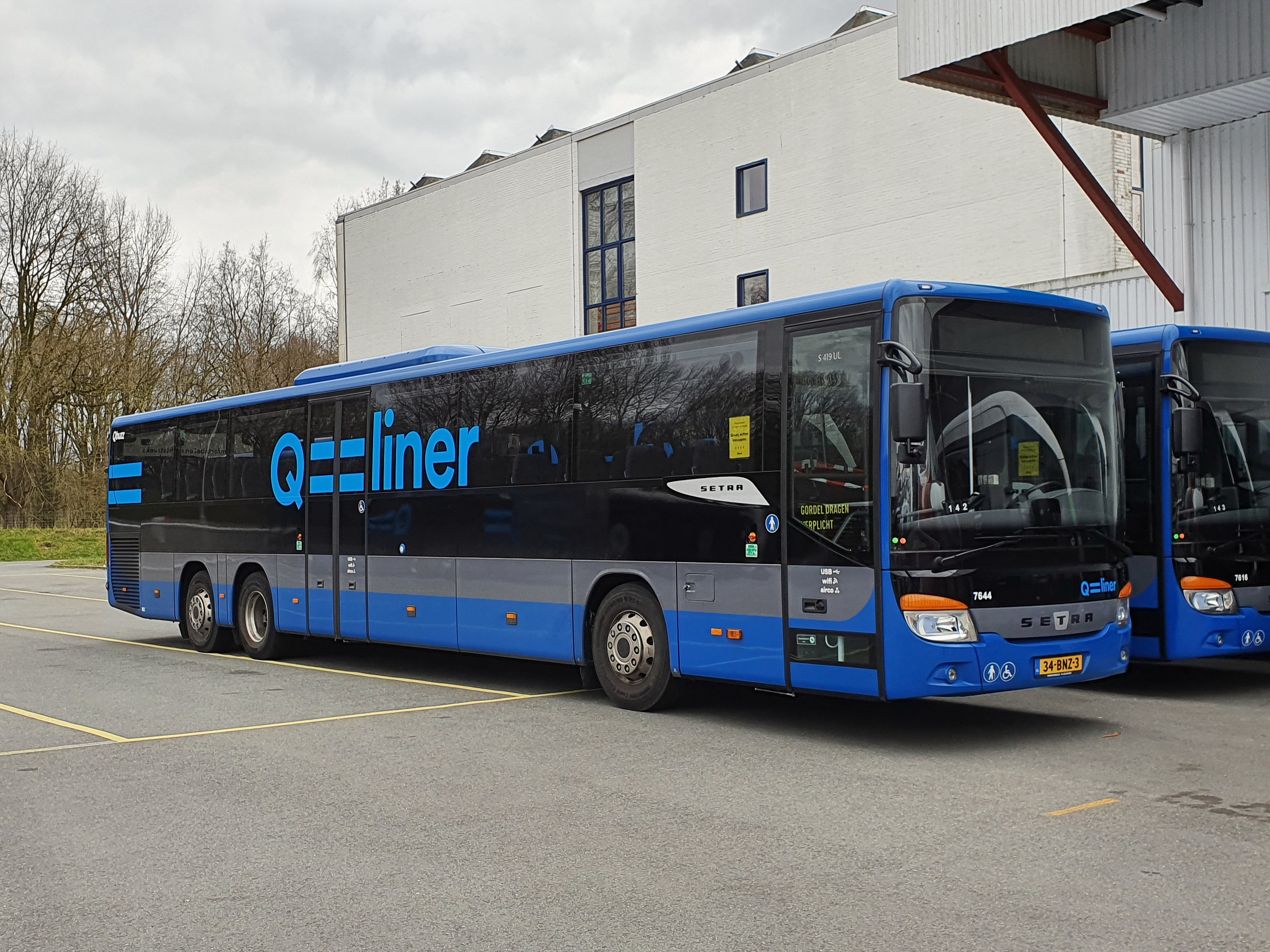

### Overijssel/Flevoland
Tussen 2010 en 2017 zijn in deze provincies alle vervoerdersgebonden huisstijlen uit het straatbeeld verdwenen.

#### StadsdienstZwolle(1937-2005)
Tot halverwege 2005 reden alle bussen op de stadsbusdienst van Zwolle rond in een blauwe huisstijl. Oudere bussen hadden grijze schotplaten. Daarna werden met ingang van de toen nieuwe concessie alle bussen vervangen. Deze bussen reden gewoon in de huisstijl van Connexxion. Vanaf 2010 werd er weer een blauwe huisstijl geïntroduceerd voor de stadsbussen (zie Midden-Overijssel).

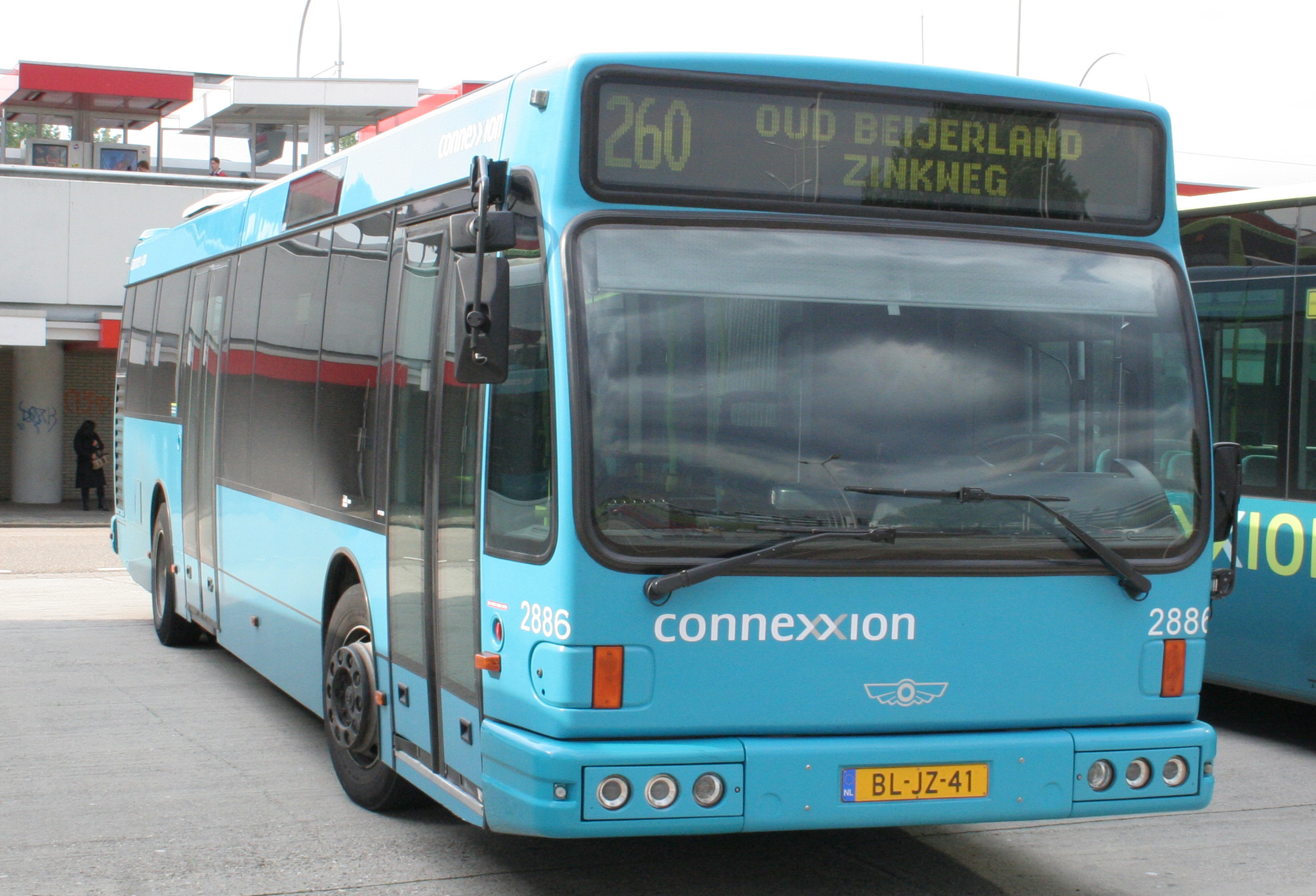

#### Hanzeliner(2005-2012)
Alle bussen van Connexxion die op deze lijnen reden.

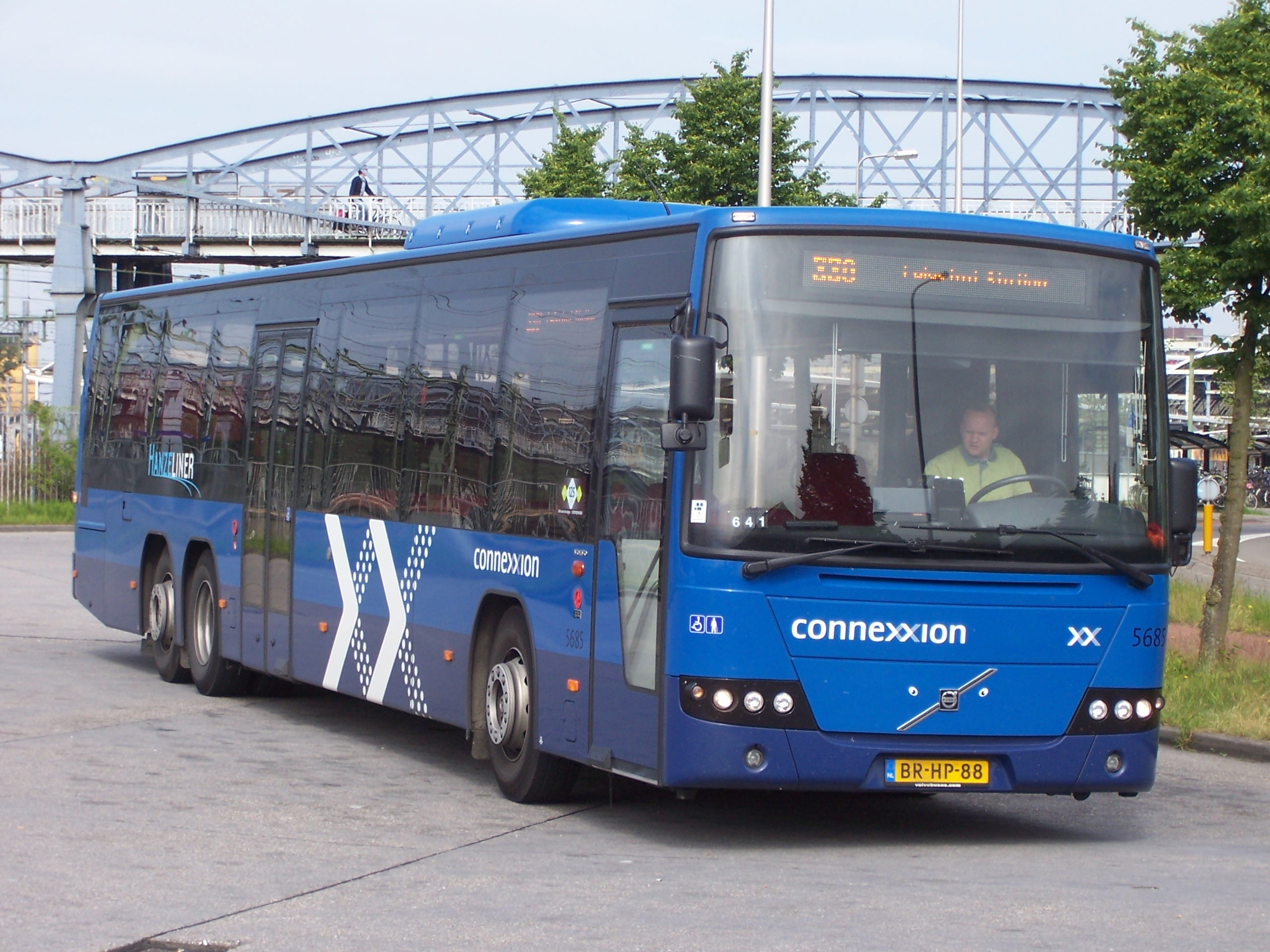

#### Midden-Overijssel(2010-2020)
Deze kleurstelling werd bedacht voor de Regiotaxi Overijssel, maar ook de stads- en streekbussen in de provincie Overijssel hadden van 29 augustus 2010 tot en met 12 december 2020 deze huisstijl. Deze concessie, Midden Overijssel (Salland + Vechtdal inclusief stadsdienst Zwolle en Deventer), werd uitgevoerd door Syntus Overijssel. De bussen hadden een blauwe kleur. Op de zijkanten waren verschillende reizigersgroepen te zien. Op de achterkant pronkten op bussen verschillende gedichten.

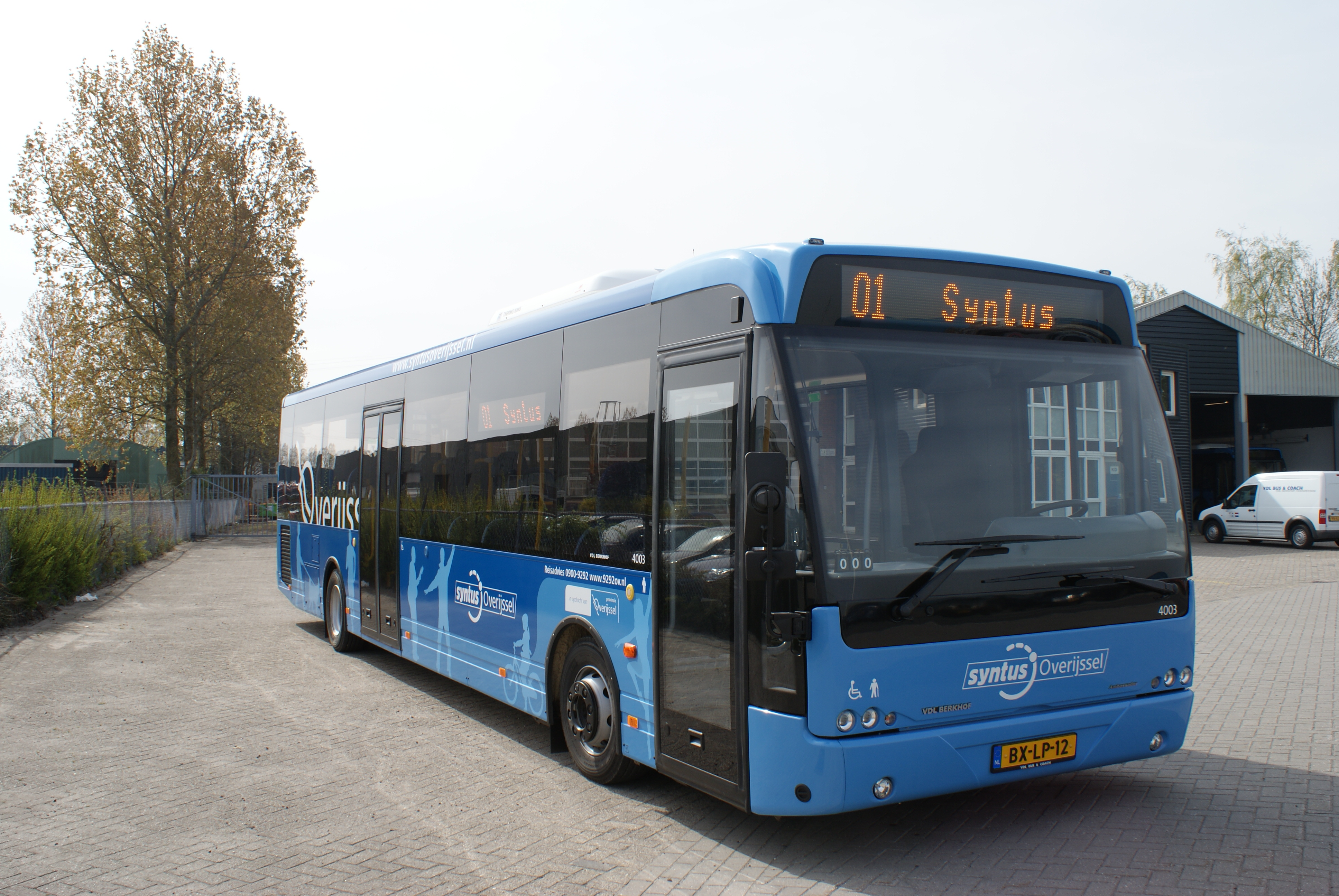
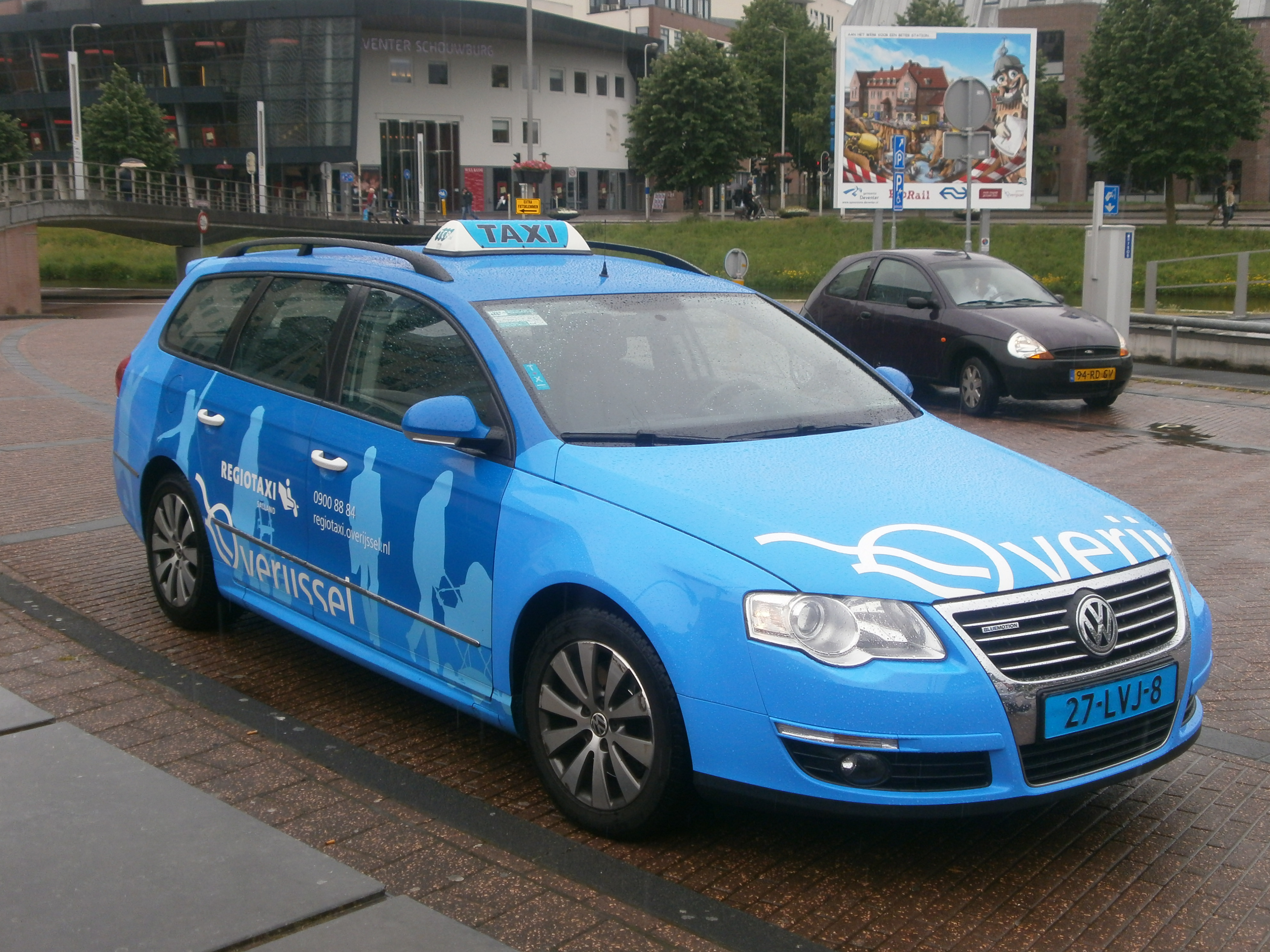

#### IJsselmond (2013-2023)
De bussen in deze concessie droegen een regionale huisstijl die door de provincies Overijssel en Flevoland is vastgesteld. De huisstijl leek op die van Midden-Overijssel (uitgevoerd door Syntus Overijssel), de Regiotaxi Overijssel en de Vechtdallijnen (uitgevoerd door Arriva). De basiskleur is blauw. Op de linkerzijde (blinde zijde) stonden opschriften van de provincie Overijssel met verschillende reizigersgroepen (hetzelfde als de bussen van Midden-Overijssel) en op de rechterzijde (deurzijde) stonden opschriften van de provincie Flevoland met windmolens, een zeearend en het schip de Batavia. Het logo van de vervoersmaatschappij stond alleen op de achterzijde van de bus.
Deze huisstijl is sinds december 2013 te zien op de Volvo 8700 bussen (series 5729-5748) en sinds mei 2014 ook op de nieuwe Iveco Crossway en VDL Citea bussen van vervoersmaatschappij OV Regio IJsselmond. Ook de buurtbussen droegen deze huisstijl.

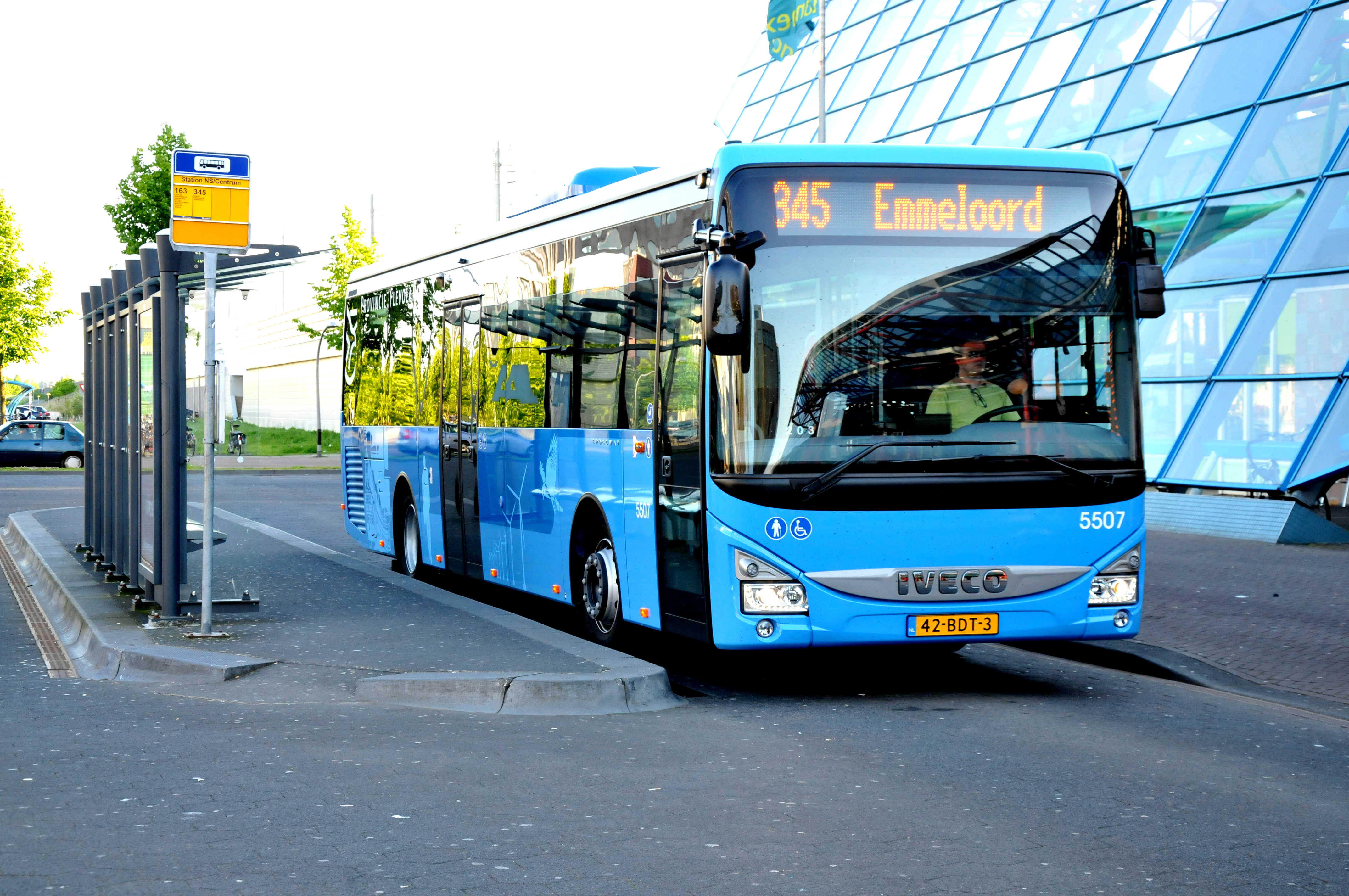
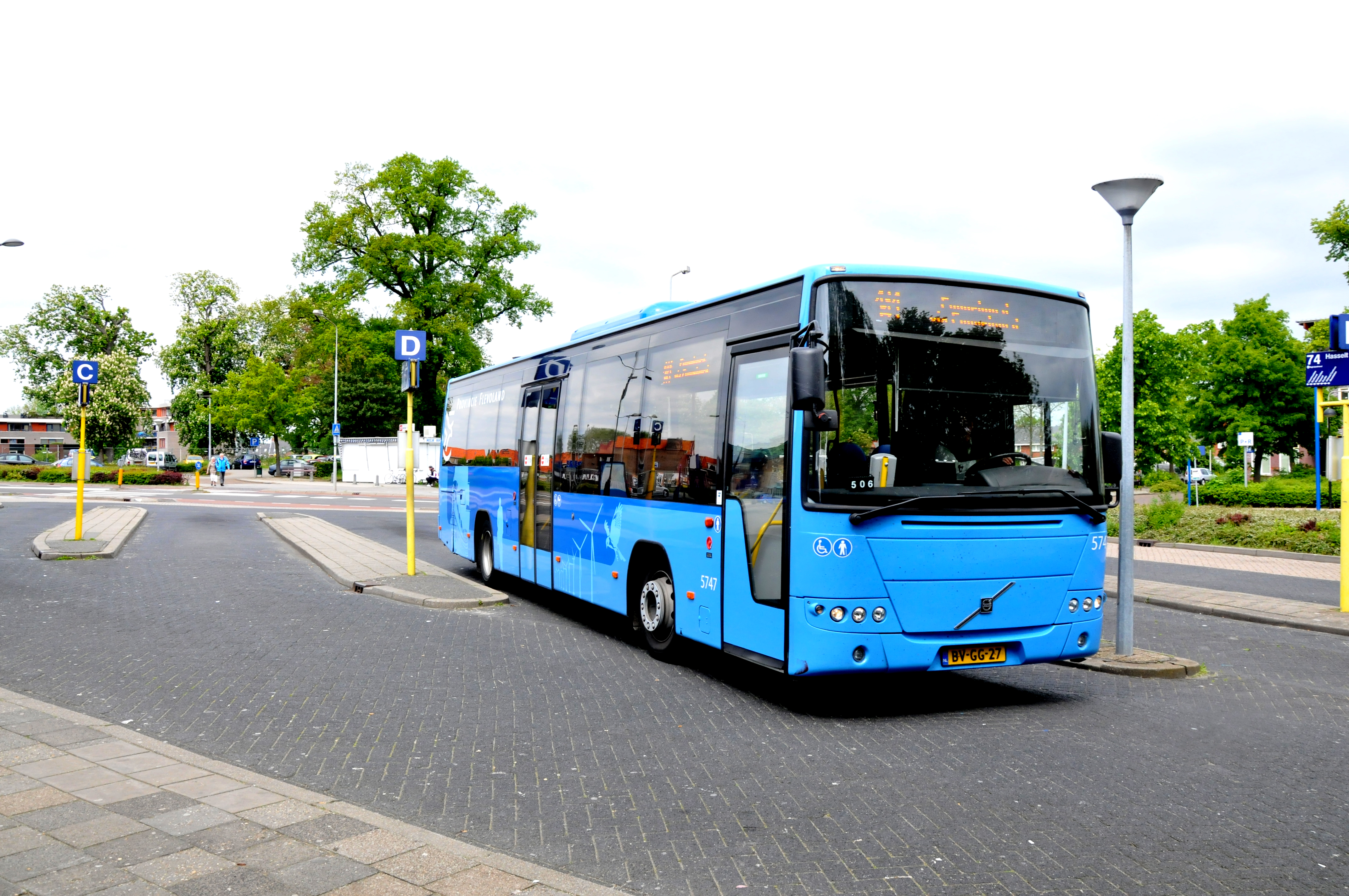
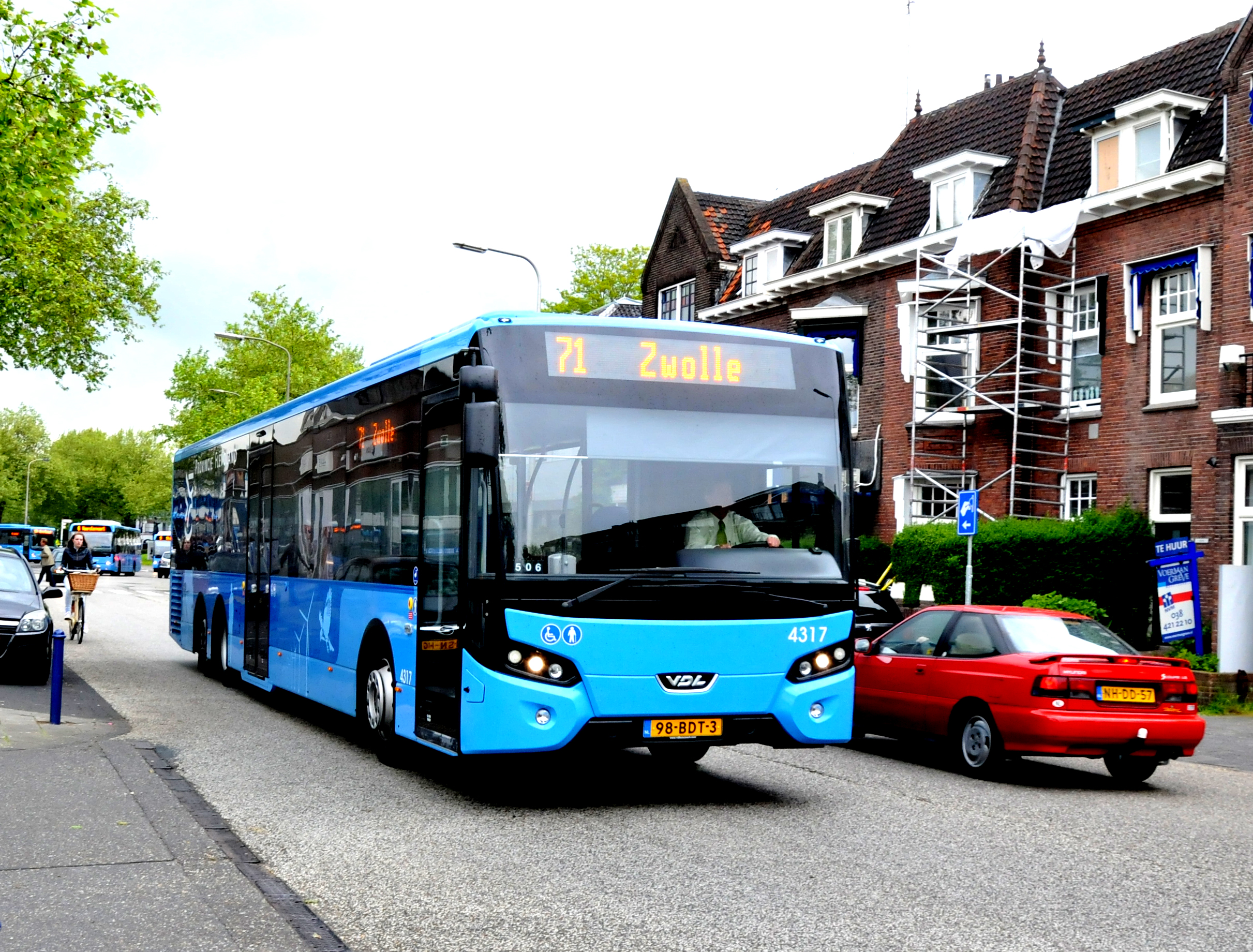

#### Vechtdallijnen(2013-2017)
De treinen van Arriva die op deze lijnen rijden hebben een blauwe basis met een witte halfronde cirkel aan de voor- en achterkant van de trein. Deze huisstijl is qua opzet gelijk aan de landelijke huisstijl van Arriva, en qua kleurstelling gelijk aan de huisstijl van de provincie Overijssel.

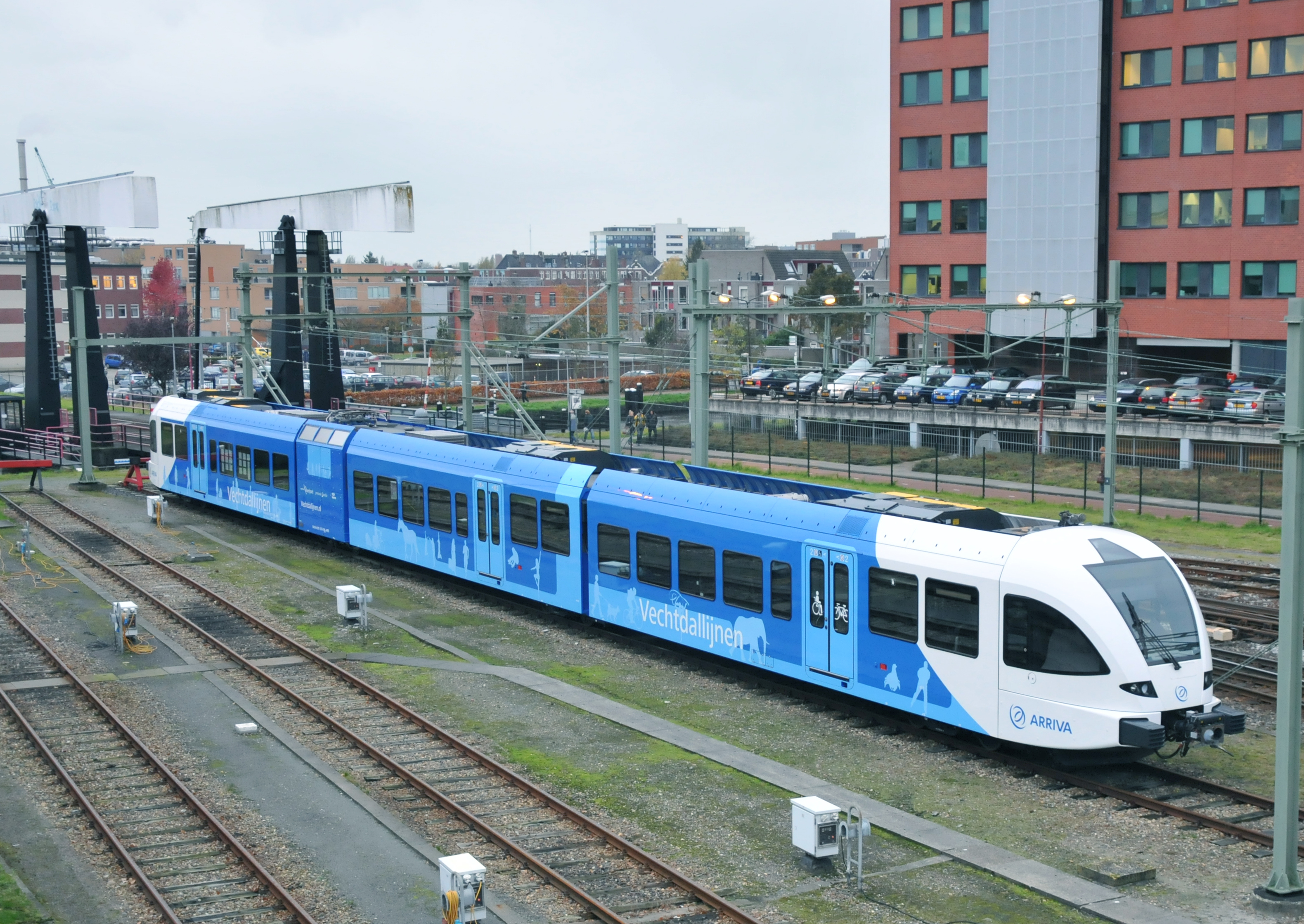
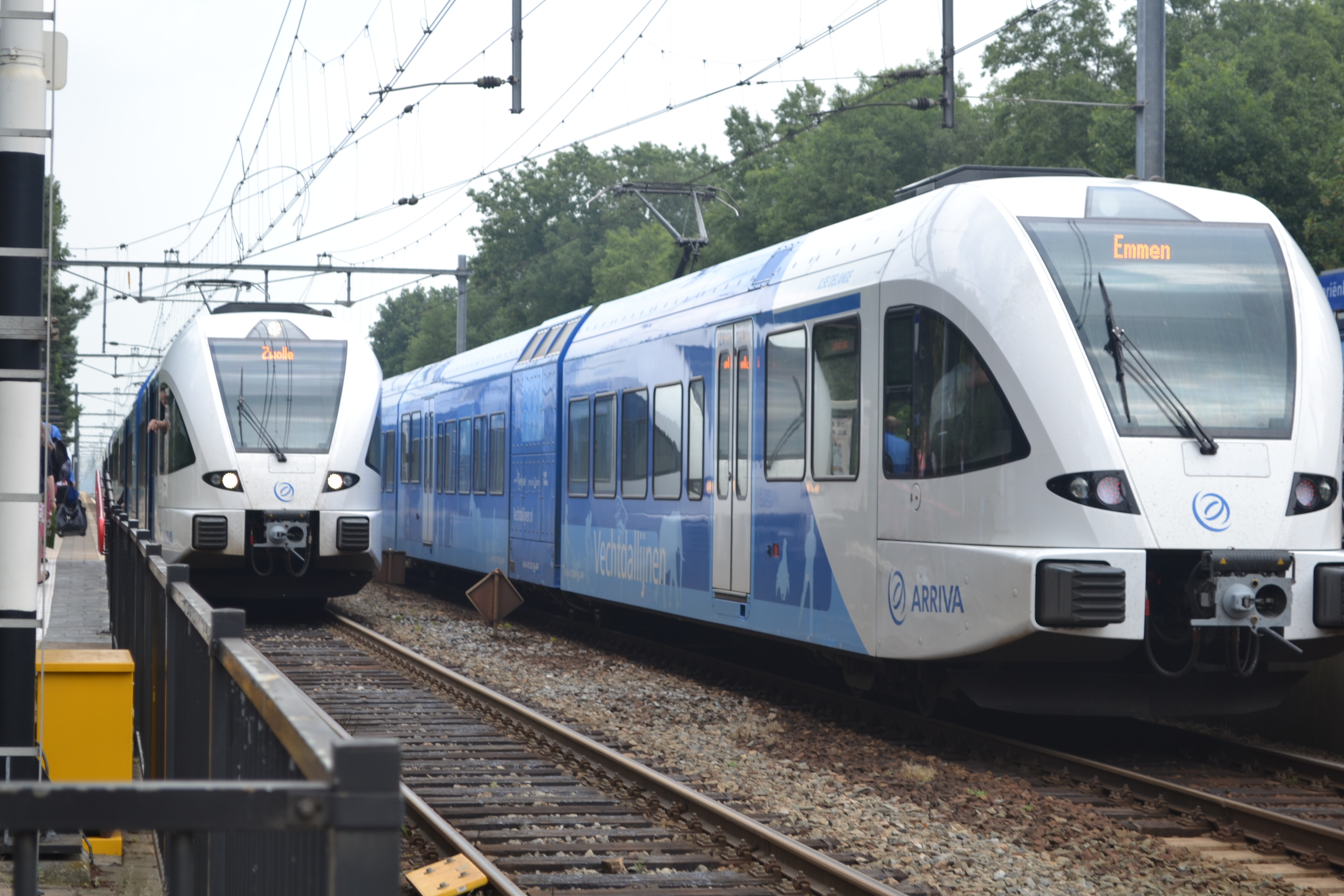

#### Regio Twente(2006-2013)
Alle bussen en treinen van Syntus en Connexxion reden in de regio Twente in de huisstijl Twents. De treinen waren rood/wit. Deze huisstijl werd in 2013 gemoderniseerd (zie hieronder).

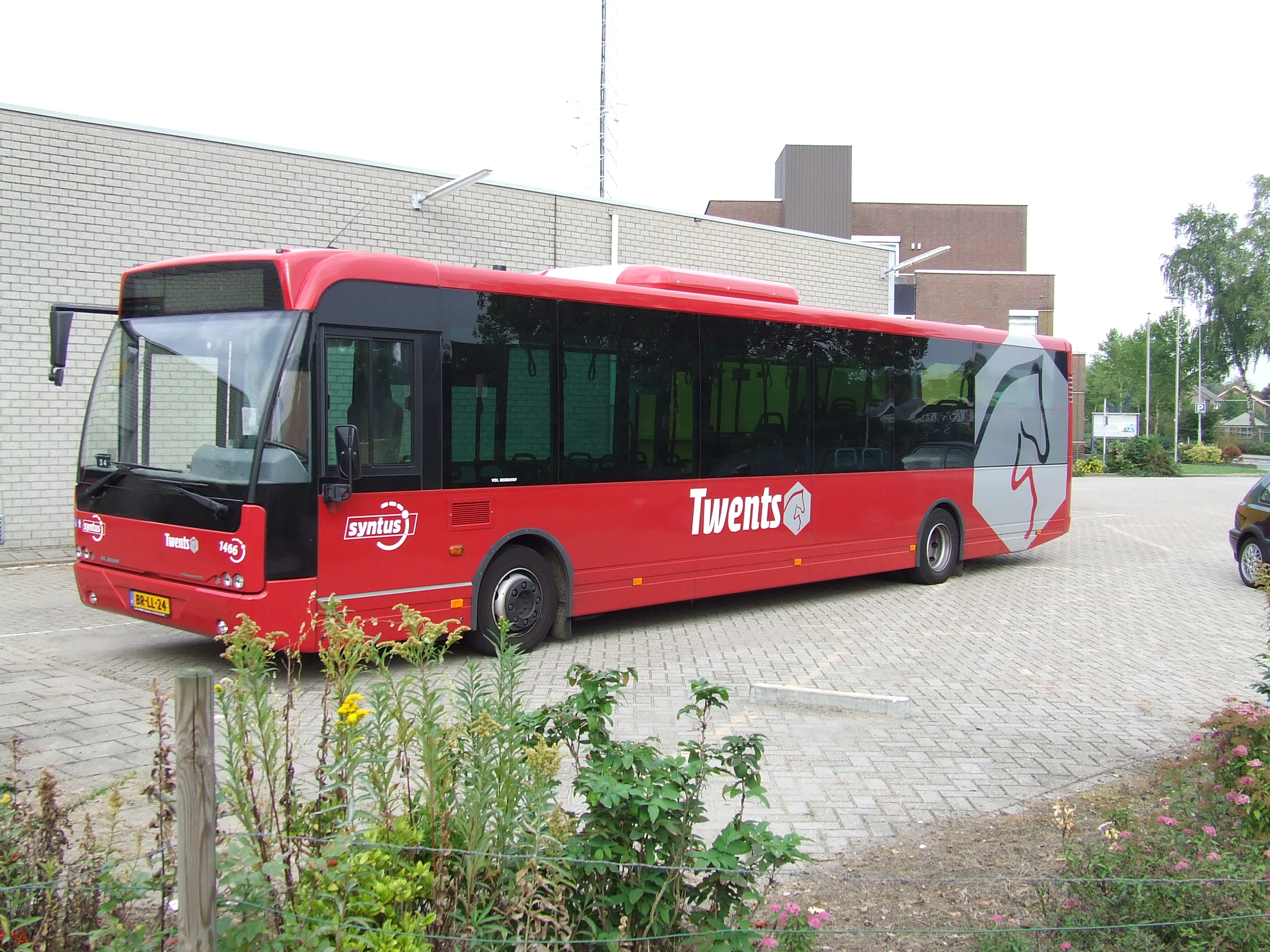
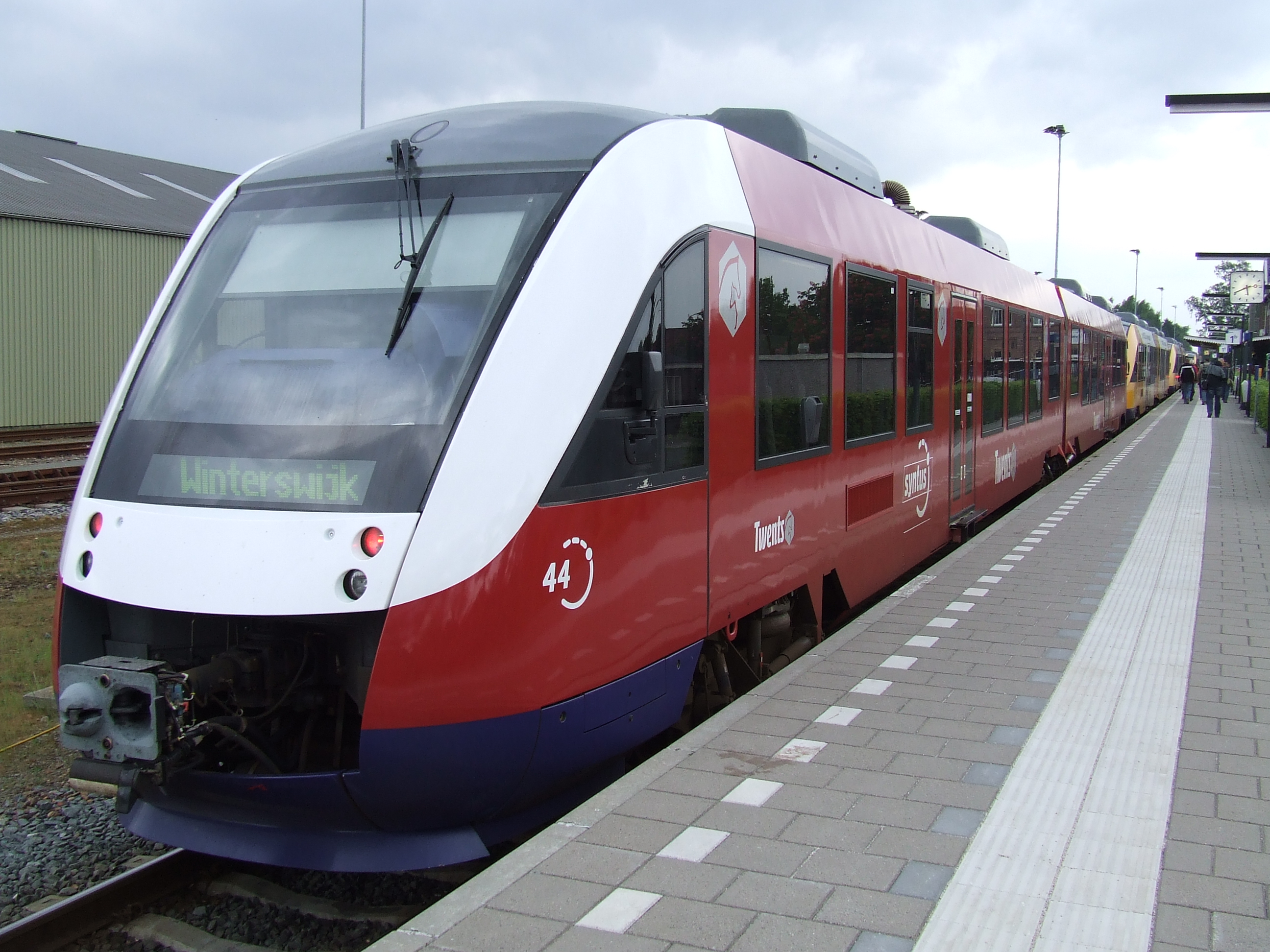

#### Regio Twentehybride bussen (2011-2013)
Deze bussen werden ingezet als proef op lijn 2 in Enschede.

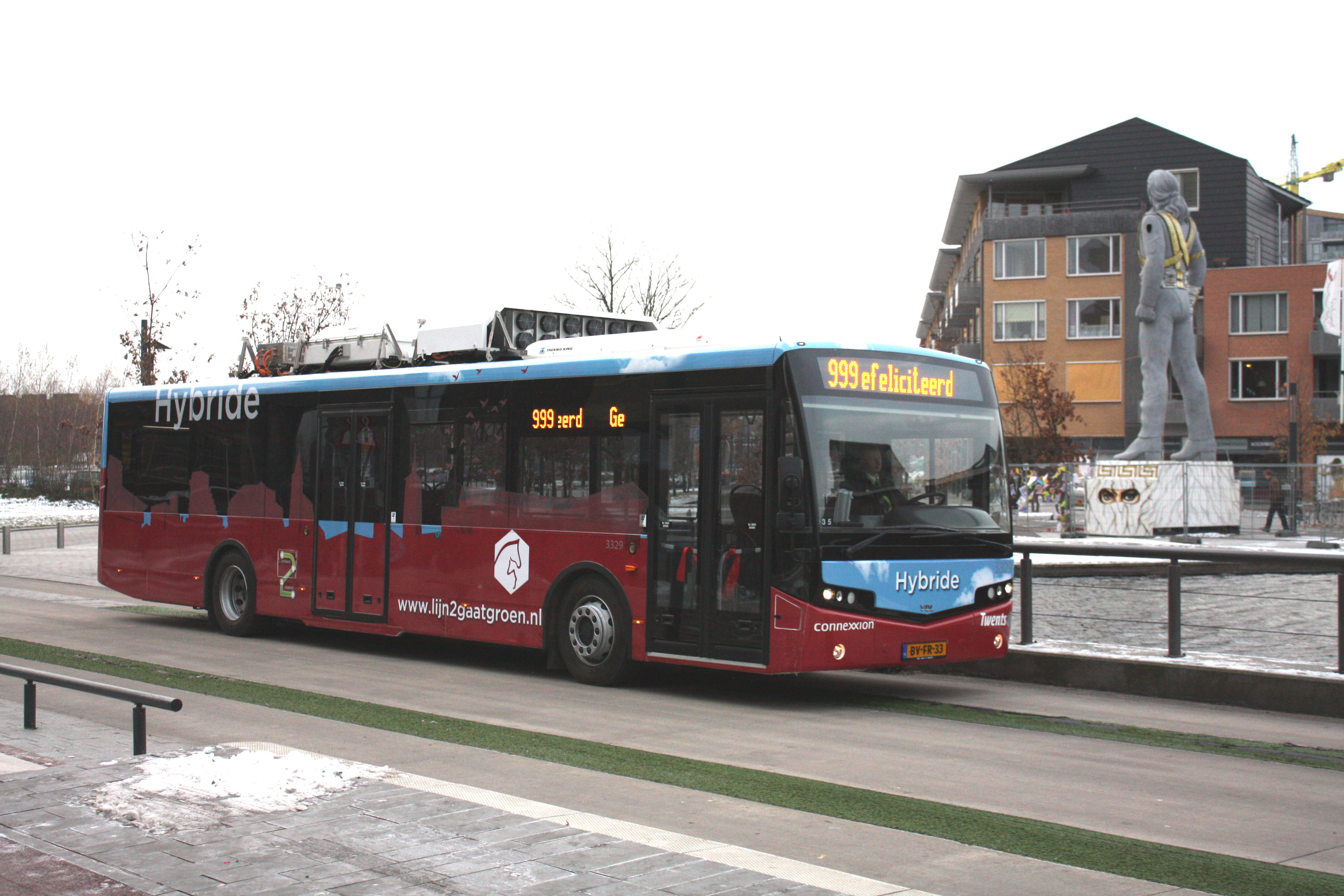
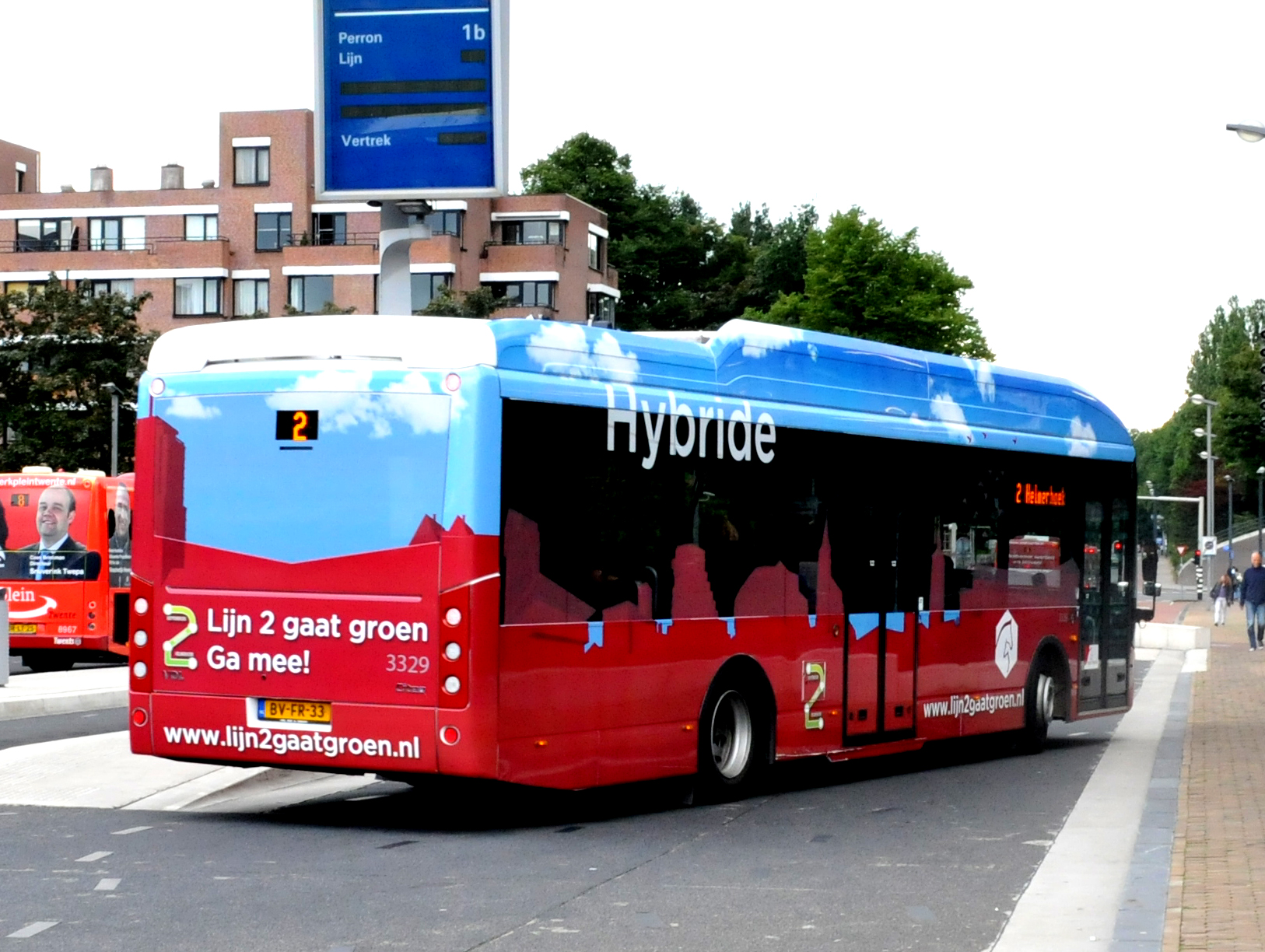

#### Regio Twente(2013-2023)
Alle bussen en treinen van Syntus die in de concessie Regio Twente reden. Dit is een gemoderniseerde variant op de huisstijl die van 2006 t/m 2013 werd gehanteerd. De bussen hadden een lichtrode basis met witte letters en logo's. De treinen hadden een lichtrode basis met een witte kop, letters en logo's.

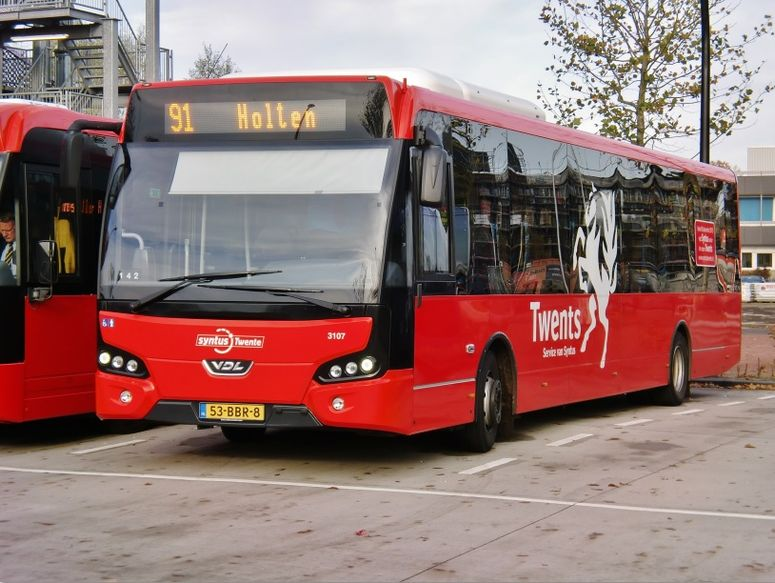
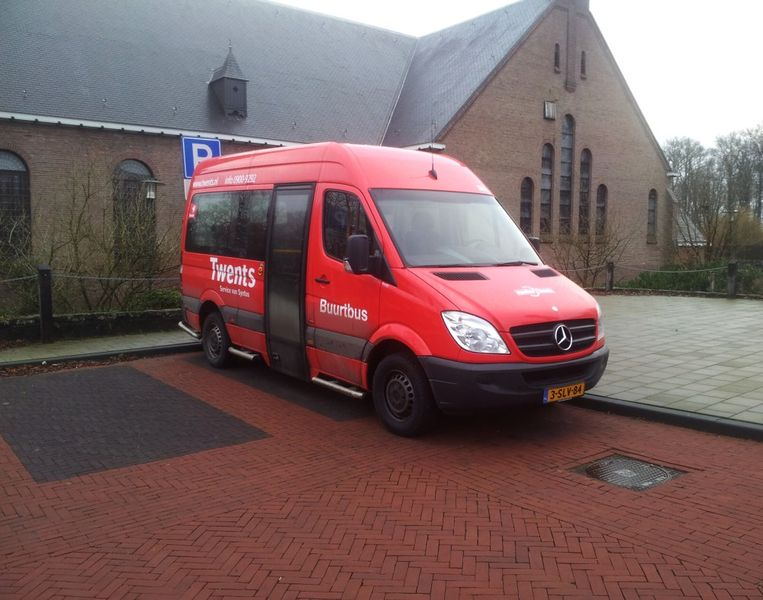
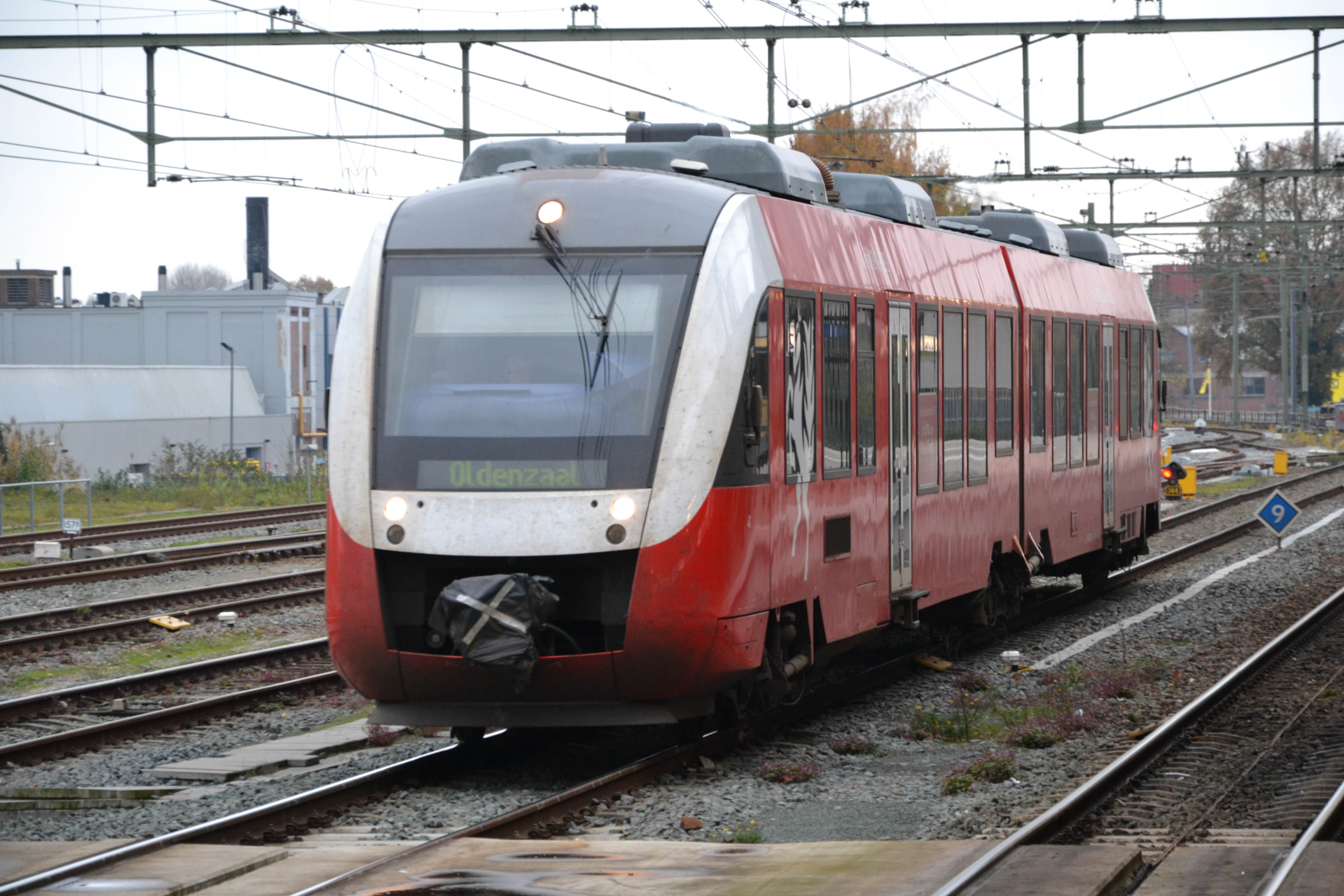
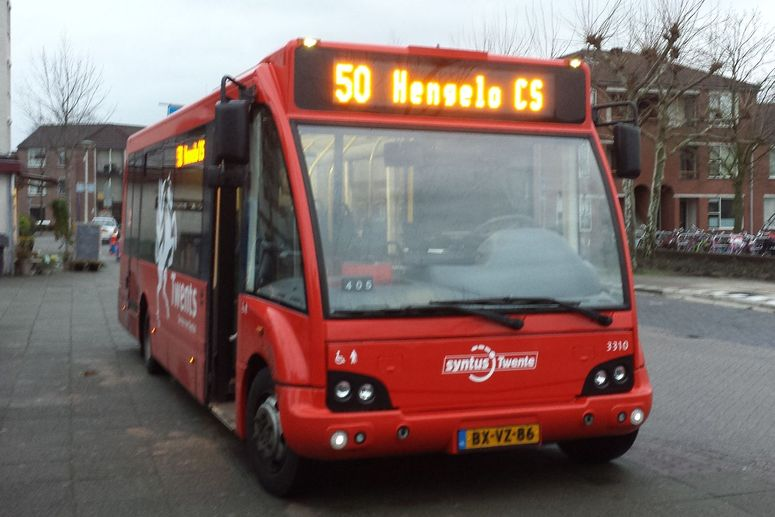

#### StadsdienstAlmere(1998-2003)
Tot eind 2003 reden alle bussen op de stadsbusdienst van Almere rond in een blauwe basis met een witte lijn rondom de bus. Eind 2003 ging een nieuwe concessie in. Er werden geen specifieke eisen aan de huisstijl gesteld, waardoor vervoerder Connexxion haar eigen huisstijl invoerde.

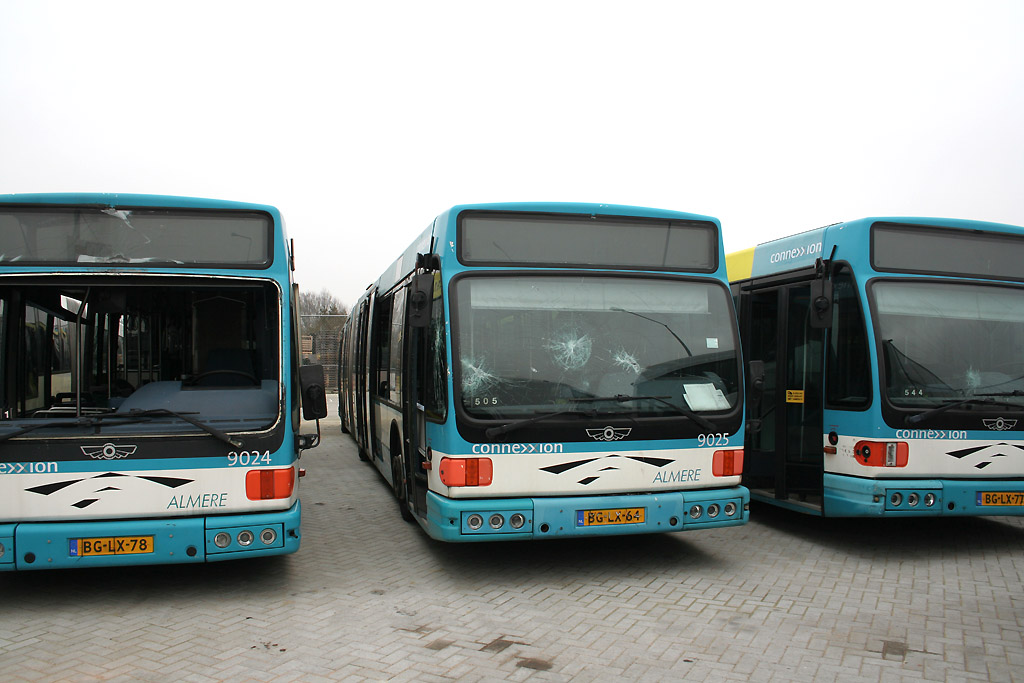

#### allGo(2017-heden)
Sinds december 2017 verzorgt Keolis het busvervoer in Almere. Hierbij werd een zwart/blauwe kleurstelling ingevoerd. Deze heeft blauwe accenten (groene golven bij elektrische bussen).

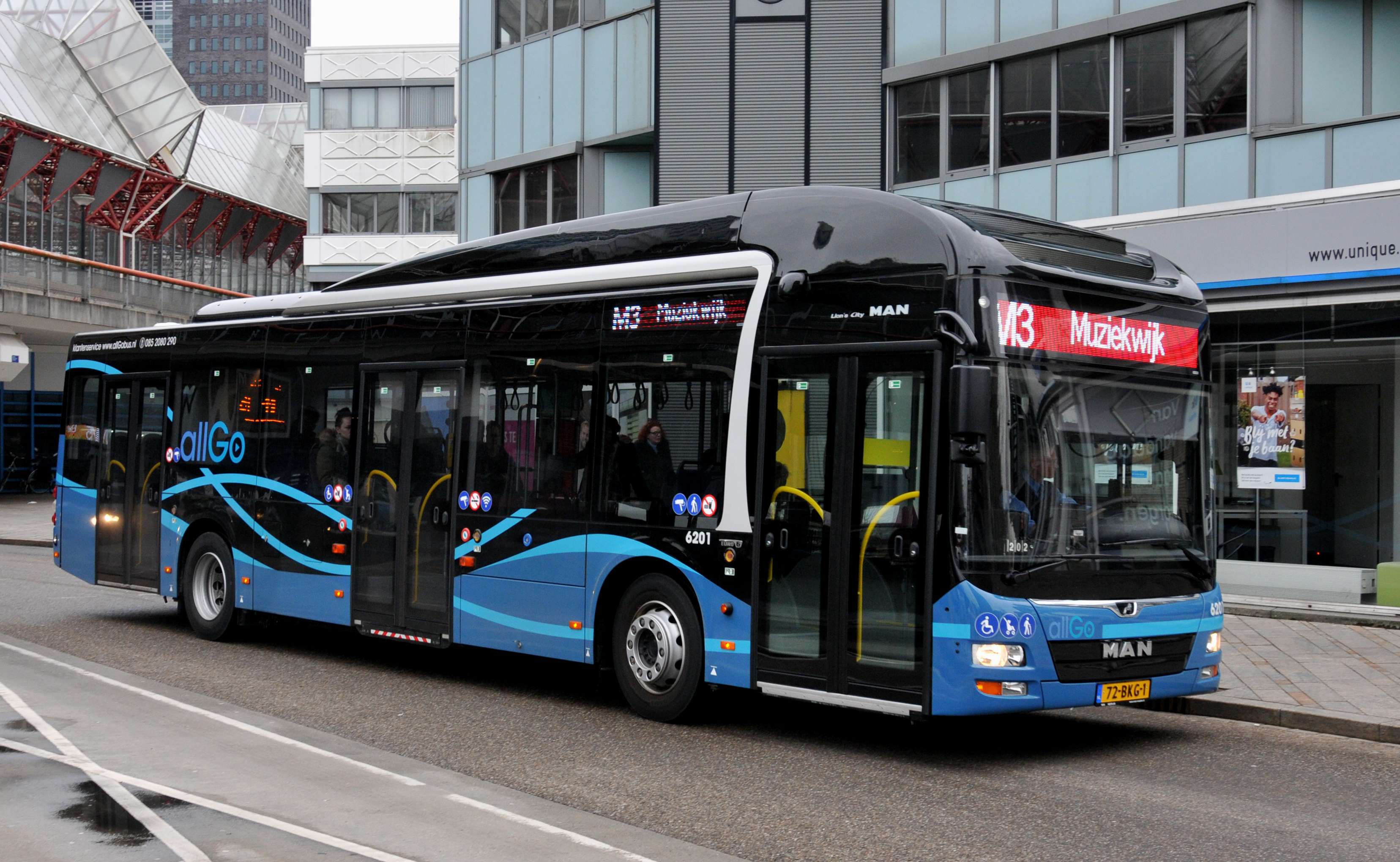

#### Stadsdienst Lelystad(2011-2023)
Alle bussen van Arriva op de Stadsdienst van Lelystad hebben een witte basis op de voorkant van de bus en een kikkergroene basis op de achterkant van de bus. Tussen het groene en witte vlak bevindt zich een donkerblauwe halve cirkel die gescheiden wordt van het witte vlak door een lichtblauwe cirkel. Op beide zijkanten staat geschreven in het wit bij het donkerblauwe en groene deel "Lelystad geeft lucht". Op de achterkant staat dit in het zwart geschreven.
De bussen voor de stadsdienst Lelystad zouden oorspronkelijk worden aanbesteed in de concessie IJsselmond en daarmee de blauwe huisstijl van de provincies Overijssel en Flevoland krijgen. De aanbesteding van IJsselmond mislukte echter en daarom werden de stadslijnen apart aanbesteed. Hierop besloot de gemeente Lelystad een afzonderlijke huisstijl te ontwikkelen.

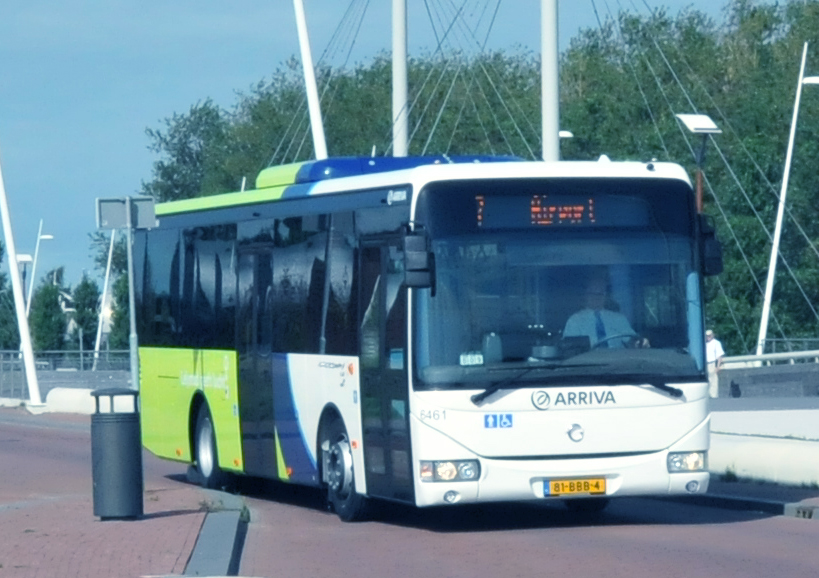

#### Blauwnet(2017-heden)
De regionale treindiensten in Overijssel kregen in 2017 één naam: Blauwnet. Daarbij hoort een blauwe kleurstelling met witte koppen, afgeleid van de huisstijl van de Vechtdallijnen.

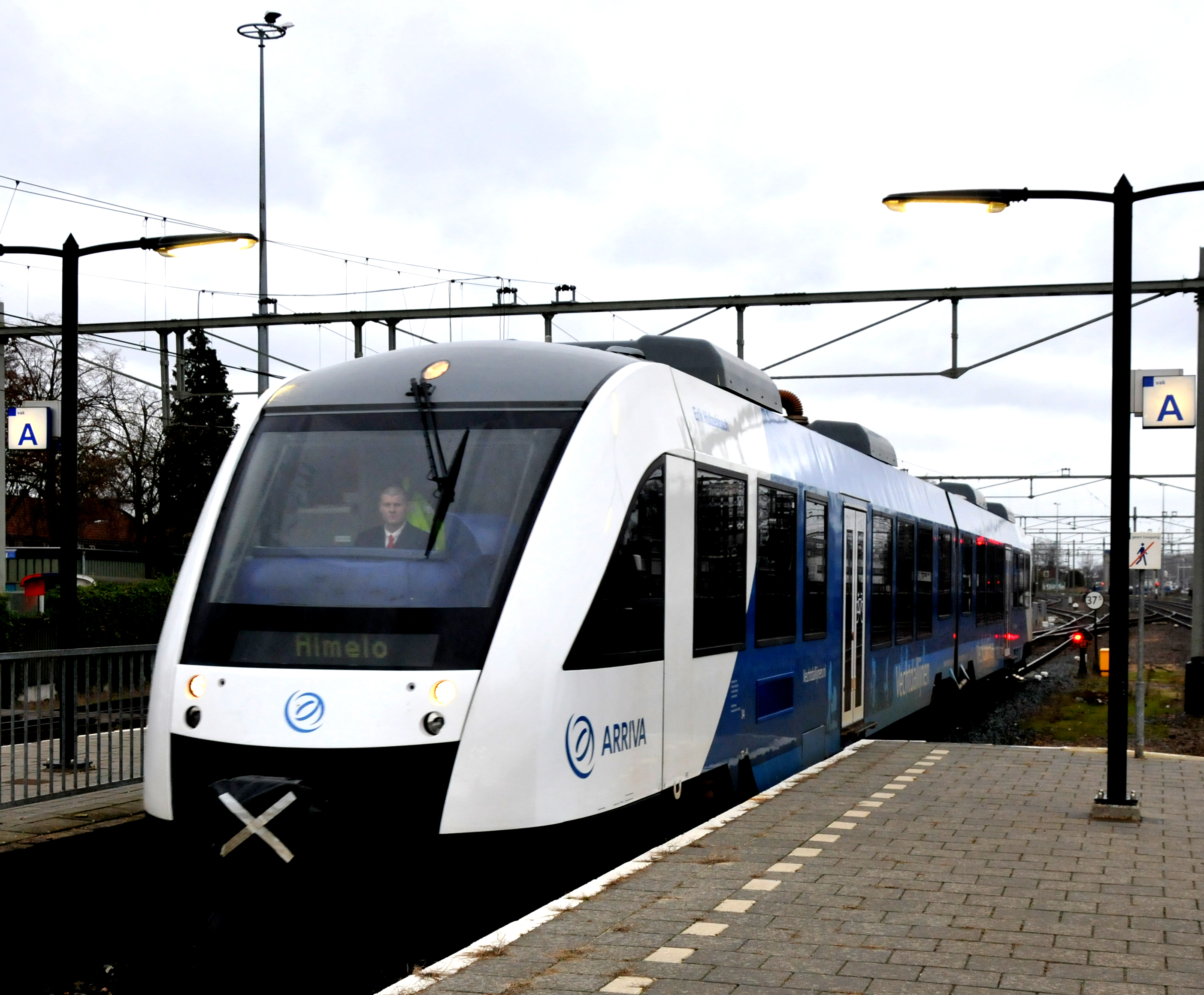
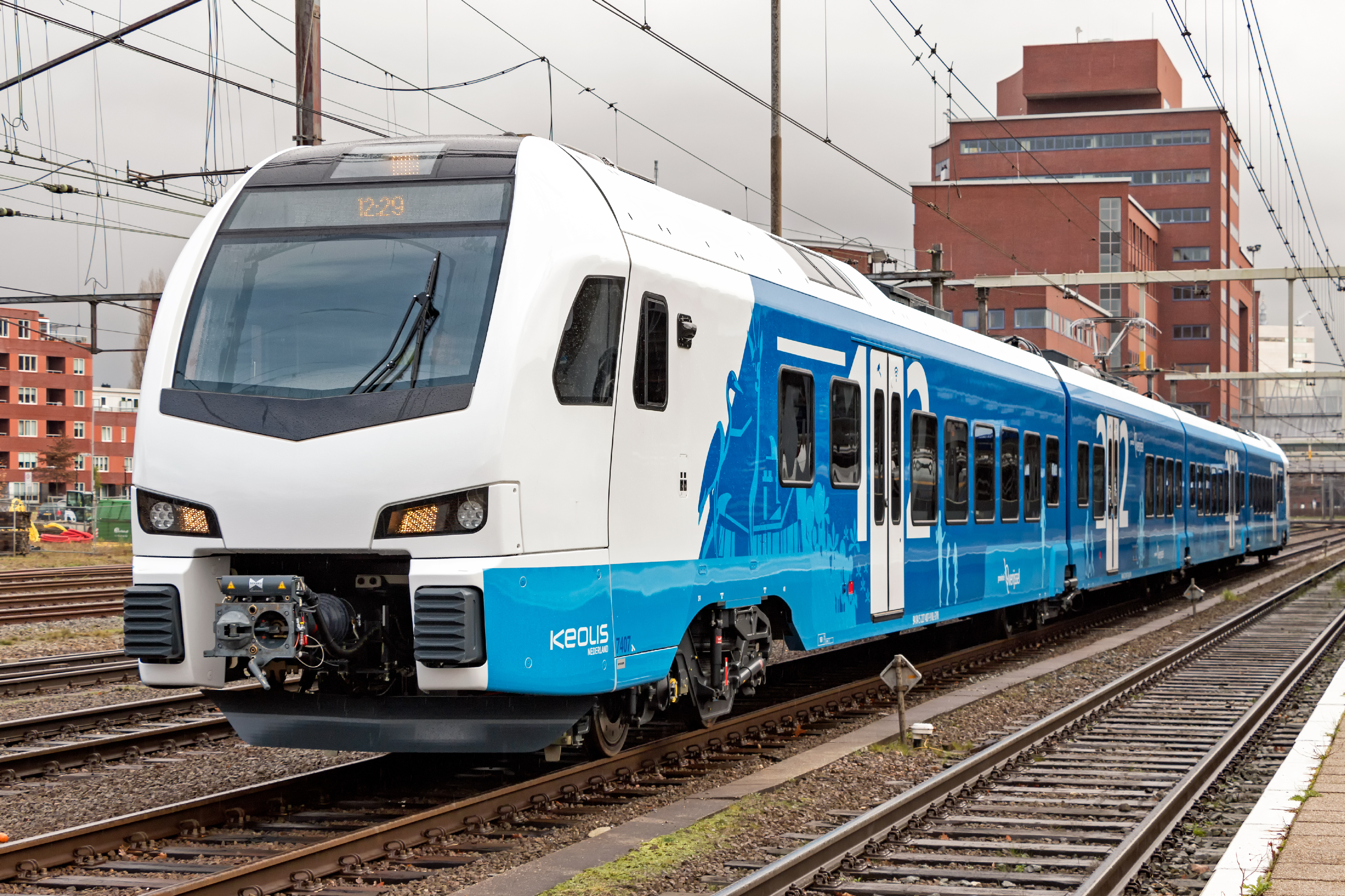

### Gelderland
In Gelderland rijden alleen de Arriva bussen in de Achterhoek en Rivierenland nog in de vervoerdersgebonden huisstijl.

#### Veluwe(2010-2020)
Alle bussen van Syntus Gelderland, met uitzondering van de bussen op de stadsdienst van Apeldoorn, de Valleilijn en de Veluwelijn, hadden een lichtblauwe basis met donkerblauwe schortplaten, witte belettering en een wit persoon op de zijkanten van de bus.

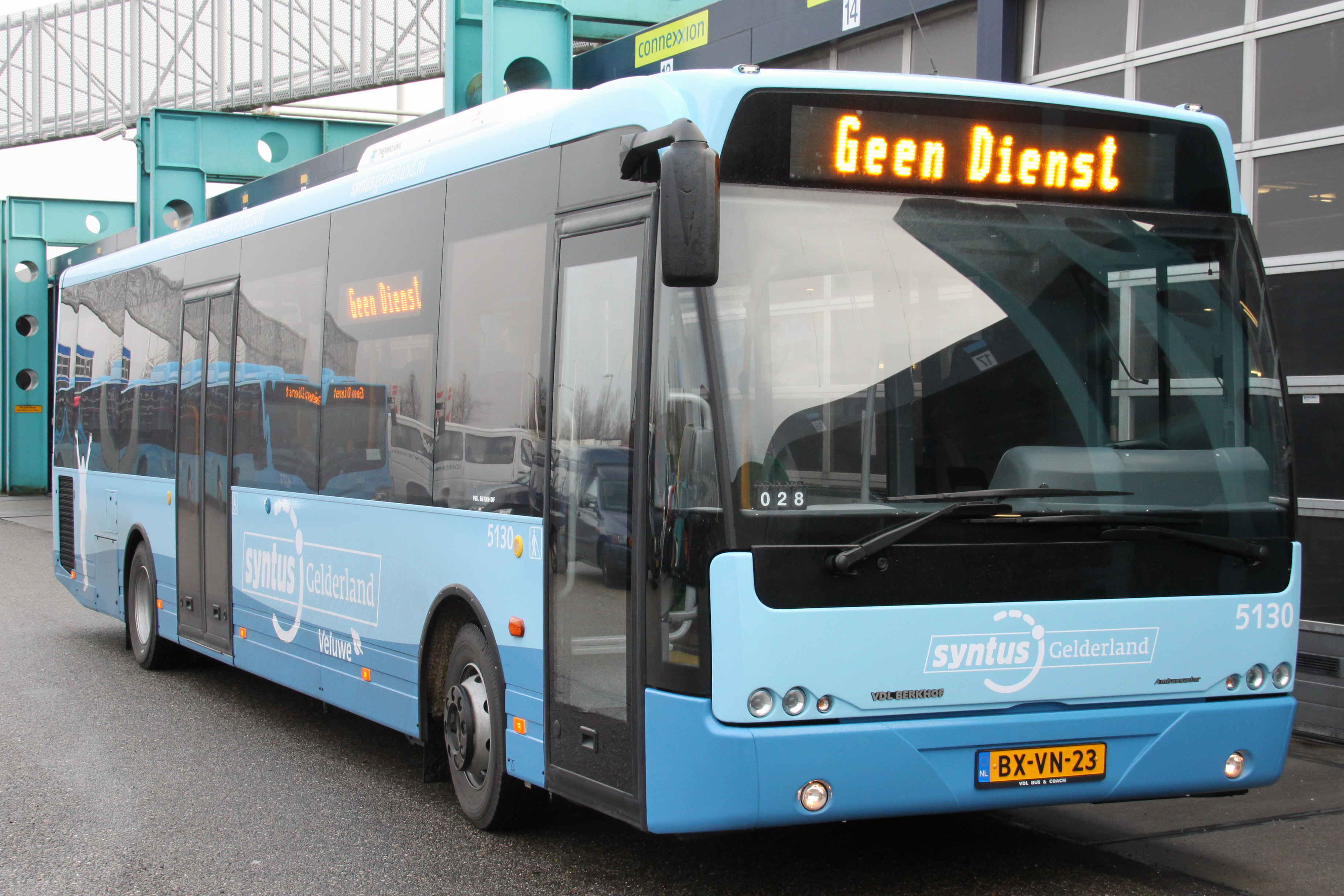
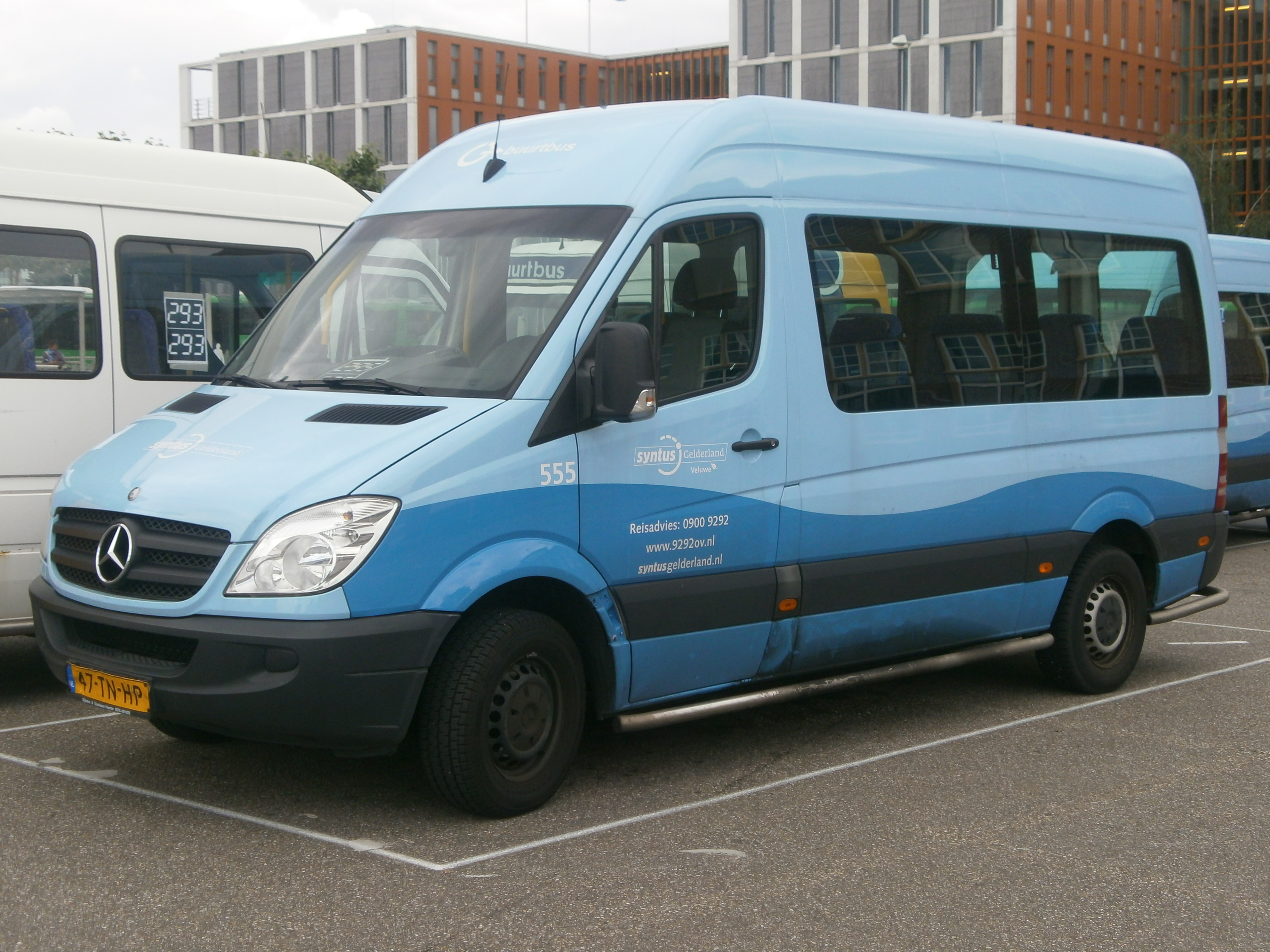

#### StadsdienstApeldoorn(2004-2010)
Alle bussen van Veolia Transport (eerder BBA) die op de stadsdienst reden waren paars met een geel vlak aan de zijkanten en een gele en witte lijn rondom de bus. Deze huisstijl verviel nadat Syntus het roer in de Veluwe overnam.

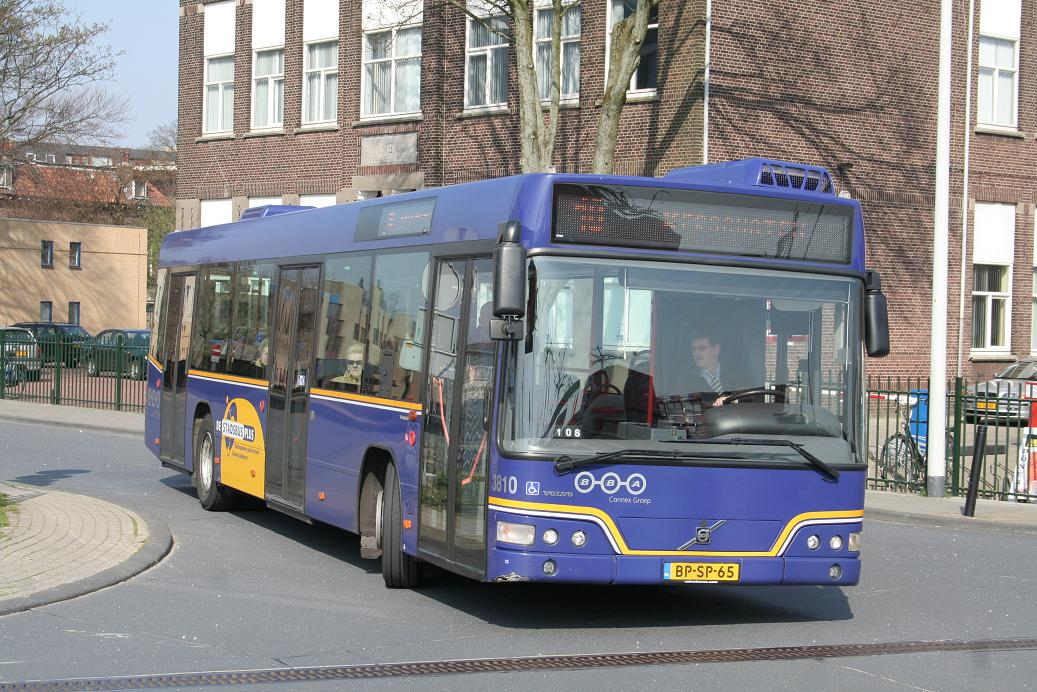

#### StadsdienstApeldoorn(2010-2020)
De bussen van Syntus Gelderland die op de stadsdienst van Apeldoorn reden hadden dezelfde huisstijl als op de streek- en buurtbussen in de concessie Veluwe, alleen was het blauw vervangen door groen.

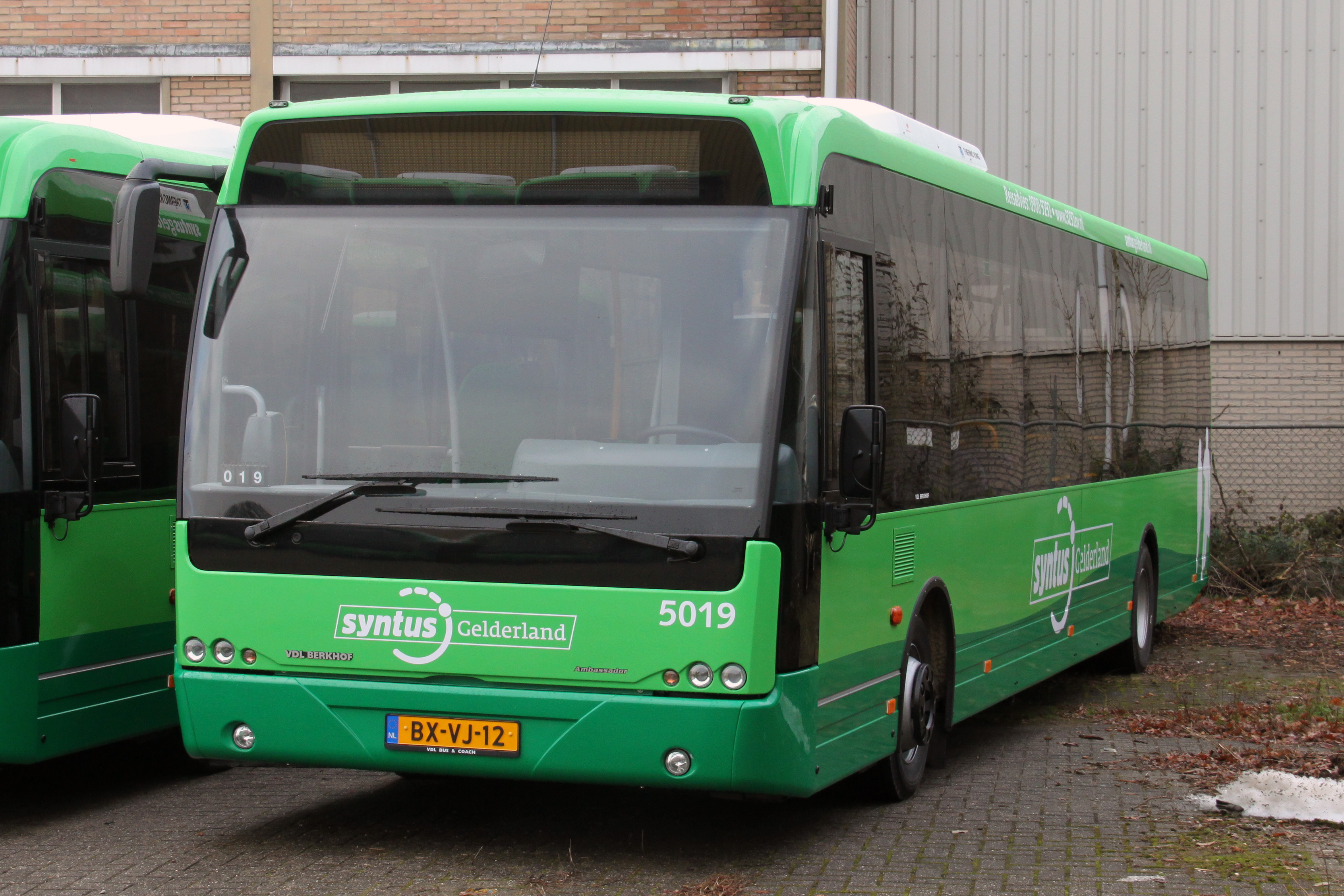

#### Valleilijn(2006-2023)
Alle treinen van Connexxion en tot en met december 2023 ook bussen van Syntus Gelderland die op het traject Amersfoort - Ede - Wageningen rijden. De huisstijl werd tot en met 12 december 2020 gedeeld met de Veluwelijn (geldt alleen voor de bussen).

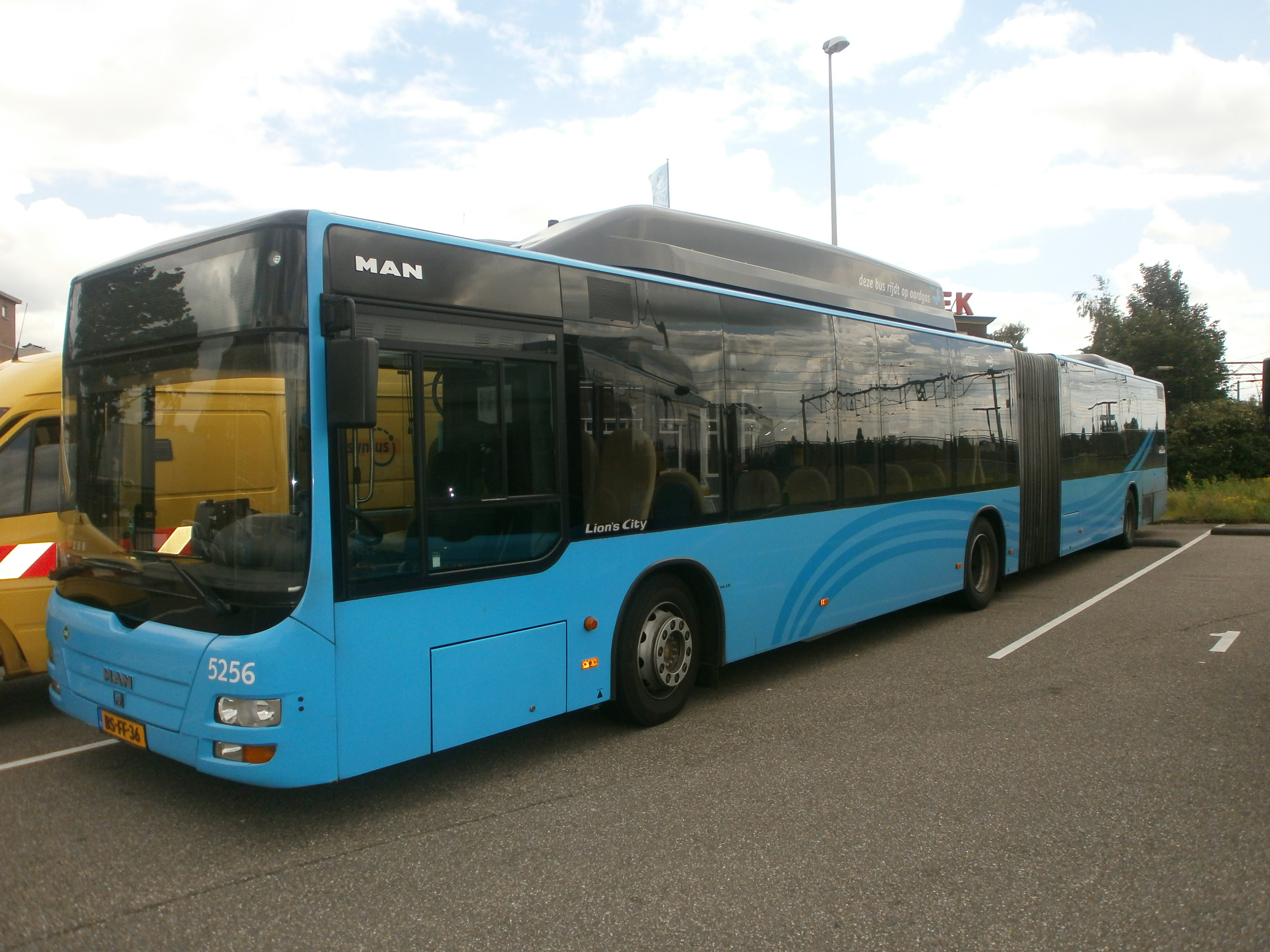
Alle bussen van Syntus Gelderland (eerder Veolia Transport) die op dit traject rijden. Sinds 2010 rijden de nieuwe bussen in een huisstijl die samen met de Veluwelijn wordt gedeeld.
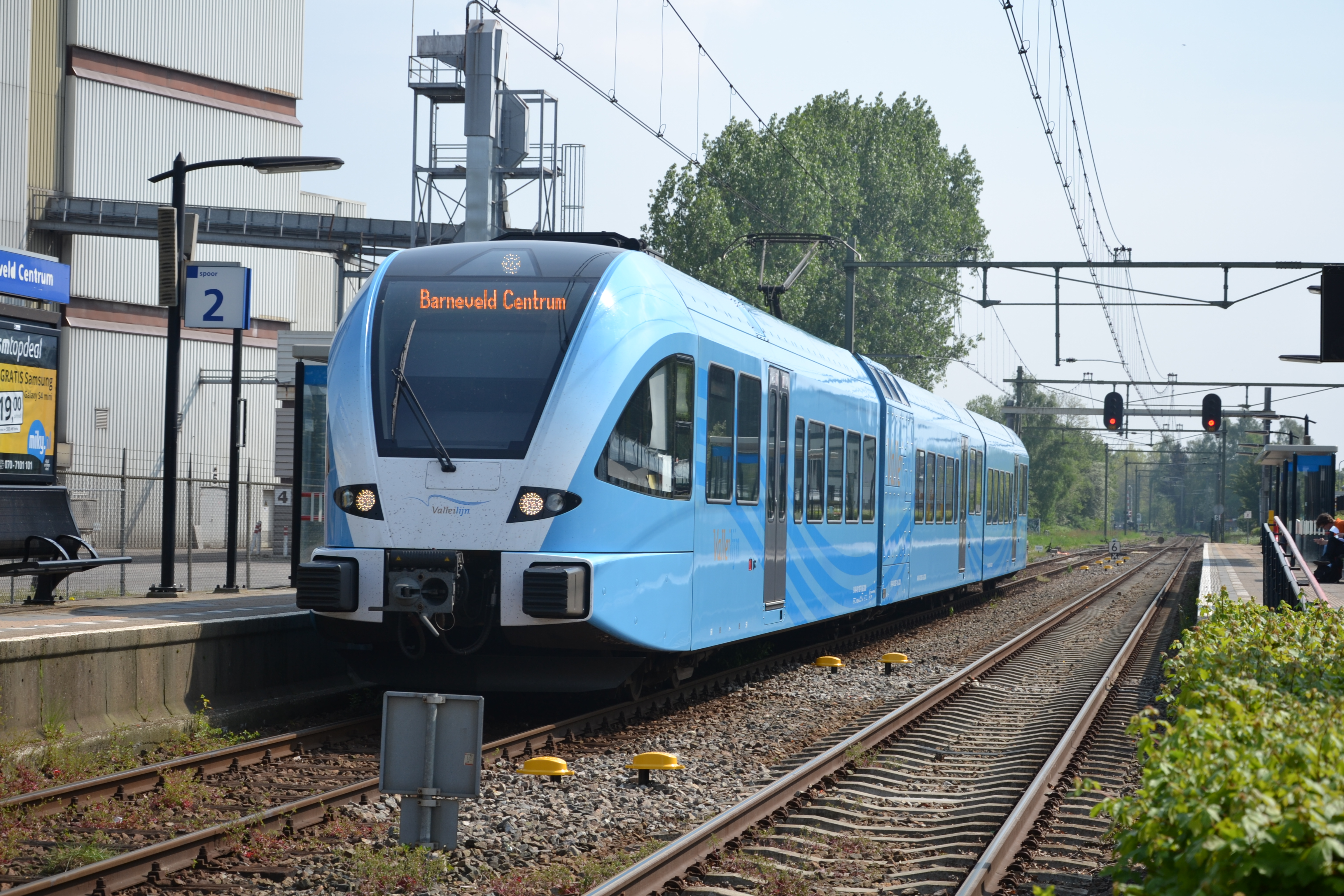
Alle treinen van Connexxion die op dit traject rijden

-   
Alle bussen van Syntus Gelderland (eerder Veolia Transport) die op dit traject rijden. Sinds 2010 rijden de nieuwe bussen in een huisstijl die samen met de Veluwelijn wordt gedeeld.
-    
Alle treinen van Connexxion die op dit traject rijden

#### Veluwelijn(2010-2020)
Alle bussen van Syntus Gelderland die op het traject Apeldoorn - Zwolle reden. De huisstijl werd gedeeld met de Valleilijn.

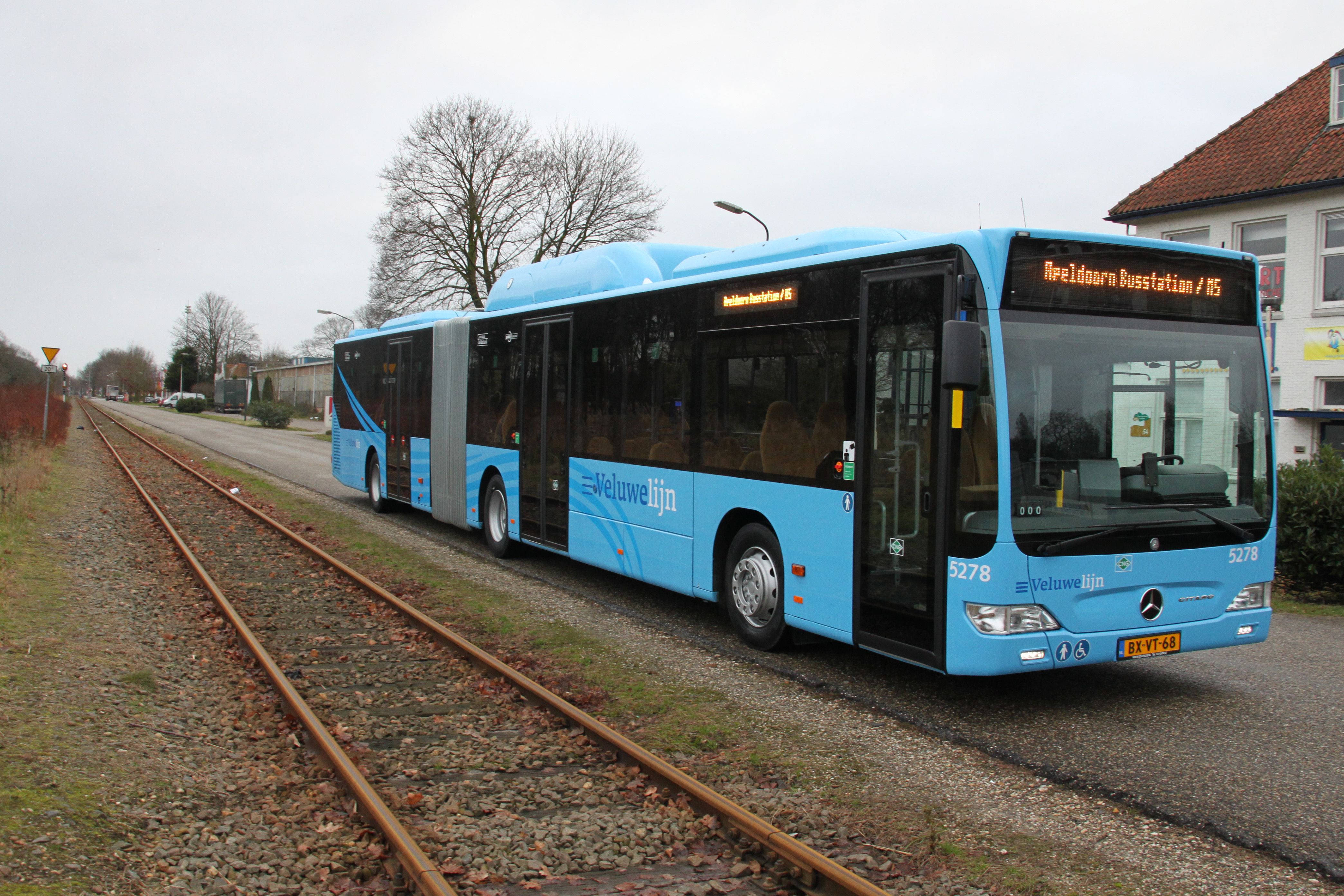

#### Breng(2009-heden)
Breng is de merknaam die wordt gehanteerd in de concessie Arnhem Nijmegen. Het logo bestaat uit de kleuren blauw, wit en roze. Het logo laat de verbintenis zien tussen de beide plaatsen. Van 2010 tot 2012 werden de busdiensten gereden door Novio. Sinds dienstregelingjaar 2013 worden ze gereden door Hermes.

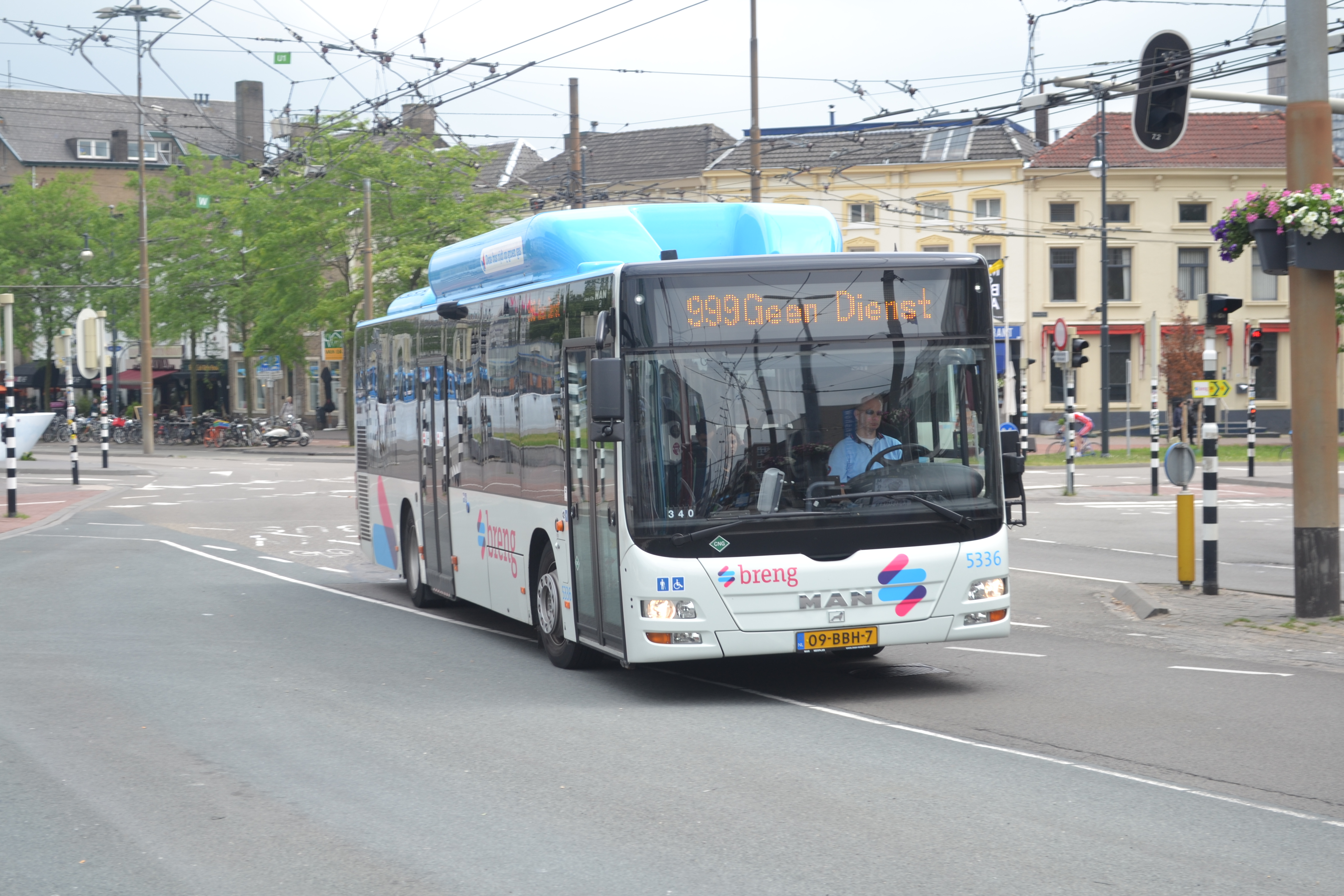
Stads- en streekbussen afkomstig uit Arnhem (behalve de trolleybussen) zijn lichtgrijs met blauwe daken.
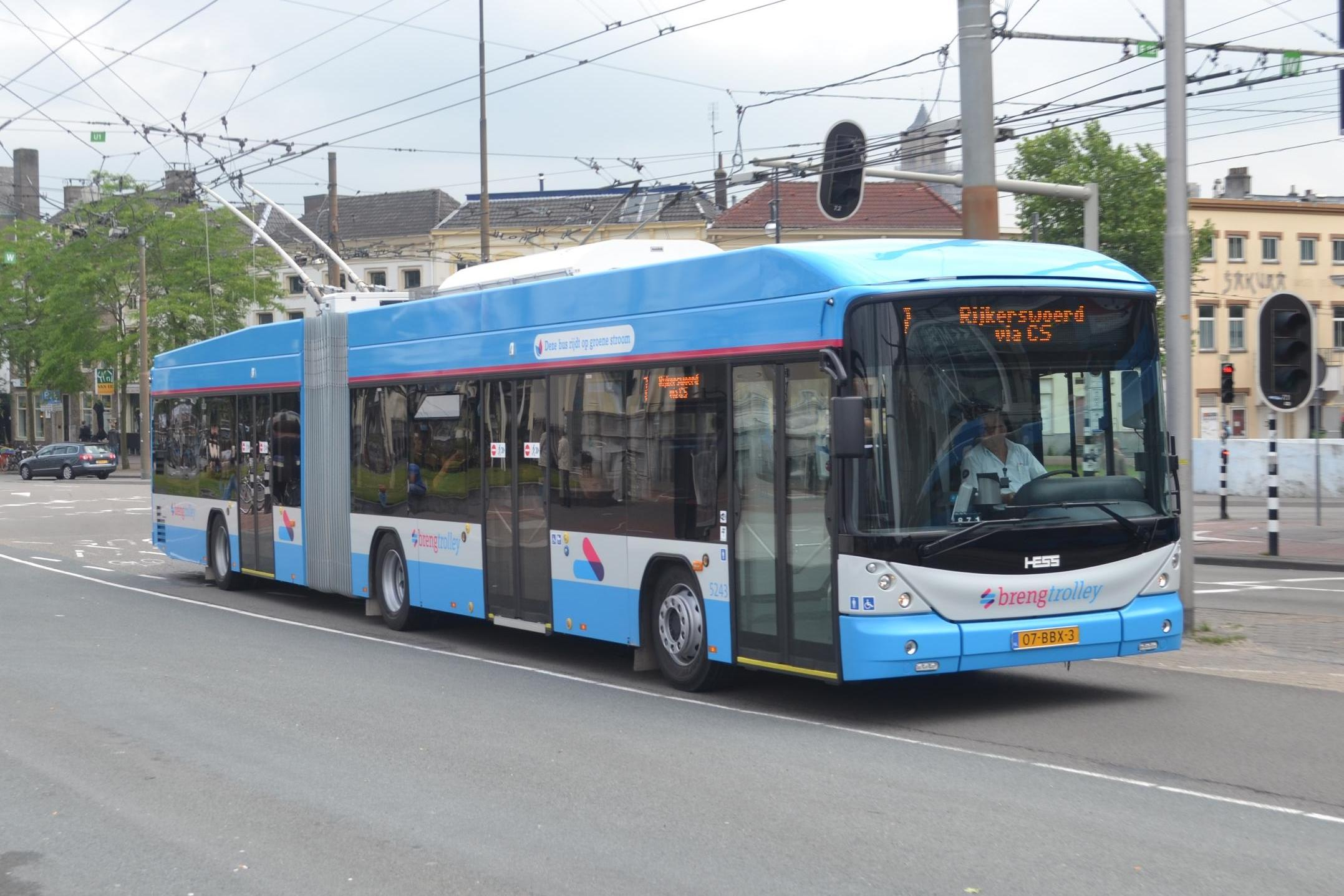
De Hess Swisstrolleybussen in Arnhem zijn lichtgrijs met blauwe daken en hebben daarnaast nog blauwe schotplaten.
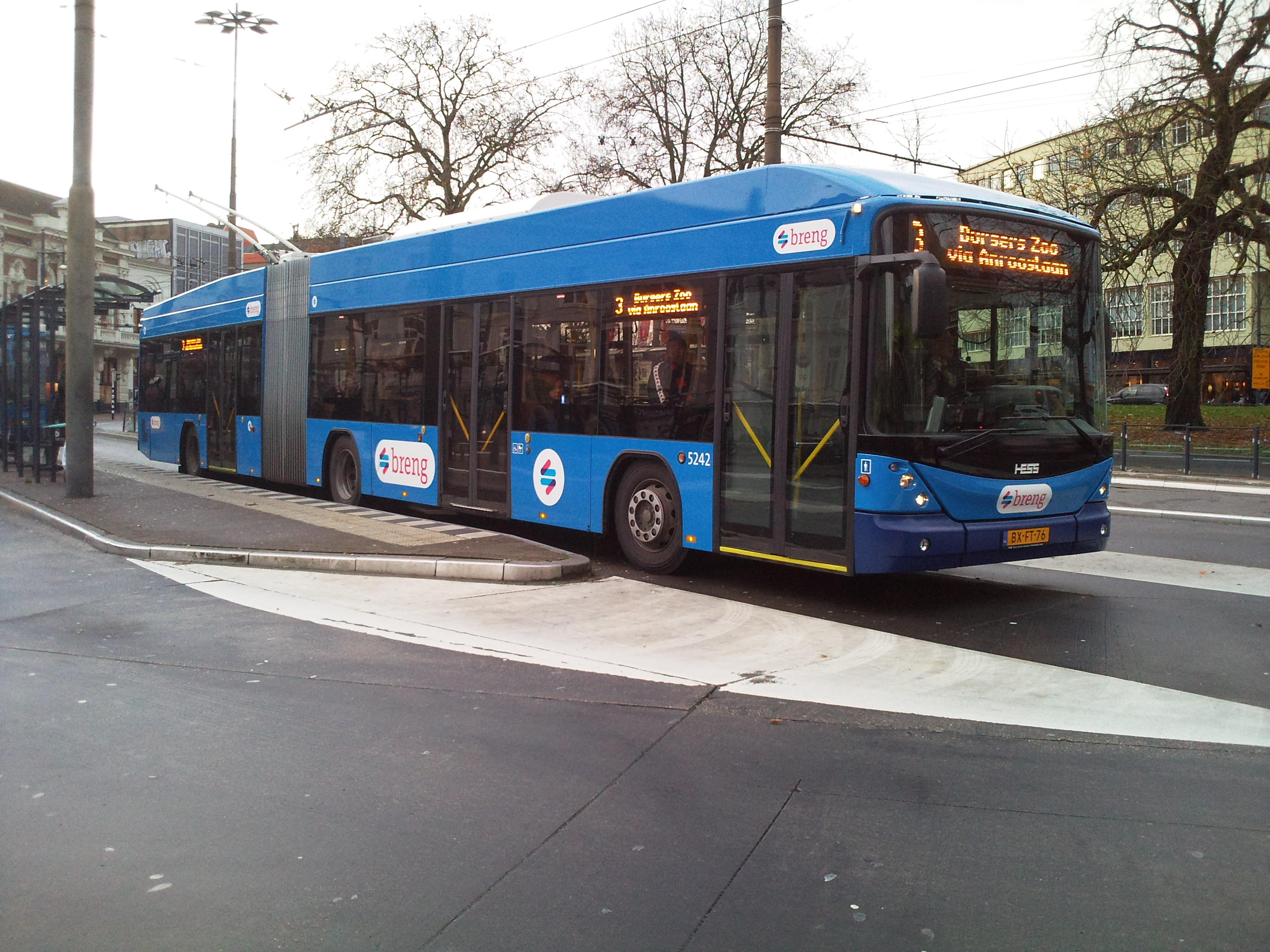
De Arnhemse trolleybussen van het type Berkhof Premier AT18 zijn volledig blauw. Eerder hadden de Hess Swisstrolleys ook deze huisstijl.
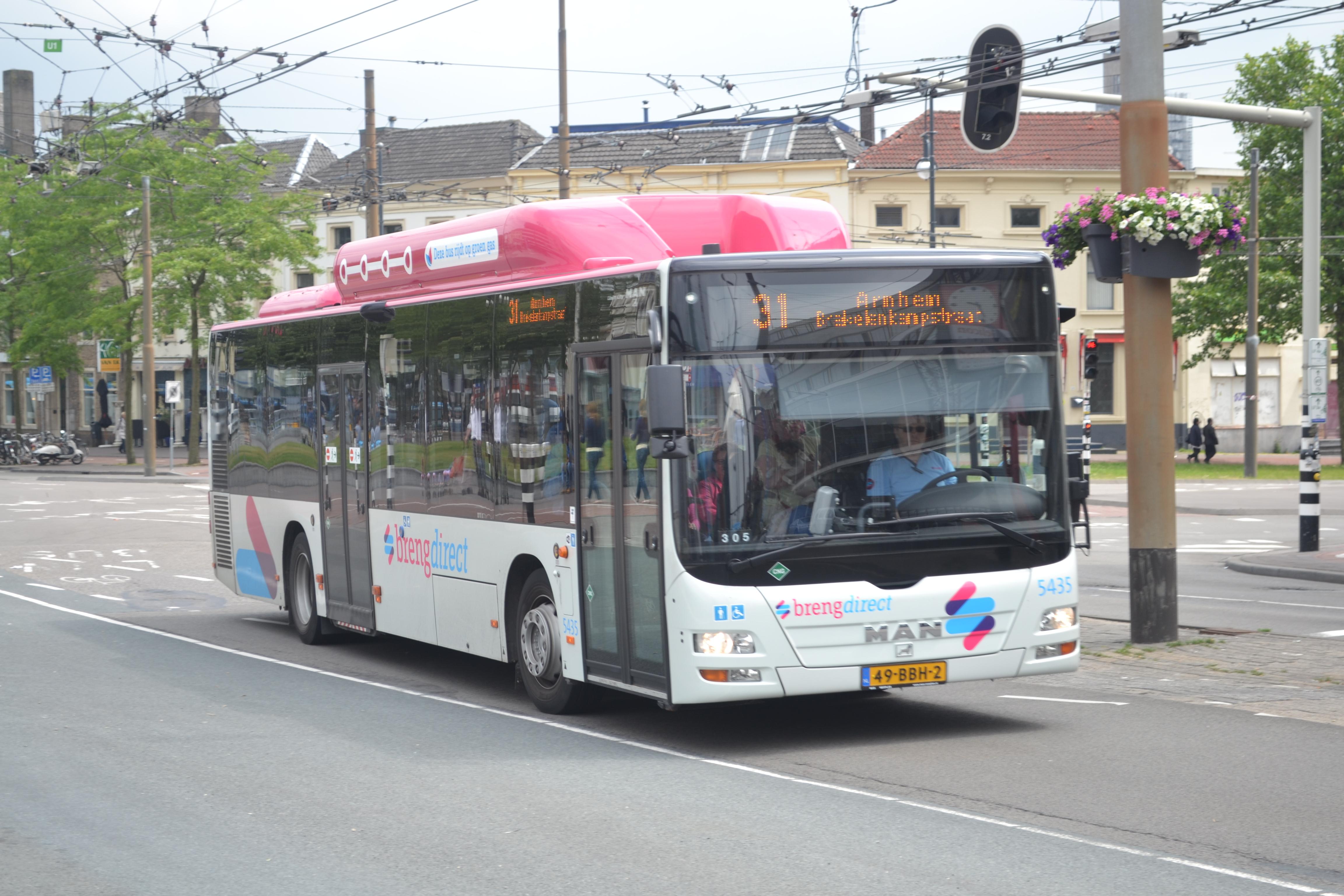
Stads- en streekbussen afkomstig uit Nijmegen zijn lichtgrijs met roze daken.

-   
Stads- en streekbussen afkomstig uit Arnhem (behalve de trolleybussen) zijn lichtgrijs met blauwe daken.
-   
De Hess Swisstrolleybussen in Arnhem zijn lichtgrijs met blauwe daken en hebben daarnaast nog blauwe schotplaten.
-   
De Arnhemse trolleybussen van het type Berkhof Premier AT18 zijn volledig blauw. Eerder hadden de Hess Swisstrolleys ook deze huisstijl.
-   
Stads- en streekbussen afkomstig uit Nijmegen zijn lichtgrijs met roze daken.

### Overijssel/Flevoland/Gelderland

#### RRReis(2020-heden)
Deze huisstijl wordt sinds 2020 uitgerold op alle bussen en treinen in de provincies Flevoland, Gelderland en Overijssel. De huisstijl van de basisformule RRReis bestaat uit een witte basis met blauwe, paarse en groene kronkelende lijnen over de voertuigen. De HOV-huisstijl (voor treinen en comfortRRReis bussen) bevat een witte kop op de voertuigen, met daarachter een paars vlak dat via blauw naar groen overgaat.

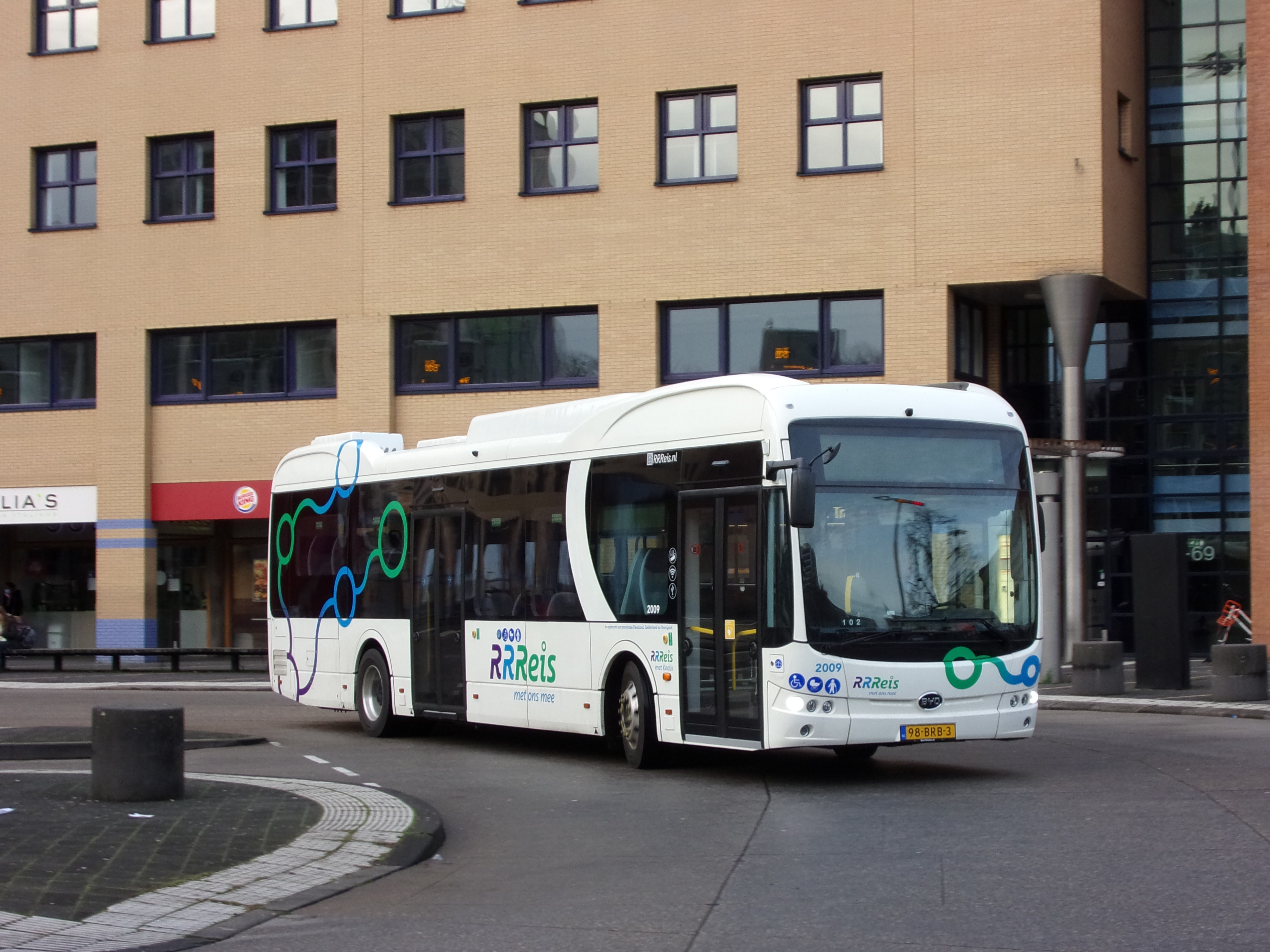
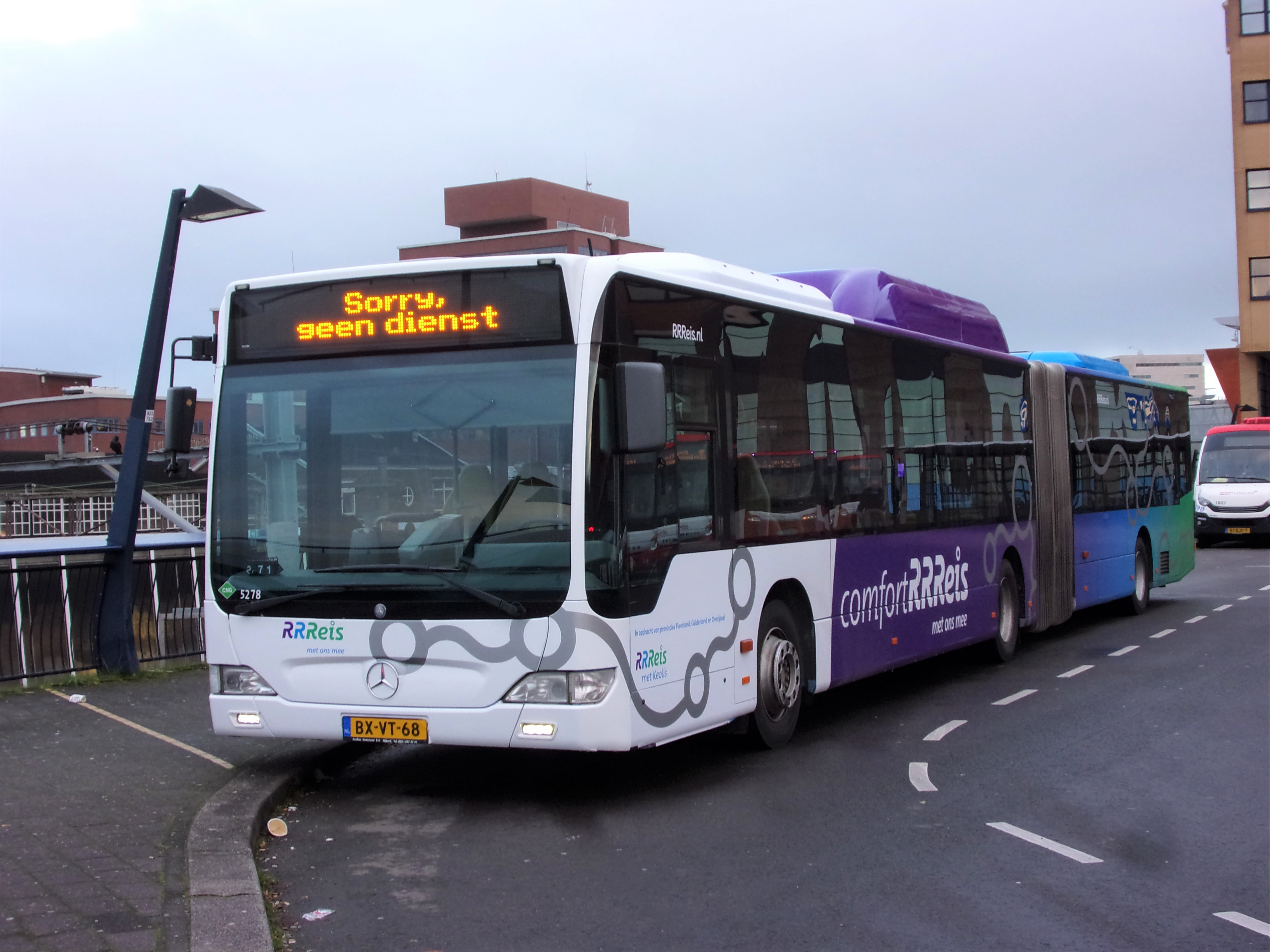

### Noord-Holland
In Noord-Holland rijden bijna alle bussen nog in een vervoerdersgebonden huisstijl (Connexxion en GVB). Enige uitzondering zijn de R-net en Schipholnet bussen.

#### Opstapper(2001-2007)
Alle bussen van GVB die op dit traject reden hadden een witte basis met een rood-zwarte lijn boven de ramen. De opvolger hiervan werd Stop/Go en de busjes kregen een nieuwe huisstijl.

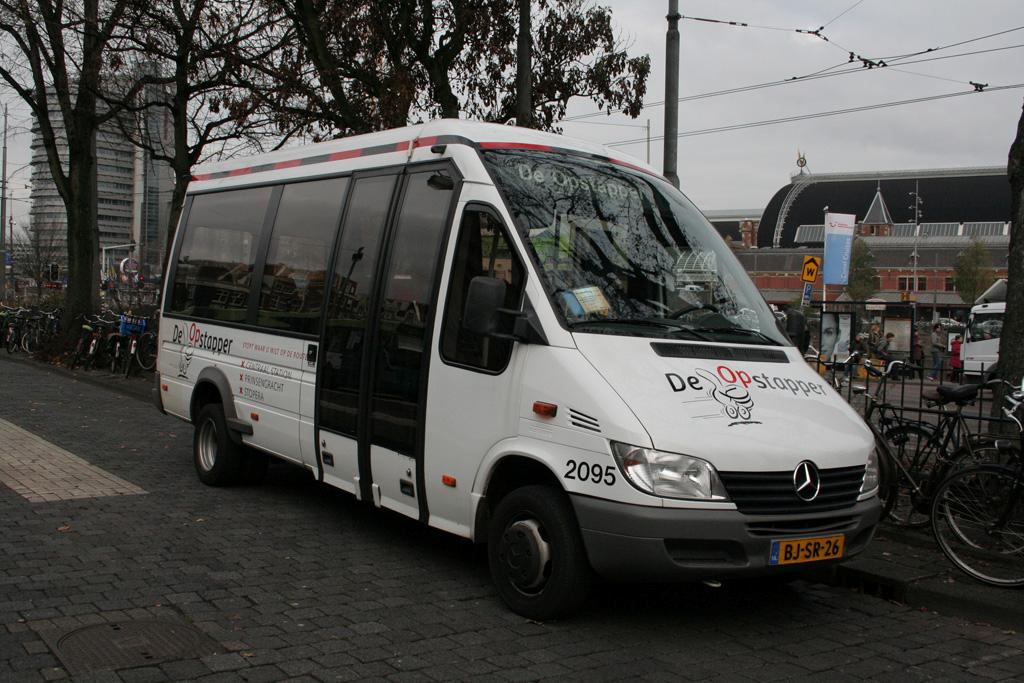

#### Stop/Go(2007-2011)
Alle bussen van GVB die op dit traject reden. Door bezuinigingen is deze dienst opgeheven.

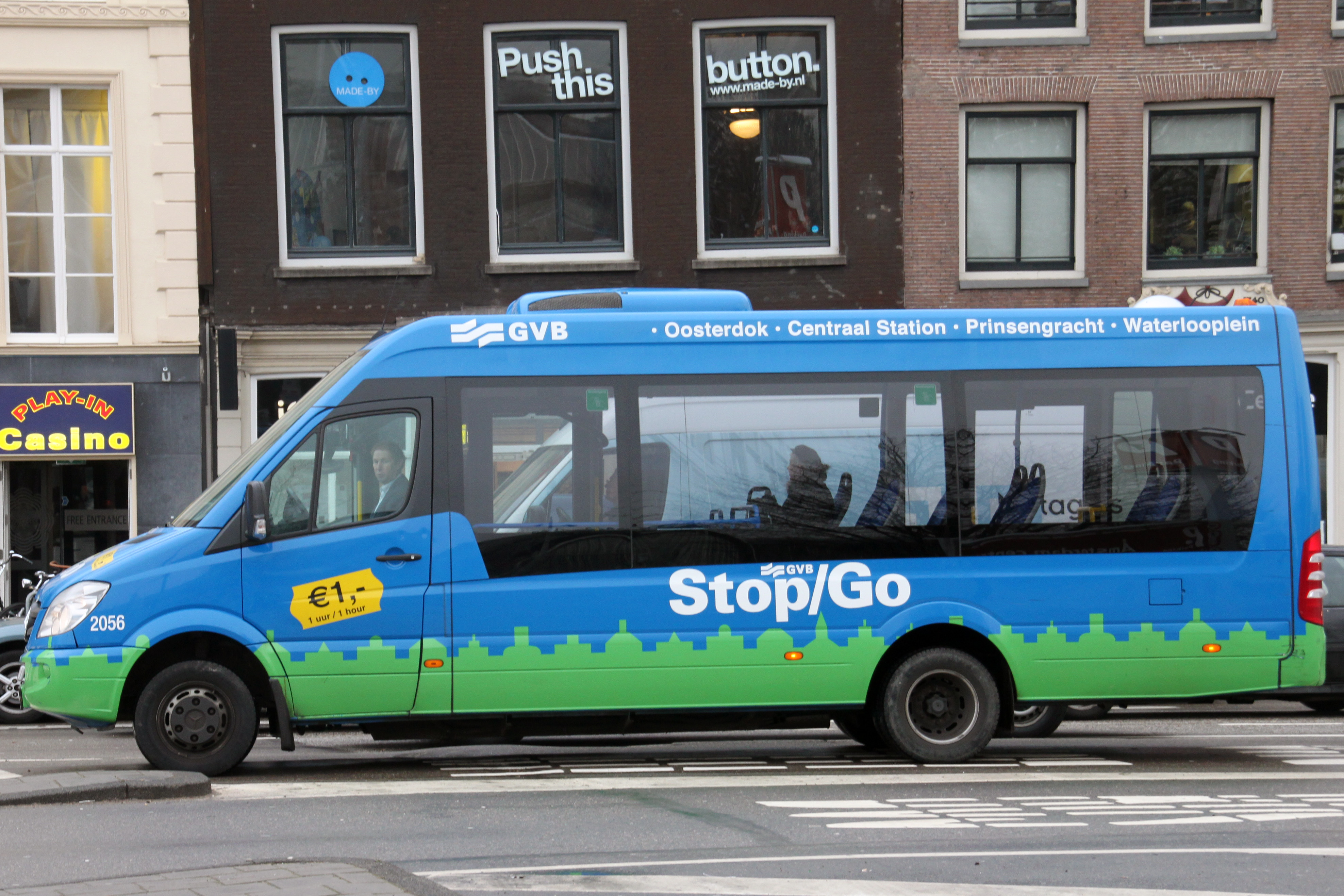

#### Zuidtangent(2002-2011)
Alle bussen van Connexxion die op dit traject reden. De naam en huisstijl is vervangen door R-net (Randstadnet).

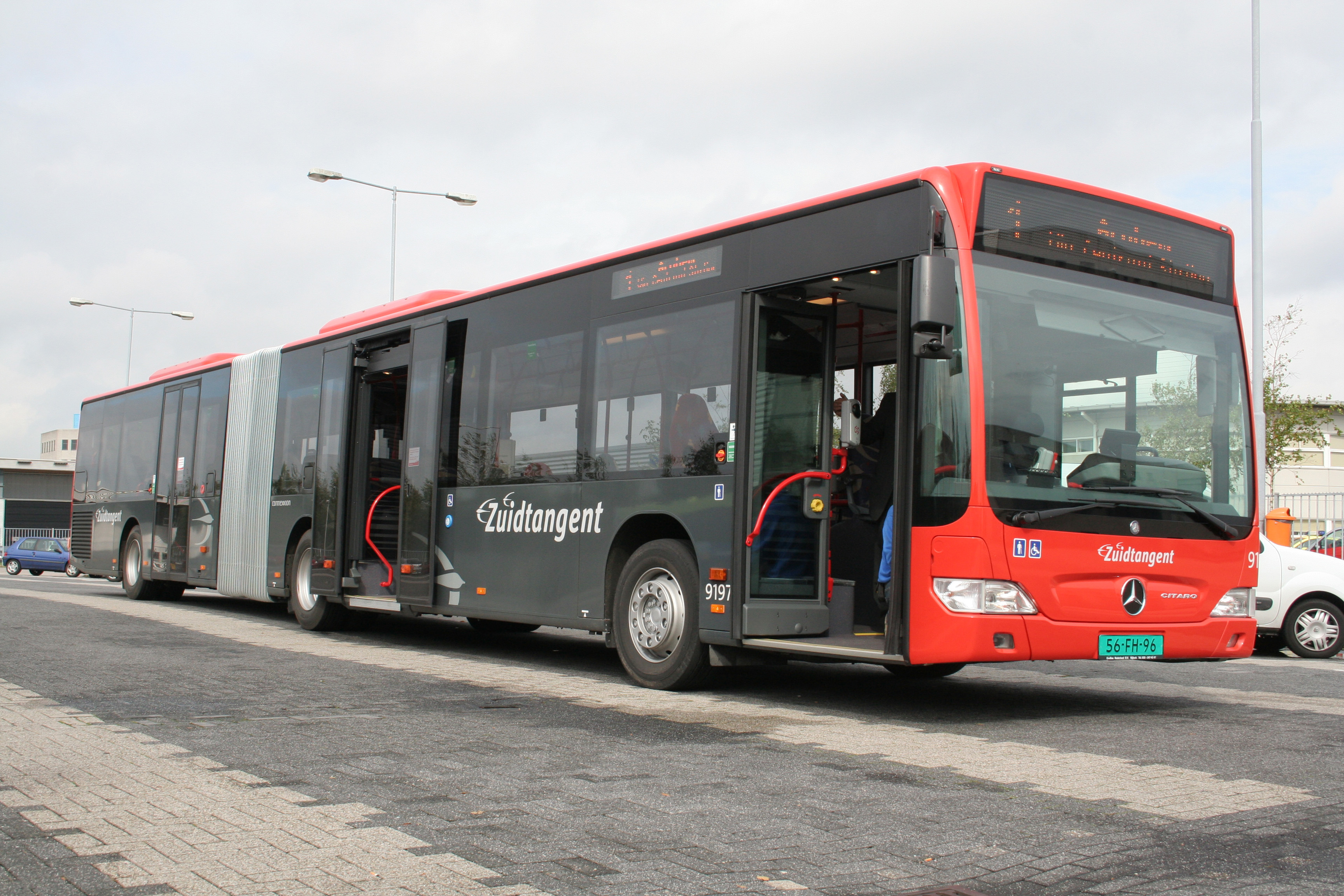

#### Regionet(2007-2011)
Alle hoogwaardige bussen en haltes in deze regio, die onder dit netwerk vielen. Deze huisstijl is te vergelijken met de huisstijl van de Zuidtangent en is de voorganger van de R-net. Deze huisstijl is in de regio Amsterdam vervangen door R-net, in de HAL-regio (Heerhugowaard - Alkmaar - Langedijk) zijn door een materieelwijziging alle bussen met deze huisstijl uit de regio vertrokken.

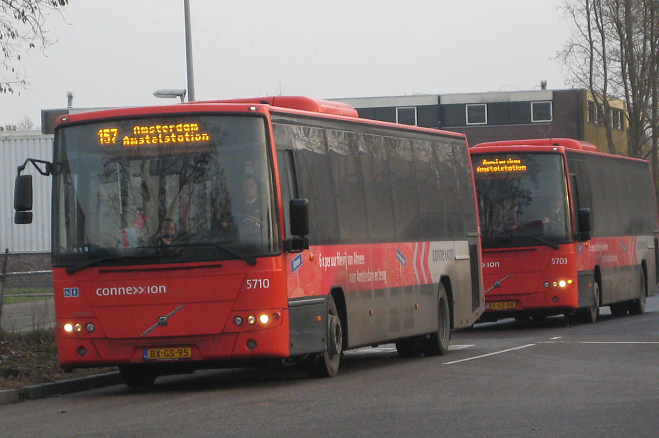

#### Schiphol Sternet(2000-2017)
Alle bussen van Connexxion (tot december 2011 ook GVB) die in dit gebied op de lijnen van Schiphol Sternet reden.

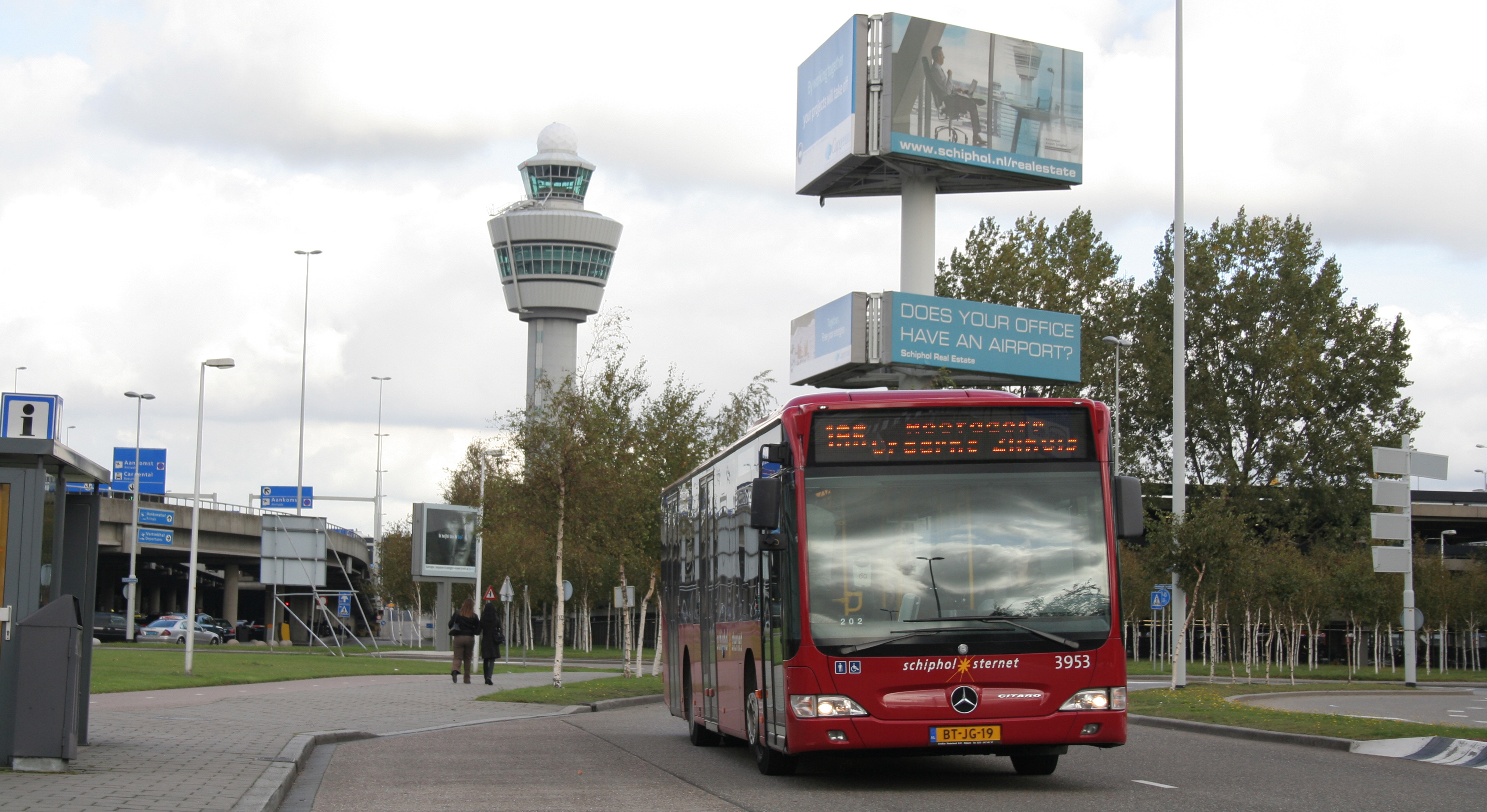
 Voorkant van een Connexxion bus in de Schiphol Sternet huisstijl.
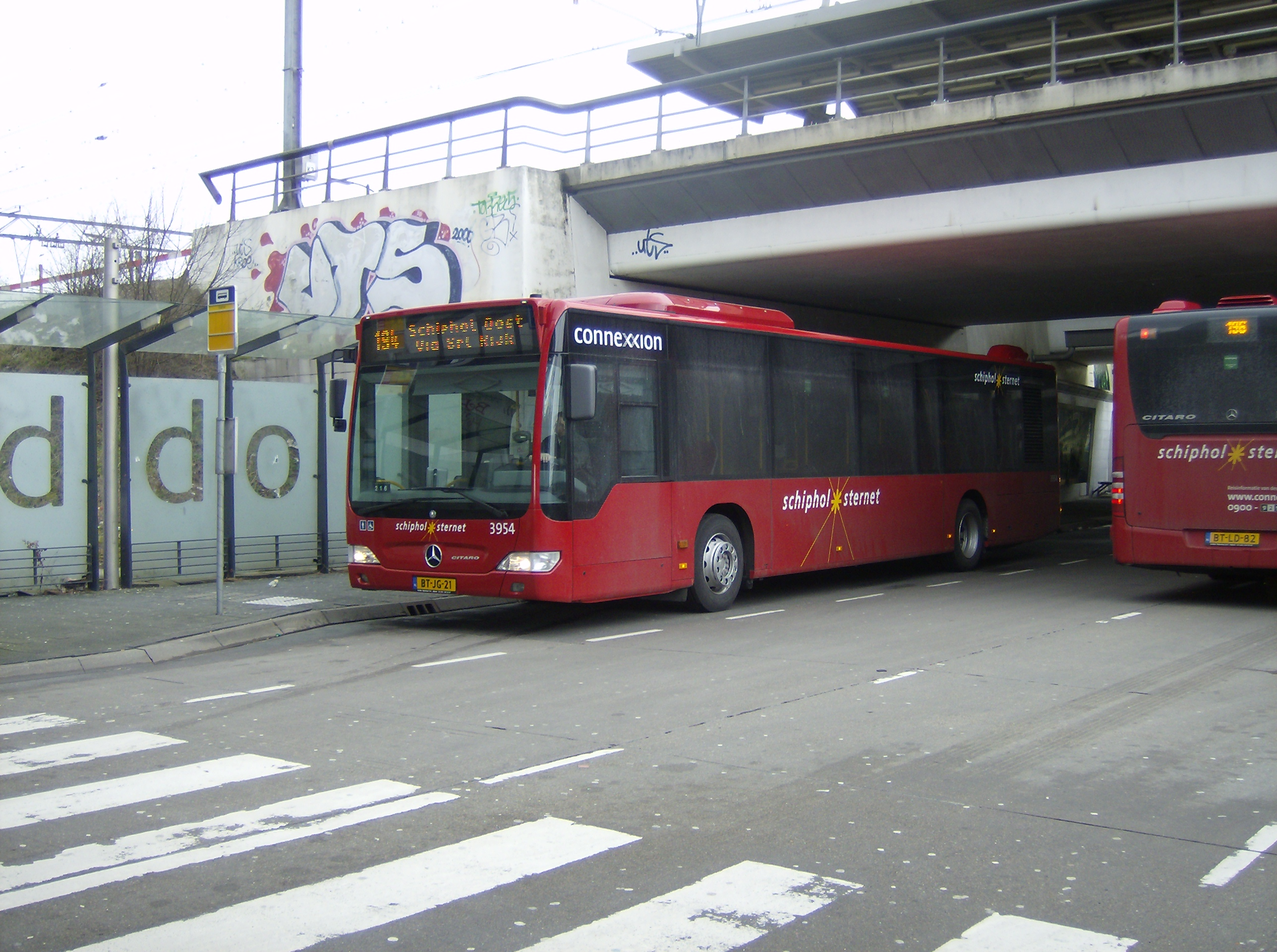
Zijkant van een Connexxion bus in de Schiphol Sternet huisstijl.
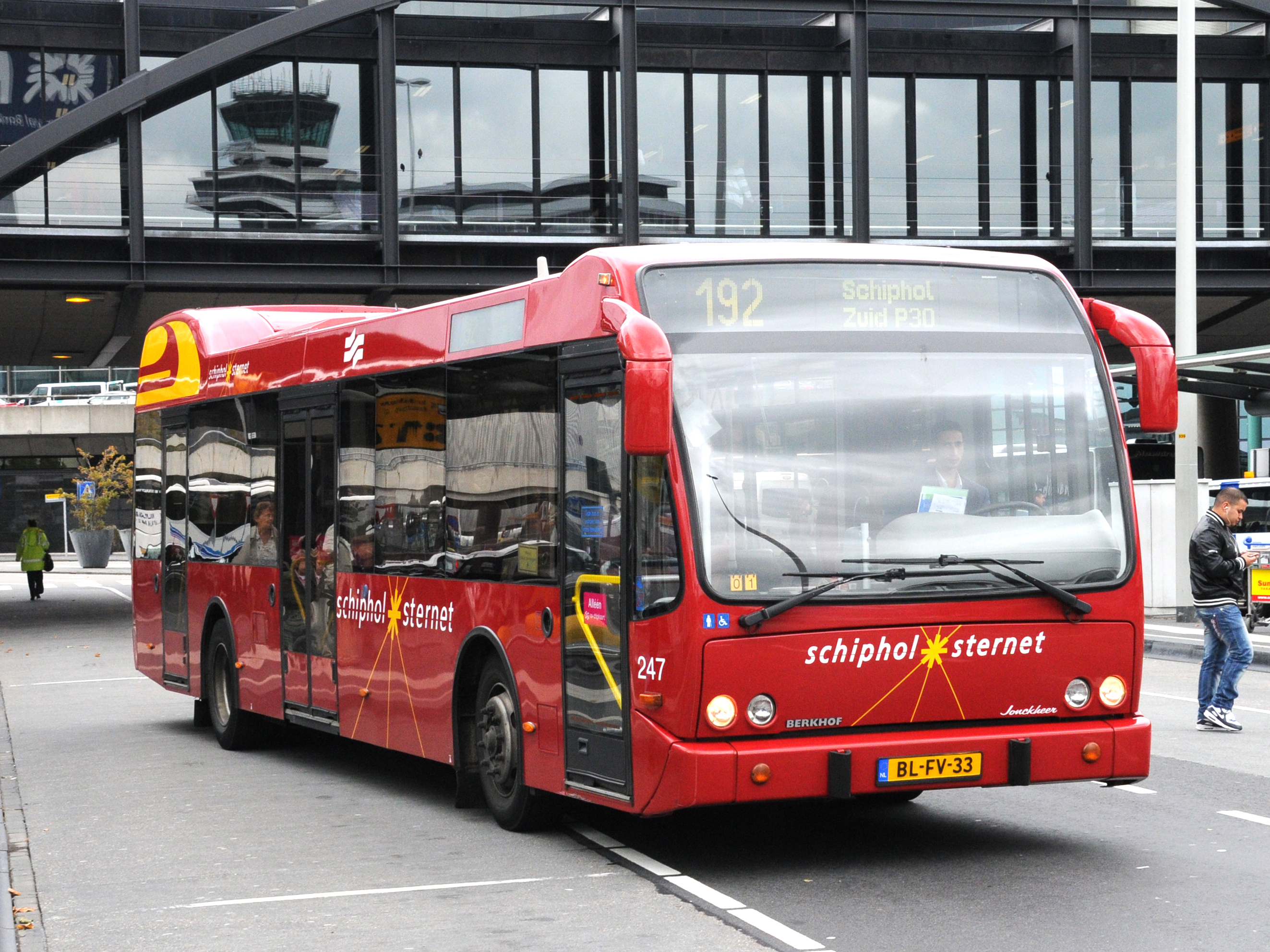
GVB bus in de Schiphol Sternet huisstijl. GVB rijdt sinds eind 2011 geen Schiphol Sternet verbindingen meer.
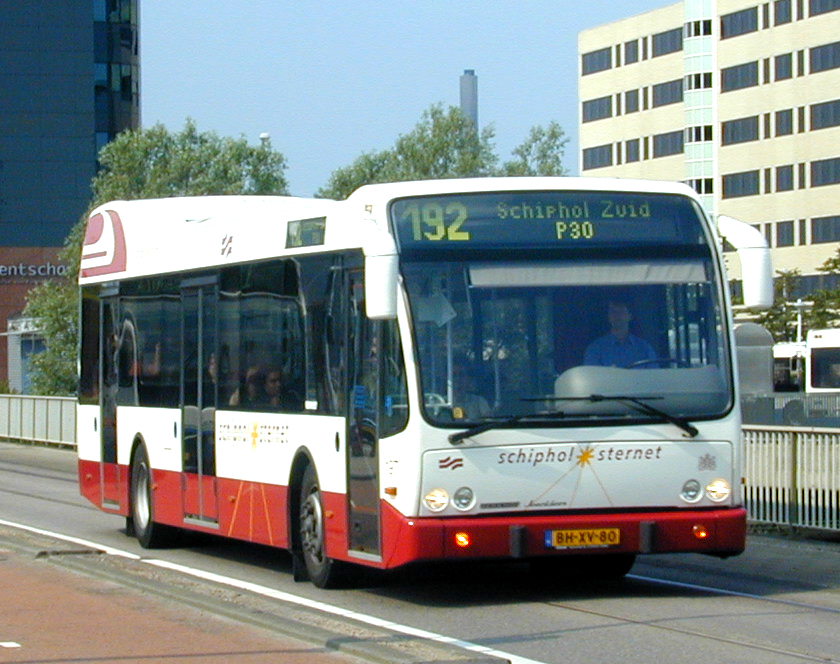
Oudere Schiphol Sternet huisstijl op een GVB bus.

#### Schipholnet(2018-heden)
De bussen van Connexxion die op het Schipholnet rijden.

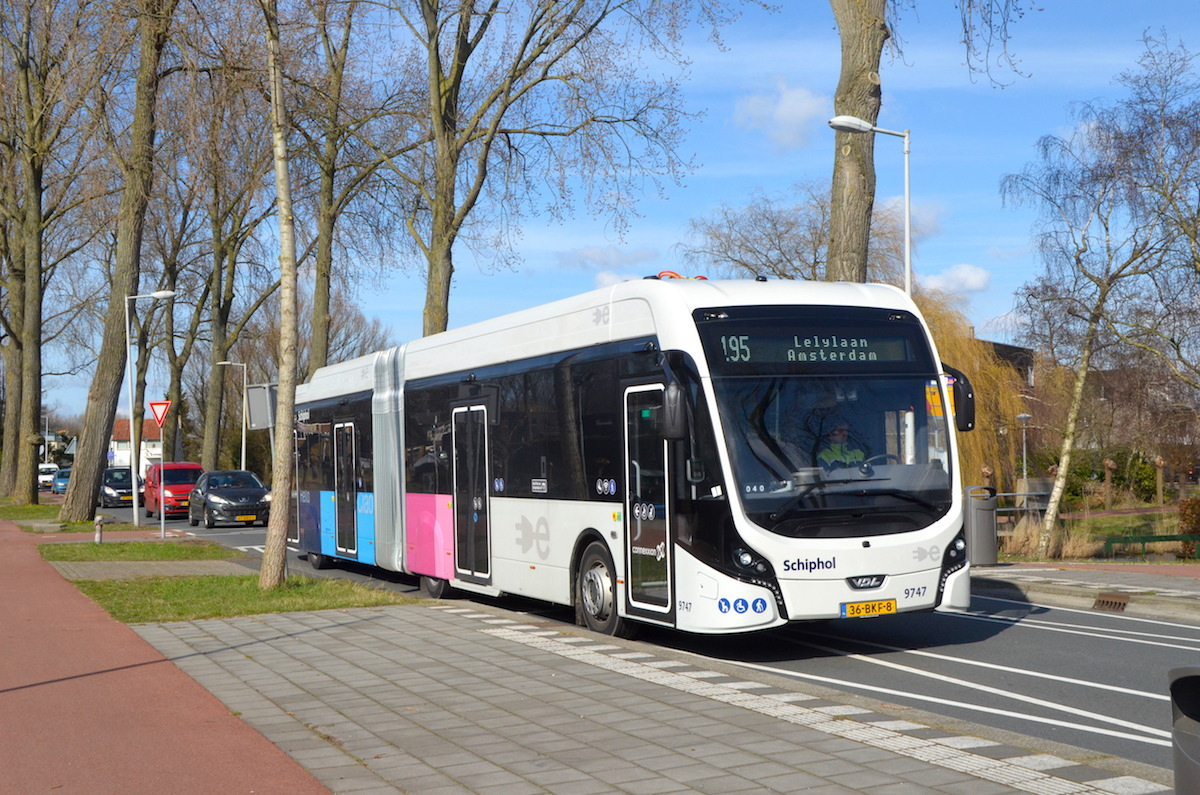

#### M.net (2023-heden)
Alle bussen in Zaanstreek-Waterland die niet op de R-net lijnen rijden. Deze huisstijl is afgeleid van de R-net huisstijl en lijkt op de snelBuzz stijl die door Qbuzz gebruikt wordt. Bij de M.net huisstijl is het blauw iets donkerder ten opzichte van de snelBuzz huisstijl. Ook zijn er blauwe stippen aangebracht die van de voor- naar de achterkant steeds minder zichtbaar worden.

### Zuid-Holland
In Zuid-Holland hebben de bussen in Hoeksche Waard - Goeree-Overflakkee nog een vervoerdersgebonden huisstijl. Ook de HTM rijdt nog in een vervoerdersgebonden huisstijl.

#### Hybride bussenGoudaenLeidenstad (2010-2012)
Deze huisstijl werd alleen gehanteerd voor de hybride bussen serie 4832 - 4852 van Connexxion op de stadsdiensten van Leiden en Gouda. De bussen hadden een donkerblauwe basis met witte schotplaten en een bleekgroene band rondom de bus. Daarnaast zijn de bus voorzien van het Connexxion logo in de kleuren van Connexxion op de voor- en zijkanten, het logo van de stad op de voorkant en een soort van batterij dat staat voor de hybride technologie op de zijkanten van de bus. De bussen zijn in december 2012 overgegaan naar Arriva, waarna zij de Arriva Zuid-Holland Noord huisstijl aangemeten kregen.

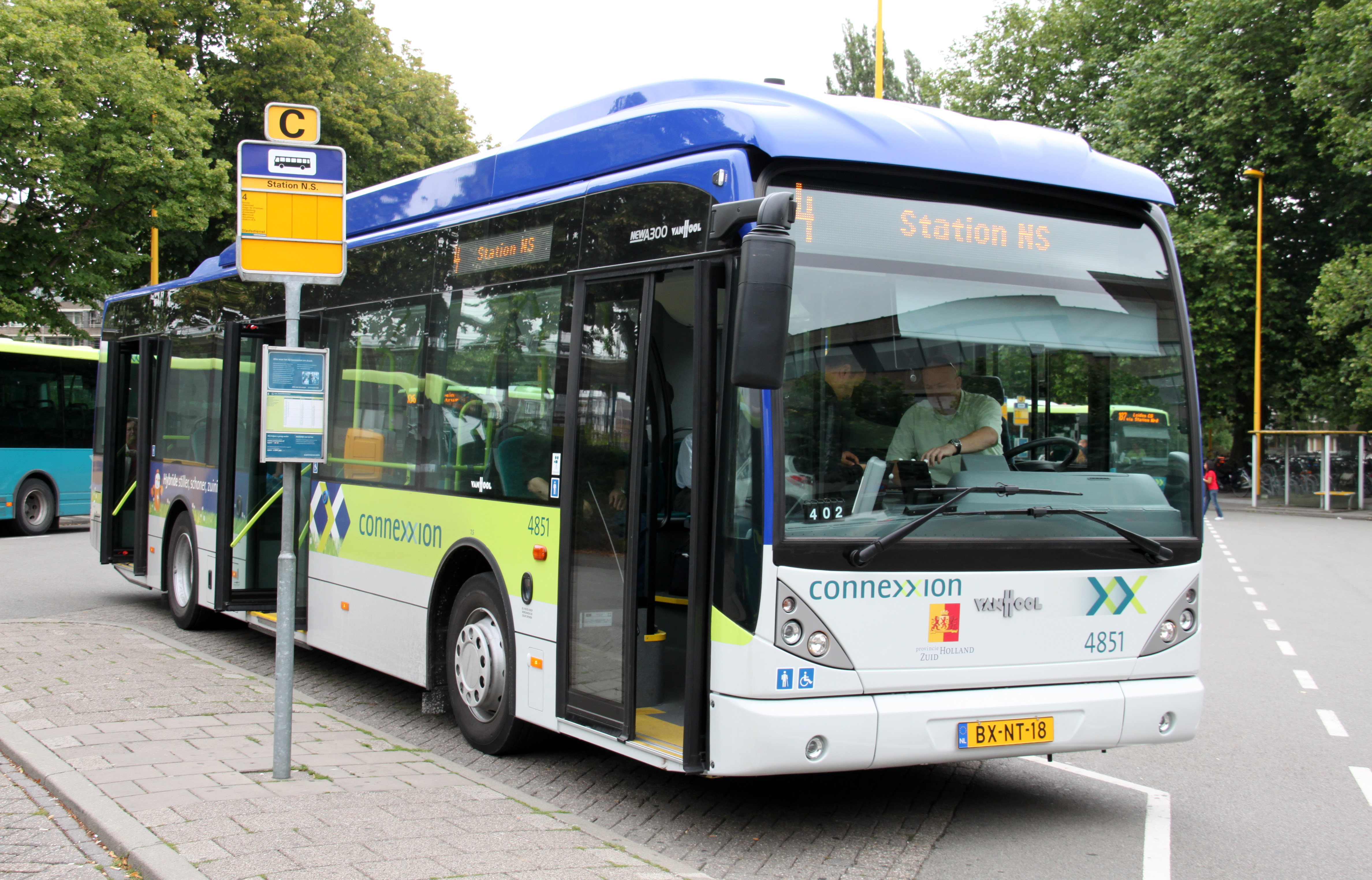

#### RandstadRail(2006-heden)
Alle RegioCitadis trams van HTM en alle metro's van RET op metrolijn E.

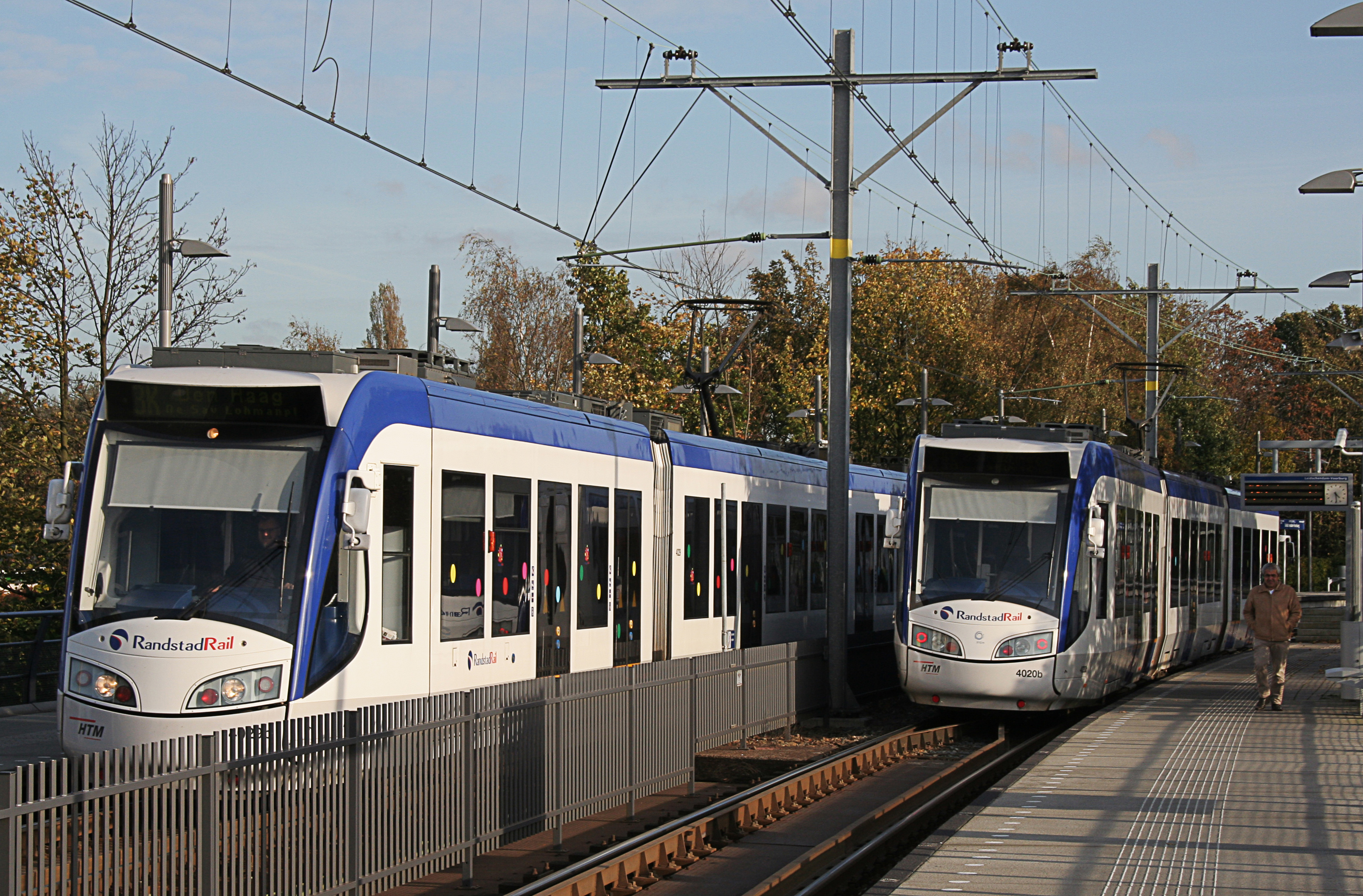
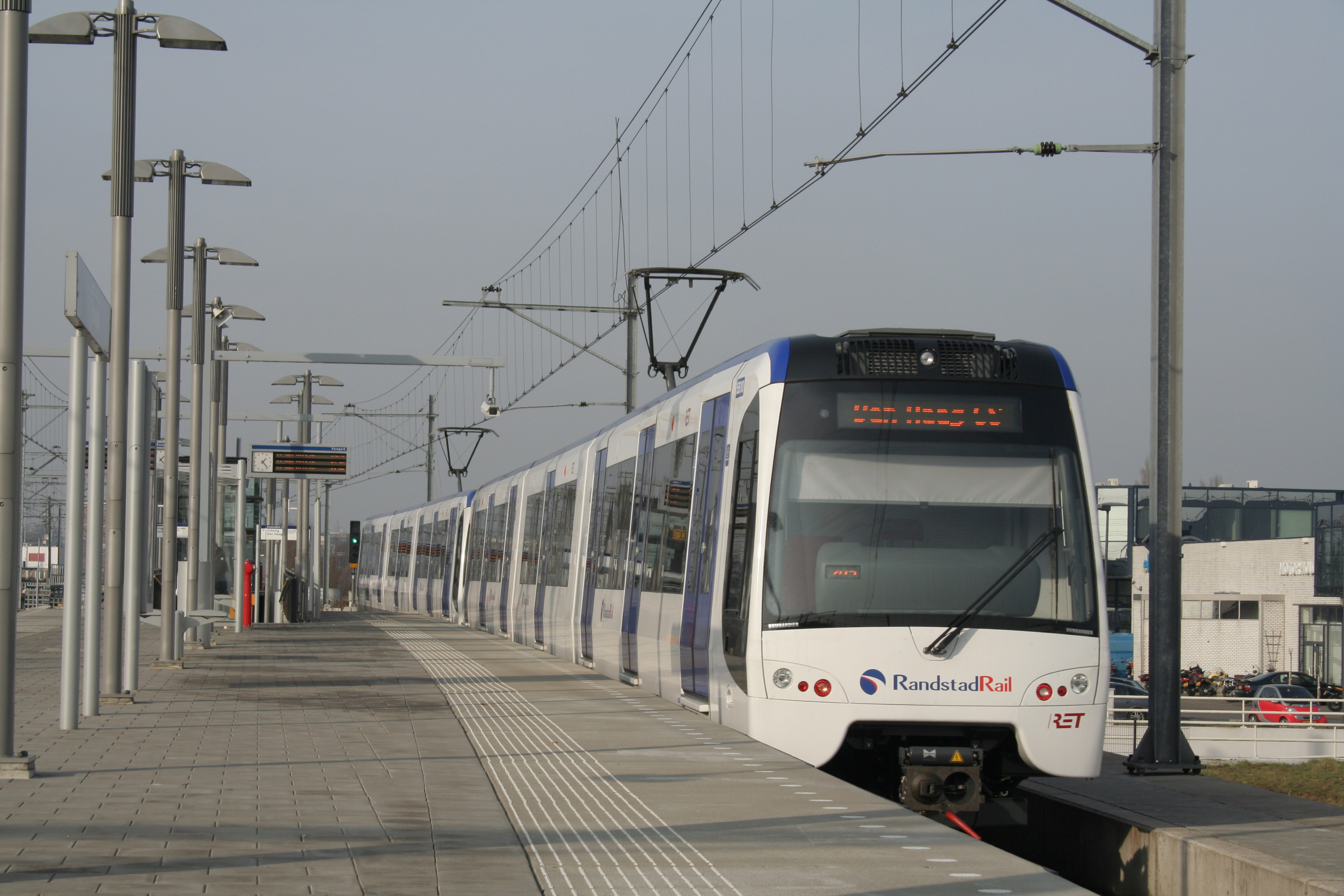

#### Metropoolregio Rotterdam Den Haag(2006-heden)
RET bus en tram, EBS Zuid-Holland.
De metro's, tram en bussen in de metropoolregio Rotterdam Den Haag kregen langzamerhand deze huisstijl. Op het materieel mogen wel vervoerdersgebonden kenmerken zichtbaar zijn. RET voert bijvoorbeeld op het achterste deel van de bussen een strook met eigen rood en blauwe huisstijlkleuren.
In 2019 is er een nieuwe huisstijl gekomen voor de bussen in de metropoolregio Rotterdam Den Haag. Alle bussen zijn wit/grijs, hebben een rood dak en achterkant en rode en donkergrijze diagonale vlakken met de naam van de vervoerder erin.

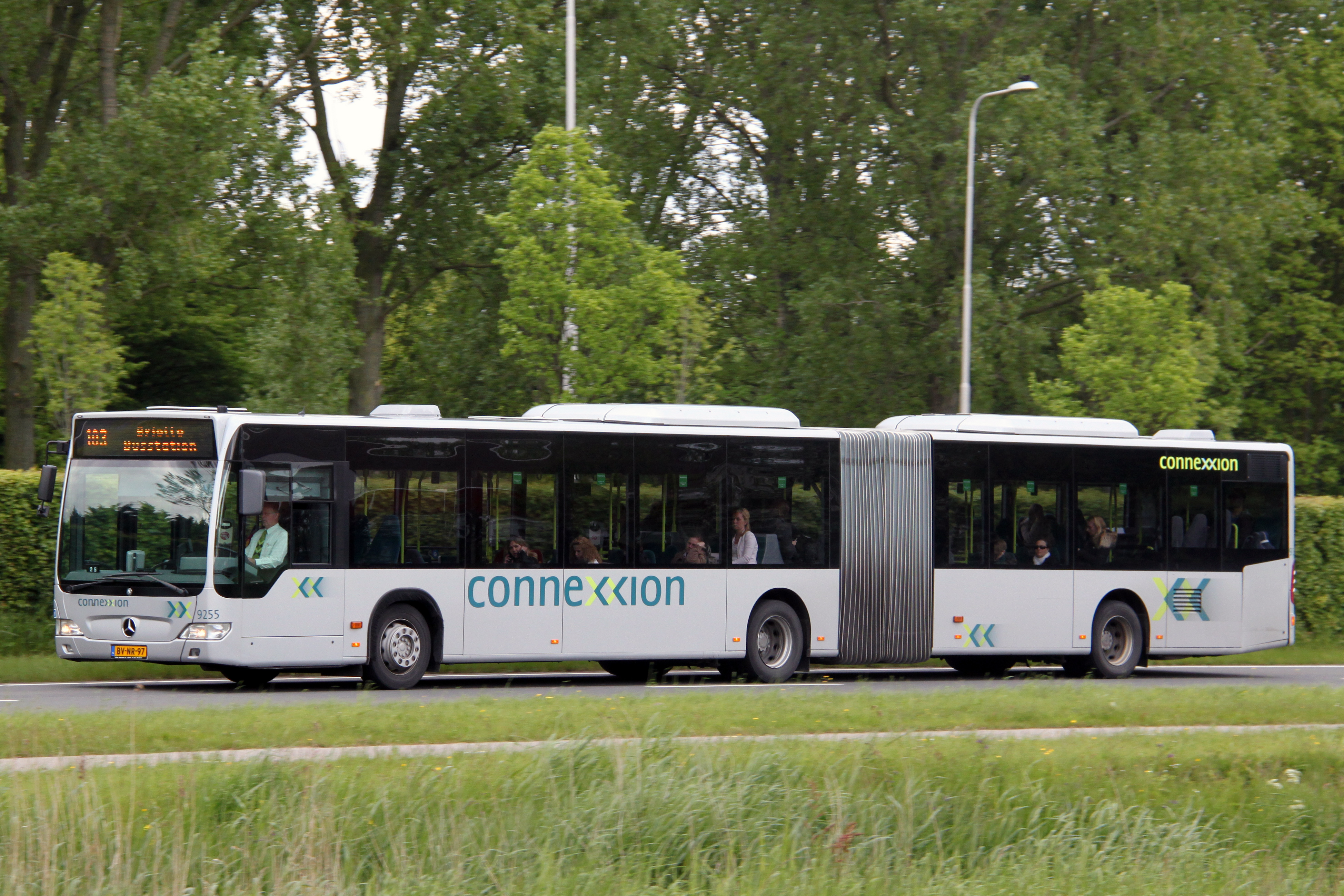

#### CitybusDordrecht(2007-2018)
Alle Arriva bussen van het type Heuliez GX 127 die dienst deden op de citybus 10 in Dordrecht hadden een witte basis met een blauwe achterkant. Tussen het witte deel en blauwe deel liep een rode band in de vorm van een cirkel vanaf de voorkant van de bus tot ongeveer halverwege. Het blauwe en rode deel werd gescheiden door een dunne witte streep. Op de zijkant van de bus, tegen de achterkant aan stond in het wit de tekst Dordt en tegen de voorkant stond in het rood de tekst City en in het wit in een rode cirkel BUS. Deze bussen waren ook te vinden op lijn 2 omdat lijn 10 vaak gekoppeld was aan deze lijn.

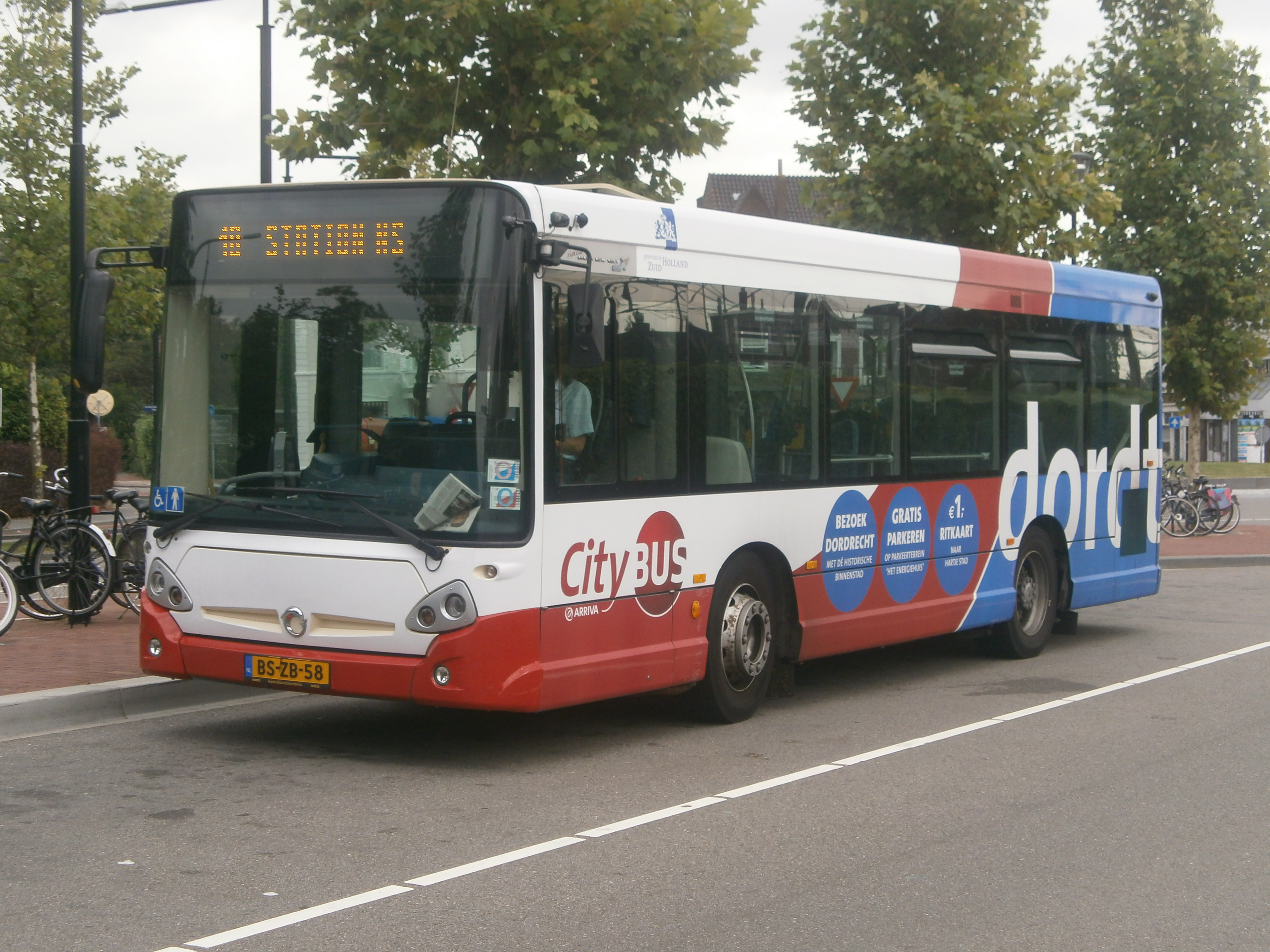

#### Stadsdienst Dordrecht hybride bussen (2011-2018)
Aquamarijn met een turquoise gekleurde halve cirkel op het voorste deel, gescheiden door een beige schuine streep van het groene achterste gedeelte. In het groene deel een "Hybride"-logo. Een soortgelijke huisstijl werd sinds 9 december 2012 voor Zuid-Holland Noord en Noord- en Zuidwest-Fryslân en Schiermonnikoog (dezelfde vormgeving, maar met twee tinten blauw en logo's van de provincie) ontwikkeld.

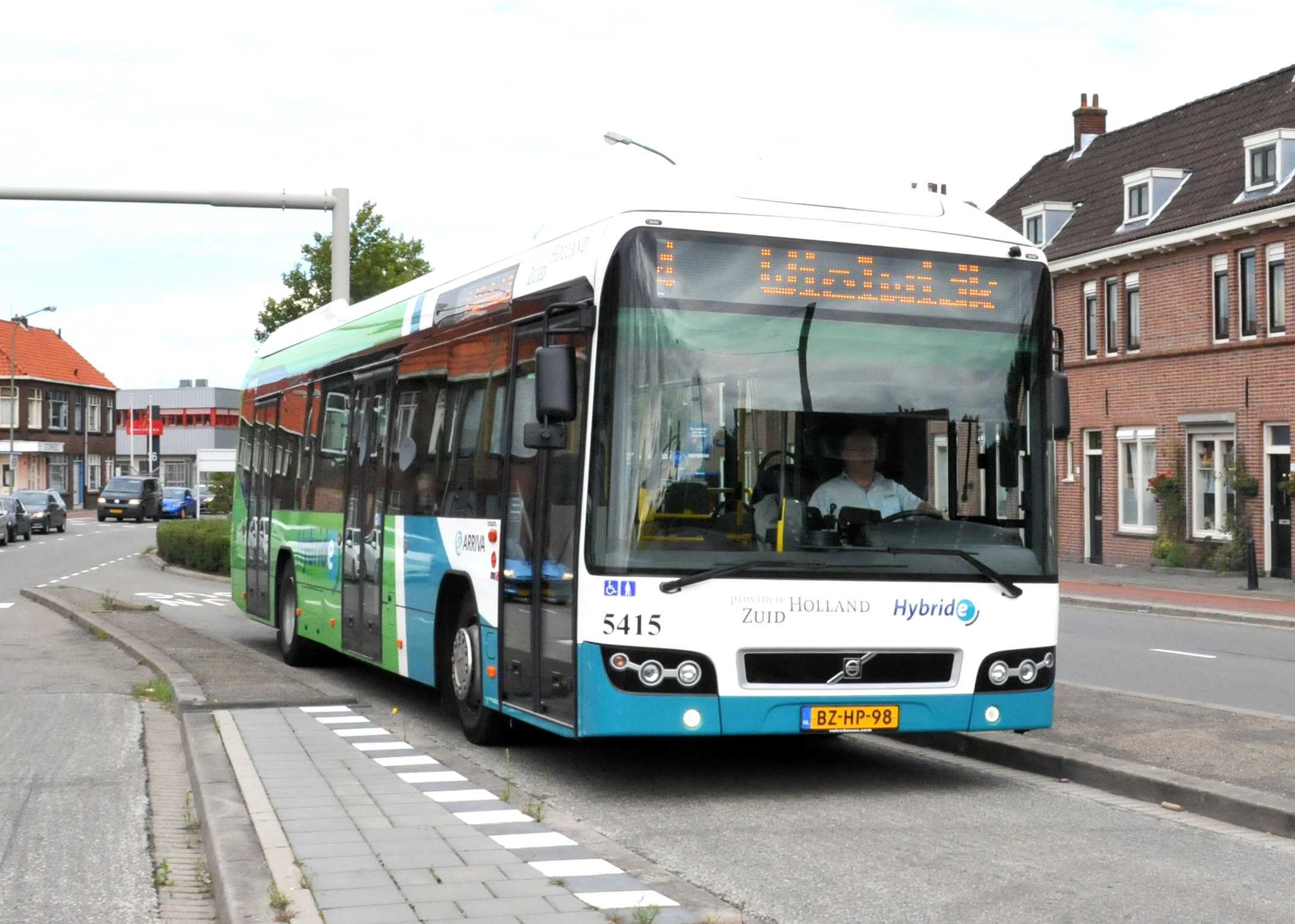

#### Zuid-HollandNoord (2012-2024)
Aquamarijn met een turquoise gekleurde halve cirkel op het voorste deel, gescheiden door een witte schuine streep van het groene achterste gedeelte. Op de bussen in concessie Zuid-Holland Noord staat op de zijkant achter een ronde cirkel, waarin een blauwe tulp en een molen verwerkt zijn.
Deze huisstijl lijkt op die van de hybride bussen in Dordrecht en (met andere kleuren) op die van de bussen in Noord- en Zuidwest-Fryslân en Schiermonnikoog. De hybride bussen in Dordrecht en Leiden hebben geen logo op de achterkant van de bus, maar hebben een logo met de tekst "Hybride" achter op de zijkant van de bus. De elektrische bussen in Leiden hebben logo's van de stad Leiden gekregen.

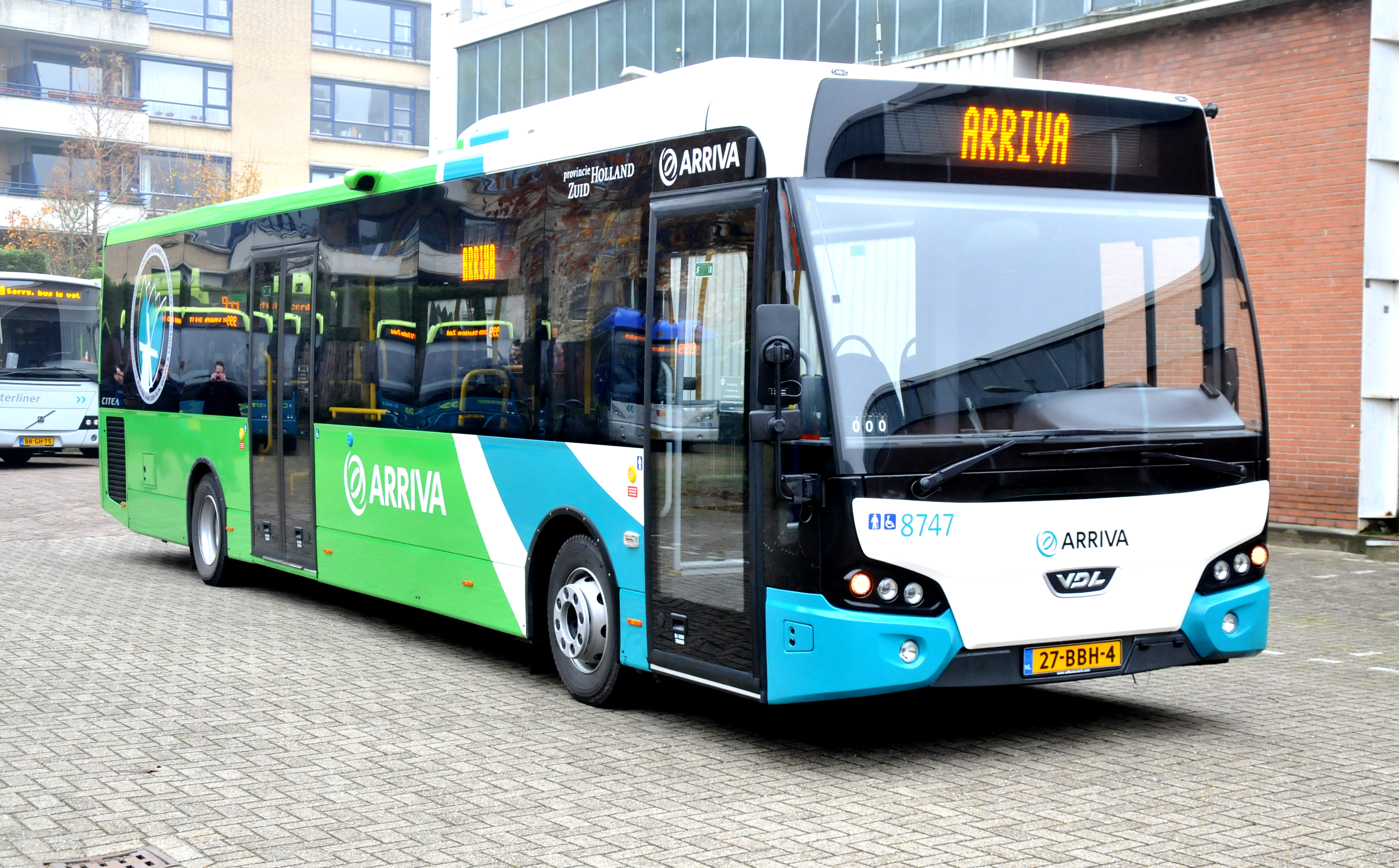
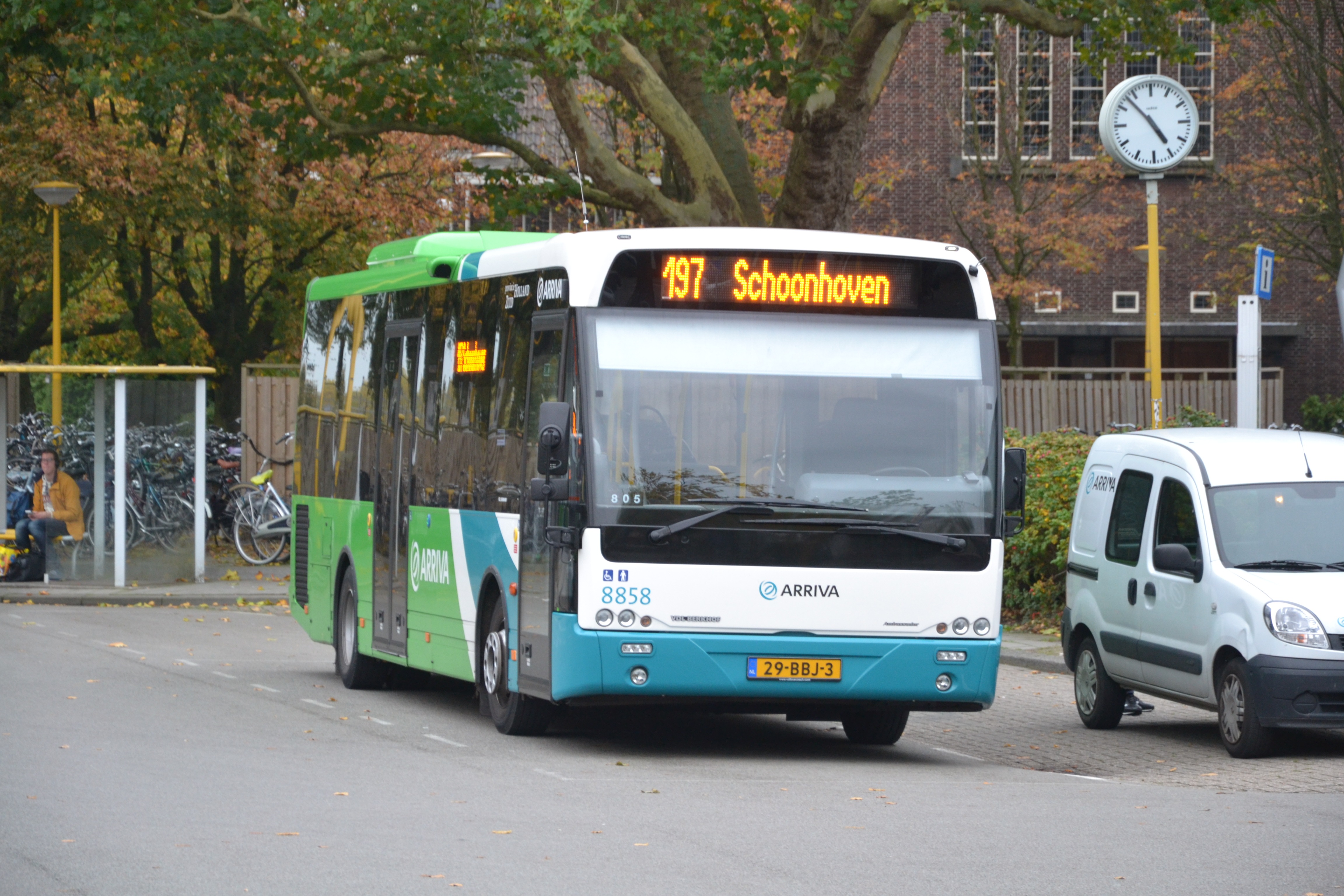
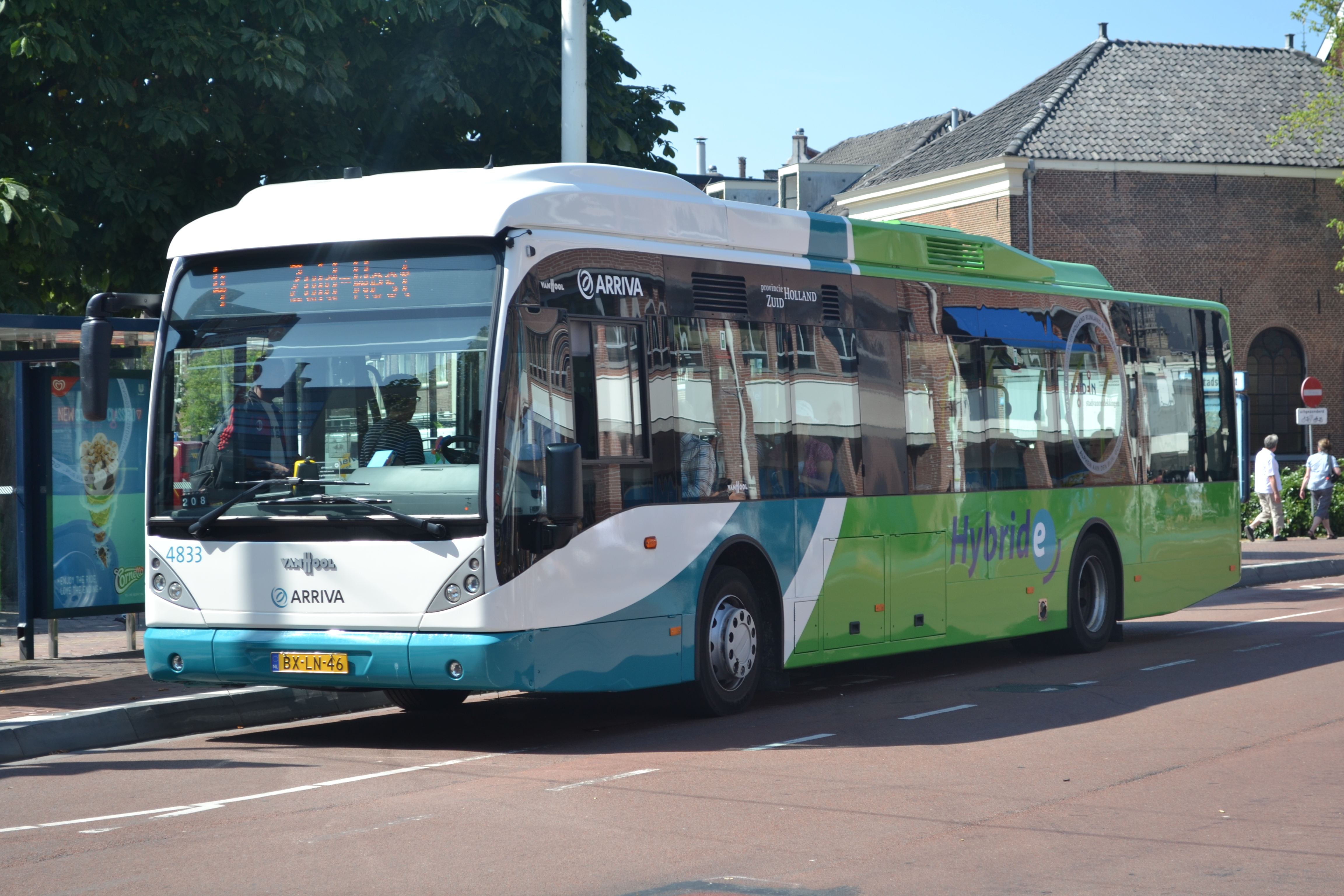

#### Drechtsteden, Molenlanden en Gorinchem (2018-heden) en Zuid-Holland Noord (2024-heden)
In de concessie Drechtsteden, Molenlanden en Gorinchem hanteert Qbuzz een viertal kleurstellingen (blauw, groen, geel en rood), die naast een grijze basiskleur gehanteerd worden. De huisstijl is afgeleid van de R-net huisstijl. Alleen is bij niet R-net lijnen het rood vervangen door groen (streek- en stadsBuzz), blauw (snelBuzz) of geel (buurtBuzz).
Per 15 december 2024 neemt Qbuzz de concessie Zuid-Holland Noord over van Arriva. In deze concessie hanteert Qbuzz dezelfde huisstijl als die in Drechtsteden, Molenlanden en Gorinchem. Ook wordt flexBuzz geïntroduceerd, de flexBuzz huisstijl wordt gedeeld met buurtBuzz.

### Utrecht

#### Voor U(2008-2013)
Alle bussen van Connexxion in het BRU gebied (Regio- & spitsvervoer Utrecht) waren kanariegeel met een grijs en bruin vlak op het achterste deel. Een groot deel van de trams in het BRU-gebied waren kanariegeel met een grijs vlak op het middengedeelte.

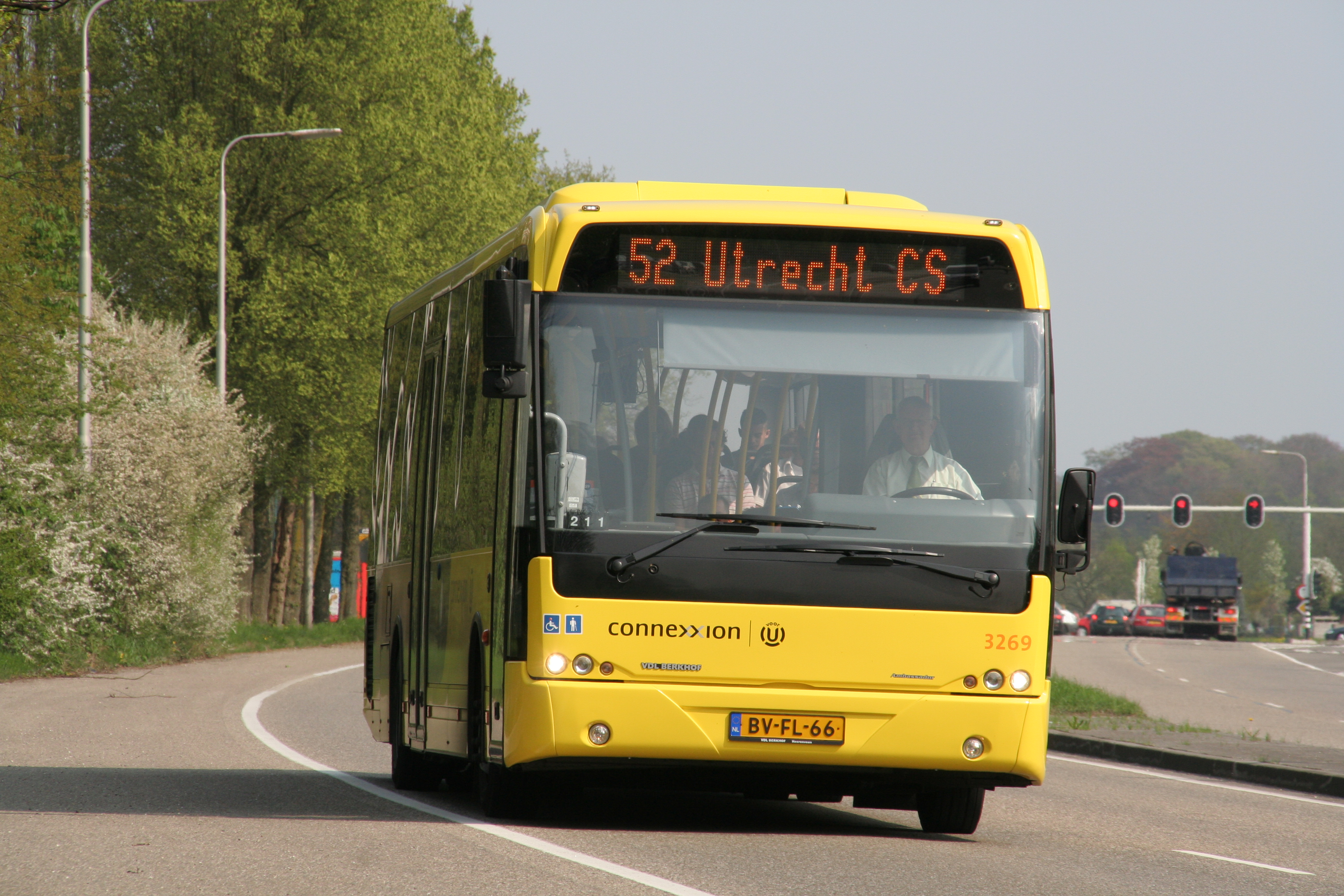
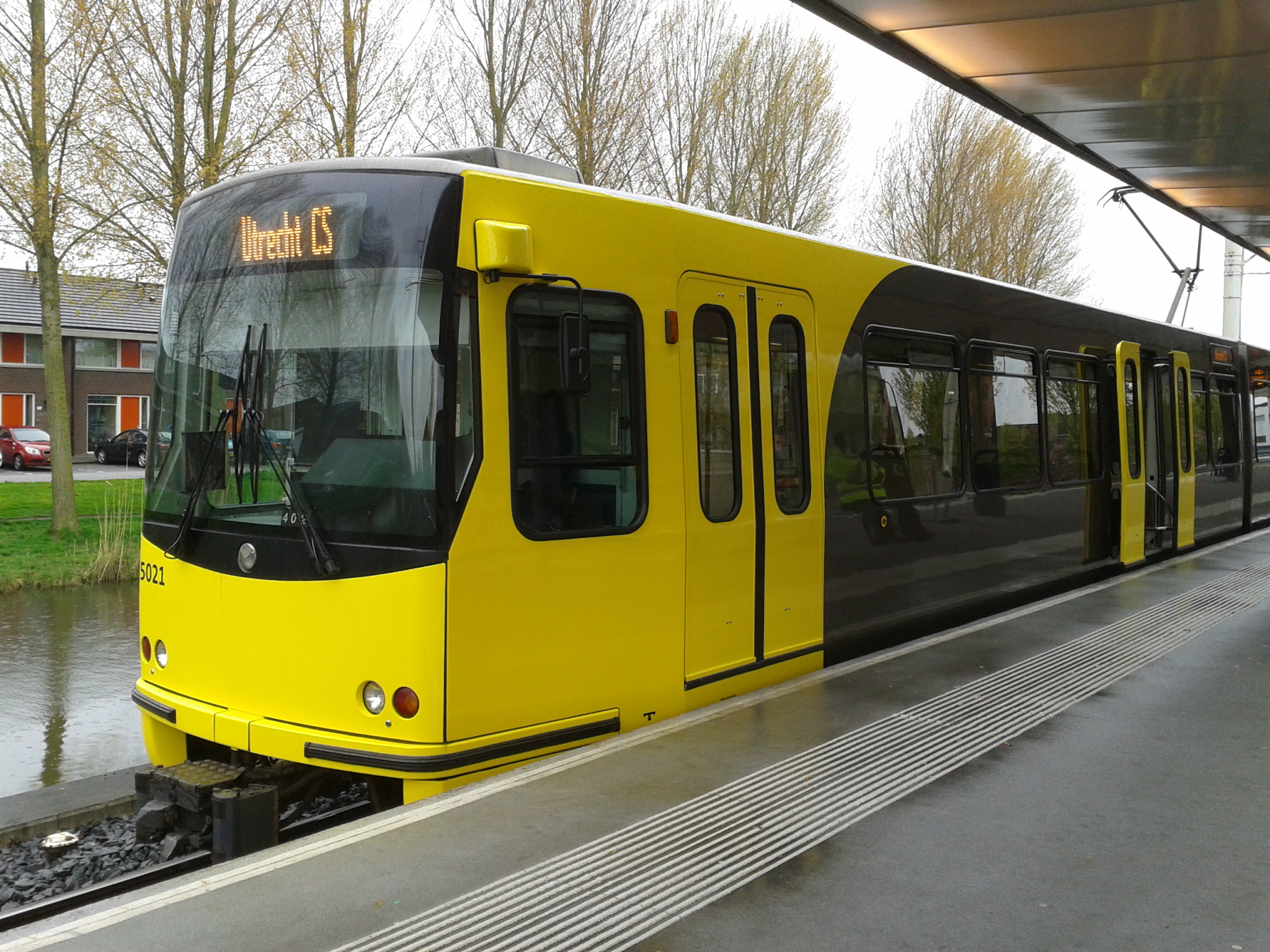

#### U-OV(2013-heden)
Alle bussen en trams van Qbuzz rijden in het BRU-gebied in een geel/grijsbruine huisstijl met oranje opschriften. Deze huisstijl werd geïntroduceerd op 8 december 2013 en is op de logo's na vrijwel identiek aan de vorige huisstijl. De naam van de vervoersmaatschappij staat alleen nog in het klein op de achterkant. Het vervoer wordt uitgevoerd onder de merknaam U-OV.
Een vernieuwde huisstijl van U-OV werd ingevoerd op 15 december 2019, deze werd tegelijk gelanceerd met de U-link huisstijl. De U-link huisstijl heeft echter grijze basis in plaats van een gele basis.

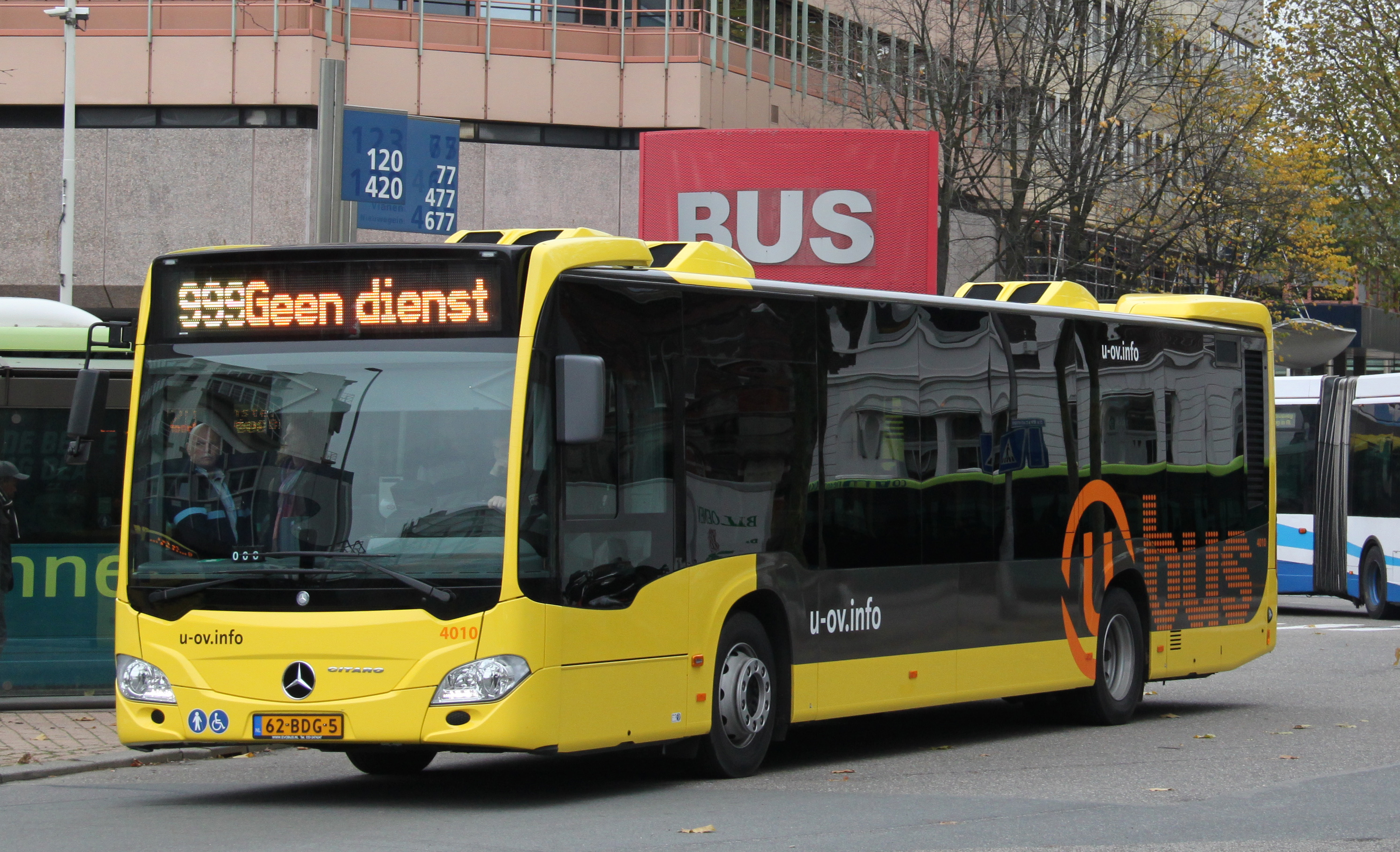
   De bussen in het BRU-gebied zijn kanariegeel met bruingrijs. Verder dragen ze oranje U-OV logo's.
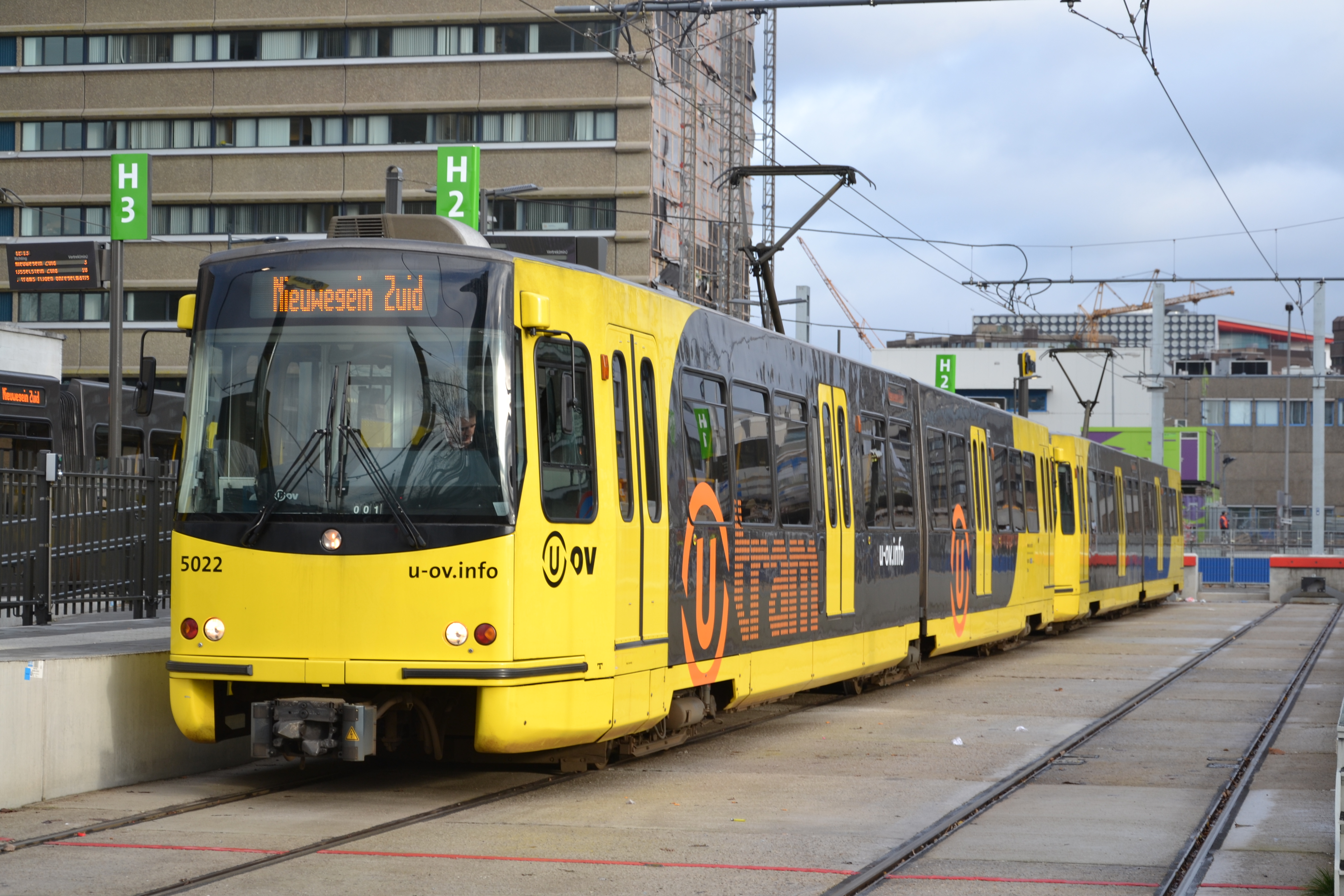
Alle Utrechtse sneltrams zijn kanariegeel met een grijs vlak op het middengedeelte. Verder dragen ze trams oranje logo's van U-OV.
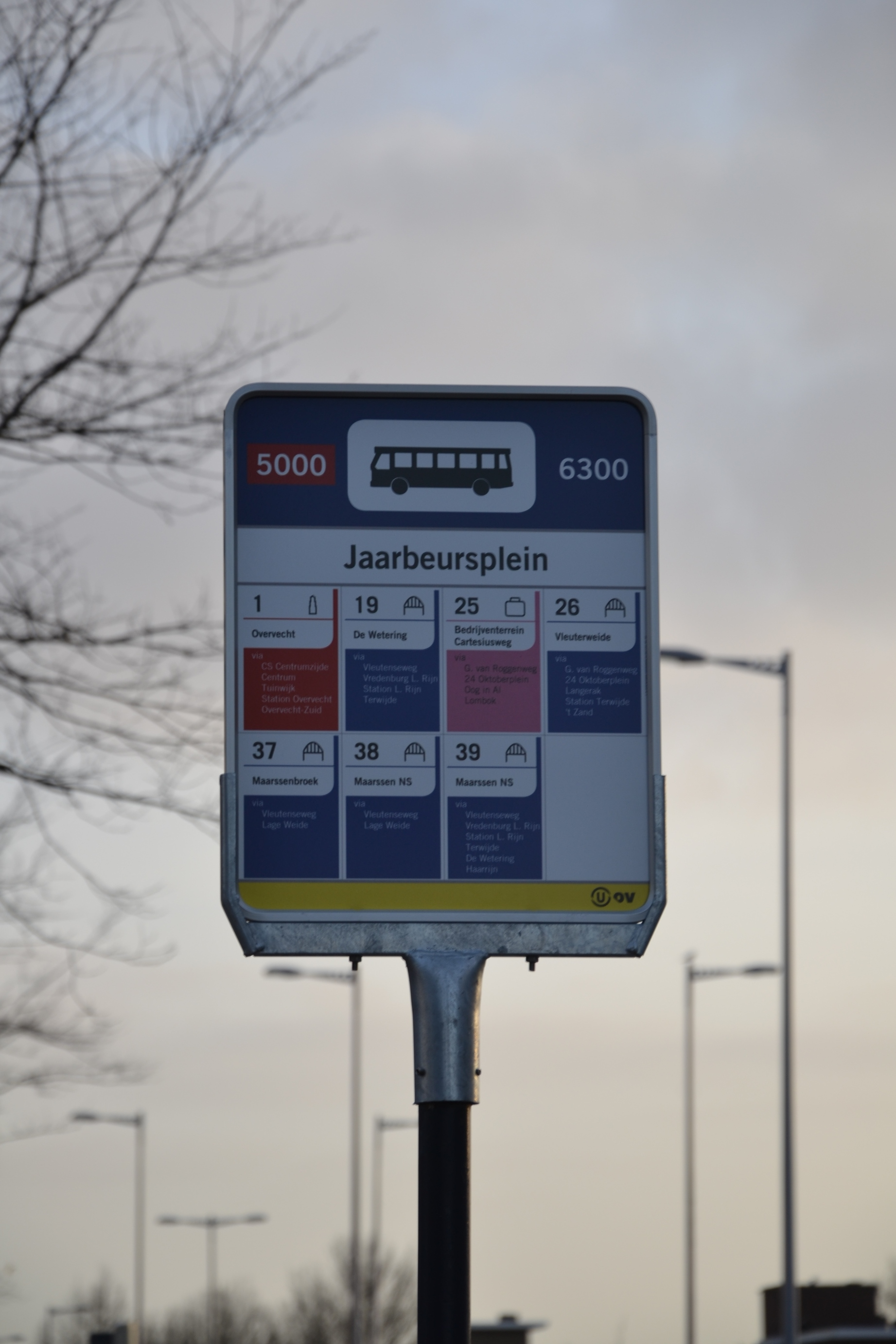
Bushalte met de bestemmingskleuren van U-OV
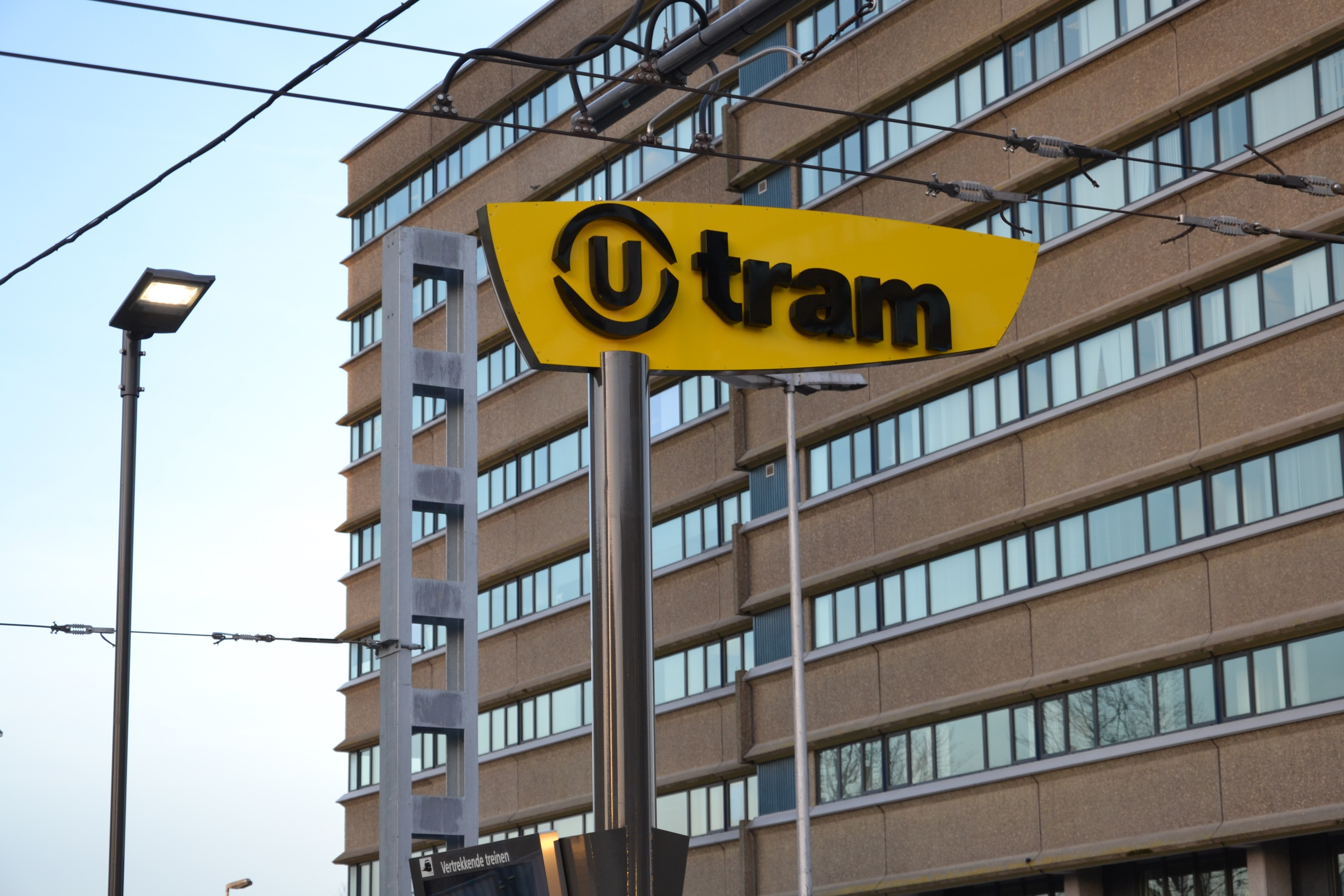
Bord met het logo van U-Tram

#### Syntus Utrecht (2017-heden)

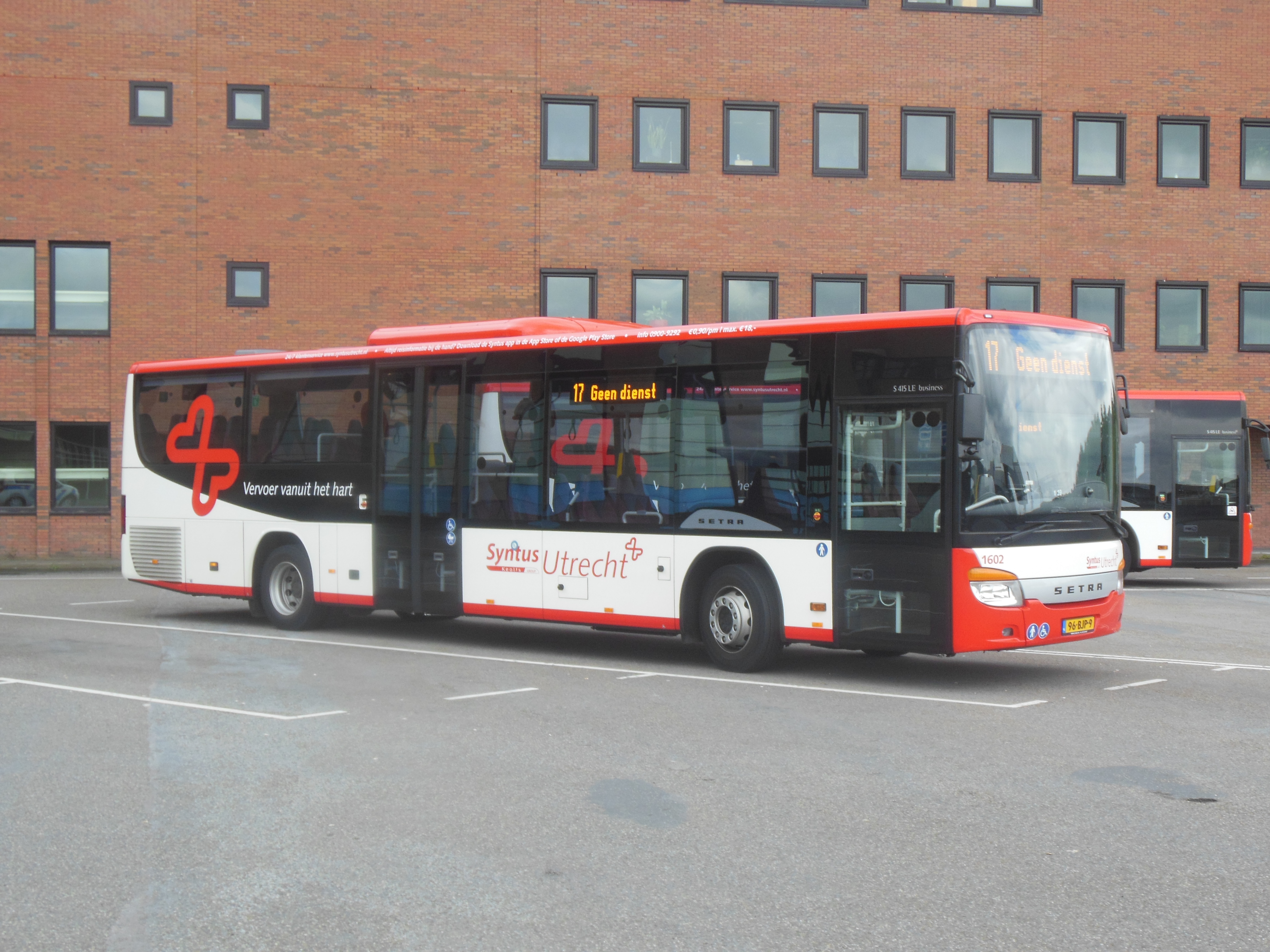

#### U-link(2020-heden)
Een deel van de bussen in de provincie Utrecht rijden in een zwart/grijze huisstijl met oranje opschriften. Deze huisstijl werd geïntroduceerd op 15 december 2019. De naam van de vervoersmaatschappij staat in het klein op de achterkant. Het vervoer wordt uitgevoerd onder de merknaam U-OV. Deze huisstijl wordt alleen gebruikt op de U-link lijnen.

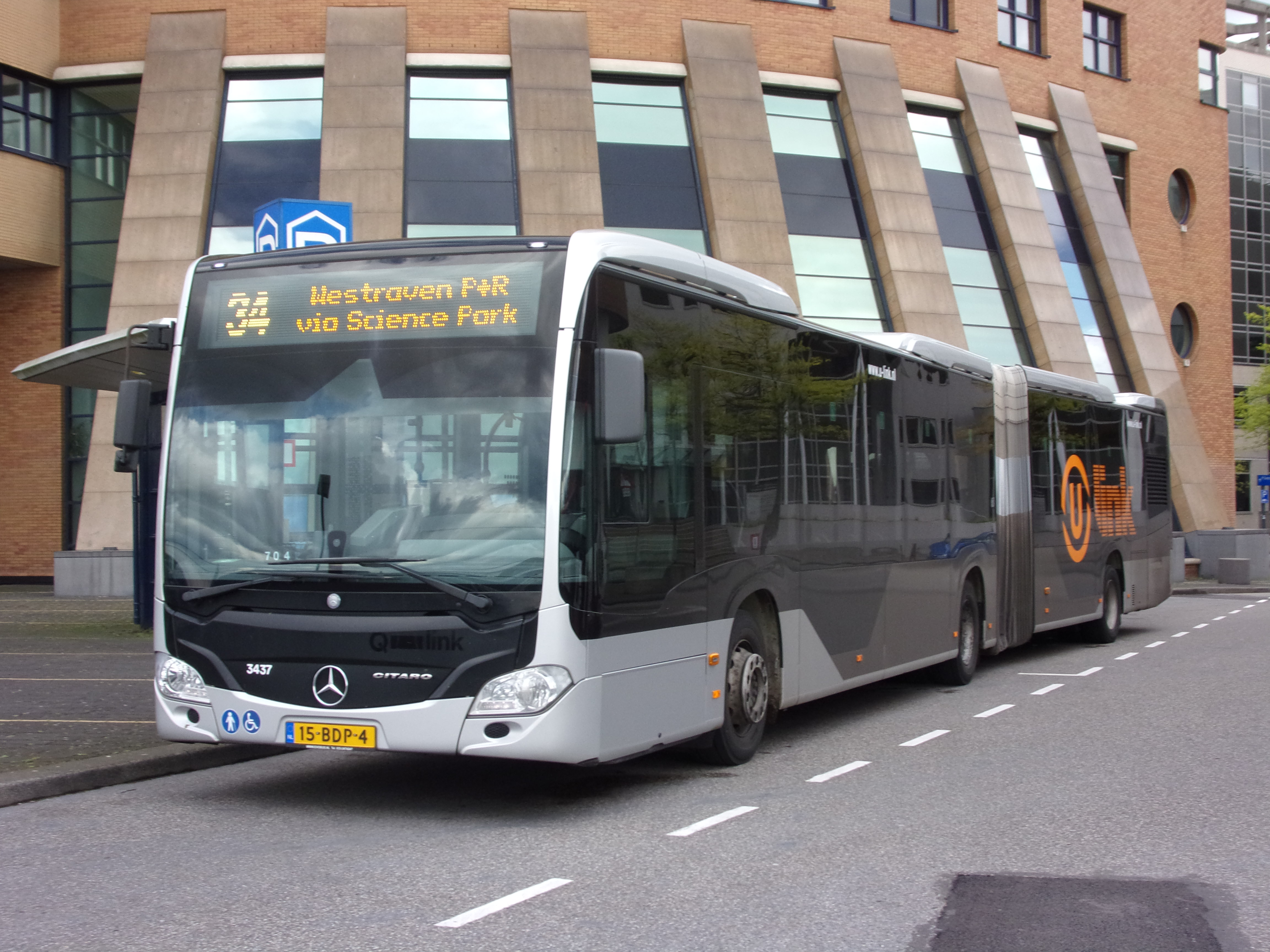

### Zeeland
In Noord-Zeeland en Zeeuws-Vlaanderen hebben de Connexxion bussen tot juli 2015 nog in de eigen huisstijl gereden.

#### Midden-Zeeland(2009-2015)
Alle bussen van Connexxion die in deze concessie reden waren zuiverwit met donkergroene Connexxion logo's.

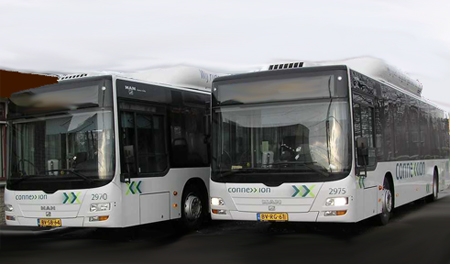

#### DoorZeeland(2015-heden)
Zuiverwit met Zeeuwse landschapskenmerken. Deze huisstijl werd geleidelijk aan in 2015 ingevoerd op alle Connexxion bussen in Zeeland.

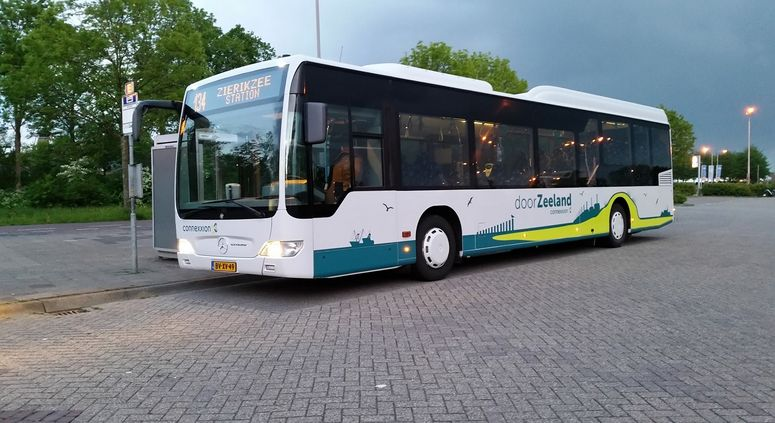
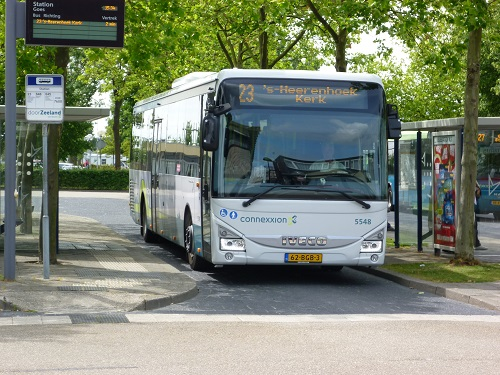
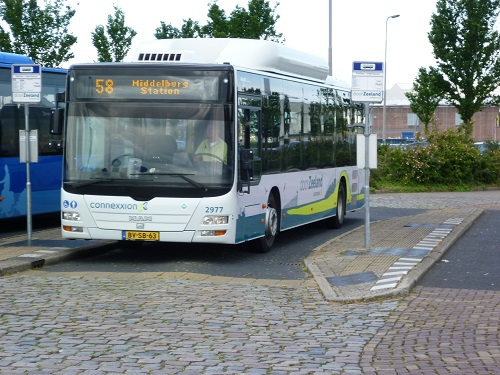

#### Grijze Interliner lijn 395(2002-2015)
Deze huisstijl van de Interliner werd tot medio 2015 door Connexxion gebruikt op lijn 395 Zierikzee Busstation - Rotterdam Zuidplein (concessie Zeeland). De huisstijl was tussen 2002 en 2012 de standaardhuisstijl van alle Connexxion Interliners.

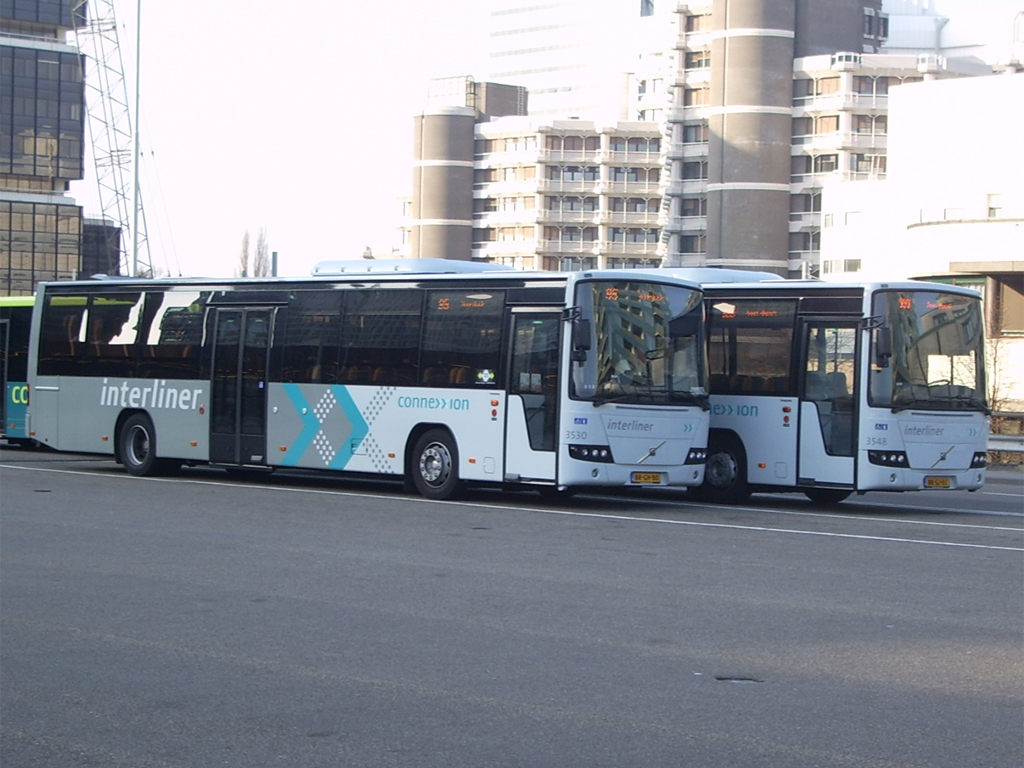

### Noord-Brabant
In Noord-Brabant rijden geen enkele vervoerder nog in de vervoerdersgebonden huisstijl. Alle bussen rijden in de kleuren die zijn vastgesteld door de provincie Noord-Brabant.

#### Sneltreinbus(1986-1994)
Alle bussen van de BBA die op dit traject reden hadden een gele basis met blauwe diagonale vlakken achteraan op de zijkant van de bus. Deze huisstijl verdween na de introductie van de Interliner.

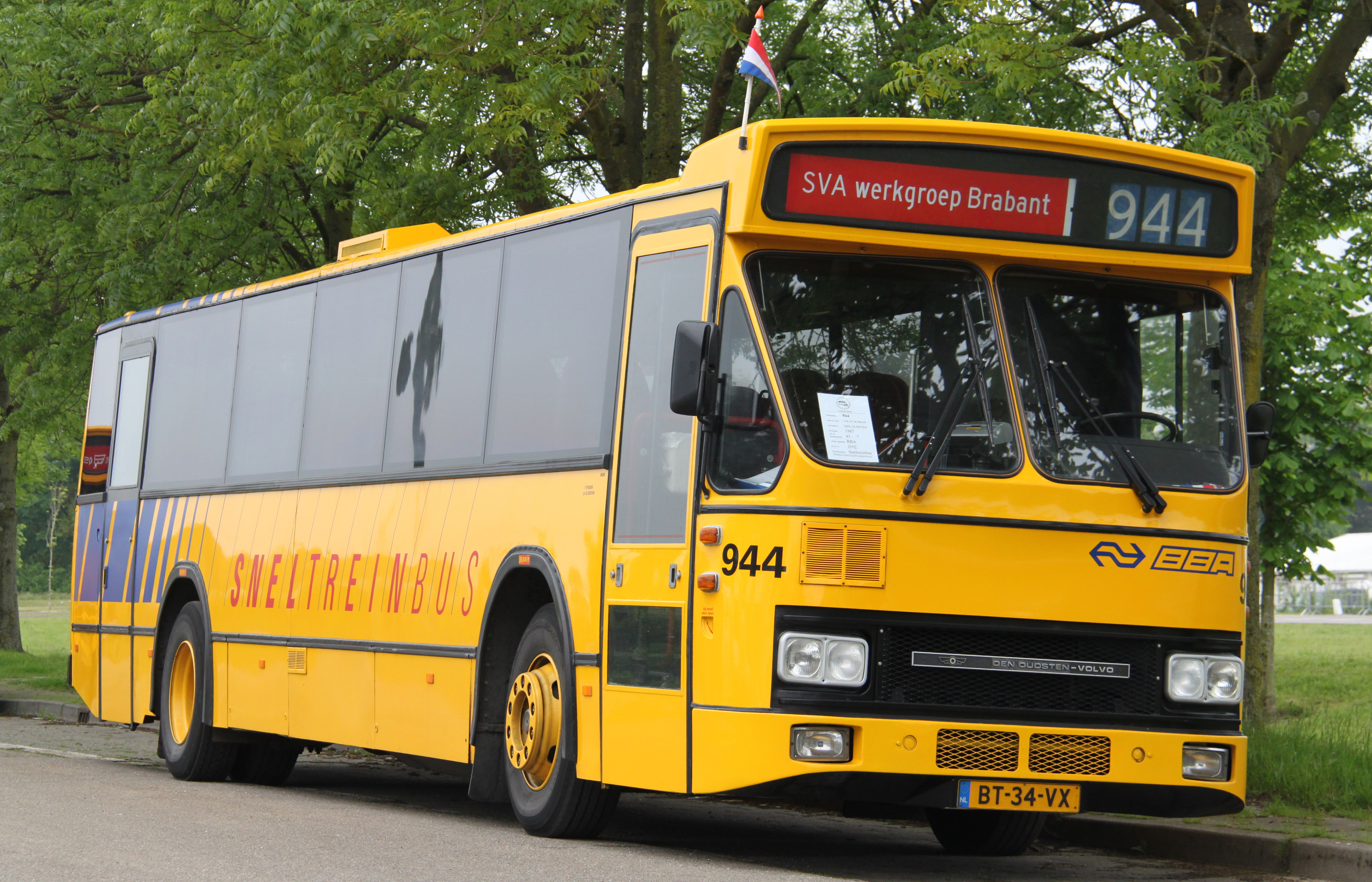

#### StadsdienstBreda(??-2006)
Stadsbus van Breda van de BBA. Deze huisstijl bleef van toepassing totdat Veolia Transport alle nieuwe Volvo 7700-bussen in Brabantse huisstijl in 2006 in dienst kon nemen. Alleen de Van Hool A330-bussen werden voorzien van deze huisstijl en de bussen hadden een blauw/paarse basis met een roze en witte lijn onder de ramen. Ook waren de bussen voorzien van het logo van de stad Breda in het roze en stond op elke bus in witte letter "Stadsbus Breda" op de voor- en achterkant van de bus.

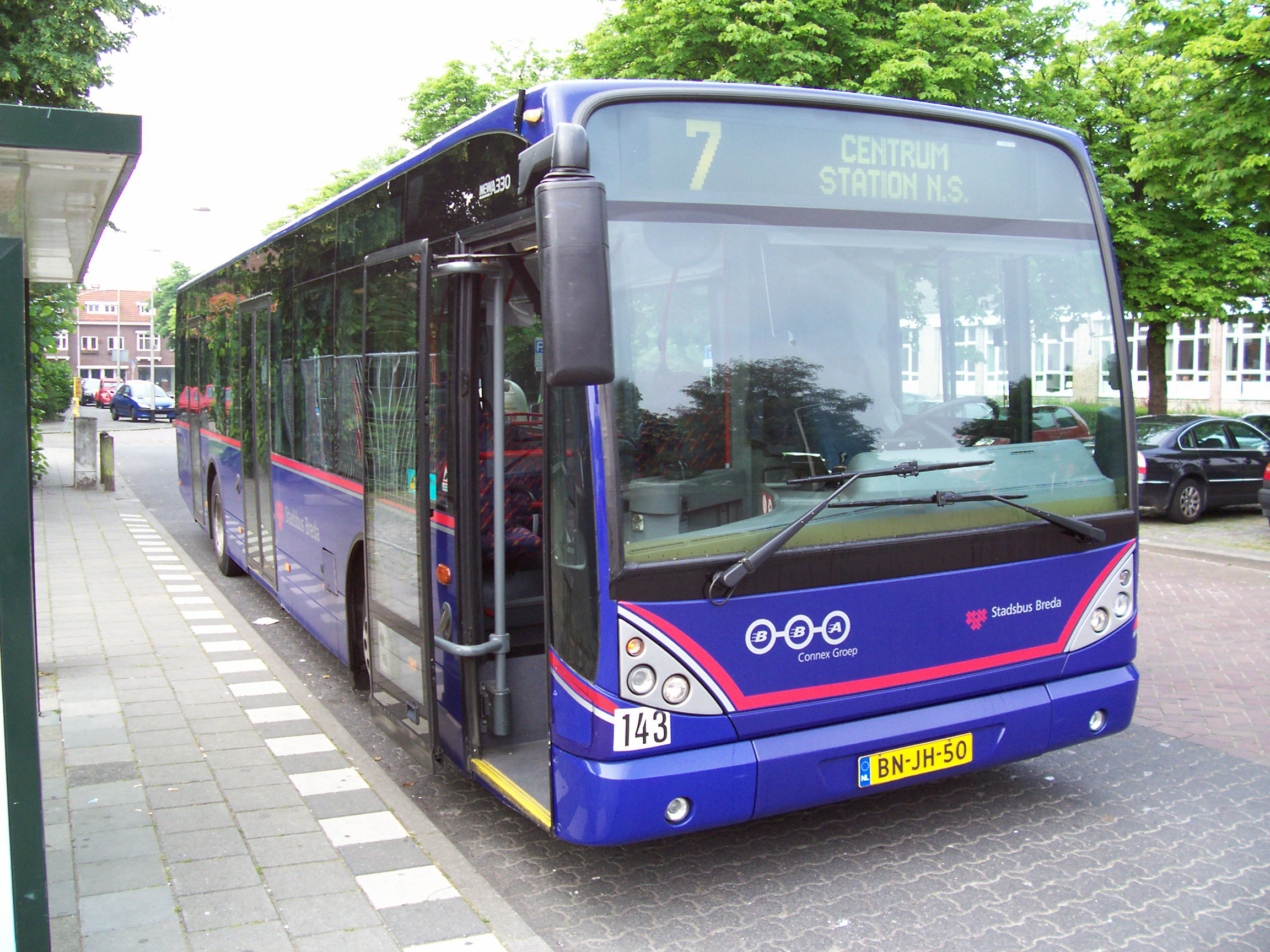

#### Citybus Brabant(??-2006)
In enkele steden in Brabant reden bussen in speciale Citybus-kleuren. Deze BBA-bussen hadden een witte basis met gele vlak onder de ramen voor de voorste helft van de bus en een blauwe vlak voor de achterste helft van de bus. Sommige bussen hadden geen witte basis, maar waren geheel geel en blauw of hadden in plaats van een gele bumper, een blauwe of paarse bumper.

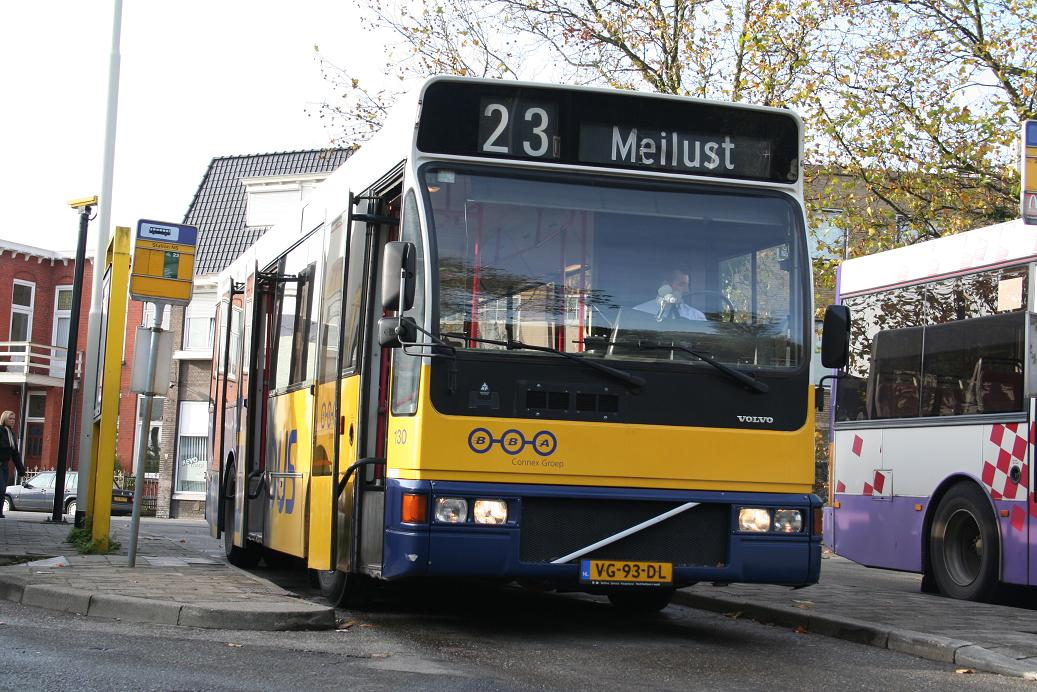

#### T-BusTilburg(??-2006)
Stadsbus van Tilburg van de BBA. Deze huisstijl bleef van toepassing totdat Veolia Transport alle nieuwe Volvo 7700-bussen in Brabantse huisstijl in 2006 in dienst kon nemen. De bussen hadden een blauwe basis met een witte T, groene Bus-letters en een schuine T in een blauwe lijn en een groene lijn, waarvan de groene lijn uitliep in een gestreepte lijn van meerdere kleuren tot de achterkant van de bus. De gestreepte lijn had van voor naar achteren, de kleuren: groen, geel, geeloranje, oranje, rood.

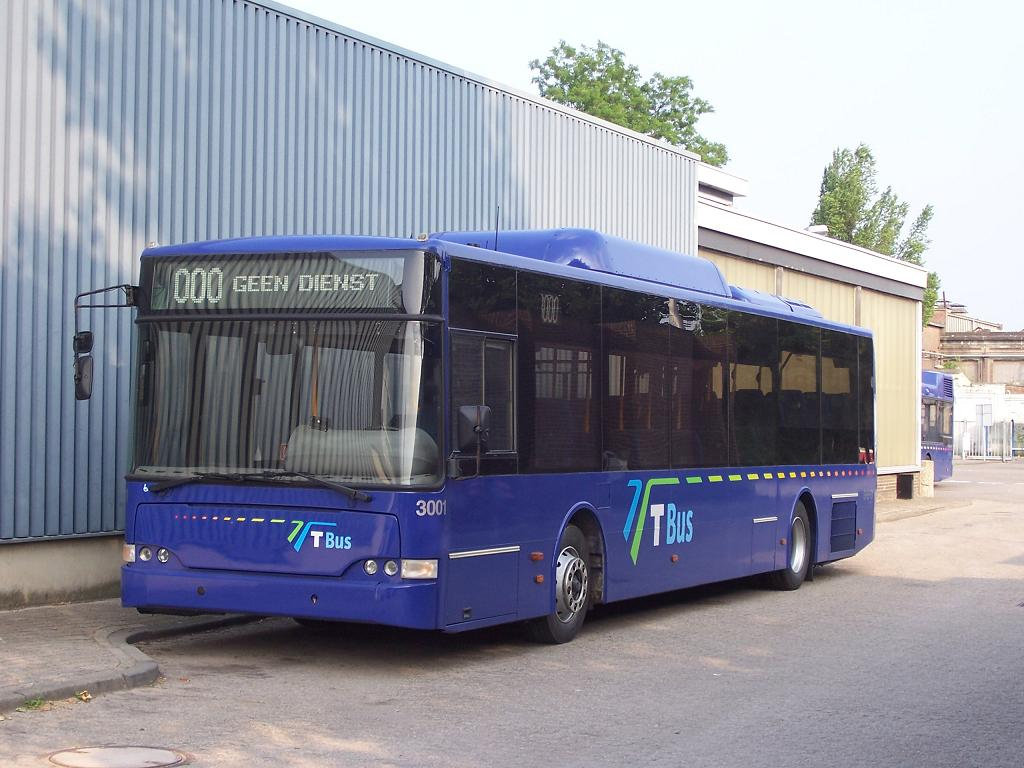

#### Provinciebussen (2007-heden)
Alle bussen van Arriva (en tot en met 2014 ook van Veolia), behorende tot de concessies Oost- en West- Brabant (en tot en met 2014 ook de concessies Meierij en Midden-Brabant) en Hermes, behorende tot de concessie Zuidoost-Brabant, hebben een verkeersrode voorkant. Dit rode vlak loopt aan de zijkanten door in een schuine lijn van 45 graden vanaf het midden van het voorste wiel naar de bovenkant van de bus. Het rest van de bus is aan de onderkant lichtgrijs en aan de bovenkant rijnwit. De scheidingslijn tussen lichtgrijze vlak en witte vlak is de bovenkant van de ramen. De vlakken lopen door tot en met de rode vlak. Eventueel diefzwart voor raamontsluiting en platinagrijze schortplaten (alleen de Bravodirect bussen, enkele gelede bussen en de nieuwe Brabantliner bussen). Het grijs in diamant is platinagrijs. Enkele bussen van BBA en Hermes reden voor de aanbesteding in 2005 al rond in deze kleurstelling bij wijze van proef.

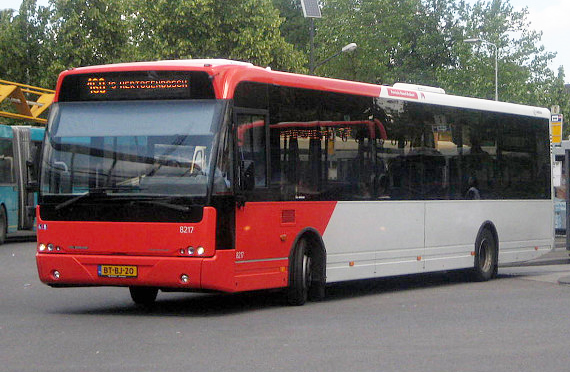
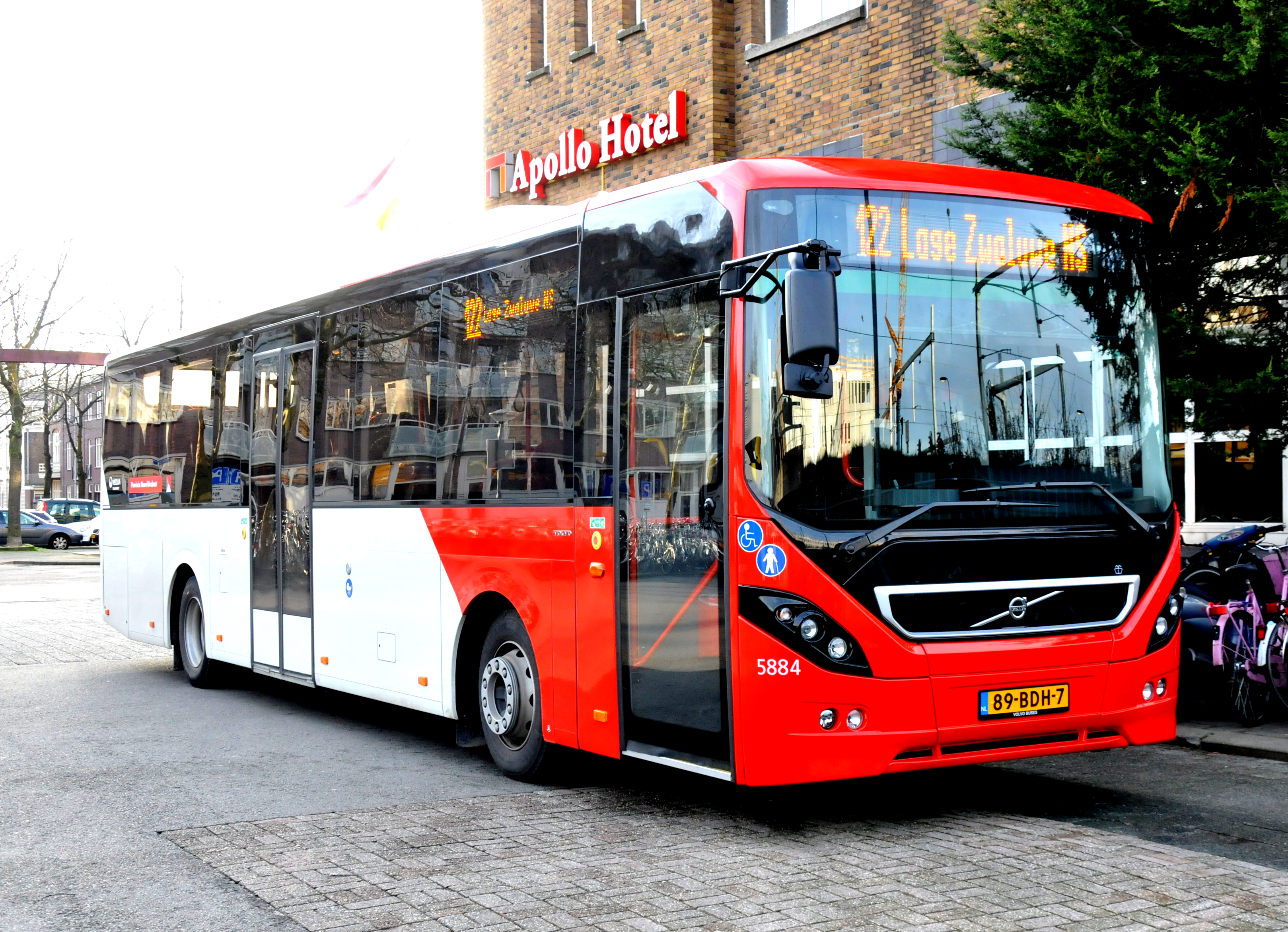
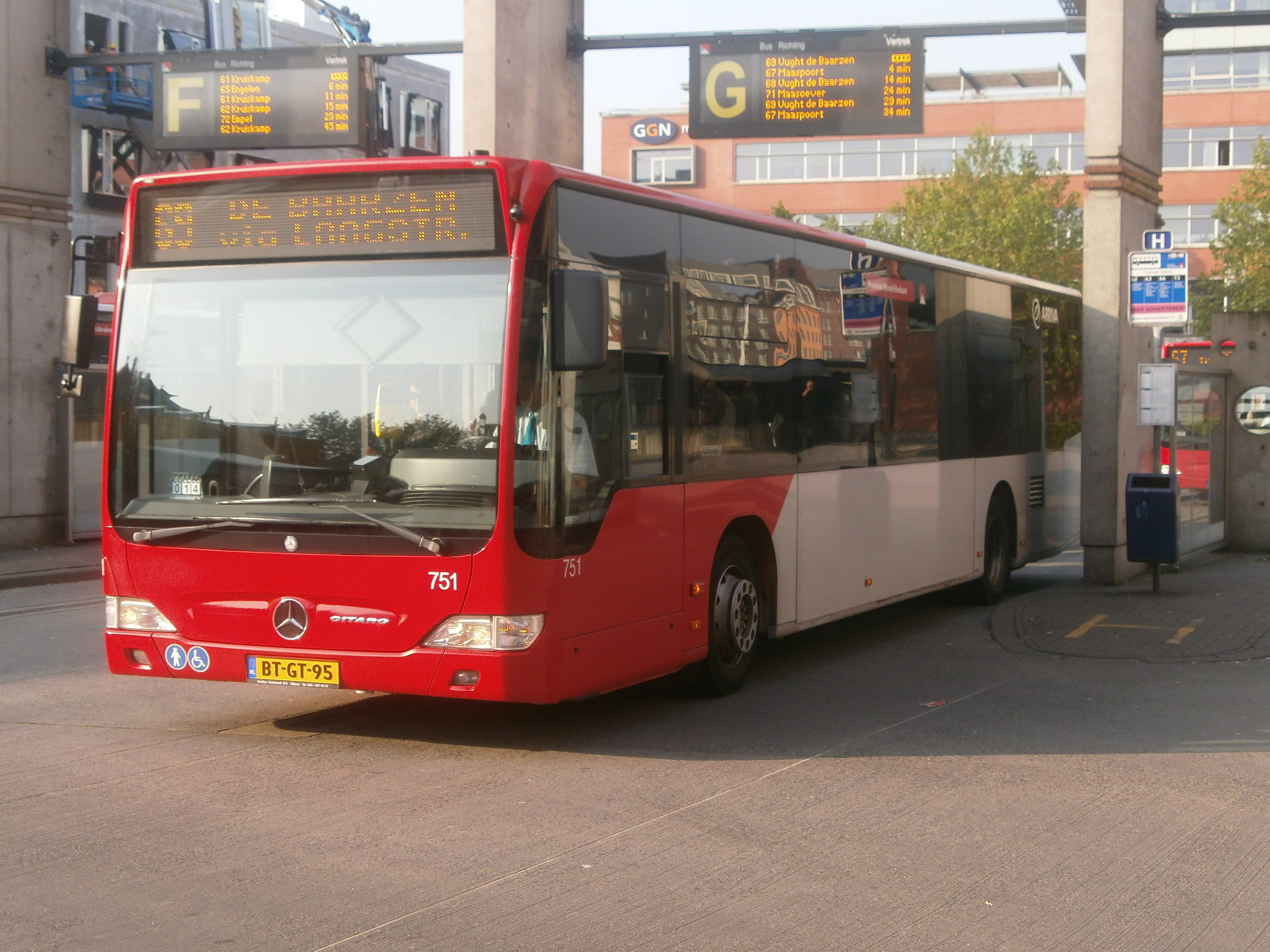
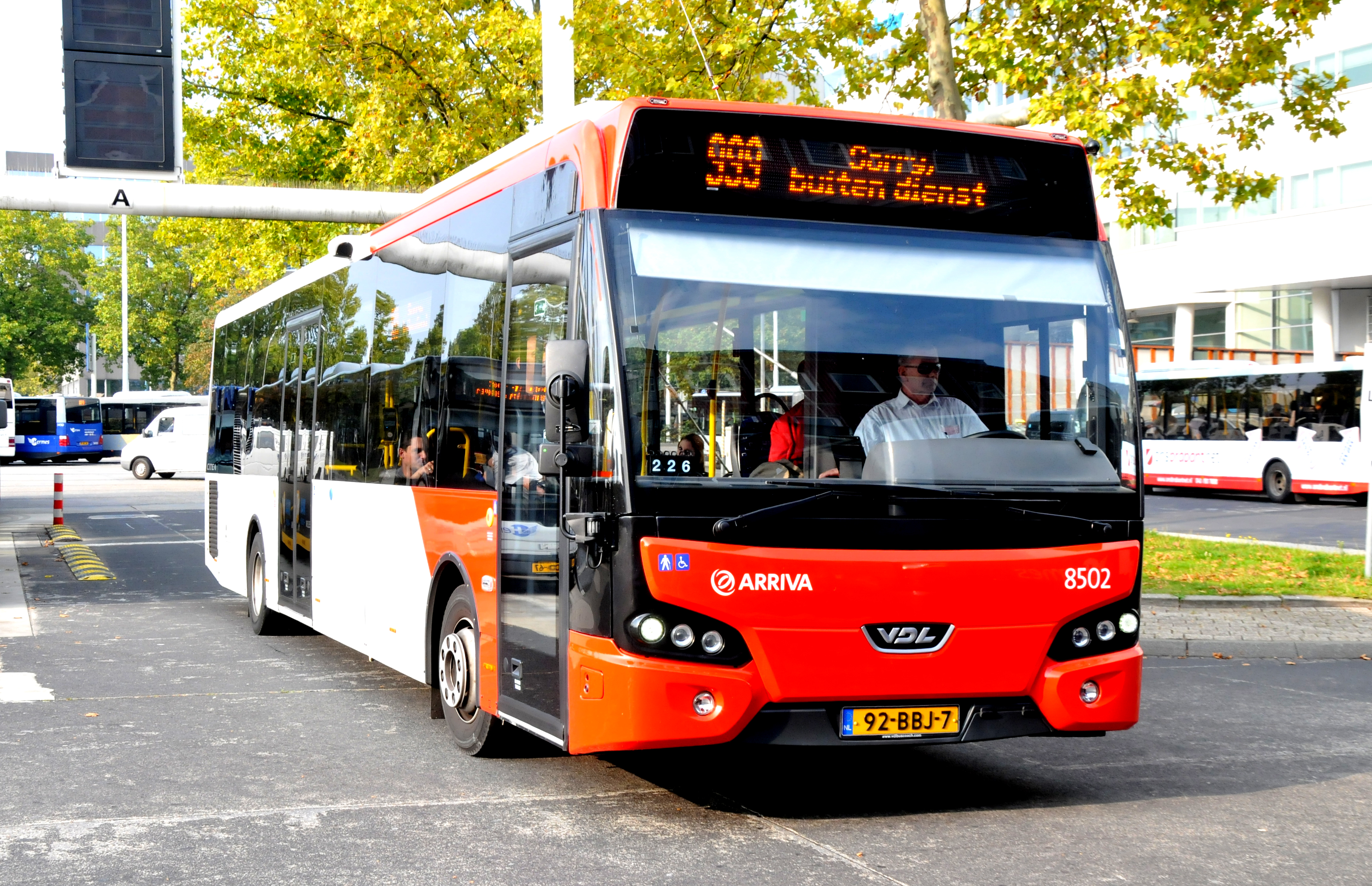

#### Brabantliner(2007-2009)
De Brabantliners hadden aanvankelijk de volgende huisstijl:
Een verkeersrode voorkant. Dit rode vlak liep aan de zijkanten door in een schuine lijn van 45 graden vanaf het midden van het voorste wiel naar de bovenkant van de bus. De zijkanten van de bussen waren donkerpaars met op het voorste deel een wit vlak (halve cirkel) met daarin een paars logo van de Brabantliner. In 2009 werden de Berkhof Ambassador bussen alweer vervangen door nieuwe Volvo 8700, omdat de Ambassadors ongeschikt bleken voor de Brabantliner. Meteen kreeg de Brabantliner een nieuwe huisstijl.

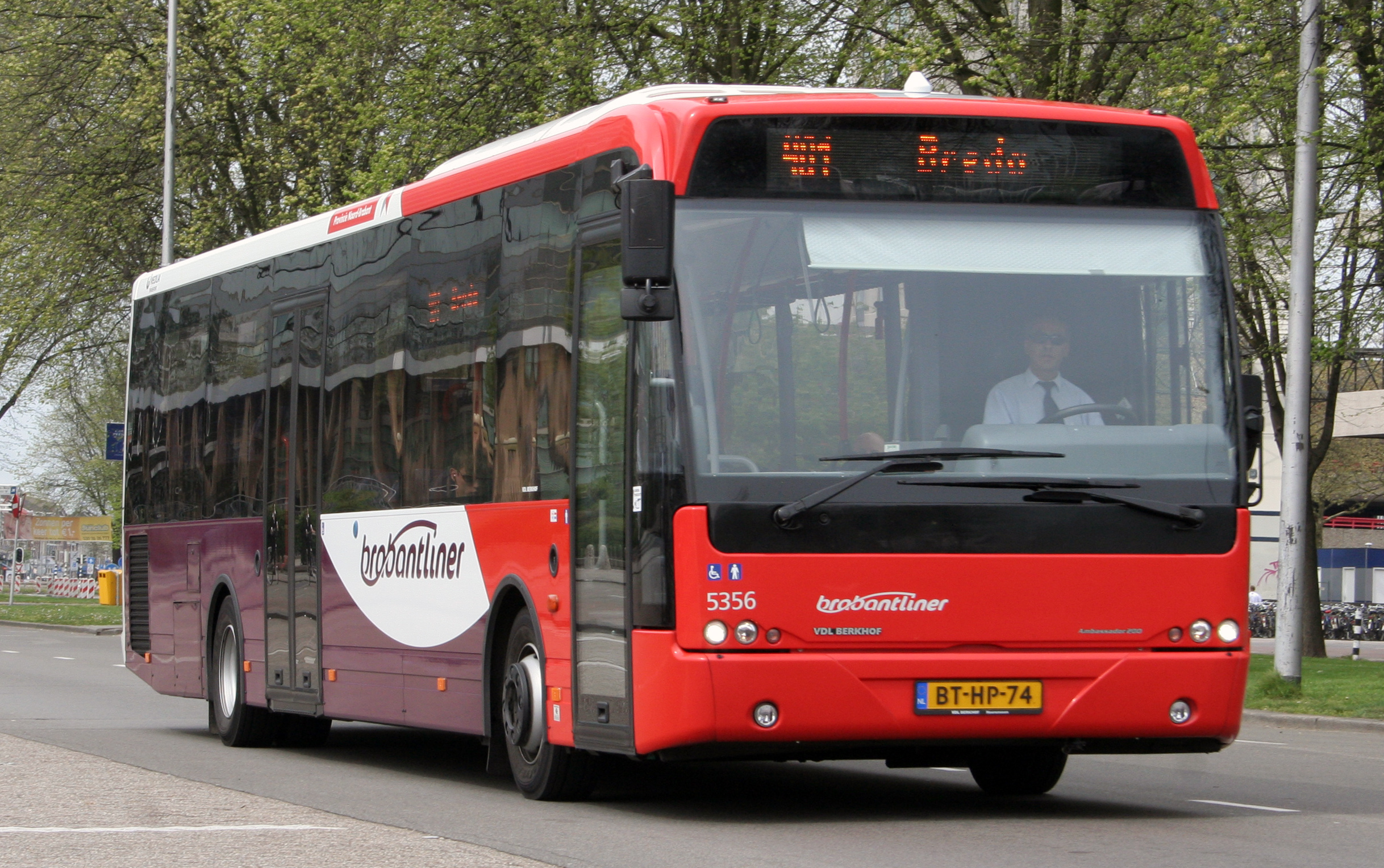

#### Brabantliner(2009-heden)
De huidige huisstijl van de Brabantliner dateert van 2009. Alle bussen op deze lijnen hebben een verkeersrode voorkant. Dit rode vlak loopt aan de zijkanten door in een schuine lijn van 45 graden vanaf het midden van het voorste wiel naar de bovenkant van de bus. Op de voorkant van de bus loopt een witte baan onder een van 45 graden vanaf het midden van de voorkant naar rechts toe. Tussen het rode en grijze vlak loopt een witte band onder een hoek van 45 graden naar achteren toe. De rest van de bus is lichtgrijs, afgewisseld met dunne witte strepen. De schotplaten van de bus zijn donkergrijs.

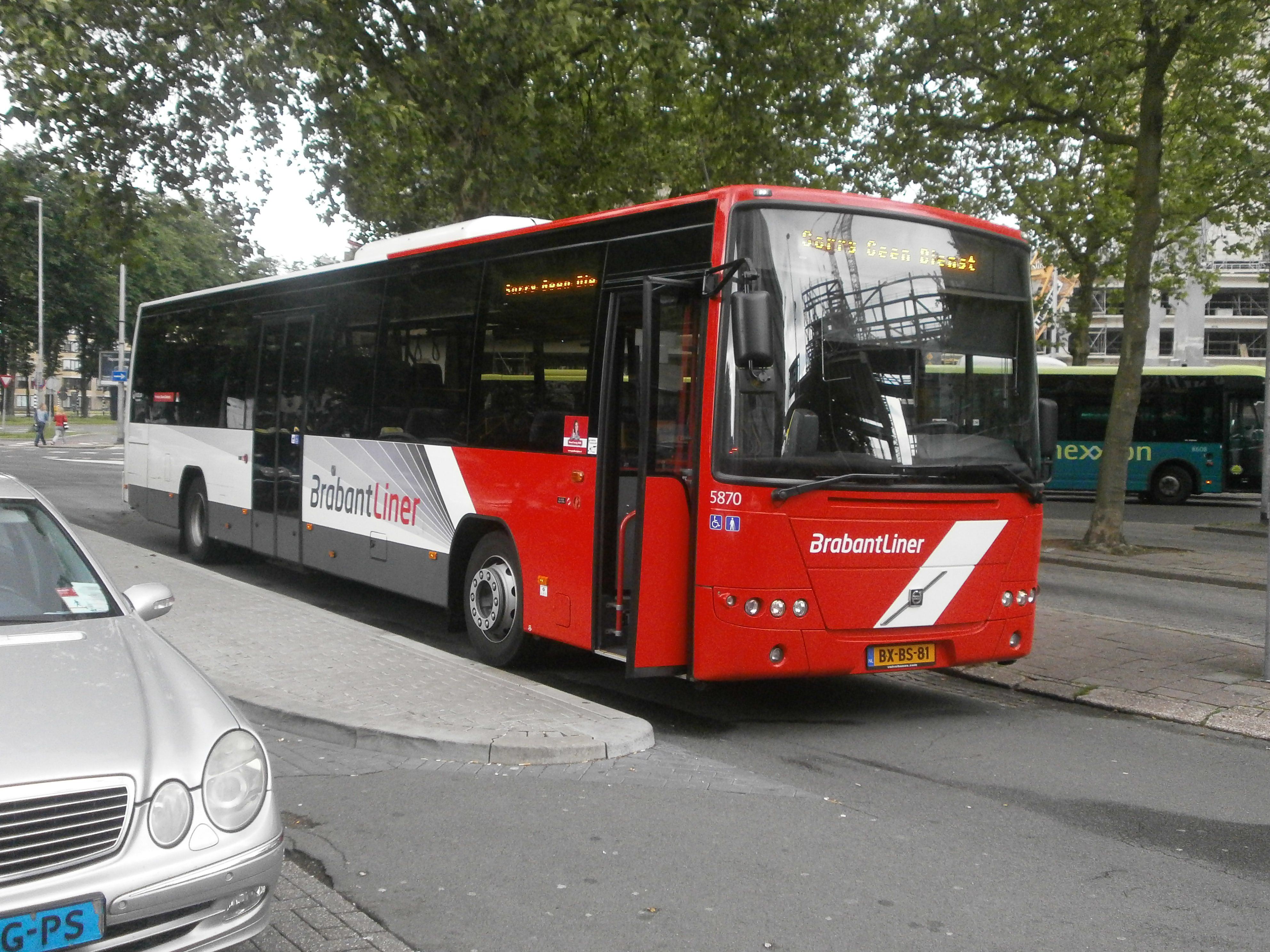

#### Airport ShuttleEindhoven (2013-2016)
De bussen op lijn 400 van Eindhoven Centraal naar Eindhoven Airport, de zogenoemde Airport Shuttle, dragen een blauwe basis met witte figuren op de zijkant. De blauwe kleuren lopen in een diamantvorm over de hele bus heen en over elkaar.

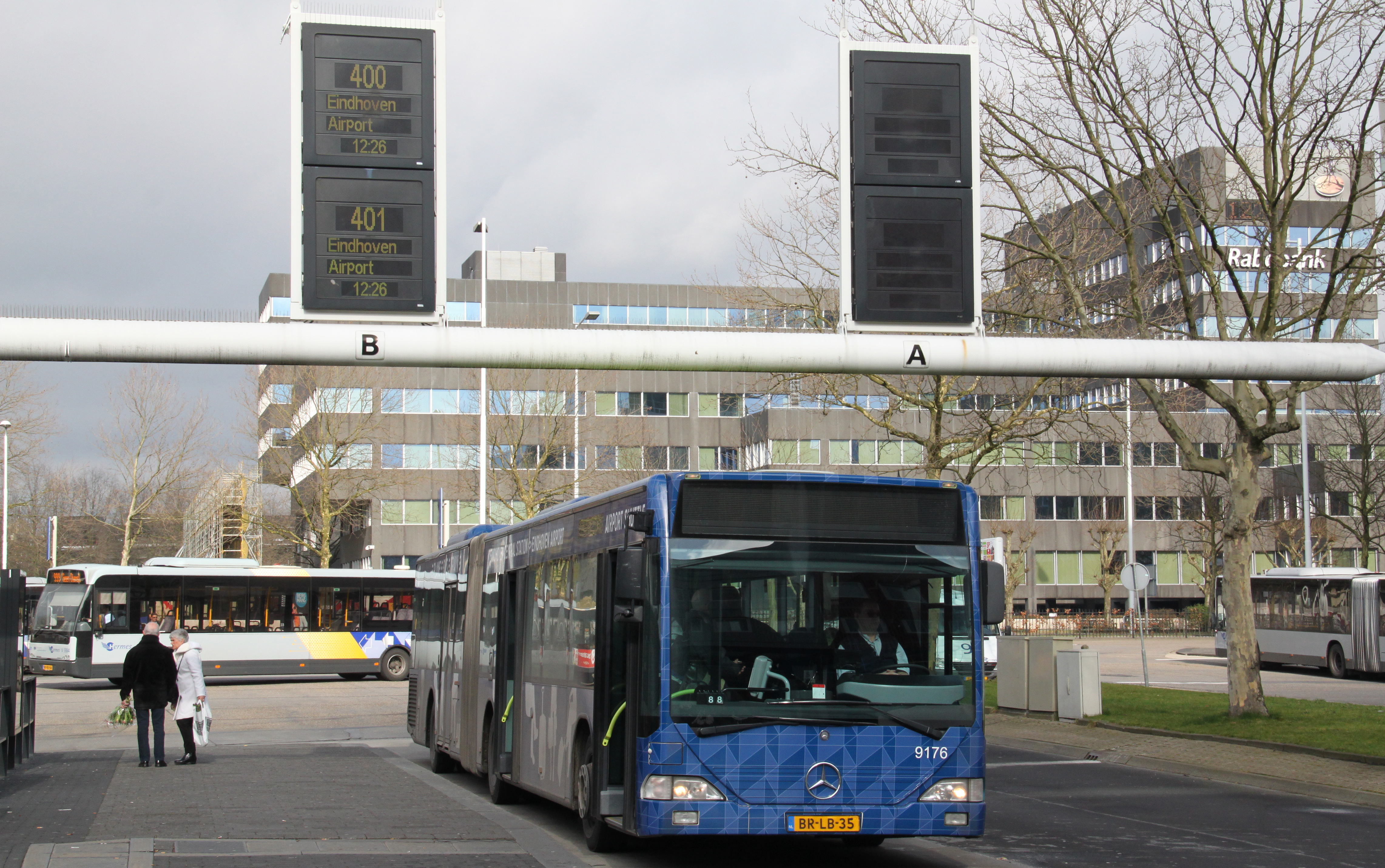
Blauw.

-   
 Blauw.

#### Phileas(2004-2016)
De Phileas wordt standaard geleverd in de betreffende kleur en past bij het grijs van de nieuwe huisstijl van vervoerder Hermes.

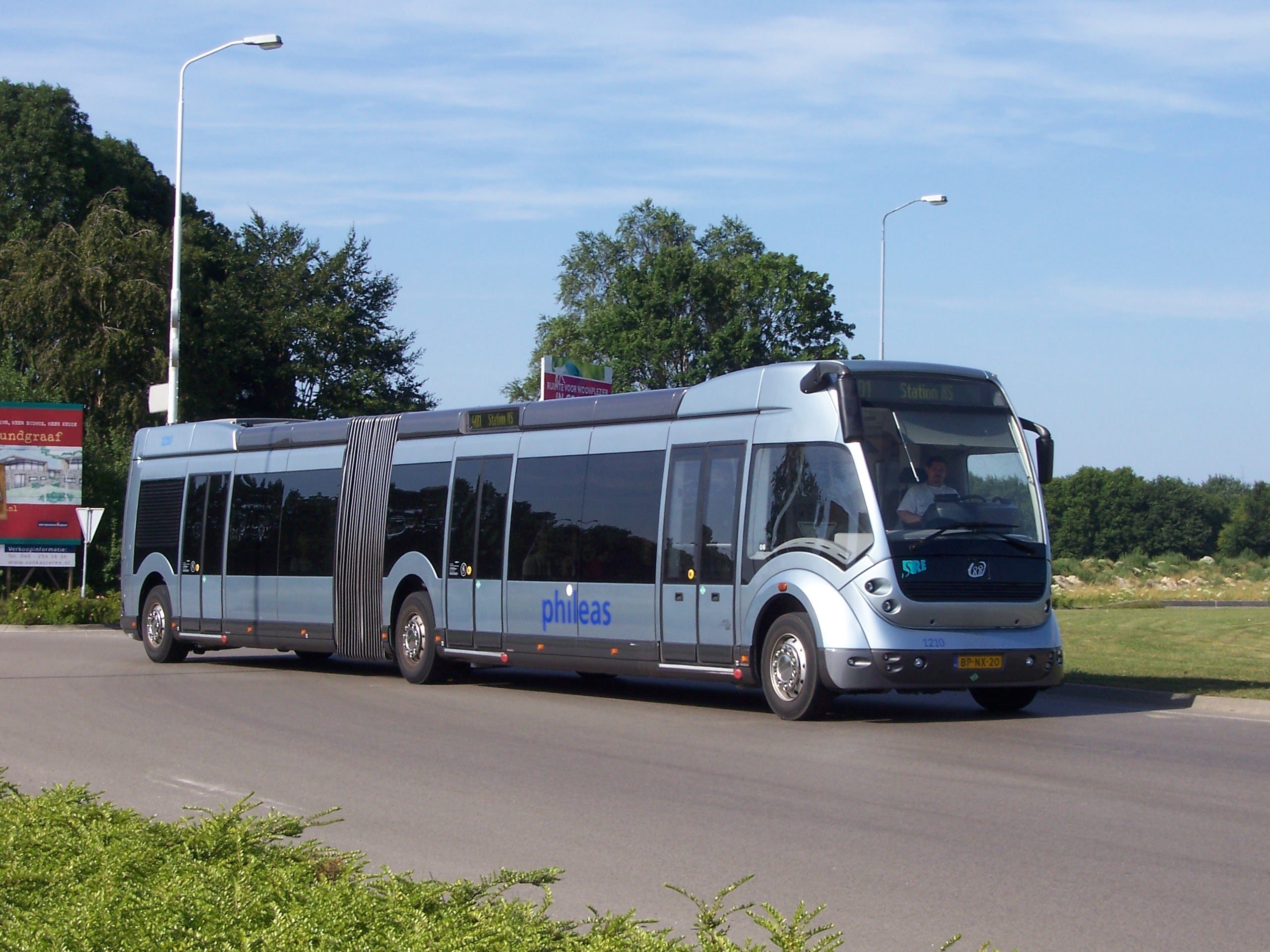

### Limburg

#### ArrivaLimburg (2016-heden)
De bussen en treinen van Arriva in Limburg hebben een donkerblauwe basis en witte kop. er staat een rode leeuw aan de zijkanten van de kop.

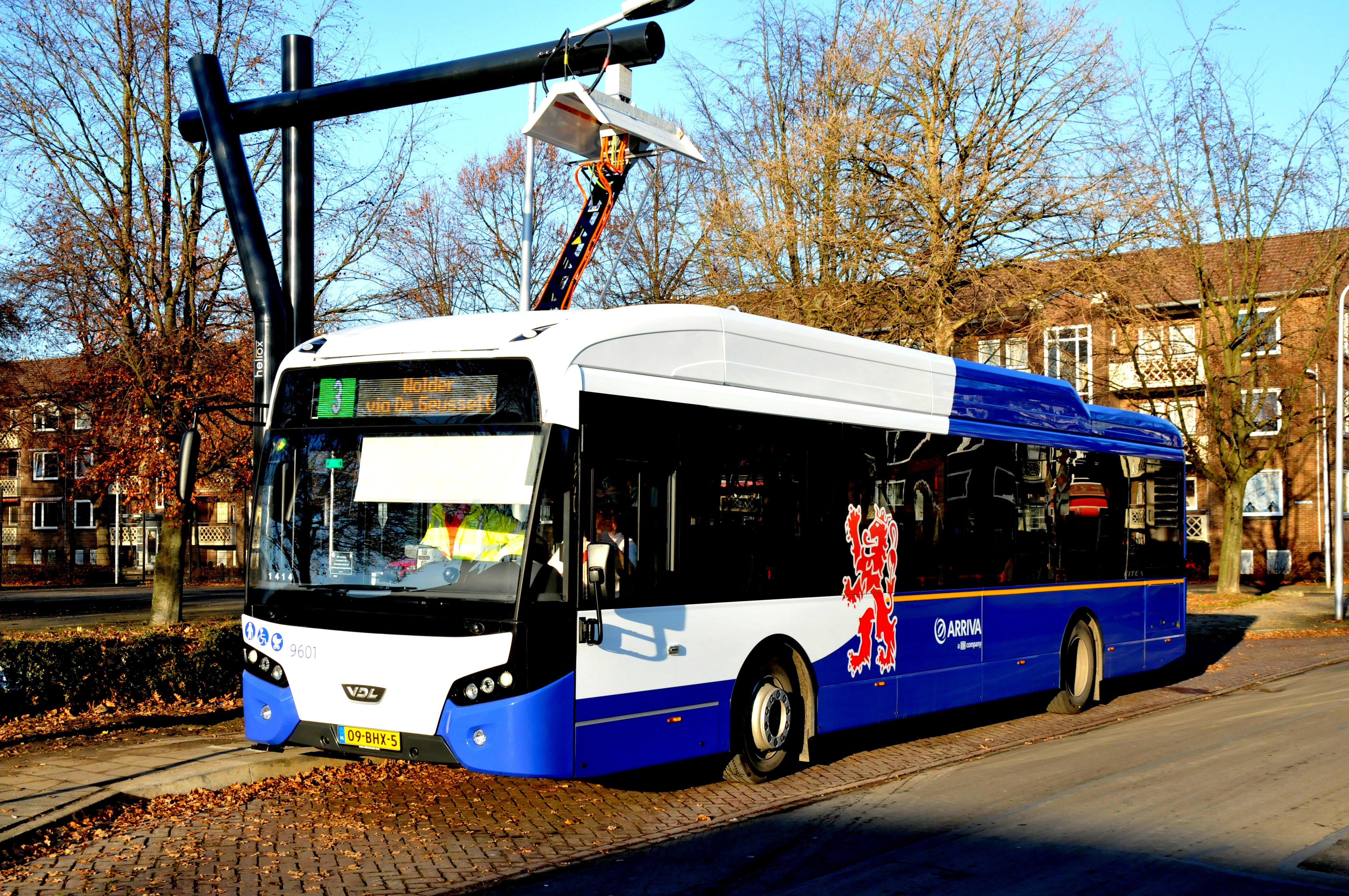
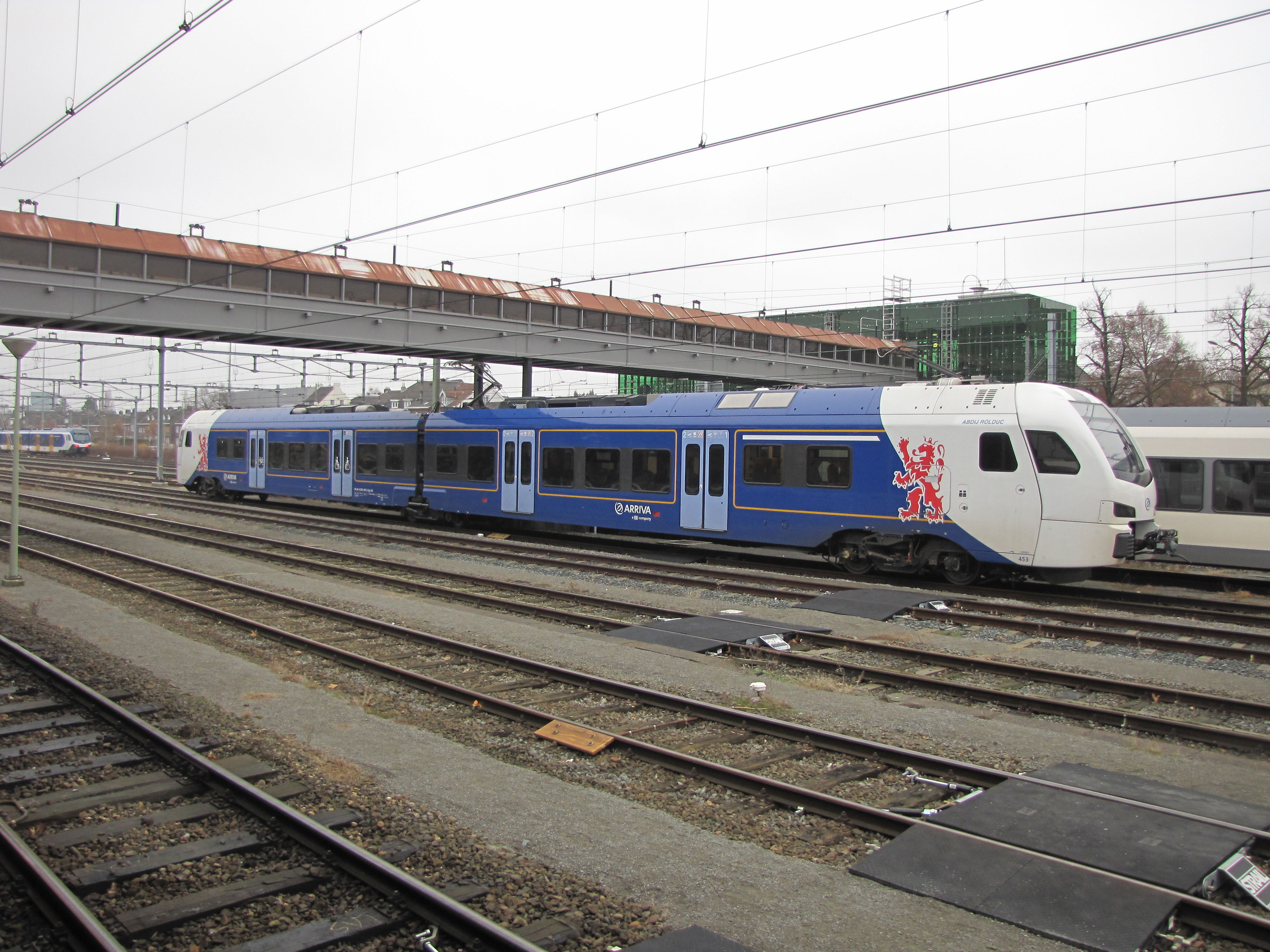

## Internationale verbindingen
In Nederland rijdt ook internationaal openbaar vervoer met bijbehorende huisstijl. De meeste internationale treinen die in Nederland rijden zijn onderdeel van de NS (NS International) en/of NMBS, maar rijden onder een andere bedrijfsnaam. De vervoerder Publicexpress is een busmaatschappij die rijdt tussen Bremen (Duitsland) en Groningen (Nederland). Hieronder is een overzicht van de huisstijlen van dit internationale openbaar vervoer:

### Beneluxtrein(1986-2012)
Bordeauxrood-gele locomotief in de kleuren van NS en NMBS. Bakken hebben meestal de kleuren van NS Hispeed, enkele stuurstandrijtuigen hebben nog de oude roodgele huisstijl.

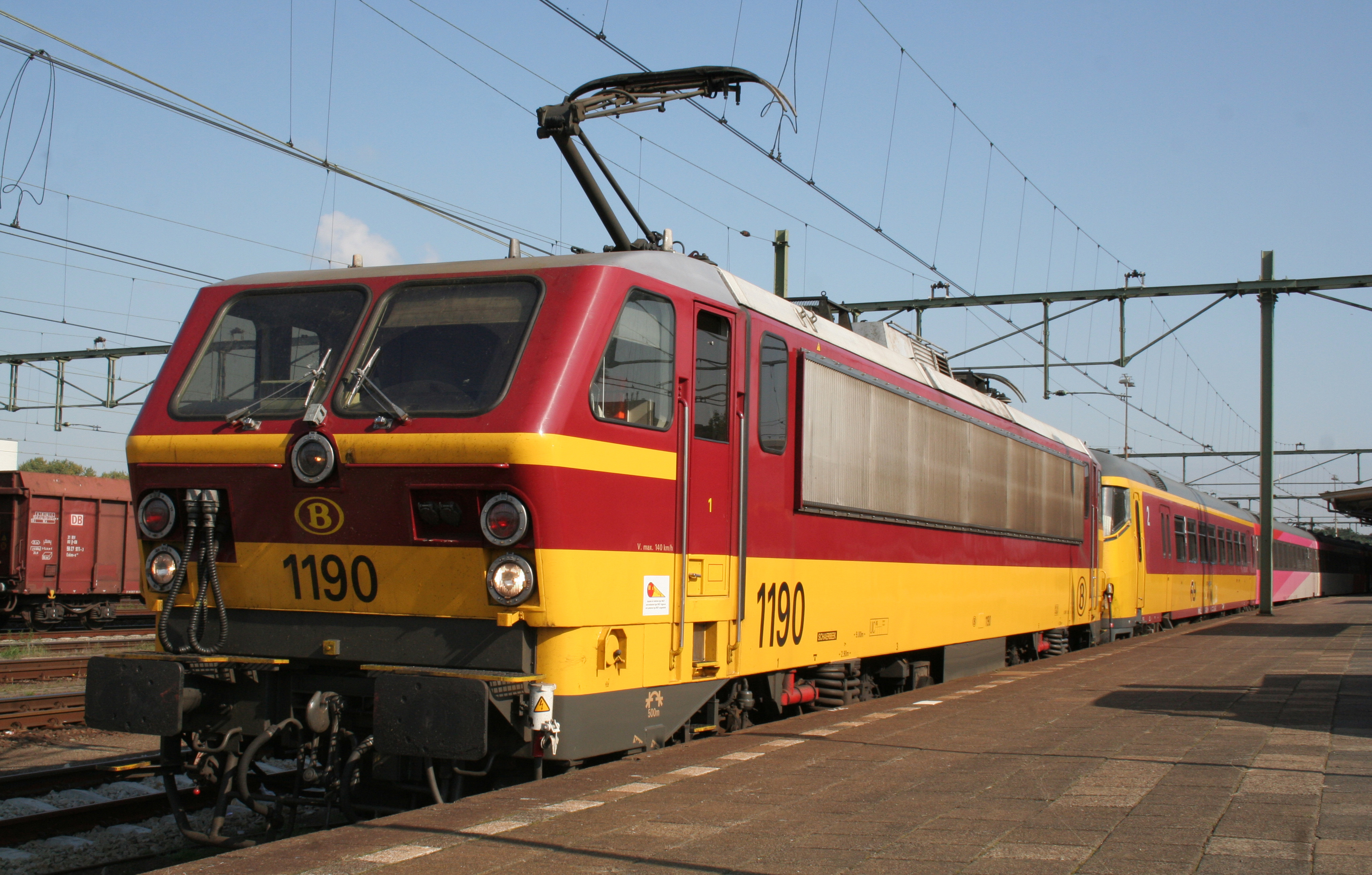

### Fyra(2009-2013)
Voor de Fyra werd de huisstijl van NS Hispeed gebruikt. Witte snoet loopt aan de zijkanten in een schuine lijn over in rood naar heidepaars naar lichtroze.

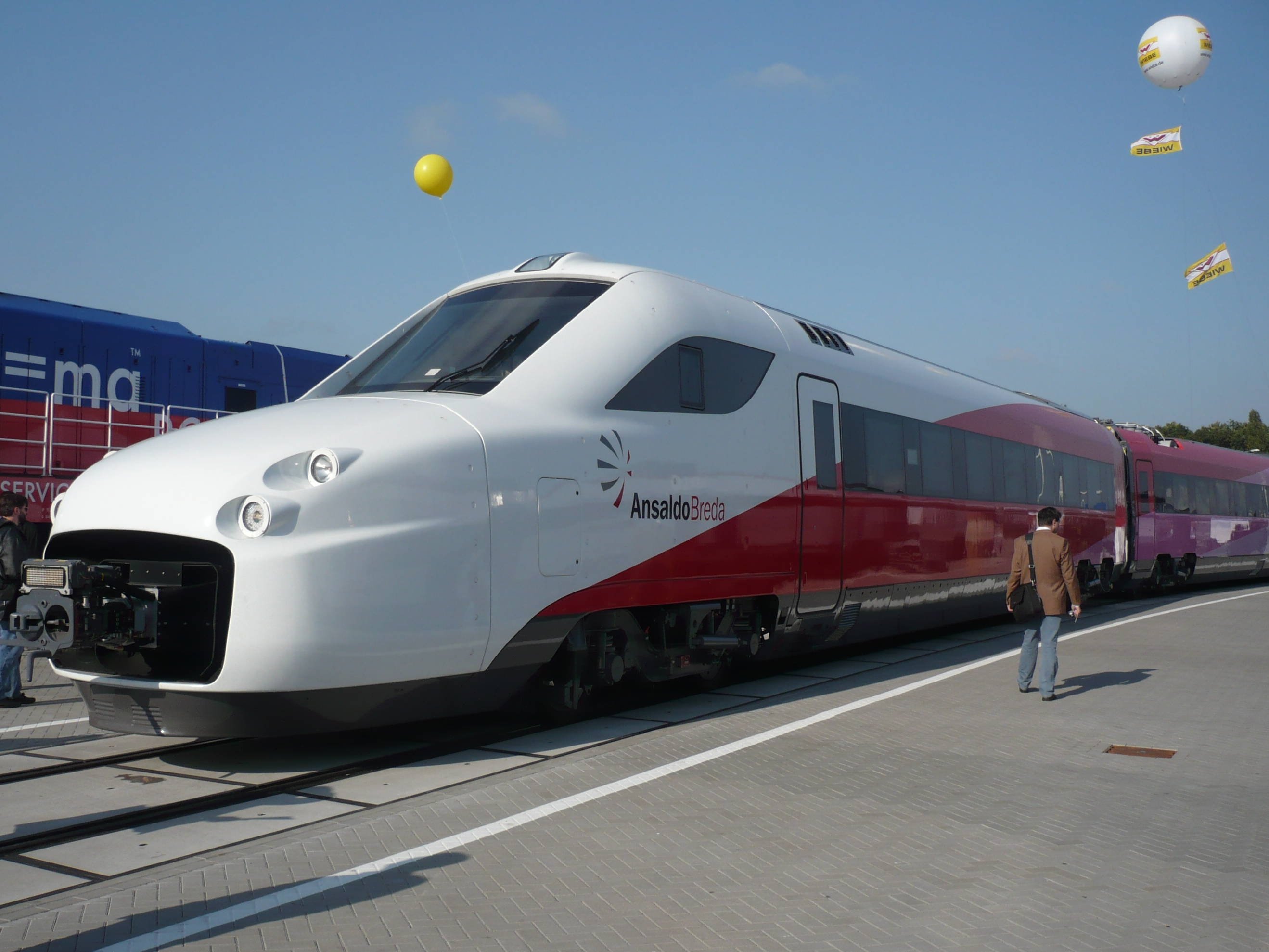

### ICE(1985-heden)
Wit als hoofdbasis met een rode lijn rondom de trein. De rode lijn is bij enkele stellen vervangen door een andere kleur lijn voor promotiedoeleinden.

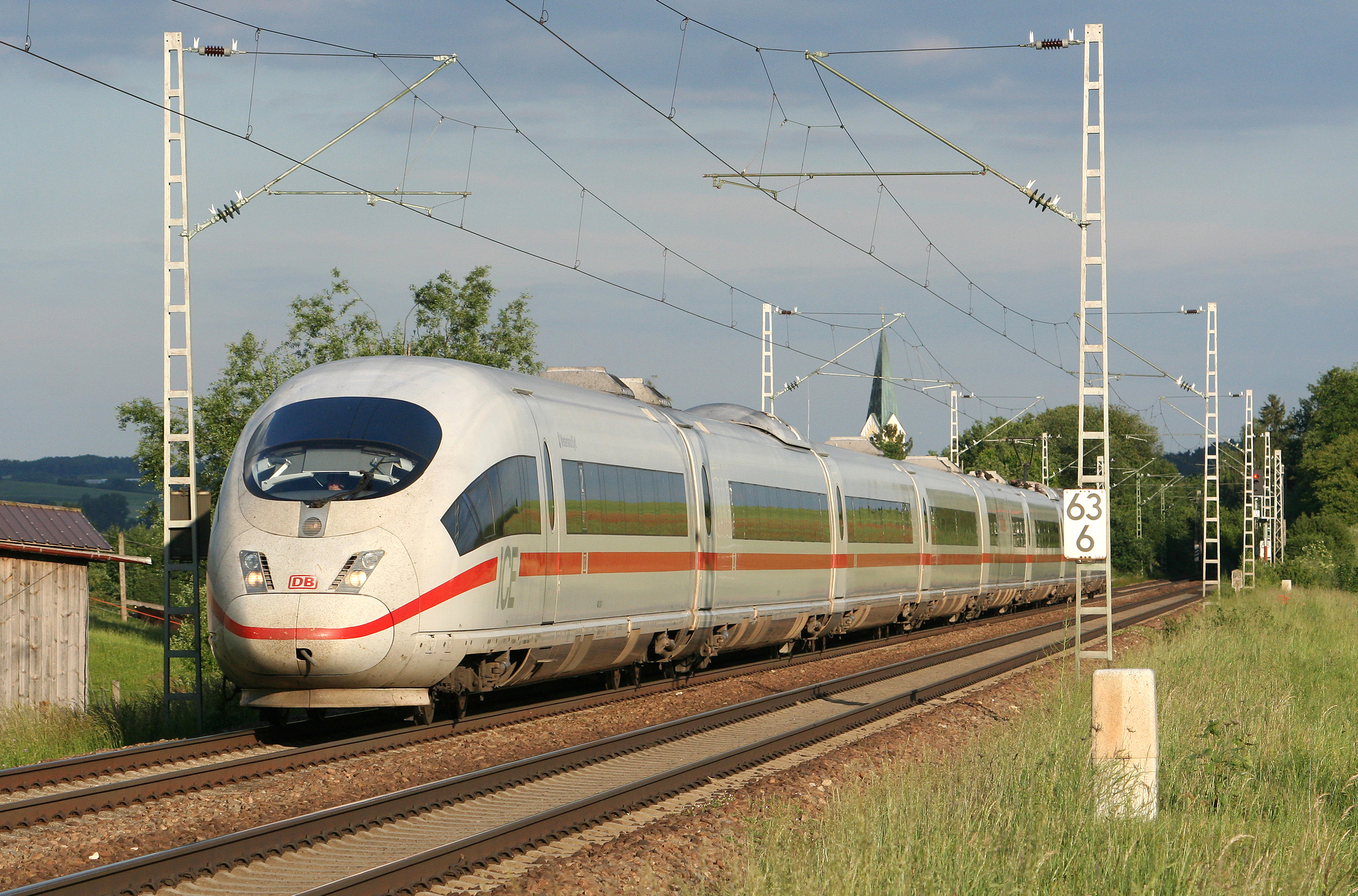

### Publicexpress (2004-heden)

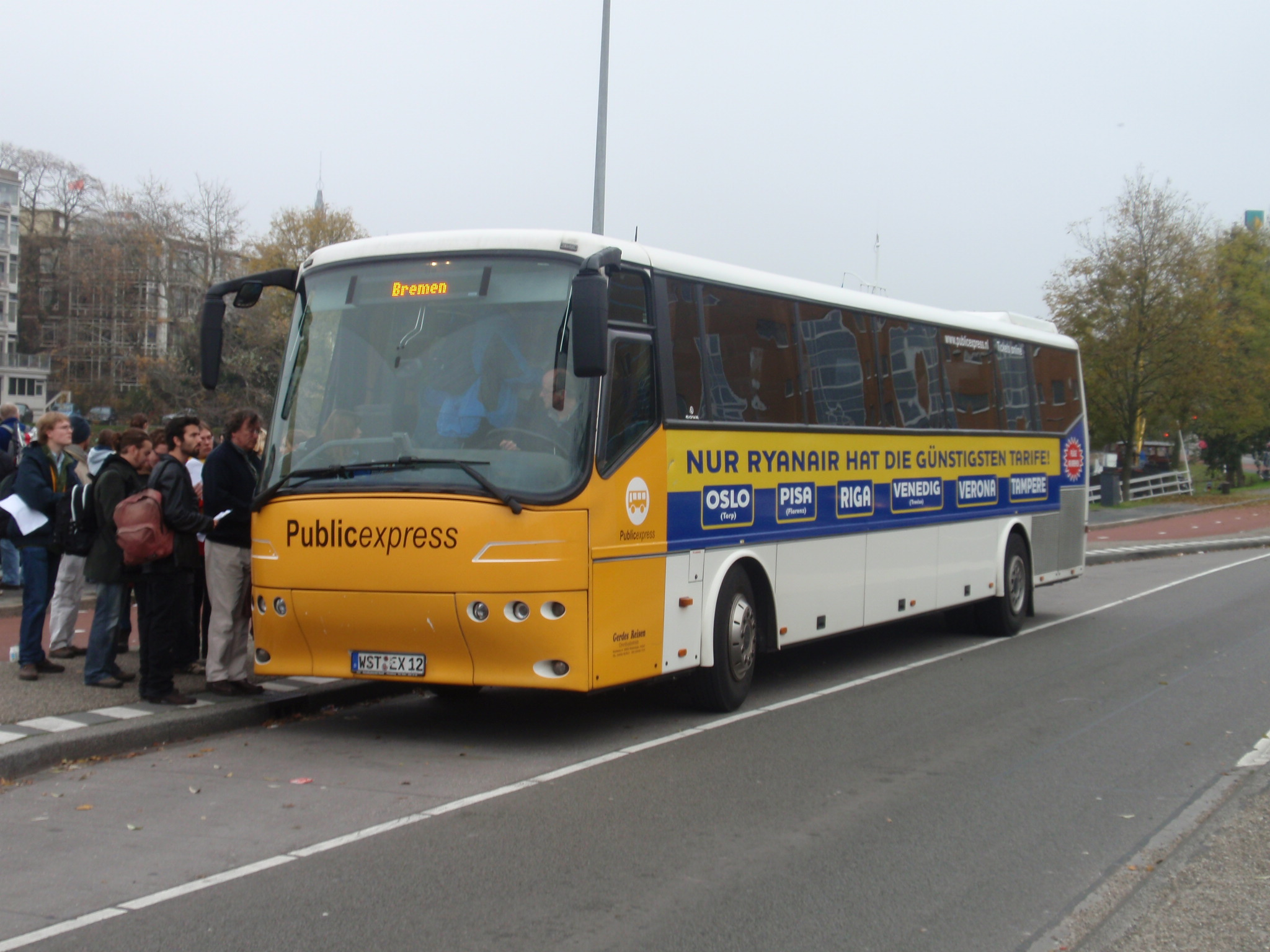
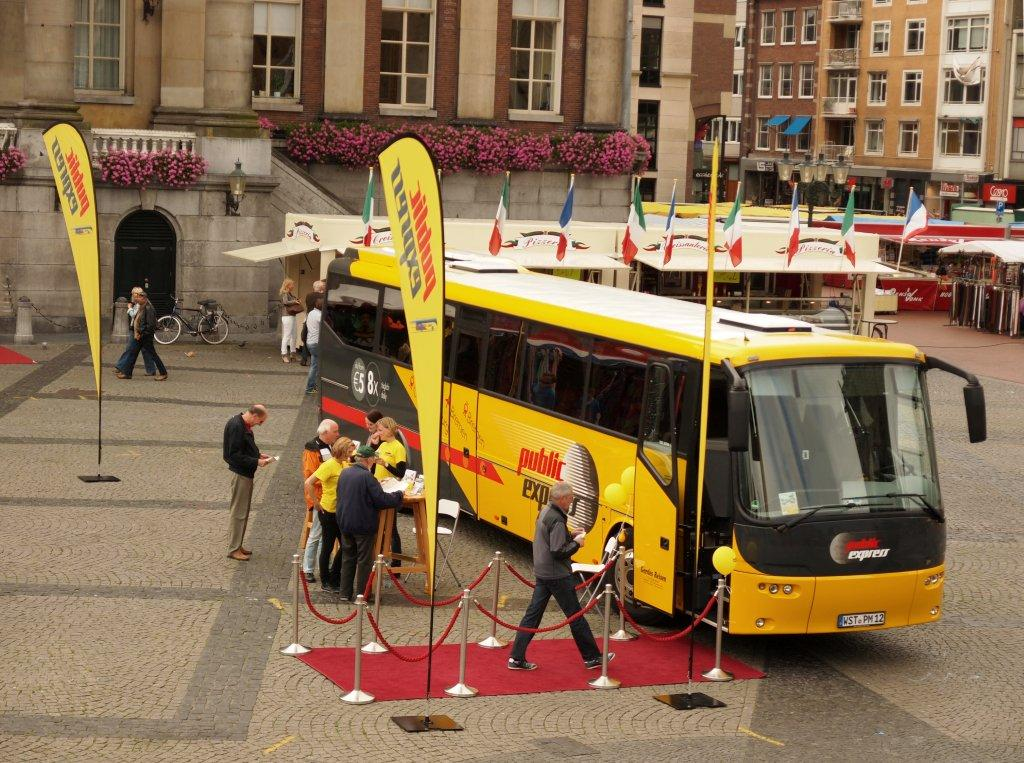

### Thalys(1996-heden)
Het logo van de Thalys werd in 1995 ontworpen door Jelle van der Toorn Vrijthoff van Total Design. De kleuren zijn donkerrood en zwart. De andere huisstijlkleur is zilvergrijs.

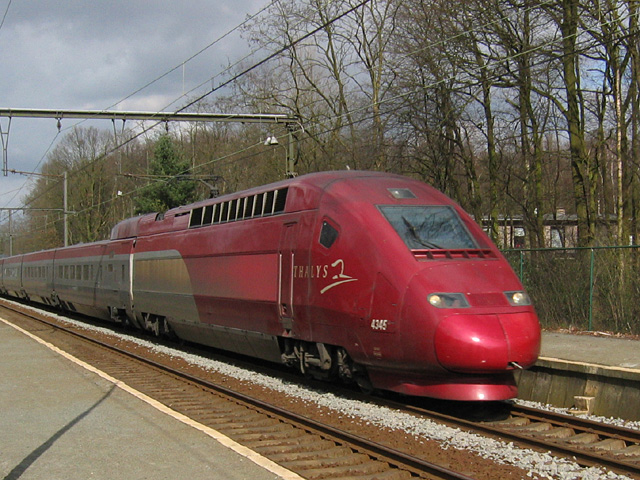
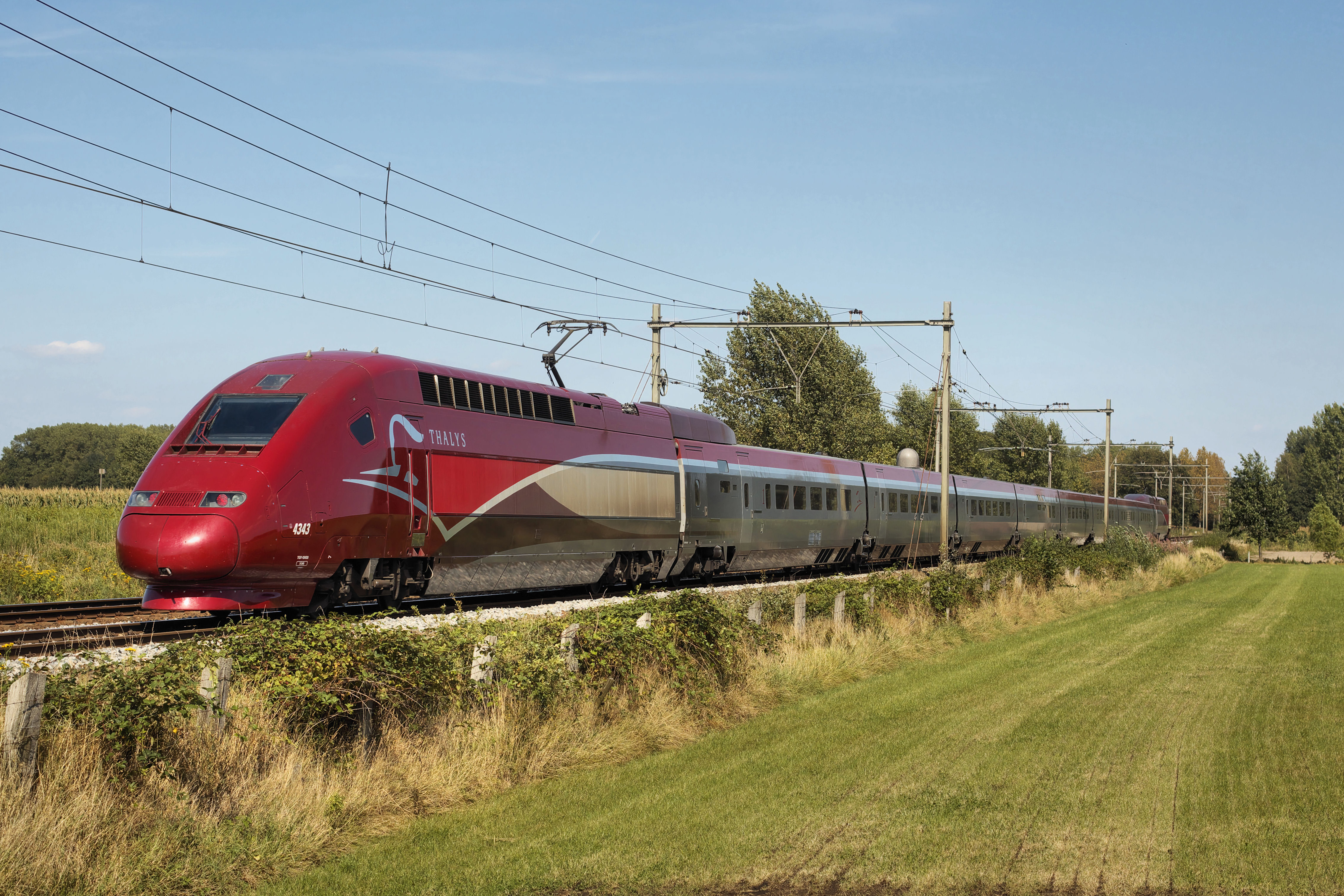
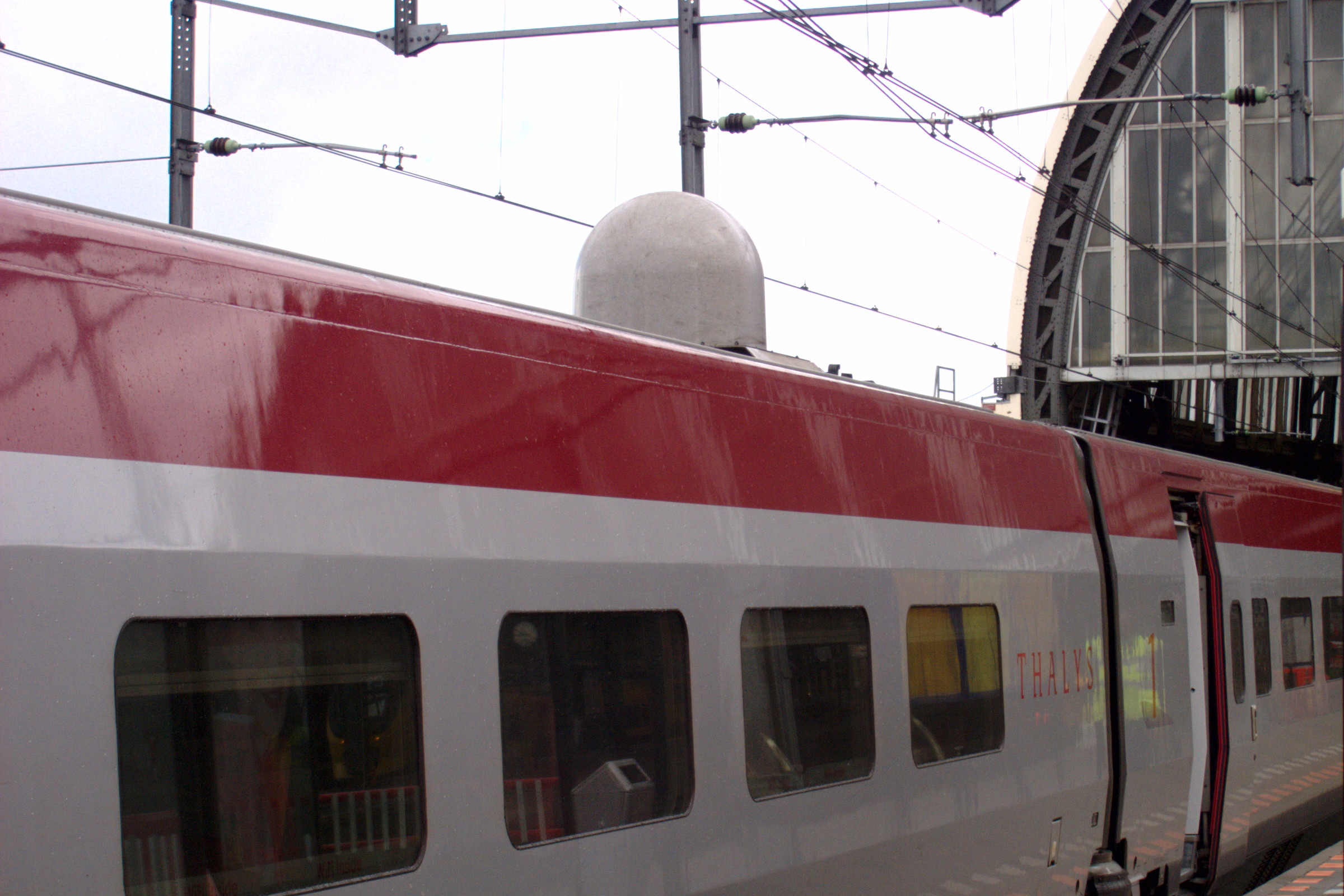